# Liste bedeutender Schiffsversenkungen
Dieser Artikel ist eine chronologische Auflistung gewaltsamer und bedeutender Schiffsversenkungen in der Geschichte der Seefahrt mit den Ursachen Krieg, Terror, Verbrechen oder Unfällen mit Minen aus einem Krieg. Nicht berücksichtigt werden die Motive gezielte, mitunter versteckte, Ablagerung sowie Riffbildung um Lebensraum für die Natur oder Erlebnisraum für Taucher zu schaffen. Teilweise berücksichtigt werden Versicherungsbetrug, Entsorgen von Müll- und Sondermüll-Ladung und Entsorgen von Schiffen, wenn eine Verschrottung wirtschaftlich nicht vertretbar ist.

## Bis 1800
| Datum               | Name                           | Opfer  | Beschreibung |
| ------------------- | ------------------------------ | ------ | --- |
| 10. Aug. 1512       | Marie la Cordelière und Regent | ≈1.580 | Während des Krieges der Heiligen Liga trafen vor der Westspitze der Bretagne 25 englische und 22 verbündete französische und bretonische Kriegsschiffe aufeinander (Seeschlacht von Saint Mathieu). Das französische Flaggschiff Marie de la Cordelière (1.000 t) legte sich während der Schlacht zum Enterkampf neben das englische Kriegsschiff Regent (600 t). Während des Gefechtes explodierte die Pulverkammer des französischen Schiffes, was wiederum eine Explosion der Pulverkammer des englischen Schiffes nach sich zog. Beide Schiffe sanken, wobei nur wenige Besatzungsangehörige (30?) überlebten. Schätzungsweise 400 britische Seeleute und 1.180 Besatzungsmitglieder der Marie de la Cordelière kamen ums Leben. |
| 30./31. Mai 1564    | Mars                           | ≈400   | Während des Nordischen Siebenjährigen Krieges zwischen Schweden, Dänemark und der Hanse trafen nahe Gotland 27 verbündete dänische und Hanse-Schiffe und 23 schwedische Kriegsschiffe aufeinander. Im Verlauf des Gefechtes enterten Kräfte der Verbündeten das schwedische 107-Kanonen-Linienschiff Mars (1.800 t), das Flaggschiff der schwedischen Flotte und das damals größte Kriegsschiff in der Ostsee. Das Schiff geriet beim Enterkampf in Brand und sank in der Nacht des 30. auf den 31. Mai 1564 nach einer Pulverkammerexplosion. Bei der Explosion kamen rund 400 Seeleute und Seesoldaten ums Leben, darunter auch zahlreiche Soldaten der Verbündeten (200?).                                                        |
| 11. Juni 1676       | Svärdet                        | ≈620   | Während der Seeschlacht bei Öland wurde das schwedische 94-Kanonen-Linienschiff Svärdet (1.700 t) durch Geschützfeuer der vereinigten dänisch-holländischen Flotte schwer getroffen und sank in den Nachmittagsstunden, etwa gegen 16.40 Uhr, nach einer Explosion der Pulverkammer, nachdem ein Brander das Schiff zuvor in Brand gesetzt hatte. Beim Untergang starben rund 620 Seeleute. Nur etwa 20 Mann überlebten. |
| 21. Okt. 1707       | Devonshire                     | 497    | Während des Seegefechtes bei Lizard Point wurde das britische 80-Kanonen-Linienschiff Devonshire durch französisches Geschützfeuer schwer getroffen und sank nach einer Explosion der Pulverkammer. Von der 500 Mann starken Besatzung des Schiffes überlebten nur drei. |
| 8. Juni 1708        | San José                       | 578    | Etwa 16 Seemeilen vor dem Hafen von Cartagena (Kolumbien) attackierten vier britische Kriegsschiffe einen spanischen Schatzkonvoi (siehe Seegefecht vor Cartagena), bestehend aus 14 Handelsschiffen und drei Kriegsschiffen. Während eines fast zehn Stunden dauernden Gefechtes wurde das spanische Linienschiff San José (1.700 t) in Brand geschossen und sie sank nach einer Explosion der Pulverkammer. 578 Seeleute, Soldaten und Passagiere fanden dabei den Tod. Nur elf Überlebende wurden später gerettet. An Bord des Schiffes befanden sich 344 Tonnen Gold- und Silbermünzen sowie 116 Kisten mit Smaragden aus Peru. Der heutige Wert dieser Ladung beträgt (geschätzt) etwa drei bis vier Milliarden Euro.           |
| 4. Okt. 1710        | Dannebroge                     | ≈600   | In der Seeschlacht in der Køgebucht trafen im Großen Nordischen Krieg 31 dänische und 24 schwedische Kriegsschiffe aufeinander. Während der Schlacht, etwa gegen 15.30 Uhr, explodierte die Pulverkammer des dänischen 94-Kanonen-Linienschiffes Dannebroge (1.800 t) aus nicht sicher geklärten Gründen. Von den rund 600 Mann Besatzung des Schiffes überlebten nur drei. |
| 8. Okt. 1747        | Dartmouth                      | 288    | Während des Österreichischen Erbfolgekrieges wird das spanische Linienschiff Glorioso (70 Kanonen) durch mehrere britische Schiffe angriffen. Im Laufe des Gefechts explodiert das britische Linienschiff Dartmouth (50 Kanonen). Von den rund 300 Mann Besatzung des Schiffes überlebten nur zwölf. |
| 7. März 1778        | Randolph                       | 301    | Während des Amerikanischen Unabhängigkeitskrieges traf die amerikanische Fregatte Randolph (1.100 t) östlich von Barbados auf das wesentlich stärkere britische Linienschiff Yarmouth. Nach einem kurzen Artilleriegefecht (Seegefecht bei Barbados) explodierte die Pulverkammer des amerikanischen Schiffes nach einem Volltreffer. Die Randolph wurde völlig zerstört und sank in wenigen Minuten. Von den 305 Besatzungsmitgliedern der Fregatte überlebten nur vier Mann. |
| 25. Sep. 1779       | Bonhomme Richard               | ≈170   | Im Amerikanischen Unabhängigkeitskrieg traf die amerikanische Fregatte Bonhomme Richard (1.014 t), als Teil eines Geschwaders von fünf Schiffen, am 23. September auf die britische Fregatte Serapis und eine kleinere Sloop, welche einen Konvoi vor der Küste von Yorkshire eskortierten. Im sich daraus entwickelnden Gefecht bei Flamborough Head wurde die britische Fregatte nach einem erbitterten Artillerieduell von den Amerikanern erobert. Die Bonhomme Richard, auf welcher rund 170 Mann den Tod fanden, wurde allerdings ebenfalls schwer getroffen und sank am 25. September infolge der erlittenen Gefechtsschäden.                                                                                                 |
| 16. Jan. 1780       | Santo Domingo                  | ≈680   | Während der Seeschlacht bei Kap St. Vincent wurde das spanische 74-Kanonen-Linienschiff Santo Domingo (1.800 t) durch englisches Geschützfeuer schwer getroffen, geriet in Brand und sank nach einer Explosion der Pulverkammer. Von den rund 680 Seeleuten und Seesoldaten an Bord überlebte (vermutlich) niemand. Verschiedentlich wurde dargelegt, dass ein einziger Überlebender später von den Briten gerettet wurde, was aber nicht vollständig gesichert war. |
| 1. Juni 1794        | Vengeur du Peuple              | ≈220   | Etwa 400 Seemeilen westlich von Ouessant, während der Seeschlacht am 13. Prairial („Glorious First of June“) zwischen der französischen Revolutionsflotte und der britischen Flotte wurde das französische Linienschiff Vengeur du Peuple (2.900 t) durch Geschützfeuer schwer beschädigt und völlig entmastet. Es sank schließlich infolge von zahlreichen Wassereinbrüchen und Bränden. Etwa 220 Seeleute gingen mit dem Schiff unter, rund 400 Mann wurden von britischen Schiffen gerettet. |
| 13./14. Januar 1797 | Droits de l’Homme              | ≈1.000 | Vor der Insel Ouessant traf das französische Linienschiff Droits de l'Homme (2.900 t), auf dem Weg von Irland nach Brest und mit 1.300 Soldaten und Seeleuten an Bord, auf die beiden britischen Fregatten Indefatigable und Amazon. In einem 15 Stunden dauernden Gefecht wurde das Linienschiff schwer beschädigt und strandete schließlich in einem aufziehenden Sturm an der bretonischen Küste. Von den rund 1.300 Menschen an Bord kamen etwa 250 während des Artilleriegefechtes zu Tode; rund 750 Mann ertranken zudem während des Schiffbruchs. Nur etwa 300 Mann überlebten. |
| 1. Aug. 1798        | Orient                         | ≈1.000 | Während der Seeschlacht bei Abukir wurde das große französische Linienschiff L'Orient (5.000 t), Flaggschiff der französischen Flotte, von britischen Schiffen schwer getroffen und geriet in Brand. Gegen 22.00 Uhr erreichten die Flammen die Hauptpulverkammer und lösten eine verheerende Explosion aus. Das Schiff wurde völlig zerstört, Trümmerstücke wurden fast eine Seemeile weit weg geschleudert. Etwa 1.000 Besatzungsangehörige kamen in dem Inferno um. Nur rund 70 Mann überlebten das Desaster. |

## 1801–1913
| Datum                | Name                        | Opfer  | Beschreibung |
| -------------------- | --------------------------- | ------ | --- |
| 21. Okt. 1805        | Achille                     | 481    | Während der Seeschlacht bei Trafalgar wurde das französische Linienschiff Achille (1.630 ts) durch britisches Geschützfeuer schwer getroffen und sank in den Nachmittagsstunden, etwa gegen 17.45 Uhr, nach einer Explosion der Pulverkammer. 481 Seeleute kamen dabei ums Leben. 158 Besatzungsangehörige wurden von britischen Schiffen gerettet. |
| 22. Okt. 1805        | Santísima Trinidad          | ≈550   | Das spanische 136-Kanonen-Linienschiff Santísima Trinidad (4.500 ts), Flaggschiff der spanischen Flotte und zum Zeitpunkt des Untergangs eines der größten Linienschiffe der Welt, sank einen Tag nach der Schlacht von Trafalgar infolge der erlittenen Gefechtsschäden. Der Untergangsort liegt etwa 15 Seemeilen nordwestlich der Straße von Gibraltar. Etwa 150 Verwundete an Bord gingen mit dem Schiff unter, womit die Besatzung insgesamt 550 Tote zu beklagen hatte, da bereits während der Schlacht rund 400 Mann gefallen waren. |
| 22. Okt. 1805        | Indomptable                 | ≈1.050 | Das französische 80-Kanonen-Linienschiff Indomptable (1.800 ts), schwer beschädigt in der vorhergegangenen Schlacht von Trafalgar, sank nordwestlich der Straße von Gibraltar infolge der erlittenen Gefechtsschäden. Da zum Zeitpunkt des Untergangs ein Sturm tobte, konnten nur wenige Schiffbrüchige gerettet werden. An Bord der Indomptable befanden sich etwa 700 Besatzungsmitglieder und 500 Schiffbrüchige des zuvor gesunkenen Linienschiffes Bucentaure. Nur etwa 150 Mann wurden von britischen Schiffen geborgen. Schätzungsweise 1.050 Seeleute fanden den Tod. |
| 13. März 1811        | Favorite                    | ≈200   | Vor der Insel Lissa fingen vier britische Kriegsschiffe, darunter drei Fregatten, einen aus sechs Fregatten bestehenden französisch-venezianischen Verband ab, der Truppen auf Lissa hätte anlanden sollten, und besiegten ihn (Seeschlacht von Lissa). Im Verlauf des Gefechtes wurde die französische 44-Kanonen-Fregatte Favorite (800 ts) schwer beschädigt und lief auf Grund. Das Schiff wurde später von der eigenen Besatzung in Brand gesteckt und zerstört. Schätzungsweise 200 Menschen kamen ums Leben. |
| 20. Nov. 1820        | Essex                       | 12     | Das amerikanische Walfangschiff Essex (238 BRT) wurde im Südostpazifik von einem Wal angegriffen und sank dadurch. Die Mannschaft rettete sich auf drei kleine Walfangboote und durchquerte in einer 3.500 Seemeilen langen Reise den halben Südpazifik. Drei Männer blieben auf der kleinen Pazifikinsel Henderson zurück, es kam zu Kannibalismus in den Booten. Mit den Männern auf Henderson überlebten acht der 20 Mann starken Besatzung. Diese Katastrophe diente als Vorlage für Herman Melvilles Roman Moby-Dick. |
| 8. März 1862         | Cumberland und Congress     | 231    | Im Sezessionskrieg versenkte auf der Reede vor Hampton Roads das konföderierte Panzerrammschiff Virginia die zur Marine der Nordstaaten gehörenden Fregatten Cumberland (1.726 ts) und Congress (1.867 t) durch Rammstoß und Artilleriebeschuss. Dabei starben 121 Seeleute an Bord der Cumberland und 110 an Bord der Congress. Es war das erste Gefecht zwischen einem Panzerschiff und hölzernen Kriegsschiffen. |
| 24. Apr. 1862        | Governor Moore              | 64     | Auf dem Mississippi, nahe New Orleans, wurde das konföderierte Kanonenboot Governor Moore (1.215 ts), nach der Rammung des zur Unionsflotte gehörenden Kanonenbootes Varuna, von der Artillerie des ebenfalls zur Marine der Nordstaaten gehörenden Kanonenbootes Cayuga schwer getroffen und lief auf Grund. 64 Mann der Besatzung wurden getötet. Das Wrack wurde später in Brand gesteckt und zerstört. |
| 12. Dez. 1862        | Cairo                       | 1      | Auf einem Seitenarm des Mississippi Rivers, nahe Haynes Bluff, lief das zur Marine der Nordstaaten gehörende Panzerkanonenboot Cairo (512 ts) auf eine elektrische Kontaktmine der Konföderierten auf und sank. Die Besatzung konnte sich fast vollständig retten, lediglich ein Besatzungsmitglied ertrank. Es war die erste Versenkung eines gepanzerten Kriegsschiffes durch eine elektrisch gezündete Mine. |
| 17. Feb. 1864        | Housatonic und H. L. Hunley | 14     | Im Sezessionskrieg versenkte vor dem Hafen von Charleston das Südstaaten-U-Boot H. L. Hunley das Nordstaaten-Blockadeschiff Housatonic (1.930 ts) mit einem primitiven Spierentorpedo. Dabei starben fünf Mann auf der Housatonic. Es war der erste Versenkungserfolg eines U-Bootes mit einem Torpedo gegen ein Kriegsschiff überhaupt. Allerdings ging das U-Boot bei diesem Angriff ebenfalls mit der gesamten Besatzung (neun Mann) verloren, vermutlich infolge der Schockwelle der Torpedoexplosion. |
| 19. Juni 1864        | Alabama                     | 41     | Vor Cherbourg traf während des Sezessionskrieges die Nordstaaten-Korvette Kearsarge auf das konföderierte Kaperschiff Alabama (1.050 ts). Dem artilleristisch überlegenen Kriegsschiff der Union gelang es, den Handelsstörer in einem erbitterten Duell niederzukämpfen und zu versenken. 41 Seeleute an Bord der Alabama fanden dabei den Tod, etwa 120 Mann überlebten. Mit 65 aufgebrachten Schiffen war die Alabama der erfolgreichste Kaperkreuzer der Konföderierten. |
| 5. Aug. 1864         | Tecumseh                    | 93     | Während der Schlacht in der Mobile Bay lief der Nordstaaten-Monitor Tecumseh (2.100 ts) auf eine fest verankerte konföderierte Mine. Die Explosion war so heftig, dass das Panzerschiff innerhalb von nur 25 Sekunden kenterte und sank. Von den 114 Mann Besatzung konnten sich nur 21 retten. 93 Mann fanden den Tod. |
| 15. Jan. 1865        | Patapsco                    | 62     | Im Hafen von Charleston lief der zur Marine der Nordstaaten gehörende Monitor Patapsco (1.875 ts) auf eine Mine der Konföderierten und sank innerhalb von einer Minute. Der Hafen befand sich zum Zeitpunkt des Untergangs bereits unter Kontrolle der Nordstaaten, hätte aber noch von Minen geräumt werden müssen. Mit dem Schiff gingen 62 Besatzungsmitglieder unter, etwa 40 Mann überlebten. |
| 20. Juli 1866        | Re d’Italia und Palestro    | 612    | Während der Seeschlacht von Lissa rammte das österreichische Flaggschiff Erzherzog Ferdinand Max das italienische Panzerschiff Re d'Italia (5.610 ts), Flaggschiff der italienischen Flotte, sowie die Panzerkorvette Palestro (2.200 ts). Die Re d’Italia kenterte innerhalb von drei Minuten und sank. Mit dem Schiff gingen 381 Seeleute unter. Die zusätzlich durch Artilleriefeuer schwer getroffene Palestro wurde etwa 30 Minuten nach Ende der Schlacht von einer Munitionsexplosion zerrissen. Auf ihr fanden 231 Mann den Tod, nur 19 überlebten. |
| 2. Sep. 1866         | Rio de Janeiro              | 53     | Während der Schlacht um Fort Curuzú im Tripel-Allianz-Krieg geriet das brasilianische Panzerkanonenboot Rio de Janeiro (870 ts) auf dem Río Paraguay auf eine improvisierte paraguayische Schwarzpulver-Flussmine und sank. 53 Besatzungsangehörige kamen dabei ums Leben, 61 Mann überlebten. Es handelte sich um das einzige Panzerschiff, das während des Tripel-Allianz-Krieges versenkt wurde. |
| 21. Mai 1879         | Esmeralda                   | 143    | Während des Salpeterkrieges zwischen Chile, Peru und Bolivien wurde im Rahmen der Seegefechte von Iquique und von Punta Gruesa die chilenische Fregatte Esmeralda (850 ts) von dem peruanischen Panzerschiff Huáscar und der Fregatte Independencia schwer beschädigt und nach einem erfolglosen Enterversuch versenkt. Mit dem Schiff gingen 143 Mann unter. |
| 23. Apr. 1891        | Blanco Encalada             | 182    | Während des Chilenischen Bürgerkrieges griffen in der Morgendämmerung zwei Torpedokreuzer der zum Präsidenten stehenden Flottenkräfte das in der Bucht von Caldera liegende Panzerschiff Blanco Encalada (3.560 ts) der rivalisierenden Kongresspartei an. Das Panzerschiff erhielt einen Torpedotreffer von der Almirante Lynch und sank, wobei 182 Seeleute starben. Es war die erste Versenkung eines Panzerschiffes durch selbstangetriebene Torpedos, die von einem Überwasserkriegsschiff abgeschossen wurden. |
| 14./15. Oktober 1893 | Rio de Janeiro              | ≈500   | Während der Revolte der Marine in Brasilien unter der Führung des Marineministers, Konteradmiral Josè de Mello, rammte in der Nacht des 14./15. Oktober der Rebellenkreuzer República vor dem Hafen von Rio de Janeiro den Truppentransporter Rio de Janeiro der Regierungstruppen, der Verstärkungen in die Stadt hätte bringen sollen. Das mit rund 1.100 Soldaten und Seeleuten beladene Schiff sank so schnell, dass sich nur etwa 600 Personen retten konnten. Rund 500 Menschen fanden beim Untergang den Tod. |
| 25. Juli 1894        | Gaosheng                    | ≈840   | Der in chinesischen Diensten stehende britische Frachter Gaosheng (2.134 BRT) wurde vor Asan (Korea) von dem japanischen Geschützten Kreuzer Naniwa angehalten und, da sich an Bord über 1.100 chinesische Soldaten sowie rund 40 britische Seeleute und ein deutscher Militärberater befanden, zur Übergabe aufgefordert. Nach vier Stunden Verhandlungen sprang die Besatzung über Bord, da sie eine Meuterei der chinesischen Soldaten im Falle einer Übergabe befürchtete. Die Japaner eröffneten darauf das Feuer auf die Gaosheng und versenkten sie innerhalb von 30 Minuten, wobei (geschätzt) 800 chinesische Soldaten und 37 Briten ums Leben kamen. Nur etwa 300 Überlebende erreichten das Ufer oder wurden von den Japanern gerettet. Der Zwischenfall führte nicht nur zu einer diplomatischen Krise zwischen Japan und Großbritannien, sondern auch zum Ausbruch des Ersten Japanisch-Chinesischen Krieges am 1. August 1894. |
| 4./5. Februar 1895   | Dingyuan                    | ≈30    | Während des ersten Krieges zwischen Japan und China attackierten vier japanische Torpedoboote in einem überraschenden Nachtangriff die im Hafen von Weihaiwèi (Shandong) liegenden chinesischen Kriegsschiffe. Dabei wurde das chinesische Panzerschiff Dingyuan (7.144 ts) von zwei Torpedos getroffen und schwer beschädigt. Das sinkende Schiff wurde an der Küste auf Grund gesetzt und zum Totalverlust. Etwa 30 Mann kamen bei der Attacke ums Leben, rund 310 Seeleute retteten sich ans Ufer. |
| 3. Juli 1898         | Infanta Maria Teresa        | 87     | Während des Spanisch-Amerikanischen Krieges wurde in der Seeschlacht vor Santiago de Cuba der spanische Panzerkreuzer Infanta Maria Teresa (6.890 ts) durch Geschützfeuer amerikanischer Kriegsschiffe, darunter die Linienschiffe Iowa und Oregon, schwer getroffen und musste brennend an der Küste Kubas auf Grund gesetzt werden. 87 Besatzungsmitglieder fanden den Tod, rund 480 Seeleute wurden von den Amerikanern gerettet. |
| 3. Juli 1898         | Almirante Oquendo           | 126    | Während des Spanisch-Amerikanischen Krieges wurde in der Seeschlacht vor Santiago de Cuba der spanische Panzerkreuzer Almirante Oquendo (6.890 ts) durch amerikanisches Geschützfeuer schwer getroffen und geriet in Brand. Das Schiff wurde schließlich von der eigenen Besatzung etwa sieben Seemeilen westlich von Santiago de Cuba in Ufernähe auf Grund gesetzt. 126 Mann der Besatzung fanden während des Gefechtes den Tod, etwa 370 Mann wurden von den Amerikanern gerettet oder erreichten das Ufer. |
| 3. Juli 1898         | Cristóbal Colón             | 21     | Während des Spanisch-Amerikanischen Krieges wurde in der Seeschlacht vor Santiago de Cuba der spanische Panzerkreuzer Cristóbal Colón (7.972 ts) von dem amerikanischen Linienschiff Oregon und den Panzerkreuzern New York und Brooklyn fast zwei Stunden lang verfolgt und beschossen. Nachdem das fliehende Schiff mindestens sechs Treffer erhalten und infolgedessen an Geschwindigkeit eingebüßt hatte, setzte die Besatzung den Kreuzer etwa 50 Seemeilen westlich von Santiago de Cuba in Ufernähe auf Grund. Mehrere Besatzungsangehörige (5?), die sich ans Ufer hatten retten konnten, wurden dort von kubanischen Aufständischen durch Gewehrfeuer getötet. Insgesamt kamen 21 Mann der Besatzung zu Tode. Rund 570 Seeleute überlebten. |
| 3. Juli 1898         | Vizcaya                     | 76     | Während des Spanisch-Amerikanischen Krieges wurde in der Seeschlacht vor Santiago de Cuba der spanische Panzerkreuzer Vizcaya (6.890 ts) durch Geschützfeuer des amerikanischen Panzerkreuzers Brooklyn schwer getroffen und wurde brennend in Ufernähe, etwa 18 Seemeilen westlich von Santiago de Cuba, auf Grund gesetzt. 76 Besatzungsmitglieder fanden den Tod. 422 Mann wurden von amerikanischen Schiffen gerettet. |
| 11. Feb. 1904        | Jenissei                    | ≈100   | In der Bucht von Dalian stieß der russische Minenleger Jenissei (3.000 ts) während des Legens einer Minensperre versehentlich auf eine eigene Mine, die sich losgerissen hatte, wodurch acht weitere Minen an Bord des Schiffes zur Explosion gebracht wurden. Die Jenissei wurde völlig zerstört und sank innerhalb von etwa 20 Minuten. Rund 100 Seeleute kamen ums Leben. |
| 13. Apr. 1904        | Petropawlowsk               | 638    | Das russische Linienschiff Petropawlowsk (10.960 ts) geriet während des Russisch-Japanischen Krieges vor dem Hafen von Port Arthur auf eine japanische Minensperre und erlitt zwei Treffer. Eine verheerende Folgeexplosion der eigenen Munition und der Schiffskessel riss das Schiff in zwei Teile, die innerhalb von 15 Minuten sanken. Mit der Petropawlowsk gingen 638 Seeleute unter. Insgesamt überlebten nur etwa 80 Mann der Besatzung den Untergang. |
| 15. Mai 1904         | Hatsuse und Yashima         | ≈700   | Während des Russisch-Japanischen Krieges liefen die japanischen Linienschiffe Hatsuse (15.255 ts) und Yashima (12.320 ts) vor dem noch von den Russen gehaltenen Hafen von Port Arthur auf eine russische Minensperre, die von dem russischen Minenleger Amur gelegt worden war. Beide Schiffe erlitten je zwei Treffer und sanken. Mit der Hatsuse gingen 496 Mann unter, weitere rund 200 japanische Seeleute starben an Bord der Yashima. Etwa 900 Mann von beiden Schiffen wurden gerettet. Es waren dies die schlimmsten Schiffsverluste der japanischen Marine während des gesamten Russisch-Japanischen Krieges. |
| 15. Juni 1904        | Hitachi Maru                | ≈850   | Der japanische Truppentransporter Hitachi Maru (6.716 BRT), mit rund 1.000 Soldaten und Seeleuten an Bord und auf dem Weg von Shimonoseki nach Gushan, wurde in der Koreastraße von dem russischen Panzerkreuzer Gromoboi durch Artilleriefeuer versenkt. Von den rund 1.000 Menschen an Bord überlebten nur 152. Es war dies der opferreichste Untergang eines einzelnen japanischen Schiffes während des Russisch-Japanischen Krieges. |
| 14. Aug. 1904        | Rurik                       | 204    | Während des Russisch-Japanischen Krieges trafen in der Koreastraße drei russische Panzerkreuzer auf einen aus sechs Kreuzern bestehenden japanischen Verband. Im sich daraus entwickelnden Seegefecht bei Ulsan wurde der russische Panzerkreuzer Rurik (10.933 ts) von japanischem Artilleriefeuer schwer getroffen und manövrierunfähig geschossen. Das Schiff wurde schließlich von der eigenen Besatzung versenkt, um eine Kaperung zu vermeiden. 204 Seeleute an Bord wurden durch den Beschuss getötet, 625 Mann (davon 305 verwundet) wurden von den Japanern gerettet. |
| 13. Dez. 1904        | Takasago                    | 273    | Vor Port Arthur lief im Russisch-Japanischen Krieg der japanische Geschützte Kreuzer Takasago (4160 ts) auf eine russische Mine und sank nach einer starken Folgeexplosion der eigenen Munition. 273 Seeleute gingen mit dem Schiff unter, etwa 200 Mann wurden von japanischen Schiffen gerettet. |
| 27. Mai 1905         | Osljabja                    | 597    | Bereits zu Beginn der Seeschlacht bei Tsushima (Russisch-Japanischer Krieg) wurde das russische Linienschiff Osljabja (13.500 ts) von mehreren 30,5-cm-Granaten des japanischen Linienschiffes Mikasa im Bugbereich und unterhalb der Wasserlinie getroffen. Das Vorschiff lief langsam voll Wasser, weswegen die Osljabja gegen 15.15 Uhr kenterte und sank. Etwa 250 Mann konnten von russischen Zerstörern geborgen werden, aber 597 Seeleute gingen mit dem Schiff unter. Die Osljabja war das erste große russische Kriegsschiff, das in der Schlacht bei Tsushima versenkte wurde. |
| 27. Mai 1905         | Borodino                    | 829    | Während der Seeschlacht bei Tsushima wurde das russische Linienschiff Borodino (13.516 ts) durch japanisches Artilleriefeuer schwer beschädigt. Nach einem Volltreffer durch eine 30,5-cm-Granate, die vermutlich vom japanischen Linienschiff Fuji stammte, explodierte ein Munitionsmagazin, worauf das Schiff kenterte und sank. Von den 830 Besatzungsangehörigen der Borodino konnte nur ein einziger Überlebender von den Japanern gerettet werden. |
| 27. Mai 1905         | Imperator Alexander III.    | 778    | Während der Seeschlacht bei Tsushima wurde das russische Linienschiff Imperator Alexander III. (13.516 ts) durch japanisches Artilleriefeuer schwer beschädigt und musste aus der Gefechtslinie ausscheren. Das Schiff kenterte und sank schließlich in den Abendstunden, wobei nur vier Mann den Untergang überlebten. 778 Besatzungsangehörige gingen mit dem Schiff unter. |
| 27. Mai 1905         | Knjas Suworow               | 734    | Während der Seeschlacht bei Tsushima wurde das russische Linienschiff Knjas Suworow (14.151 ts), das Flaggschiff der russischen Flotte, durch japanisches Artilleriefeuer am Tage schwer beschädigt und in den Abendstunden von japanischen Zerstörern durch insgesamt vier Torpedotreffer versenkt. Mit dem Schiff gingen rund 734 Seeleute unter. Der verwundete russische Oberbefehlshaber, Vizeadmiral Sinowi Roschestwenski, und einige Stabsoffiziere waren bereits gegen 17.00 Uhr von dem russischen Torpedoboot Buinij abgeborgen worden. Insgesamt überlebten nur etwa 25 Mann den Untergang. |
| 27./28. Mai 1905     | Nawarin                     | 678    | Das russische Schlachtschiff Nawarin (10.206 ts) wurde während der Seeschlacht bei Tsushima von japanischen Zerstörern in den Nachtstunden angegriffen und von zwei oder drei Torpedos getroffen. Das Schiff kenterte und sank innerhalb weniger Minuten. Von der 681 Mann starken Besatzung überlebten nur drei Mann. Sie wurden erst vier Tage später von japanischen und britischen Schiffen gefunden und gerettet. |
| 28. Mai 1905         | Sissoi Weliki               | ≈64    | Das russische Schlachtschiff Sissoi Weliki (10.400 ts), das in der Seeschlacht bei Tsushima schwere Treffer erhalten hatte und in Brand geraten war, ergab sich nach der Schlacht japanischen Hilfsschiffen. Der Versuch der Japaner, das stark beschädigte Schlachtschiff einzubringen, misslang jedoch und das aufgegebene Schiff sank um 10.05 Uhr am 28. Mai etwa 50 Seemeilen nordöstlich von Tsushima. Während der Schlacht hatte es an Bord 59 Tote und 66 Verletzte gegeben. Von den 613 Gefangenen, die von den Japanern gerettet wurden, erlagen mindestens noch fünf an den Folgetagen ihren erlittenen Verwundungen. |
| 28. Mai 1905         | Swetlana                    | 169    | Der russische Geschützte Kreuzer Swetlana (3.862 ts) wurde am zweiten Tag der Seeschlacht bei Tsushima von den japanischen Kreuzern Niitaka und Otowa gestellt und sank brennend nach Öffnung der Seeventile. 169 Mann ließen im Gefecht und bei der Versenkung der Swetlana ihr Leben. |
| 28. Mai 1905         | Admiral Uschakow            | ≈100   | Das russische Küstenpanzerschiff Admiral Uschakow (4.648 ts), das der Niederlage der russischen Flotte bei Tsushima am Vortag und in der Nacht entkommen war, wurde in den Abendstunden des 28. Mai von den japanischen Panzerkreuzern Azuma und Yakumo nordöstlich von Pusan beschossen. Nach rund 15 Treffern durch 15,2-cm- und 20,3-cm-Granaten versenkte die russische Besatzung ihr brennendes Schiff selbst. Etwa 100 Mann kamen ums Leben. Die restliche Besatzung wurde von den Japanern gerettet. |

## Erster Weltkrieg

### 1914
| Datum         | Name                                         | Opfer | Beschreibung |
| ------------- | -------------------------------------------- | ----- | --- |
| 5. Aug. 1914  | Königin Luise                                | 129   | Vor der Themsemündung wurde das deutsche Minenschiff Königin Luise (2.150 ts) von britischen Seestreitkräften, darunter dem Spähkreuzer Amphion und drei Zerstörern, während des Legens einer Minensperre überrascht und nach einem einstündigen Verfolgungsgefecht versenkt. 46 der 175 Besatzungsangehörigen wurden von den Briten gerettet. 129 Mann kamen ums Leben. |
| 6. Aug. 1914  | Amphion                                      | 169   | Vor der Themsemündung geriet der britische Spähkreuzer Amphion (3.440 ts) auf dem Rückweg nach Harwich mit 38 deutschen Gefangenen an Bord auf eine Minensperre, die am Vortag von der Königin Luise gelegt worden war. Der Kreuzer erlitt zwei Minentreffer und sank innerhalb von 15 Minuten. Mit dem Schiff gingen 150 britische Seeleute und 19 deutsche Gefangene von der Königin Luise unter. |
| 13. Aug. 1914 | Baron Gautsch                                | 284   | Auf einer Fahrt von Veli Lošinj (Dalmatien) nach Triest lief der Passagierdampfer Baron Gautsch (2.069 BRT) des Österreichischen Lloyd in der nördlichen Adria auf eine Seemine, die kurz zuvor vom Minenleger Basilisk der österreichischen Kriegsmarine gelegt worden war. Das Schiff sank etwa sieben Seemeilen vor Brijuni an der Küste Istriens. Nach offiziellen Angaben wurden 250 Passagiere und 34 Besatzungsmitglieder getötet; nur 170 Passagiere wurden gerettet. |
| 16. Aug. 1914 | Zenta                                        | 179   | In der südlichen Adria, nahe Bar (Montenegro), wurde der österreichische Kleine Kreuzer Zenta (2.543 ts), auf dem Rückweg von einem Vorstoß in Richtung Montenegro, von Einheiten der Mittelmeerflotte der Entente-Mächte, darunter das Schlachtschiff Courbet und acht Kreuzer (insgesamt 17 Schiffe), in einem 40 Minuten dauernden Gefecht durch Artilleriebeschuss versenkt. Mit dem Schiff gingen 179 Besatzungsangehörige unter. Rund 150 Mann erreichten später die Küste und wurden in Montenegro interniert. |
| 26. Aug. 1914 | Kaiser Wilhelm der Große                     | 104   | Vor der Westküste Afrikas, nahe Río de Oro (Spanisch-Sahara), überraschte der britische Geschützte Kreuzer Highflyer den deutschen Hilfskreuzer Kaiser Wilhelm der Große (14.349 BRT), der gerade Kohle an Bord nahm. Obwohl sich das deutsche Schiff innerhalb spanischer Hoheitsgewässer befand, griff der britische Kreuzer an, woraus sich ein 90 Minuten dauerndes Artillerieduell entwickelte. Nachdem der Kaiser Wilhelm der Große die Munition ausgegangen war, versenkte die Besatzung ihr durch Treffer beschädigtes Schiff schließlich selbst. 104 Seeleute kamen durch den Beschuss ums Leben, etwa 480 Mann konnten sich ans Ufer retten. |
| 26. Aug. 1914 | Magdeburg                                    | 15    | Der Kleine Kreuzer der Magdeburg-Klasse lief in der Ostsee vor Odensholm, Estland, auf Grund. Er wurde anschließend von der Admiral Makarow und der Gromoboi, kaiserliche russische Marine, angegriffen und sank mit dem Verlust von 15 Leben. |
| 28. Aug. 1914 | V 187, Cöln, Mainz und Ariadne               | 753   | Beim Seegefecht bei Helgoland trafen britische Streitkräfte, darunter der Schlachtkreuzer Lion, auf mehrere deutsche Schiffe und versenkten innerhalb kurzer Zeit die Kleinen Kreuzer Cöln und Mainz sowie das Torpedoboot V 187. Der Kleine Kreuzer Ariadne sank knapp etwa zwei Stunden später. Insgesamt verloren 753 deutsche Seeleute auf den gesunkenen Schiffen ihr Leben. Die Cöln ging mit fast der gesamten Besatzung unter, nur ein einziges Besatzungsmitglied überlebte. |
| 5. Sep. 1914  | Pathfinder                                   | 261   | Vor der schottischen Küste, nahe St. Abbs Head, torpedierte das deutsche U-Boot U 21 den britischen Spähkreuzer Pathfinder (2.940 ts). Der Torpedotreffer verursachte eine Munitionsexplosion, die den Kreuzer innerhalb von wenigen Minuten zum Sinken brachte. Mit dem Schiff gingen 261 Seeleute unter, nur elf überlebten. Dies war der erste erfolgreiche Torpedoangriff eines U-Bootes auf ein Kriegsschiff auf offener See, bei dem das U-Boot zudem die Attacke unbeschadet überstand. |
| 14. Sep. 1914 | Cap Trafalgar                                | 51    | Nahe der brasilianischen Insel Trindade wurde der deutsche Hilfskreuzer Cap Trafalgar von dem britischen Hilfskreuzer Carmania bei der Kohlenübernahme überrascht und im Artilleriegefecht versenkt. Beim Untergang des deutschen Schiffs kamen 51 Mann ums Leben. Das britische Schiff erlitt beträchtliche Schäden und hatte neun Gefallene zu beklagen, blieb aber schwimmfähig und erreichte später Pernambuco. |
| 22. Sep. 1914 | Aboukir, Cressy und Hogue                    | 1466  | Vor der niederländischen Küste, nahe dem Hoek van Holland, versenkte das deutsche U-Boot U 9 in den Morgenstunden nacheinander die Panzerkreuzer Aboukir, Cressy und Hogue (je 12.000 ts) durch Torpedotreffer. Dabei fanden insgesamt 1.466 britische Seeleute den Tod, davon 527 auf der Aboukir, 563 auf der Cressy und 376 auf der Hogue. |
| 11. Okt. 1914 | Pallada                                      | 597   | Im Finnischen Meerbusen versenkte das deutsche U-Boot U 26 den russischen Panzerkreuzer Pallada (7.780 ts) durch einen Torpedotreffer. Der Torpedo traf eine Munitionskammer und verursachte eine verheerende Explosion, die den Panzerkreuzer innerhalb von nur einer Minute versenkte. Mit dem Schiff ging die gesamte Besatzung von 597 Mann unter; es gab keine Überlebenden. |
| 15. Okt. 1914 | Hawke                                        | 529   | Vor Aberdeen, nahe Peterhead, versenkte das deutsche U-Boot U 9 den britischen Geschützten Kreuzer Hawke (7.750 ts) durch einen Torpedotreffer. Der Kreuzer sank innerhalb von wenigen Minuten mit 529 Besatzungsangehörigen; nur 64 Mann überlebten. |
| 17. Okt. 1914 | Takachiho                                    | 271   | Während der Belagerung von Tsingtau gelang es dem deutschen Torpedoboot S 90 aus dem Hafen auszubrechen und den zur alliierten Blockadeflotte gehörenden japanischen Geschützten Kreuzer Takachiho (3.650 ts) zu torpedieren. Der Kreuzer explodierte und zerbrach in zwei Teile. Beim Untergang kamen 271 japanische Seeleute ums Leben, nur 86 Mann überlebten. Es war dies der schwerste Verlust der japanischen Marine während des gesamten Ersten Weltkrieges. |
| 17. Okt. 1914 | S 115, S 117, S 118 und S 119                | 218   | In der Nordsee, nahe der Insel Texel, traf ein britischer Flottenverband, bestehend aus dem Leichten Kreuzer Undaunted und vier großen Zerstörern, auf die zur 7. Torpedoboot-Halbflottille gehörenden deutschen Torpedoboote S 115, S 117, S 118 und S 119 (je 315 ts). Die deutschen Schiffe wurden von den überlegenen britischen Kräften in einem rund 30 Minuten dauernden Gefecht versenkt. 55 Mann gingen mit S 115 unter, 64 Mann mit S 117, 52 Mann mit S 118 und 47 Mann mit S 119; insgesamt verloren 218 Menschen ihr Leben. |
| 18. Okt. 1914 | E3                                           | 28    | Vor der Emsmündung versenkte das deutsche U-Boot U 27 das in Richtung Borkum marschierende britische U-Boot E3 (725 ts) durch einen Torpedotreffer. Mit dem U-Boot ging die gesamte Besatzung von 28 Mann unter. Es war die erste Versenkung eines U-Bootes durch ein gegnerisches U-Boot in der Seekriegsgeschichte. |
| 27. Okt. 1914 | Audacious                                    | 1     | In der nordirischen See, nahe Lough Swilly, lief das britische Linienschiff Audacious (23.400 ts) auf eine Mine, die von dem deutschen Hilfskreuzer Berlin gelegt worden war. Die Besatzung des Schlachtschiffes kämpfte fast zwölf Stunden lang gegen die Wassereinbrüche, dann kenterte das Schiff und sank. Da die Besatzung zuvor weitestgehend abgeborgen worden war, entstanden an Bord der Audacious keine Personalverluste. Ein Besatzungsmitglied des Leichten Kreuzers Liverpool wurde allerdings durch herumfliegende Trümmer getötet, als während des Sinkens eine Folgeexplosion den Rumpf des Schlachtschiffes erschütterte und Wrackteile bis zur etwa 800 Meter entfernt liegenden Liverpool geschleudert wurden. Der Verlust der Audacious wog für die Royal Navy so schwer, dass der Untergang vorerst geheim gehalten wurde. |
| 28. Okt. 1914 | Schemtschug                                  | 149   | Auf der Reede von Penang (Malaysia) versenkte der deutsche Kleine Kreuzer Emden den vor Anker liegenden russischen Leichten Kreuzer Schemtschug (3.100 ts) durch Artilleriebeschuss und einen Torpedotreffer. Der in zwei Hälften gebrochene und brennende Kreuzer sank kurz darauf und riss 89 russische Seeleute und 60 chinesische Prostituierte mit in die Tiefe. Rund 250 Seeleute konnten gerettet werden. |
| 31. Okt. 1914 | Hermes                                       | 22    | In der Straße von Dover, nahe der Ruylingen Bank, versenkte das deutsche U-Boot U 27 den Flugzeugtender Hermes (5.650 ts) durch einen Torpedotreffer. Mit dem Schiff gingen 22 Besatzungsmitglieder unter. Etwa 420 Mann konnten von Hafenfahrzeugen aus Dünkirchen gerettet werden. |
| 1. Nov. 1914  | Good Hope und Monmouth                       | 1635  | Vor der Küste Chiles wurden die britischen Panzerkreuzer Good Hope (14.100 ts) und Monmouth (9.950 ts) im Seegefecht bei Coronel von den Kreuzern des Ostasiengeschwaders unter Vizeadmiral Maximilian von Spee versenkt. Die Good Hope sank in den Abendstunden nach einer Munitionsexplosion. Mit ihr gingen Konteradmiral Sir Christopher Cradock und 900 Besatzungsangehörige unter. Die Monmouth sank nach einem Torpedotreffer des deutschen Kleinen Kreuzers Nürnberg. Mit dem Schiff gingen 734 Seeleute unter. Es gab keine Überlebenden. |
| 4. Nov. 1914  | Yorck                                        | 336   | Der Kreuzer Yorck stieß vor Wilhelmshaven auf eine Mine und sank mit dem Verlust von 336 seiner 629 Besatzungsmitglieder. |
| 9. Nov. 1914  | Emden                                        | 136   | Im Indischen Ozean, nahe der Kokosinseln, wurde der deutsche Kleine Kreuzer Emden (3.660 ts) von dem australischen Leichten Kreuzer Sydney in einem Artillerieduell niedergekämpft. Das zerschossene deutsche Schiff wurde schließlich von der eigenen Besatzung auf den Strand von North Keeling gesetzt und ging verloren. Insgesamt kamen 136 deutsche Seeleute ums Leben, 247 Mann wurden gerettet oder konnten fliehen und kehrten später nach Deutschland zurück. |
| 17. Nov. 1914 | Friedrich Carl                               | 8     | Während eines Vorstoßes der deutschen Flotte gegen den russischen Hafen Libau geriet der deutsche Panzerkreuzer Friedrich Carl (9.087 ts) auf eine russische Defensivminensperre und erlitt zwei Minentreffer. Das Schiff sank innerhalb von 45 Minuten, wobei acht Seeleute den Tod fanden. Das Gros der Besatzung, etwa 580 Mann, wurde von dem deutschen Kleinen Kreuzer Augsburg gerettet. |
| 8. Dez. 1914  | Scharnhorst, Gneisenau, Nürnberg und Leipzig | 2100  | Beim Versuch, einen Handstreich gegen die britische Marinebasis Port Stanley durchzuführen, wurde das deutsche Ostasiengeschwader unter Vizeadmiral Maximilian Graf von Spee von einem britischen Geschwader mit den beiden Schlachtkreuzern Invincible und Inflexible sowie weiteren Panzerkreuzern und Leichten Kreuzern überrascht. Graf von Spee nahm den Kampf mit seinen beiden Panzerkreuzern auf, um den Kleinen Kreuzern ein Entkommen zu ermöglichen. Im Seegefecht bei den Falklandinseln konnte die Scharnhorst (11.600 ts) mehrere Treffer auf der Invincible erzielen, wurde jedoch selbst stark beschädigt und sank knapp drei Stunden nach Feuereröffnung um 16.17 Uhr. Mit ihr gingen ihre gesamte Besatzung, insgesamt 860 Mann. Auf der Gneisenau öffnete die deutsche Besatzung um 17.30 Uhr die Flutventile und versenkte das Schiff selbst, nachdem alle Munition verschossen war. 598 Mann der Besatzung wurden während des Gefechts getötet oder ertranken, 187 konnten durch britische Schiffe gerettet werden. Die Nürnberg (3.408 ts) wurde von der Kent verfolgt. Beide Kreuzer lieferten sich ein Artillerieduell, wobei die Nürnberg mit dem größten Teil ihrer Besatzung versenkt wurde. Nur 18 Mann konnten von den Briten gerettet werden, von denen fünf kurze Zeit später ihren Verletzungen erlagen, wodurch insgesamt 327 Opfer zu beklagen waren. Die Leipzig (3.250 ts) kam unter Beschuss durch die Cornwall und die Glasgow. Nach einem fast fünfstündigen Kampf wurde auf der Leipzig der Befehl zur Selbstversenkung erteilt und das Schiff verlassen. Es sank nach nochmaligem Beschuss durch die Briten. 315 Seeleute kamen ums Leben, nur 18 konnten gerettet werden. Während des Seegefechts verloren insgesamt 2.100 deutsche Seeleute ihr Leben. |

### 1915
| Datum              | Name                           | Opfer | Beschreibung |
| ------------------ | ------------------------------ | ----- | --- |
| 1. Jan. 1915       | Formidable                     | 547   | Das deutsche U-Boot U 24 versenkte nahe der Isle of Portland im Ärmelkanal in einem Nachtangriff das britische Linienschiff Formidable (14.160 ts) durch zwei Torpedotreffer. Das Schiff sank etwa zwei Stunden nach dem Angriff. Da aber zum Zeitpunkt des Untergangs ein starker Orkan tobte, konnten nur wenige Boote zu Wasser gebracht werden. Zudem wurden Rettungsbemühungen anderer Schiffe durch den Sturm stark erschwert. Insgesamt starben 547 Seeleute; etwa 200 Mann konnten gerettet werden. Die Formidable war das erste britische Linienschiff, das im Ersten Weltkrieg durch Feindeinwirkung verloren ging. |
| 13. Jan. 1915      | Viknor                         | 295   | Vor der Küste von Donegal, nahe Tory Island, lief der britische Hilfskreuzer Viknor (5.386 BRT) während eines starken Sturmes vermutlich auf eine deutsche Treibmine, die wahrscheinlich vom Hilfskreuzer Berlin gelegt worden war. Das aus dem Jahr 1888 stammende Schiff sank innerhalb weniger Minuten. Infolge des schnellen Sinkens und wegen des Sturms konnte sich niemand retten; alle 295 Besatzungsmitglieder der Viknor fanden den Tod. Da von dem Schiff auch kein Notruf empfangen wurde, wurde der Verlust erst einige Tage später bekannt, als die Leichen von mehreren Besatzungsangehörigen nahe Tory Island angeschwemmt wurden. |
| 24. Jan. 1915      | Blücher                        | 1000  | Während des Gefechts auf der Doggerbank wurde der deutsche Panzerkreuzer Blücher (15.842 ts) mehrfach getroffen und blieb infolge von Schäden an der Maschinenanlage hinter den deutschen Schlachtkreuzern zurück. Aufgrund eines falsch verstandenen Befehls konzentrierten die britischen Schiffe ihr Feuer auf den Panzerkreuzer. Die Blücher erhielt sieben Torpedo- und rund 70 Granattreffer und kenterte um 13.13 Uhr. 1.000 Seeleute starben, 260 wurden von britischen Schiffen gerettet. |
| 3. Feb. 1915       | Clan MacNaughton               | 281   | Der britische Hilfskreuzer Clan MacNaughton (4.985 BRT) ging um den 3. Februar 1915 südwestlich der Hebriden mit der gesamten Besatzung verloren. Vermutlich lief das Schiff auf eine vom deutschen Hilfskreuzer Berlin gelegte Mine und sank. Ein Notruf wurde nicht empfangen, so dass mit einer Suche erst begonnen wurde, nachdem das Schiff Mitte Februar überfällig geworden war. Mit der Clan MacNaughton gingen der Kommandant, Commander Robert Jeffreys, und 280 Besatzungsmitglieder unter. Der Verlustzeitpunkt und der Untergangsort waren nicht genau gesichert. Später aufgefundene Trümmerstücke, die Explosionsspuren aufwiesen, ließen aber den Rückschluss auf einen Minentreffer als wahrscheinlichste Verlustursache zu.                                                                          |
| 11. März 1915      | Bayano                         | 196   | Im Nordkanal zwischen Irland und Schottland, etwa zehn Seemeilen westlich des Corsewall Lighthouse, versenkte das deutsche U-Boot U 27 den britischen Hilfskreuzer Bayano (5.948 BRT) durch einen Torpedotreffer. Der Hilfskreuzer sankt innerhalb von nur fünf Minuten und riss den Kommandanten, Commander H. C. Carr, und 195 Besatzungsmitglieder mit in die Tiefe. Nur 26 Mann überlebten und wurden von dem britischen Dampfer Balmarino gerettet. |
| 14. März 1915      | Dresden                        | 8     | Der deutsche Kleine Kreuzer Dresden, der Ende 1914 aus dem Seegefecht bei den Falklandinseln hatte entkommen können, wurde vor Más a Tierra (Chile) von den beiden britischen Kreuzern Kent und Glasgow entdeckt und durch Artilleriefeuer schwer beschädigt. In aussichtsloser Lage versenkten die Deutschen ihr Schiff schließlich selbst. Insgesamt acht Seeleute des deutschen Kreuzers kamen ums Leben, weitere neunundzwanzig wurden verwundet. |
| 18. März 1915      | Bouvet, Irresistible und Ocean | 811   | Während des Versuchs der Entente-Mächte, die Durchfahrt durch die Dardanellen mit starken Flottenkräften zu erzwingen, liefen das französische Linienschiff Bouvet (12.007 ts) und die britischen Linienschiffe Irresistible und Ocean auf Minen. Die Bouvet wurde zudem von Artillerie getroffen. Dies verursachte eine starke Explosion im Turm eines 27,4-cm-Geschützes, welche das Schiff innerhalb von nur zwei Minuten zum Sinken brachte. Mit dem Schiff gingen 660 Seeleute unter. Es gab keine Überlebenden. Irresistible und Ocean wurden nach den Minentreffern in den Abendstunden von Küstenbatterien versenkt. Auf der Irresistible starben 150 Mann der Besatzung, auf der Ocean einer. |
| 27. März 1915      | Aguila                         | 8     | Der Passagierdampfer wurde von U 28 unter dem Kommando von Korvettenkapitän Georg-Günther von Forstner versenkt. Insgesamt wurden 20 Salven auf die Aguila abgegeben, bevor ein Torpedo auf das Schiff abfeuert wurde. Die Aguila brach in zwei Teile und sank etwa 47 Seemeilen südwestlich des Smalls Lighthouse. Insgesamt acht Menschen kamen dabei ums Leben. |
| 28. März 1915      | Falaba                         | 104   | Das britische Passagierschiff Falaba (4.086 BRT) der Elder Dempster Lines wurde im St. Georgskanal vor der Küste von Pembrokeshire (Wales) vom deutschen U-Boot U 28 durch einen Torpedotreffer versenkt. 104 Menschen kamen dabei ums Leben. 143 Überlebende wurden von den britischen Fischkuttern Emma Eileen und Wenlock geborgen. Unter den Toten war auch der 30 Jahre alte US-Amerikaner Leon Chester Thresher, was in der Folge heftige Reaktionen in den Vereinigten Staaten und den Austausch mehrerer diplomatischer Noten zwischen den USA und Deutschland auslöste. |
| 3. Apr. 1915       | Mecidiye                       | 14    | Während eines Vorstoßes gegen den russischen Schiffsverkehr westlich der Halbinsel Krim lief der osmanische Geschützte Kreuzer Mecidiye (3.250 ts) etwa 15 Seemeilen südwestlich von Odessa auf eine russische Minensperre und sank. 14 Mann der Besatzung fanden dabei den Tod. Etwa 300 Seeleute wurden von sichernden türkischen Torpedobooten abgeborgen. Das Wrack des in seichtem Wasser gesunkenen Kreuzers wurde im Juni 1915 von den Russen gehoben, die das Schiff unter dem Namen Prut reaktivierten und bis 1917 als Minenleger nutzten. |
| 26./27. April 1915 | Léon Gambetta                  | 684   | Vor der Küste Süditaliens, etwa 15 Seemeilen südlich der Halbinsel Salento, versenkte das österreichisch-ungarische U-Boot U-5 den französischen Panzerkreuzer Léon Gambetta (12.400 ts) durch zwei Torpedotreffer. Das Schiff sank in nur zehn Minuten und riss 684 Besatzungsangehörige mit in die Tiefe. Nur 137 Mann überlebten. |
| 7. Mai 1915        | Lusitania                      | 1198  | Auf der Fahrt von New York nach Liverpool, etwa zwölf Seemeilen vor der Südküste Irlands, wurde das große britische Passagierschiff Lusitania (31.550 BRT) der britischen Cunard Line gegen 14 Uhr von einem Torpedo des deutschen U-Bootes U 20 getroffen und sank innerhalb von nur 18 Minuten. Eine Staubexplosion in einem leeren Kohlebunker im Vorschiff, ausgelöst durch den Torpedotreffer, richtete große Schäden an und beschleunigte das Sinken erheblich. Von den 1959 Menschen an Bord kamen 1198 ums Leben, darunter auch 124 US-Amerikaner. Diese Versenkung löste einen Proteststurm in den USA aus und bewirkte, dass sich nach und nach die deutsch-amerikanischen Beziehungen nachhaltig verschlechterten.                                                                                          |
| 12./13. Mai 1915   | Goliath                        | 570   | Während der Schlacht um die Dardanellen erzielte das türkische Torpedoboot Muavenet-i Milliye während eines Nachtangriffs auf die vor Kap Helles liegende Flotte der Entente-Mächte drei Torpedotreffer auf dem britischen Linienschiff Goliath (12.950 ts). Das Linienschiff kenterte und sankt innerhalb von nur zwei Minuten, wobei 570 Besatzungsmitglieder den Tod fanden. Etwa 140 Mann konnten sich retten. Es war die einzige Versenkung eines britischen Linienschiffes durch ein Torpedoboot im Ersten Weltkrieg und die einzige, die von einem türkischen Überwasserkriegsschiff verursachte wurde. |
| 22. Mai 1915       | Jenissei                       | 298   | Das deutsche U-Boot U 26 torpedierte den russischen Minenleger Jenissei (3.200 t) vor Odensholm, der innerhalb von 10 Minuten sank. 298 Seeleute fanden beim Untergang den Tod. |
| 25. Mai 1915       | Triumph                        | 78    | Während der Schlacht um die Dardanellen torpedierte das deutsche U-Boot U 21 vor Gallipoli, im Rahmen der das britische Linienschiff Triumph (11.985 ts) während der Landung am Kap Helles. Innerhalb von 30 Minuten lief das Schiff voll Wasser, kenterte und sank. 78 Seeleute fanden beim Untergang den Tod. |
| 27. Mai 1915       | Majestic                       | 49    | Während der Schlacht um die Dardanellen torpedierte das deutsche U-Boot U 21 vor Gallipoli, im Rahmen der Landung am Kap Helles, das britische Linienschiff Majestic (14.900 ts). Das Linienschiff wurde von einer starken Folgeexplosion erschüttert und sank innerhalb von neun Minuten. Mit der Majestic gingen 49 Seeleute unter. |
| 27. Mai 1915       | Princess Irene                 | 350   | Der Minenleger, ein umgebauter Ozeandampfer, explodierte und sank im Fluss Medway vor Sheerness, Kent, bei dem 350 Menschen ums Leben kamen. |
| 31. Mai 1915       | Merion                         | 4     | Nahe der Insel Ai Strati in der Ägäis versenkte das deutsche U-Boot UB 8 den großen britischen Passagierdampfer Merion (11.621 BRT) durch einen Torpedotreffer. Das Schiff, welches zu Kriegsbeginn stark umgebaut worden war und das als Attrappe des britischen Schlachtkreuzers Tiger („dummy ship“) vor den Dardanellen eingesetzt werden sollte, blieb zunächst schwimmfähig, sank aber nach über 20 Stunden doch noch, da die Besatzung die Wassereinbrüche nicht abdichten konnte. Vier Seeleute kamen dabei ums Leben. |
| 4. Juni 1915       | Casabianca                     | 86    | Der Kreuzer der D’Iberville-Klasse wurde durch die Explosion einer ihrer Minen im Golf von Smyrna versenkt. Es gibt 86 Tote und 66 Überlebende. |
| 28. Juni 1915      | Armenian                       | 38    | Vor der Küste von Cornwall, nahe Trevose Head, versenkte das deutsche U-Boot U 24 den britischen Passagierdampfer Armenian (8.825 BRT) durch Sprengladungen. Das Schiff war zuvor gemäß der geltenden Prisenordnung von dem U-Boot gestoppt worden, beim Verlassen des Schiffes ertranken aber 38 Menschen, weil ein Rettungsboot kenterte. |
| 2. Juli 1915       | Albatros                       | 28    | Der Minenkreuzer Albatross (2.506 t) wurde von den russischen Kreuzern Admiral Makarow, Bajan, Bogatyr und Oleg beschossen und beschädigt auf Gotland gestrandet. Die Mannschaft hatte 28 Tote zu beklagen, an die ein Gedenkstein an der Kirche von Östergarn erinnert. |
| 7. Juli 1915       | Amalfi                         | 200   | Vor Venedig versenkte das deutsche U-Boot UB 14 den von einem Aufklärungseinsatz zurückkehrenden italienischen Panzerkreuzer Amalfi (9.832 ts) durch einen Torpedotreffer. Das Schiff sank etwa 30 Minuten nach dem Einschlag des Torpedos. Beim Untergang fanden 67 italienische Seeleute den Tod. Da zum Zeitpunkt des Angriffs zwischen Italien und Deutschland offiziell noch kein Kriegszustand herrschte, tarnte sich das deutsche U-Boot als das österreichisch-ungarische U-Boot U-26. Nach dem Verlust der Amalfi und dem Giuseppe Garibaldi elf Tage später verblieben die in Venedig stationierten italienischen Panzerkreuzer wegen der U-Boot-Bedrohung für fast ein Jahr im Hafen. |
| 11. Juli 1915      | Königsberg                     | 33    | Der seit Oktober 1914 von alliierten Seestreitkräften im Rufiji-Delta (Tansania) blockierte deutsche Kleine Kreuzer Königsberg (3.390 ts) wurde durch den Beschuss der Severn schwer beschädigt und schließlich von der eigenen Besatzung versenkt. 33 Besatzungsangehörige kamen dabei durch den Beschuss ums Leben. Das Gros der Besatzung, etwa 320 Mann, sowie ein Teil der Bewaffnung des Kreuzers wurde danach im Kampf an Land eingesetzt. |
| 18. Juli 1915      | Giuseppe Garibaldi             | 59    | In der Adria, südlich von Dubrovnik, versenkte das österreichisch-ungarische U-Boot U-4 unter dem Kommando von Linienschiffleutnant Rudolf Singule den italienischen Panzerkreuzer Giuseppe Garibaldi (7.698 ts) durch einen Torpedotreffer. Beim Untergang kamen 59 Seeleute ums Leben und 19 wurden verletzt. Etwa 540 Mann wurden von Begleitzerstörern gerettet. |
| 8. Aug. 1915       | India                          | 170   | Der britische Hilfskreuzer India (7.940 BRT), ein umgebautes Passagierschiff der Reederei P & O, wurde vor Bodø an der Küste der norwegischen Provinz Nordland von dem deutschen U-Boot U 22 unter dem Kommando von Kapitänleutnant Bruno Hoppe torpediert und versenkt. Zehn Offiziere und 160 Soldaten starben. Die 141 Überlebenden wurden nach Narvik gebracht. |
| 8. Aug. 1915       | Barbaros Hayreddin             | 253   | Im Marmarameer, nahe Bolayir, versenkte das britische U-Boot E11 das in Richtung der Dardanellen marschierende türkische Linienschiff Barbaros Hayreddin (10.500 ts) durch einen Torpedotreffer. Das aus dem Jahre 1891 stammende Schiff, unter deutschem Kommando stehend und mit einer türkischen Besatzung bemannt, kenterte und sank innerhalb weniger Minuten. 253 Seeleute gingen mit dem Linienschiff unter, etwa 330 Mann konnten von Küstenfahrzeugen gerettet werden. |
| 9. Aug. 1915       | Lynx                           | 74    | Der britische Zerstörer Lynx (957 ts) sank im Moray Firth (Schottland), etwa 24 Seemeilen südöstlich von Wick, auf einer Minensperre des deutschen Hilfskreuzers Meteor. Mit dem Schiff gingen 74 Seeleute unter, nur etwa 26 Mann überlebten und wurden von Fischern gerettet. |
| 13. Aug. 1915      | Royal Edward                   | 935   | In der östlichen Ägäis, nahe der Insel Kandeloussa, versenkte das deutsche U-Boot UB 14 unter dem Kommando von Kapitänleutnant Heino von Heimburg den mit 1.637 Soldaten und Besatzungsmitgliedern beladenen und in Richtung der Dardanellen fahrenden britischen Truppentransporter Royal Edward (11.117 BRT). Das Schiff erhielt einen Torpedotreffer und sank in nur sechs Minuten. 935 Soldaten und Seeleute gingen mit dem Transporter unter. Etwa 460 Überlebende konnten von dem britischen Lazarettschiff Soudan gerettet werden. |
| 19. Aug. 1915      | U 27                           | 37    | Westlich der Scilly-Inseln wurde das deutsche U-Boot U 27 nach dem Stoppen des Frachters Nicosian von der britischen U-Boot-Falle Baralong (Lieutenant Commander G. Herbert) überrascht und durch Artilleriefeuer versenkt. Nach dem Untergang des U-Bootes töteten die Briten die im Wasser schwimmenden deutschen Überlebenden durch Gewehrfeuer. Alle 37 Besatzungsangehörigen von U 27 fanden den Tod. Seeleute der Nicosian, die Zeugen des so genannten „Baralong-Zwischenfalls“ waren, informierten darüber auch die Presse, wodurch dieser als Kriegsverbrechen einzustufende Vorfall öffentlich bekannt wurde. Trotz formalen deutschen Protestes bestritt die britische Seite diesen Vorfall, wodurch es auch nie zu einer Verurteilung von Lieutenant Commander Herbert und der Besatzung der Baralong kam. |
| 19. Aug. 1915      | Arabic                         | 47    | Der britische Passagierdampfer Arabic (15.801 BRT) der White Star Line wurde vor dem Old Head of Kinsale an der Küste Südirlands ohne Vorwarnung vom deutschen U-Boot U 24 unter dem Kommando von Kapitänleutnant Rudolf Schneider versenkt. Unter den 47 Toten befanden sich zwei US-Amerikaner, was erneut zu politischen Auseinandersetzungen zwischen den Vereinigten Staaten und Deutschland führte. Die Arabic war das erste Schiff, das die White Star Line im Ersten Weltkrieg verlor. |
| 4. Sep. 1915       | Hesperian                      | 32    | Der britische Passagierdampfer Hesperian (10.920 BRT) der Allan Line wurde wenige Stunden nach dem Auslaufen aus Liverpool vor Fastnet Rock vom deutschen U-Boot U 20 unter dem Kommando von Kapitänleutnant Walther Schwieger ohne Vorwarnung versenkt. Es war das gleiche U-Boot unter dem gleichen Kommandanten, der bereits die Lusitania versenkte hatte. |
| 7. Okt. 1915       | Amiral Hamelin                 | 71    | Das Frachtschiff wurde 170 Seemeilen (310 km) westlich von Kap Matapan auf Position 35° 37′ N, 19° 8′ O vom deutschen U-Boot U 33 versenkt. Dabei kamen 71 Menschen ums Leben. |
| 23. Okt. 1915      | Prinz Adalbert                 | 682   | Etwa 20 Seemeilen vor dem Hafen von Libau gelang dem britischen U-Boot E8 die Torpedierung des deutschen Panzerkreuzers Prinz Adalbert (9.087 ts). Der Torpedo traf die vordere Munitionskammer und verursachte eine starke Explosion, die das Schiff in zwei Teile sprengte und versenkte. Mit der Prinz Adalbert gingen die meisten Besatzungsmitglieder unter, nur drei Mann überlebten. 10 Mann waren schon bei der ersten Torpedierung ums Leben gekommen. |
| 23. Okt. 1915      | Marquette                      | 167   | Etwa 35 Seemeilen vor Thessaloniki (Griechenland) wurde der zum Truppentransporter umgerüstete ehemalige Passagierdampfer Marquette (7.057 BRT) von dem deutschen U-Boot U 35 ohne Vorwarnung torpediert und versenkt. 167 Menschen kamen ums Leben, darunter 29 Besatzungsmitglieder, 10 Krankenschwestern und 128 Soldaten. |
| 4. Nov. 1915       | Le Calvados                    | 740   | Das Truppenschiff Le Calvados wurde vom deutschen U-Boot U 38 torpediert und 22 Seemeilen nordwestlich von Kap Ivi, Algerien, versenkt. Dabei kamen 740 Menschen ums Leben. |
| 7. Nov. 1915       | Undine                         | 25    | Die Undine, ein Kreuzer der Gazelle-Klasse, wurde vom britischen U-Boot E19 torpediert und in der Ostsee 20 Seemeilen (37 km) südlich der schwedischen Küste versenkt. |
| 8. Nov. 1915       | Ancona                         | 208   | Der 8.210 BRT große italienische Passagierdampfer Ancona wurde im Mittelmeer vom deutschen U-Boot U 38 unter Kapitänleutnant Max Valentiner gestoppt und torpediert, bevor alle Passagiere und Mannschaftsmitglieder das Schiff verlassen konnten. 208 Menschen starben. |
| 17. Nov. 1915      | Anglia                         | 134   | Das britische Hospitalschiff Anglia (1.862 BRT), mit 390 Verwundeten und Besatzungsangehörigen an Bord, lief eine Seemeile vor Folkestone auf eine Seemine, die von dem deutschen U-Boot UC 5 (Oberleutnant zur See Herbert Pustkuchen) gelegt worden war. Das Schiff sank innerhalb von zehn Minuten. 134 Menschen kamen ums Leben. |
| 4. Dez. 1915       | Re Umberto                     | 94    | Das Passagierschiff Re Umberto stieß auf eine von UC 14 gelegte Mine und sank in der Adria vor Kap Linguetta, Albanien. 94 Menschen starben. |
| 17. Dez. 1915      | Bremen und V 191               | ≈300  | Am Abend des 17. Dezember 1915 verließ die Bremen zusammen mit den Torpedobooten V 191 und V 186 den Hafen von Windau. Auf der Sponbank lief V 191 (650 ts) um 17.10 Uhr auf eine Mine und sank. Die Bremen begann sofort mit den Rettungsmaßnahmen. Ein Abschleppversuch misslang. Bei der Bergung der Schiffbrüchigen erhielt der Kreuzer selbst zwei Minentreffer. Um 18.04 Uhr versank der Kleine Kreuzer in der Ostsee. Fast 300 Besatzungsmitglieder beider Schiffe fanden den Tod. 53 Überlebende konnten von V 186 gerettet werden. |
| 24. Dez. 1915      | Ville de La Ciotat             | 81    | Auf einer Fahrt von Shanghai nach Marseille wurde an Heiligabend 1915 der französische Passagierdampfer Ville de La Ciotat (6.461 BRT) mit 316 Menschen an Bord vor der griechischen Halbinsel Mani von dem deutschen U-Boot U 34 torpediert. Das Schiff sank sehr schnell, 35 Passagiere und 46 Besatzungsmitglieder kamen durch die Explosion ums Leben oder ertranken. |
| 30. Dez. 1915      | Clan MacFarlane                | 52    | Das Frachtschiff Clan MacFarlane wurde vom deutschen U-Boot U 38 torpediert und im Mittelmeer 66 Seemeilen (122 km) südöstlich von Kap Martello, Kreta, versenkt. 52 Besatzungsmitglieder kamen ums Leben. |
| 30. Dez. 1915      | Persia                         | 343   | Südlich von Kreta wurde der britische Passagier- und Frachtdampfer Persia (7.974 BRT), der sich auf dem Weg von England nach Persien befand, vom deutschen U-Boot U 38 unter Kapitänleutnant Max Valentiner torpediert. Das Schiff sank in nur sieben Minuten, weswegen nur wenige Passagiere die Rettungsboote besteigen konnten. Von den 519 Menschen an Bord starben 343, davon waren der größte Teil Frauen und Kinder. |

### 1916
| Datum                | Name                | Opfer | Beschreibung |
| -------------------- | ------------------- | ----- | --- |
| 6. Jan. 1916         | King Edward VII     | 0     | Das britische Linienschiff King Edward VII. (16.350 ts), auf einem Verlegungsmarsch von Scapa Flow nach Belfast, lief nahe Cape Wrath in ein Minenfeld des deutschen Hilfskreuzers Möve und erlitt einen Minentreffer. Neun Stunden lang kämpfte die Besatzung vergebens gegen die Wassereinbrüche, dann kenterte das Schiff und sank. Die gesamte Besatzung konnte von Begleitschiffen gerettet werden. |
| 8. Feb. 1916         | Amiral Charner      | 374   | Vor dem Hafen von Beirut versenkte das deutsche U-Boot U 21 den französischen Geschützten Kreuzer Amiral Charner (4.750 ts) durch einen Torpedotreffer. Der Kreuzer zerbrach in zwei Teile und sank in nur vier Minuten. Mit dem Schiff gingen 374 Seeleute unter. Nur ein einziger Überlebender wurde am 13. Februar auf einem Rettungsfloß entdeckt und geborgen. |
| 26. Feb. 1916        | La Provence         | 990   | Vor dem Peloponnes, etwa 65 Seemeilen südlich von Kap Matapan, versenkte das deutsche U-Boot U 35 den mit 1.960 Soldaten beladenen französischen Hilfskreuzer und Truppentransporter La Provence (13.752 BRT) durch zwei Torpedotreffer. Das Schiff sank innerhalb von zehn Minuten. Da infolge eines starken Sturms viele Rettungsboote zudem nicht zu Wasser gelassen werden konnten oder in den Wellen umschlugen, kamen insgesamt 990 Soldaten und Seeleute ums Leben. |
| 27. Feb. 1916        | Maloja              | 155   | Der britische Passagierdampfer Maloja (12.431 BRT) befand sich auf dem Weg von Tilbury nach Bombay, als er zwei Seemeilen vor Dover an der englischen Südküste auf eine Mine des deutschen U-Boots UC 6 lief und unterging. Von rund 460 Besatzungsangehörigen und Passagieren an Bord fanden 155 den Tod. Die Maloja war das größte Schiff, das die P&O im Ersten Weltkrieg verlor. |
| 29. Feb. 1916        | Greif und Alcantara | 264   | Nordwestlich von Bergen wurde der deutsche Hilfskreuzer Greif (4.962 BRT) von britischen Seestreitkräften bei dem Versuch gestellt, die britische Blockadelinie zu durchbrechen und in den Atlantik vorzustoßen. Der Hilfskreuzer sank nach einem erbitterten Artillerieduell mit den britischen Hilfskreuzern Alcantara und Andes sowie dem Leichten Kreuzer Comus. 192 Besatzungsmitglieder gingen mit der Greif unter, 117 Mann wurden später von den Briten gerettet. Doch auch die Alcantara sank mit 72 Besatzungsangehörigen an Bord nach Artillerietreffern und einem Torpedotreffer. Rund 300 Überlebende wurden von anderen britischen Schiffen aufgenommen. |
| 27. Apr. 1916        | Russell             | 126   | Vor Malta sank das britische Schlachtschiff Russell (13.745 ts) nach zwei Minentreffern. Die Minen waren zuvor von dem deutschen U-Boot U 73 gelegt worden. Beim Untergang starben 126 Besatzungsangehörige, etwa 600 Mann konnten gerettet werden. |
| 30. März 1916        | Portugal            | 115   | Im Schwarzen Meer, an der Küste der türkischen Provinz Rize, wurde das russische Hospitalschiff Portugal (5.357 BRT) von dem deutschen U-Boot U 33 mit einem Torpedotreffer versenkt. Der Dampfer sank in zwei Minuten. 115 Menschen (Russen und Franzosen) kamen durch die Versenkung ums Leben. |
| 8. Mai 1916          | Cymric              | 5     | 140 Meilen vor Fastnet Rock wurde der 13.000 BRT große britische Passagierdampfer Cymric der White Star Line auf dem Weg von New York nach Liverpool vom deutschen U-Boot U 20 unter Kapitänleutnant Walther Schwieger ohne Vorwarnung versenkt. Von den 112 Personen an Bord kamen fünf ums Leben. |
| 31. Mai 1916         | Indefatigable       | 1017  | Der britische Schlachtkreuzer Indefatigable (19.100 ts) wurde während der Skagerrakschlacht von dem deutschen Schlachtkreuzer Von der Tann unter Feuer genommen. Das deutsche Schiff traf den vorderen Geschützturm des britischen Schiffes mit mehreren 28-cm-Granaten, wodurch Flammen in die Munitionskammer durchschlugen. Die Indefatigable wurde von mehreren Explosionen zerrissen und sank. 1.017 Seeleute verloren ihr Leben, nur vier konnten gerettet werden. |
| 31. Mai 1916         | Queen Mary          | 1245  | Im konzentrierten Feuer der deutschen Schlachtkreuzer Derfflinger und Seydlitz erhielt der britische Schlachtkreuzer Queen Mary (26.250 ts) während der Skagerrakschlacht mehrere 28-cm- und 30,5-cm-Treffer, welche eine verheerende Folgeexplosion in einer vorderen Munitionskammer verursachen. Der Schlachtkreuzer explodierte und zerbrach in zwei Teile. Von der 1.254 Mann starken Besatzung überlebten nur neun Mann. |
| 31. Mai 1916         | Defence             | 893   | Während der Skagerrakschlacht geriet der britische Panzerkreuzer Defence (14.600 ts) bei einem Angriff auf die bewegungsunfähig zwischen den Kampflinien liegende Wiesbaden in das Feuer der deutschen Schlachtkreuzer Derfflinger und Lützow. Das Schiff sank gegen 18.15 Uhr nach zahlreichen 30,5-cm-Artillerietreffern. Mit der Defence ging die gesamte Besatzung von 893 Mann unter, es gab keine Überlebenden. Unter den Toten war auch Konteradmiral Sir Robert Arbuthnot, der Befehlshaber des britischen 1. Kreuzer-Geschwaders. |
| 31. Mai 1916         | Invincible          | 1026  | Der britische Schlachtkreuzer Invincible (17.526 ts), das Flaggschiff von Admiral Horace Hood, erhielt während der Skagerrakschlacht mehrere schwere 30,5-cm-Treffer durch den deutschen Schlachtkreuzer Lützow. Einer davon brachte eine Munitionskammer zur Explosion. Das Schiff wurde in zwei Teile gerissen und ging in kürzester Zeit unter. Nur sechs Mann der Besatzung überlebten, 1.026 Seeleute, darunter auch Hood, nahm die Invincible mit in die Tiefe. |
| 31. Mai/1. Juni 1916 | Frauenlob           | 321   | Während des Nachtgefechtes der Skagerrakschlacht geriet die deutsche IV. Aufklärungsgruppe in einen Kampf mit britischen Leichten Kreuzern. Der Kleine Kreuzer Frauenlob (2.706 ts) erhielt dabei einen Torpedotreffer von der Southampton. Außerdem geriet durch einen 15,2-cm-Granattreffer die achtere Bereitschaftsmunition in Brand und explodierte. Das Schiff kenterte und sank gegen Mitternacht mit fast der gesamten Besatzung. Nur acht Mann überlebten. |
| 31. Mai/1. Juni 1916 | Black Prince        | 857   | Der britische Panzerkreuzer Black Prince (13.550 ts) hatte den Anschluss an die eigene Flotte bereits vor dem Kontakt mit der deutschen Hochseeflotte verloren und geriet aus Versehen an deutsche Großkampfschiffe. Der Fehler wurde zu spät bemerkt und innerhalb von zwei Minuten wurde die Black Prince von den deutschen Schlachtschiffen Thüringen, Ostfriesland und Friedrich der Große durch 30,5-cm-Artilleriefeuer zum Wrack geschossen. Das brennende Schiff blieb hinter der deutschen Linie zurück und sank zu einem unbekannten Zeitpunkt. Von der Besatzung überlebte niemand. |
| 1. Juni 1916         | Lützow              | 116   | Der deutsche Schlachtkreuzer Lützow (26.730 ts), der am Tage während der Skagerrakschlacht durch 24 schwere Artillerie- und einen Torpedotreffer schwer beschädigt worden war, musste in den Nachtstunden aufgegeben werden, da die starken Wassereinbrüche eine weitere Fahrt in Richtung der deutschen Küste verhinderten. Da zudem die britische Schlachtflotte sich näherte und ein Abschleppen als erfolglos angesehen wurde, wurde die Lützow, nach dem Abbergen der Besatzung durch vom Torpedoboot G 38 durch zwei Torpedoschüsse versenkt. Die Besatzung hatte insgesamt 116 Tote zu beklagen. Rund 1.000 Mann wurden gerettet. |
| 1. Juni 1916         | Pommern             | 839   | Im Nachtgefecht der Skagerrakschlacht wurde das deutsche Linienschiff Pommern (13.190 ts) vom britischen Zerstörer Faulknor angegriffen und erhielt einen oder zwei Torpedotreffer. Dies löst eine starke Explosion an Bord des Linienschiffes aus, vermutlich in einer vorderen Munitionskammer. Die Pommern zerbrach in zwei Teile und sank mit ihrer gesamten Besatzung von 839 Mann. Es gab keine Überlebenden. |
| 1. Juni 1916         | Wiesbaden           | 589   | Der bereits am Vortag zu Beginn der Skagerrakschlacht manövrierunfähig geschossene deutsche Kleine Kreuzer Wiesbaden (5.160 ts) lag über mehrere Stunden zwischen den feindlichen Linien und wurde mehrfach von britischen Schiffen angegriffen. Er erhielt zahlreiche Treffer, sank jedoch erst in den Morgenstunden des 1. Juni, etwa gegen 4.00 Uhr. 589 Mann, darunter der norddeutsche Dichter Johann Kinau, kamen ums Leben, nur ein einziges Besatzungsmitglied wurde zwei Tage später von dem norwegischen Dampfer Willy gerettet. |
| 5. Juni 1916         | Hampshire           | 643   | Der britische Panzerkreuzer Hampshire (10.850 ts) verließ den Hauptstützpunkt der britischen Flotte Scapa Flow durch den Hoy Sound in Richtung Archangelsk. Wenig später lief das Schiff westlich der Orkneyinseln auf eine Mine, die vermutlich am 23. Mai vom deutschen U-Boot U 75 gelegt worden war. Der Panzerkreuzer versank innerhalb von 15 Minuten. Von der 655 Mann starken Besatzung überlebten lediglich 12 Seeleute den Untergang. Unter den Getöteten befand sich neben dem 65-jährigen Lord Herbert Kitchener auch ein großer Teil seines militärischen Stabs. |
| 8. Juni 1916         | Principe Umberto    | ≈1750 | Der italienische Hilfskreuzer und Truppentransporter Principe Umberto (7.929 BRT), im Konvoi mit zwei weiteren Transportern fahrend und gesichert durch zwei Zerstörer, wurde etwa 15 Seemeilen südwestlich des Capo Linguetta (Albanien) von dem österreichisch-ungarischen U-Boot U-5 torpediert. Das Schiff, mit Truppenverstärkungen auf dem Weg von Italien nach Valona, brach auseinander und sank sehr schnell. Von den rund 2.200 Seeleuten und Soldaten an Bord konnten nur etwa 450 von den Geleitfahrzeugen gerettet werden. Schätzungsweise 1.750 Menschen fanden den Tod. Es war dies bis heute (2020) die opferreichste Versenkung eines unter italienischer Flagge fahrenden Schiffes. |
| 15. Sep. 1916        | Foucault            | 0     | In der Adria, etwa zehn Seemeilen von Castellastua entfernt, griffen zwei österreichisch-ungarische Lohner-Wasserflugzeuge das französische U-Boot Foucault (391 ts) an. Das U-Boot wurde durch zwei Bombenabwürfe stark beschädigt und tauchunklar. Die Besatzung verließ daraufhin ihr U-Boot, welches kurz darauf sank. Die beiden Flugboote landen danach auf dem Wasser und halfen, die gesamte 28 Mann starke U-Boot-Besatzung zu retten (die Schiffbrüchigen hielten sich an den Schwimmern der Flugboote fest, bis ein k. u. k-Torpedoboot am Untergangsort eintraf und die Seeleute aufnehmen konnte). Es war dies die erste Versenkung eines U-Bootes auf offener See durch einen Luftangriff in der Seekriegsgeschichte. |
| 4. Okt. 1916         | Gallia              | 927   | 35 Seemeilen südwestlich der Insel San Pietro bei Sardinien wurde der französische Truppentransporter Gallia (14.966 BRT) auf dem Weg von Toulon (Frankreich) nach Thessaloniki (Griechenland) von dem deutschen U-Boot U 35 unter dem Kommando von Kapitänleutnant Lothar von Arnauld de la Perière mit einem Torpedo versenkt. Von den 2.350 Besatzungsmitgliedern und Soldaten an Bord kamen etwa 600 ums Leben. Etwa 1.200 Schiffbrüchige wurden am Tag darauf von dem französischen Geschützten Kreuzer Châteaurenault aufgenommen. Nach anderen Angaben gab es 867 französische Gefallene: Besatzung: 41, Marineangehörige als Passagiere: 4, Armeeangehörige als Passagiere: 822 (davon: Infanterieregiment 35: 177, Infanterieregiment 55: 214, Infanterieregiment 59: 236, Infanterieregiment 113: 180, Nachschubkompanie 75: 15). An Bord waren zudem noch 350 Serben, von denen etwa 220 gefallen waren. |
| 23. Okt. 1916        | Genista             | 73    | Vor der Westküste Irlands torpedierte das deutsche U-Boot U 57 die britische Minensuch-Korvette Genista (1.250 ts). Das Schiff flog sofort in die Luft und ging mit 73 Mann an Bord unter. Es gab keine Überlebenden. |
| 28. Okt. 1916        | Galeka              | 19    | Das britische Hospitalschiff Galeka (6.772 BRT) lief fünf Seemeilen vor La Hague auf eine Mine, die von dem deutschen U-Boot UC 26 gelegt worden war. Das Schiff konnte bei La Hague auf Grund gesetzt werden, war aber ein Totalverlust. 19 Mitglieder des medizinischen Personals starben. Patienten waren auf dieser Fahrt nicht an Bord. |
| 6. Nov. 1916         | Arabia              | 11    | Das britische Passagierschiff Arabia (7.903 BRT) befand sich mit 720 Passagieren und Besatzungsmitgliedern auf dem Weg von Australien nach England, als es 112 Seemeilen vor dem Kap Tenaro an der griechischen Küste von dem deutschen U-Boot UB 43 torpediert wurde. Das Schiff sank innerhalb von 20 Minuten, wobei elf Menschen ums Leben kamen. |
| 21. Nov. 1916        | Britannic           | 30    | Das große britische Lazarettschiff Britannic (48.158 BRT), ein Schwesterschiff der Titanic, lief vor der griechischen Küste, nahe der Insel Kea, auf eine Mine, die vermutlich vom deutschen U-Boot U 73 gelegt worden war. Das Schiff sank innerhalb von etwa 55 Minuten. Die Evakuierung des Schiffes erfolgte geordnet. Dennoch starben 30 Menschen, da zunächst zwei Rettungsboote in den Sog der noch laufenden Propeller gerieten. Die Britannic war das größte alliierte Schiff, welches im Ersten Weltkrieg in Verlust geriet. |
| 26. Nov. 1916        | Suffren             | 648   | Vor der portugiesischen Küste, nahe Lissabon, torpedierte das deutsche U-Boot U 52 das französische Linienschiff Suffren (12.527 ts). Der Torpedo traf eine Munitionskammer. Die nachfolgende Explosion brachte das Schiff innerhalb von nur zwei Minuten zum Sinken. 648 Mann gingen mit der Suffren unter. Es gab keine Überlebenden. |
| 11. Dez. 1916        | Magellan            | 36    | Zehn Meilen südlich der Mittelmeerinsel Pantelleria versenkte das deutsche U-Boot U 63 das französische Passagierschiff Magellan (6.357 ts), das sich in einem Geleitzug fahrend auf dem Weg nach Marseille befand. 10 Besatzungsmitglieder und 26 Passagiere kamen um. Die Überlebenden wurden von dem Dampfer Sinaï und dem Torpedoboot Sagaie aufgenommen. |
| 12. Dez. 1916        | Regina Margherita   | 675   | Vor dem Hafen von Valona lief das italienische Linienschiff Regina Margherita (13.427 ts), auf dem Weg von Tarent nach Valona, auf eine Minensperre auf und erlitt zwei Minentreffer. Die Minen waren bereits ein Jahr zuvor von dem deutschen U-Boot UC 14 gelegt worden. Die Minendetonationen verursachten eine Folgeexplosion der Munition und brachten das Schiff innerhalb von nur drei Minuten zum Sinken. Mit der Regina Margherita gingen 675 Besatzungsangehörige unter, nur 270 Mann konnten gerettet werden. |
| 27. Dez. 1916        | Gaulois             | 4     | Vor der Südküste Griechenlands, etwa 30 Seemeilen südlich der Insel Cerigo, torpedierte das deutsche U-Boot UB 47 das französische Linienschiff Gaulois (11.300 ts). Das Schiff wurde schwer beschädigt und sank etwa 25 Minuten nach dem Torpedotreffer. Fast die komplette Besatzung konnte von Begleitschiffen gerettet werden, nur vier Seeleute, die sich bei der Torpedierung in der getroffenen Rumpfsektion aufgehalten hatten, kamen ums Leben. |

### 1917
| Datum                | Name                          | Opfer | Beschreibung |
| -------------------- | ----------------------------- | ----- | --- |
| 1. Jan. 1917         | Ivernia                       | 120   | Etwa 58 Seemeilen südöstlich von Kap Matapan entfernt wurde der britische Truppentransporter Ivernia (13.799 BRT) von dem deutschen U-Boot UB 47 versenkt. 84 Soldaten und 36 Besatzungsmitglieder kamen ums Leben. |
| 4. Jan. 1917         | Pereswet                      | 261   | Das russische Linienschiff Pereswet (12.877 ts), das während des Russisch-Japanischen Krieges von den Japanern erbeutet und welches 1916 von den Russen zurückgekauft worden war, lief während des Rückmarsches nach Russland im Mittelmeer, etwa zehn Seemeilen nördlich von Port Said, auf eine Mine des deutschen U-Bootes U 73. Das Schiff kenterte und sank in nur sechs Minuten. 261 russische Seeleute fanden dabei den Tod, etwa 500 Mann überlebten. |
| 9. Jan. 1917         | Cornwallis                    | 15    | Im östlichen Mittelmeer, etwa 60 Seemeilen östlich von Malta, versenkte das deutsche U-Boot U 32 das britische Linienschiff Cornwallis (14.000 ts) durch einen Torpedotreffer. Das Schiff sank langsam, weswegen fast die gesamte Besatzung gerettet werden konnte. 15 Seeleute starben allerdings bei dem Torpedotreffer. |
| 11. Jan. 1917        | Ben-my-Chree                  | 0     | Der britische Seeflugzeugträger Ben-my-Chree (3.800 ts) wurde nahe der griechischen Insel Kastelorizo, während das Schiff dicht unter der Küste lag, von türkischen Küstenbatterien beschossen. Der Träger wurde mehrfach getroffen, geriet in Brand und musste aufgegeben werden. Die gesamte Besatzung von rund 250 Mann wurde gerettet. Die Ben-my-Chree ist bis heute der einzige jemals von Küstengeschützen versenkte Seeflugzeugträger. |
| 25. Jan. 1917        | Laurentic                     | 354   | Der britische Hilfskreuzer und Truppentransporter Laurentic (14.892 BRT), vormals als Passagierschiff der White Star Line angehörend, lief vor Lough Swilly (Nordirland) mit hoher Fahrt in ein deutsches Minenfeld, das von dem U-Boot U 80 gelegt worden war. Das Schiff erlitt zwei oder drei Minentreffer und sank innerhalb von etwa zehn Minuten. Von 475 Menschen an Bord kamen 354 ums Leben. Viele sprangen in der Dunkelheit über Bord und erfroren im eiskalten Wasser. Die Überlebenden wurden erst am folgenden Tag gerettet. Zur verlorenen Ladung gehörten auch 35 Tonnen Gold für die Regierung der Vereinigten Staaten.                                                                                  |
| 7. Feb. 1917         | California                    | 41    | 38 Seemeilen südwestlich des Fastnet-Felsens torpedierte das deutsche U-Boot U 85 den britischen Passagierdampfer California (8.662 BRT) der Anchor Line, der mit 202 Menschen auf dem Weg nach Glasgow war. Das Schiff sank in neun Minuten. Fünf Menschen kamen durch die Torpedodetonation ums Leben, 36 weitere ertranken während der Evakuierung, da das Schiff während des raschen Sinkens immer noch Fahrt machte und mehrere Rettungsboote kenterten. |
| 17. Feb. 1917        | Athos                         | 754   | Der französische Passagier- und Frachtdampfer Athos (12.644 BRT), mit etwa 1.950 Passagieren, Soldaten und Besatzungsangehörigen an Bord und auf dem Weg von Marseille nach Yokohama, wurde 200 Seemeilen südöstlich von Malta von dem deutschen U-Boot U 65 torpediert und versenkt. Das im Geleit von zwei Torpedobooten fahrende Schiff sank innerhalb von 14 Minuten und riss 754 Menschen mit in die Tiefe. Rund 1.200 Überlebende wurden von den Begleitfahrzeugen gerettet. |
| 25. Feb. 1917        | Laconia                       | 12    | In der Nähe von Fastnet Rock, an der südirischen Küste, wurde der britische Passagierdampfer Laconia (18.099 BRT) der Cunard Line von dem deutschen U-Boot U 50 zweimal torpediert und versenkt. Zwar konnten die meisten der etwa 300 Menschen an Bord gerettet werden, der Tod zweier US-amerikanischer Staatsbürger sorgte jedoch für weitere politische Spannungen und trug letztlich dazu bei, dass die Vereinigten Staaten im April 1917 in den Krieg eintraten. |
| 1. März 1917         | Pheasant                      | 88    | Westlich der Insel Hoy (Orkney) lief der britische Zerstörer Pheasant (1.025 ts) auf eine Mine des deutschen U-Bootes U 80 auf und explodierte. Mit dem Schiff gingen 88 Besatzungsangehörige unter, es gab keine Überlebenden. |
| 1. März 1917         | Drina                         | 15    | Vor Milford Haven an der walisischen Küste lief das britische Passagierschiff Drina (11.483 BRT) auf eine Mine des deutschen U-Bootes UC 65 auf und sank. Alle 189 Passagiere konnten gerettet werden, aber 15 der 148 Besatzungsmitglieder kamen um. Die Drina war das erste im Ersten Weltkrieg zum Hospitalschiff umgerüstete Handelsschiff. Zum Zeitpunkt ihres Untergangs war sie jedoch wieder im zivilen Passagierverkehr. |
| 16. März 1917        | Leopard                       | 325   | Nordöstlich der Färöer-Inseln wurde der deutsche Hilfskreuzer Leopard (4.652 BRT) bei dem Versuch, in den Atlantik auszubrechen, von britischen Seestreitkräften, darunter der Panzerkreuzer Achilles, gestellt und in einem etwa einstündigen Artilleriegefecht versenkt. Mit dem Schiff ging die gesamte Besatzung von 319 Mann unter. Zusätzlich starben sechs Angehörige eines britischen Prisenkommandos, das vor Beginn des Gefechtes an Bord des getarnten deutschen Schiffes gegangen war. |
| 19. März 1917        | Danton                        | 296   | Im westlichen Mittelmeer, etwa 30 Seemeilen südlich von Sardinien, versenkte das deutsche U-Boot U 64 das französische Linienschiff Danton (18.318 ts) durch zwei Torpedotreffer. Das Schiff sank etwa 45 Minuten nach den Treffern. 296 Mann gingen mit der Danton unter. Die Eskorte konnte 806 Besatzungsangehörige retten. |
| 19. März 1917        | Alnwick Castle                | 40    | Das britische Passagierschiff Alnwick Castle (5.893 BRT) der Union-Castle Line wurde 310 Seemeilen südwestlich von Bishop Rock von dem deutschen U-Boot U 81 durch einen Torpedo versenkt. Alle 139 Menschen an Bord konnten sich vor dem Untergang retten, doch zwei der Boote verschwanden in der ersten stürmischen Nacht auf See und die anderen wurden erst nach Tagen gefunden. Insgesamt 40 der Bootsinsassen kamen auf dem offenen Atlantik ums Leben. |
| 4. Apr. 1917         | City of Paris                 | 122   | Auf einer Fahrt von Karatschi über Marseille nach Liverpool wurde der britische Passagierdampfer City of Paris (9.191 BRT) 46 Seemeilen südöstlich von Cap d’Antibes (Côte d’Azur) von dem deutschen U-Boot UC 35 zweimal torpediert und versenkt. Alle 109 Besatzungsmitglieder und 13 Passagiere kamen ums Leben. |
| 10. Apr. 1917        | Salta                         | 130   | Am Eingang zum Hafen von Le Havre lief das britische Hospitalschiff Salta (7.284 BRT) trotz Warnungen in ein Minenfeld, das am Vortag von dem deutschen U-Boot UC 26 gelegt worden war. Das Schiff erlitt einen Minentreffer und sank innerhalb von zehn Minuten, wobei 130 Menschen ums Leben kamen. |
| 15. Apr. 1917        | Cameronia                     | 210   | Der ehemalige britische Luxusliner Cameronia (10.983 BRT), ein zum Truppentransporter umgewandeltes Schiff der britischen Reederei Anchor Line, wurde 150 Seemeilen östlich von Malta, mit 2.650 Soldaten und Besatzungsangehörigen an Bord und auf einer Fahrt von Marseille nach Alexandria, von dem deutschen U-Boot U 33 torpediert und versenkt. Das Schiff sank innerhalb von 40 Minuten. 210 Menschen kamen ums Leben. |
| 15. Apr. 1917        | Arcadian                      | 277   | Der britische Truppentransporter Arcadian (8.939 BRT) wurde nordöstlich der griechischen Insel Milos im östlichen Mittelmeer mit 1.335 Soldaten und Besatzungsmitgliedern an Bord und auf einer Fahrt von Thessaloniki nach Alexandria von dem deutschen U-Boot UC 74 torpediert und versenkt. Das Schiff sank innerhalb von sechs Minuten. 277 Menschen kamen ums Leben. |
| 16. Apr. 1917        | Sontay                        | 49    | Etwa 100 Seemeilen südöstlich von Malta wurde das französische Passagierschiff Sontay (7.247 BRT) auf dem Weg nach Marseille von dem deutschen U-Boot U 33 torpediert und versenkt. Das Schiff sank innerhalb von 6 Minuten. 49 Passagiere und Besatzungsmitglieder kamen ums Leben. |
| 17. Apr. 1917        | Lanfranc                      | 40    | 42 Seemeilen nordöstlich von Le Havre im Ärmelkanal wurde das Hospitalschiff Lanfranc (6.287 BRT) mit 387 Patienten an Bord von dem deutschen U-Boot UB 40 (Kapitänleutnant Hans Howaldt) torpediert und versenkt. 22 britische Besatzungsmitglieder und 18 deutsche Patienten starben. Die Überlebenden wurden von britischen Zerstörern nach Portsmouth gebracht. |
| 17. Apr. 1917        | Donegal                       | 41    | 19 Seemeilen südlich von Dean im Ärmelkanal wurde das Hospitalschiff Donegal (1.885 BRT) mit 610 Patienten an Bord von dem deutschen U-Boot UC 21 (Oberleutnant zur See Reinhold Saltzwedel) torpediert und versenkt. 12 britische Besatzungsmitglieder und 29 britische Patienten starben. |
| 24. Apr. 1917        | Abosso                        | 65    | Der britische Passagier- und Frachtdampfer Abosso (7.782 BRT) der britischen Elder Dempster Lines wurde 180 Seemeilen westlich vom Fastnet-Felsen von dem deutschen U-Boot U 43 durch einen Torpedo versenkt. Der Dampfer machte während des Untergangs immer noch Fahrt und sank bei schwerer Schlagseite, sodass mehrere Rettungsboote nach dem Abfieren kenterten. 65 Passagiere und Besatzungsmitglieder starben. |
| 4. Mai 1917          | Transylvania                  | 412   | Der britische Truppentransporter Transylvania (14.348 BRT), ein ehemaliger Luxusliner, befand sich mit einem 2.700 Mann umfassenden Truppenkontingent an Bord auf dem Weg von Marseille nach Alexandria. Er wurde von den japanischen Zerstörern Matsu und Sakaki der Kaba-Klasse eskortiert. Am 4. Mai 1917 wurde der Dampfer von dem deutschen U-Boot U 63 im Golf von Genua angegriffen und durch zwei Torpedotreffer versenkt. Das Schiff sank innerhalb von 35 Minuten. 412 Menschen verloren ihr Leben. |
| 11. Mai 1917         | Medjerda                      | 344   | Fünf Seemeilen vor der katalanischen Küste wurde der französische Passagier- und Frachtdampfer Medjerda (1.918 BRT), der auch Truppen befördert, von dem deutschen U-Boot U 34 torpediert und sank in zwei Minuten. Von den 575 Passagieren und Besatzungsmitgliedern an Bord kamen 344 ums Leben. Neben hunderten Soldaten waren auch 48 zivile Passagiere an Bord. |
| 26. Mai 1917         | Dover Castle                  | 7     | Das in einem Geleitzug fahrende britische Hospitalschiff Dover Castle (8.271 BRT) wurde vor der algerischen Küste von dem deutschen U-Boot UC 67 attackiert und durch zwei Torpedotreffer versenkt. Die anderen Schiffe des Konvois konnten die Besatzung und die Patienten retten, aber durch die Detonation des ersten Torpedos kamen sieben Heizer ums Leben. |
| 27. Juni 1917        | Kléber                        | 42    | Vor dem Hafen von Brest, nahe dem Leuchtturm Pierres Noires, lief der französische Panzerkreuzer Kléber (7.578 ts), auf dem Weg von Dakar nach Brest, auf eine Minensperre auf, die zuvor von dem deutschen U-Boot UC 61 gelegt worden war. 42 Seeleute gingen mit dem Schiff unter, die restliche Besatzung konnte von Geleitzerstörern gerettet werden. |
| 19. Juli 1917        | Eloby                         | 156   | Etwa 75 Seemeilen südöstlich von Malta versenkte das deutsche U-Boot U 38 den britischen Truppentransporter Eloby (6.545 BRT) durch einen Torpedotreffer. Mit dem Schiff gingen 56 Seeleute und 100 französische Soldaten unter. |
| 26. Juli 1917        | Ariadne                       | 38    | Vor der Küste von Sussex, nahe Beachy Head, versenkte das deutsche U-Boot UC 65 den zu einem Minenleger umgerüsteten britischen Geschützten Kreuzer Ariadne (11.000 ts) durch einen Torpedotreffer. Mit dem Schiff gingen 38 Seeleute unter, rund 400 Mann wurden gerettet. |
| 25. Aug. 1917        | Malda                         | 64    | Der britische Passagier- und Frachtdampfer Malda (7.884 BRT) der British India Steam Navigation Company wurde 130 Seemeilen vor Bishop Rock (Scilly-Inseln) von dem deutschen U-Boot U 70 versenkt. 64 Menschen starben. |
| 2. Sep. 1917         | Olive Branch und U 28         | 40    | Etwa 85 Seemeilen nordöstlich des Nordkaps torpedierte das deutsche U-Boot U 28 den britischen Munitionstransporter Olive Branch (4.649 BRT), wobei ein britischer Seemann ums Leben kam. Die restliche Besatzung rettete sich in die Beiboote. Da das Schiff aber zunächst noch schwimmfähig blieb, beschoss das U-Boot den Dampfer mit dem Bordgeschütz und schloss zur Olive Branch auf. Eine Granate von U 28 traf dabei die Munitionsladung des britischen Schiffes und verursachte eine gewaltige Explosion. Der Transporter wurde dadurch versenkt, aber herumfliegende Trümmer trafen auch das U-Boot und brachten es innerhalb kürzester Zeit zum Sinken. Mit U 28 ging die gesamte Besatzung von 39 Mann unter. |
| 7. Sep. 1917         | Minnehaha                     | 43    | Der britische Passagier- und Frachtdampfer Minnehaha (13.443 BRT) der Atlantic Transport Line wurde zwölf Seemeilen vor dem Fastnet-Felsen an der Südküste Irlands von dem deutschen U-Boot U 48 versenkt. Von den 153 Besatzungsmitgliedern kamen 43 ums Leben. Passagiere waren auf dieser Fahrt nicht an Bord. |
| 18. Sep. 1917        | Contest                       | 35    | In der Westansteuerung, etwa 100 Seemeilen südwestlich von Irland, versenkte das deutsche U-Boot U 106 den britischen Zerstörer Contest (957 ts) durch einen Torpedotreffer. Mit dem Schiff gingen 35 Besatzungsangehörige unter. Etwa 60 Überlebende wurden von dem britischen Frachter City of Lincoln gerettet, welcher von dem U-Boot zuvor durch einen Torpedotreffer beschädigt worden war und auf dessen Notruf sich der Zerstörer in das Seegebiet begeben hatte. Da das U-Boot den mit der Rettung beschäftigten Frachter nicht mehr attackierte, konnten die City of Lincoln und ihre Besatzung sowie die geborgenen Überlebenden der Contest später einen britischen Hafen erreichen.                          |
| 23. Sep. 1917        | Médie                         | 250   | 120 Seemeilen nordwestlich von Kap Bougaroni (Algerien) wurde der französische Passagier- und Frachtdampfer Médie (4.770 BRT), der auch Truppen befördert, von dem deutschen U-Boot UC 27 torpediert und sank in sieben Minuten. Von den 630 Passagieren und Besatzungsmitgliedern an Bord kamen 250 ums Leben. Neben Soldaten waren auch zivile Passagiere an Bord. |
| 29. Sep. 1917        | Ochotnik                      | 52    | In der Irbenstraße lief der russische Zerstörer Ochotnik (615 ts) auf eine deutsche Mine auf und zerbrach in zwei Teile. 52 Besatzungsangehörige gingen mit dem Schiff unter, etwa 40 Mann konnten sich retten. Die Mine war zuvor aus der Luft von deutschen Wasserflugzeugen abgeworfen worden. Es war die erste Versenkung eines Kriegsschiffes durch eine Mine, die aus der Luft gelegt wurde. |
| 9. Okt. 1917         | Champagne                     | 58    | Im Nordkanal zwischen Irland und Schottland, etwa acht Seemeilen südwestlich der Isle of Man, versenkte das deutsche U-Boot U 96 den britischen Hilfskreuzer Champagne (5.630 BRT) durch einen Torpedotreffer. 58 Mann gingen mit dem Schiff unter, etwa 250 Überlebende wurden von Fischkuttern gerettet. |
| 17. Okt. 1917        | Strongbow und Mary Rose       | 135   | In der nördlichen Nordsee, etwa 65 Seemeilen östlich von Lerwick, griffen in den Morgenstunden die beiden deutschen Kleinen Kreuzer Brummer und Bremse einen aus zwölf Handelsschiffen und zwei Zerstörern bestehenden britischen Geleitzug an. Die deutschen Schiffe versenkten die beiden britischen Zerstörer Strongbow (1.100 ts), mit welchem 47 Seeleute untergingen, und Mary Rose (994 ts), dessen Besatzung 88 Mann verlor. Insgesamt starben 135 britische Seeleute. Etwa 60 Überlebende von beiden Schiffen konnten gerettet werden. |
| 17. Okt. 1917        | Slawa                         | 16    | Während der Schlacht im Moonsund kam es zu einem Gefecht zwischen den beiden deutschen Schlachtschiffen König und Kronprinz sowie dem russischen Linienschiff Slawa (13.516 ts). Das russische Schiff erhielt mindestens sieben schwere Treffer und wurde, da es infolge eines durch Wassereinbrüche vergrößerten Tiefgangs nicht mehr durch den flachen Sund fliehen konnte, von russischen Zerstörern schließlich versenkt. Durch den Beschuss kamen insgesamt 16 Mann ums Leben, etwa 50 wurden verletzt. |
| 28. Nov. 1917        | Apapa                         | 77    | Der Passagier- und Frachtdampfer Apapa (7.832 BRT) der britischen Elder Dempster Lines, mit 249 Menschen an Bord aus Westafrika kommend, wurde drei Seemeilen nordöstlich von Lynas Point vor der Insel Anglesey von dem deutschen U-Boot U 96 durch zwei Torpedos versenkt. 40 Passagiere und 37 Besatzungsmitglieder starben. Die meisten Opfer waren dadurch zu beklagen, dass der zweite Torpedo direkt unter einem Rettungsboot detonierte. |
| 6. Dez. 1917         | Jacob Jones                   | 64    | Nahe der Scilly-Inseln versenkte das deutsche U-Boot U 53 den amerikanischen Zerstörer Jacob Jones (1.060 ts) durch einen Torpedotreffer. Mit dem Schiff gingen 64 Seeleute unter. Nach dem Untergang des Zerstörers nahm das U-Boot zwei Verletzte auf, versorgte die Schiffbrüchigen mit Proviant und gab eine genaue Positionsmeldung über die Untergangsstelle an die Landstellen weiter, damit die Überlebenden gerettet werden konnten. Die Jacob Jones war der erste amerikanische Zerstörer im Ersten Weltkrieg und überhaupt, der durch Feindeinwirkung in Verlust geriet. |
| 9./10. Dezember 1917 | Wien                          | 46    | Das österreichisch-ungarische Küstenpanzerschiff Wien (5.640 ts) wurde im Hafen von Triest von italienischen Torpedoschnellbooten in der Nacht des 9. Dezember 1917 überraschend angegriffen und zweimal torpediert. Das über 20 Jahre alte Schiff kenterte und sank in nur fünf Minuten. 46 Besatzungsangehörige fanden dabei den Tod, 423 Überlebende retteten sich ans Ufer oder wurden von Sicherungsfahrzeugen geborgen. |
| 14. Dez. 1917        | Châteaurenault und UC 38      | 278   | Der französische Geschützte Kreuzer Châteaurenault (7.900 ts), mit 985 Mann Truppen an Bord auf dem Weg von Tarent nach Itea (Griechenland), wurde vor dem Kanal von Korinth von dem deutschen U-Boot UC 38 zweimal torpediert. Der Kreuzer sank langsam, weswegen die das Schiff sichernden französischen Zerstörer 1.162 Personen von den 1.432 an Bord retten konnten. Beim zweiten Angriff wurde UC 38 jedoch von den französischen Zerstörern Mameluck und Lansquenet entdeckt, mit Wasserbomben zum Auftauchen gezwungen und schließlich durch Geschützfeuer versenkt. Acht deutsche Seeleute kamen dabei ums Leben, 20 Mann der U-Boot-Besatzung wurden gerettet.                                                  |
| 22. Dez. 1917        | Torrent, Surprise und Tornado | 252   | Vor der niederländischen Küste, nahe der Maasmündung, geriet eine aus vier Schiffen bestehende britische Zerstörergruppe in ein deutsches Minenfeld. Nachdem zunächst der Zerstörer Torrent (975 ts) einen Minentreffer erhalten hatte und sank, liefen auch die beiden zu Hilfsmaßnahmen herankommenden Zerstörer Surprise (910 ts) und Tornado (1.091 ts) auf Minen auf und sanken. Lediglich ein Schiff blieb unbeschädigt und konnte entkommen. Insgesamt starben 252 britische Seeleute, alleine 99 gingen mit dem Zerstörer Surprise unter. Nur zwölf Mann überlebten und wurden von Küstenfahrzeugen gerettet. |
| 30. Dez. 1917        | Aragon                        | 610   | Dem britischen Truppentransporter Aragon (9.588 BRT), der rund 2.200 Soldaten für die britische Palästina-Front an Bord hatte, wurde bei seiner Ankunft in Alexandria das Einlaufen in den Hafen verwehrt, sodass er ungeschützt vor dem Hafen ankern musste. Sie stellt ein einfaches Ziel dar und wurde kurz darauf von dem deutschen U-Boot UC 34 (Oberleutnant zur See Horst Obermüller) torpediert und versenkt. Das Schiff sank innerhalb von 20 Minuten. 610 britische Soldaten und Besatzungsmitglieder kamen ums Leben. |
| 31. Dez. 1917        | Osmanieh                      | 199   | Der britische Truppentransporter Osmanieh (4.041 BRT), ein ehemaliges Passagierschiff der Khedivial Mail Steamship and Graving Dock Company, lief auf eine der Seeminen, die kurz zuvor von dem deutschen U-Boot UC 34 vor der Einfahrt zum Hafen von Alexandria gelegt worden waren. Das Schiff sank in wenigen Minuten, wodurch der Kommandant, Captain David R. Mason, 23 Besatzungsmitglieder, 167 Soldaten und acht Krankenschwestern (199 Menschen) ums Leben kamen. |

### 1918
| Datum         | Name                                                                              | Opfer  | Beschreibung |
| ------------- | --------------------------------------------------------------------------------- | ------ | --- |
| 20. Jan. 1918 | Raglan und M28                                                                    | 138    | Am Eingang zu den Dardanellen, nahe der Insel Imbros, versenkten der Schlachtkreuzer Yavuz Sultan Selim und der Kleine Kreuzer Midilli die britischen Monitore Raglan (6.150 tn.l.) und M28 (540 tn.l.) im Artilleriegefecht. Mit der Raglan gingen 127 Seeleute unter, elf weitere starben an Bord von M28. Insgesamt fanden 138 Menschen den Tod. Etwa 130 Besatzungsmitglieder beider Monitore konnten gerettet werden. |
| 20. Jan. 1918 | Midilli                                                                           | 330    | Nach der Versenkung der beiden Monitore Raglan und M28 geriet der Kleine Kreuzer Breslau (5.281 t), ab dem 16. August 1914 unter türkischer Flagge fahrend und in Midilli umbenannt, nahe der Insel Imbros auf eine Minensperre. Er erhielt fünf Minentreffer und sank. 330 Mann der Besatzung ertranken, 133 wurden gerettet und gerieten in britische Gefangenschaft. |
| 5. Feb. 1918  | Tuscania                                                                          | 166    | Der britische Truppentransporter Tuscania (14.348 BRT), mit 2.030 amerikanischen Soldaten und 205 Besatzungsangehörigen an Bord, wurde sieben Seemeilen nördlich der nordirischen Insel Rathlin von dem deutschen U-Boot UB 77 durch einen Torpedotreffer versenkt. Das Schiff sank innerhalb von vier Stunden. Übereilt wurden jedoch mehrere Rettungsboote nur halbvoll besetzt abgefiert, was dazu führte, dass zahlreiche Menschen vorerst an Bord zurückblieben. Insgesamt fanden beim Untergang 166 Soldaten und Seeleute den Tod. Die Versenkung der Tuscania sorgte in den Vereinigten Staaten für einige Verärgerung, da man der Ansicht war, dass die britischen Eskortmaßnahmen nicht ausgereicht hätten. |
| 26. Feb. 1918 | Glenart Castle                                                                    | 153    | In den frühen Morgenstunden versenkte das deutsche U-Boot UC 56 im Bristolkanal ohne Vorwarnung das britische Hospitalschiff Glenart Castle (6.757 BRT), das sich mit 120 Besatzungsmitgliedern und einem 62-köpfigen Krankenpflegepersonal auf dem Weg nach Brest befand, um dort Verwundete aufzunehmen. Die Glenart Castle, die hell erleuchtet und eindeutig als Hospitalschiff erkennbar war, sank in acht Minuten. Dabei kamen 153 Menschen ums Leben. |
| 18. März 1918 | Linz                                                                              | ≈2700  | Der als Truppentransporter genutzte Passagierdampfer Linz (3.819 BRT) des Österreichischen Lloyd wurde vor Albanien (Kap Rodon) entweder durch eine Minenexplosion oder durch einen Torpedo versenkt. Die Linz war von Zelenika in Montenegro nach Durazzo in Albanien unterwegs. An Bord waren Soldaten eines ungarischen und eines Kärntner Regiments, Fronturlauber und italienische Gefangene. Zeitgenössische Angaben gingen davon aus, dass 663 Passagiere und Besatzungsmitglieder ums Leben kamen und eine unbekannte Zahl von Passagieren gerettet wurden. Heute geht man jedoch von einer sehr viel höheren Opferzahl aus. Demnach war das Schiff etwa mit mehr als 3.000 Personen belegt als es sank, 291 Passagiere wurden gerettet. Daraus ergibt sich die Zahl von etwa 2.700 Opfern. |
| 15. Apr. 1918 | Pomeranian                                                                        | 55     | Neun Seemeilen nordwestlich des Kreidefelsens Isle of Portland wurde das als Frachtschiff fahrende kanadische Passagierschiff Pomeranian (4.364 BRT) der Canadian Pacific Line ohne Vorwarnung von dem deutschen U-Boot UC 77 torpediert und versenkt. Das Schiff sank innerhalb weniger Minuten. Von den 56 Besatzungsmitgliedern an Bord überlebte nur ein Maschinist. |
| 11. Mai 1918  | Santa Anna                                                                        | 638    | Im Mittelmeer, südlich der Insel Pantelleria, versenkte das deutsche U-Boot UC 54 den als Truppentransporter genutzten französischen Hilfskreuzer Santa Anna (9.350 BRT) durch zwei Torpedotreffer. Mit dem schnell sinkenden Schiff gingen 638 Seeleute und Soldaten unter. |
| 11. Mai 1918  | Verona                                                                            | 880    | In der Straße von Messina, vor Capo Peloro, versenkte das deutsche U-Boot UC 52 den von Genua nach Messina laufenden italienischen Truppentransporter Verona (8.261 BRT) durch zwei Torpedotreffer. Mit dem Schiff gingen insgesamt 880 Seeleute und Soldaten unter. |
| 13. Mai 1918  | Bregenz                                                                           | 234    | Auf der Reede vor Durrës (Albanien) versenkten italienische Torpedoboote in der Morgendämmerung mit zwei Torpedoschüssen den österreichisch-ungarischen Truppentransporter Bregenz (3.905 BRT). 234 Soldaten und Seeleute gingen mit dem Schiff unter. 969 Überlebende wurden von drei Wachschiffen gerettet. |
| 23. Mai 1918  | Moldavia                                                                          | 56     | Im Ärmelkanal, nahe Beachy Head, versenkte das deutsche U-Boot UB 57 den mit 477 amerikanischen Soldaten beladenen britischen Hilfskreuzer Moldavia (9.505 BRT) durch einen Torpedotreffer. Beim Untergang starben 56 amerikanische Soldaten. |
| 30. Mai 1918  | Ausonia                                                                           | 44 (?) | Etwa 620 Seemeilen südwestlich von Fastnet versenkte das deutsche U-Boot U 62 den von Liverpool nach New York laufenden britischen Passagierdampfer Ausonia (7.907 BRT) der Cunard Line. Das Schiff wurde zunächst torpediert und dann durch Geschützfeuer versenkt. Vermutlich kamen beim Untergang 44 Menschen ums Leben. Die Opferzahl mag nach verschiedenen Quellen auch höher gewesen sein. |
| 31. Mai 1918  | President Lincoln                                                                 | 26     | Im Nordatlantik, etwa 600 Seemeilen westlich von Brest, versenkte das deutsche U-Boot U 90 den amerikanischen Truppentransporter President Lincoln (18.084 BRT) durch drei Torpedotreffer. Das Schiff, auf dem Rückweg von Frankreich (wo Truppen entladen worden waren) nach den Vereinigten Staaten, sank innerhalb von 30 Minuten. Von 715 Menschen an Bord fanden 26 den Tod. Die President Lincoln war das größte im Ersten Weltkrieg versenkte amerikanische Passagierschiff. |
| 2. Juni 1918  | Isabel B. Wiley, Jacob M. Haskell, Edward H. Cole, Winneconne, Texel und Carolina | 13     | Das deutsche U-Boot U 151 versenkte am Sonntag, dem 2. Juni 1918, vor der amerikanischen Nordostküste innerhalb von zwölf Stunden sechs Schiffe unter US-Flagge, darunter die Schoner Isabel B. Wiley (776 BRT), Jacob M. Haskell (1.778 BRT) und Edward H. Cole (1.791 BRT) sowie die beiden Frachter Winneconne (1.869 BRT) und Texel (3.210 BRT). Ferner versenkte das U-Boot den Passagierdampfer Carolina (5.093 BRT), wobei 13 Menschen später den Tod fanden, da eines der beladenen Rettungsboote in einem aufziehenden Sturm kenterte. Die Besatzungen von allen anderen Schiffen überlebten vollständig, da das U-Boot die Besatzungen vor der Versenkung warnte und in die Beiboote gehen ließ. Das Ereignis wurde als Black Sunday (Schwarzer Sonntag) bekannt und löste in den Vereinigten Staaten weitläufig große Beunruhigung aus; so wurde auch die Skyline New Yorks nach diesen Angriffen verdunkelt. |
| 10. Juni 1918 | Szent István                                                                      | 89     | Während eines letzten Versuches der österreichisch-ungarischen Marine, die alliierte Sperrung der Straße von Otranto zu durchbrechen, gelang dem italienischen Schnellboot MAS-15 die zweimalige Torpedierung des Schlachtschiffes Szent István (22.500 ts). Knapp zweieinhalb Stunden lang kämpfte die Besatzung gegen die Wassereinbrüche, dann kenterte das Schiff und sank nahe der Insel Molat. 89 Seeleute fanden dabei den Tod, etwa 1.000 Mann konnten gerettet werden. |
| 27. Juni 1918 | Llandovery Castle                                                                 | 234    | 116 Seemeilen südwestlich der Südküste Irlands versenkte das deutsche U-Boot U 86 das britische Lazarettschiff Llandovery Castle (11.423 BRT), obwohl das Schiff hell erleuchtet und eindeutig als Hospitalschiff zu erkennen war, durch einen Torpedotreffer. Nach dem Untergang des Schiffes rammte das U-Boot mehrere Rettungsboote und versenkte auch diese, um mögliche Zeugen zu beseitigen. Insgesamt kamen bei diesem Kriegsverbrechen 234 Menschen ums Leben. Nur 24 Personen in einem Rettungsboot, welches von dem U-Boot nicht gefunden wurde, überlebten und berichteten später von dem Angriff. Der Kommandant des U-Bootes, Oberleutnant zur See Helmut Patzig, wurde später von einem deutschen Gericht für dieses Verbrechen angeklagt, floh aber außer Landes. |
| 14. Juli 1918 | Djemnah                                                                           | 436    | Auf einer Fahrt von Marseille nach Madagaskar wurde der französische Passagierdampfer Djemnah (3.716 BRT) der Reederei Messageries Maritimes 69 Seemeilen nordöstlich von Derna an der libyschen Küste von dem deutschen U-Boot UB 105 torpediert und sank innerhalb von zwei Minuten. Von den 754 Passagieren und Besatzungsmitgliedern an Bord kamen 436 ums Leben. Zwei britische Schiffe konnten 328 Überlebende bergen und nach Alexandria bringen. |
| 16. Juli 1918 | Anchusa                                                                           | 78     | Vor der Nordküste Irlands, nordwestlich von Inishtrahull Island, versenkte das deutsche U-Boot U 54 das zur U-Boot-Jagd umgerüstete britische Kanonenboot Anchusa (1.290 ts) durch einen Torpedotreffer. Der Torpedo traf das Wasserbombenlager und verursachte eine heftige Explosion, welche das Kanonenboot innerhalb von einer Minute versenkte. Mit dem Schiff gingen 78 Seeleute unter, es gab keine Überlebenden. |
| 19. Juli 1918 | Australien                                                                        | 20     | Bei der Versenkung des französischen Dampfers Australien (6.376 BRT) der Messageries Maritimes rund 26 Seemeilen nordöstlich von Kap Bon an der Küste von Tunesien durch das deutsche U-Boot UC 54 kamen 17 Besatzungsmitglieder und drei Passagiere ums Leben. Das Schiff hatte insgesamt 951 Menschen an Bord. |
| 19. Juli 1918 | San Diego                                                                         | 6      | Vor dem Hafen von New York, etwa acht Seemeilen südöstlich von Long Island, lief der amerikanische Panzerkreuzer San Diego (13.680 ts) auf eine Seemine auf und sank innerhalb von 28 Minuten. Die Mine war von dem deutschen U-Boot U 156 gelegt worden. Beim Untergang kamen sechs Seeleute ums Leben. Die San Diego war das einzige große Kriegsschiff, das die United States Navy im Ersten Weltkrieg durch Feindeinwirkung verlor. |
| 20. Juli 1918 | Justicia und UB 124                                                               | 12     | Nordwestlich von Irland, etwa 25 Seemeilen von Malin Head entfernt, versenkte das deutsche U-Boot UB 124 den britischen Truppentransporter Justicia (32.324 BRT) durch zwei Torpedotreffer. Der Dampfer, nach der Britannic das größte alliierte Schiff, welches im Ersten Weltkrieg verloren ging, war bereits am Vortag durch vier Torpedotreffer des U-Bootes UB 64 stark beschädigt worden und befand sich im Schlepp. Da sich nach dem Angriff vom Vortag nur noch eine Rumpfbesatzung an Bord aufhielt, kamen beim Untergang nur zehn Mann ums Leben. Beim Ablaufen wurde UB 124 von drei britischen Zerstörern der Sicherung des Schleppzuges entdeckt und durch Artilleriefeuer versenkt, wobei zwei deutsche Seeleute starben. |
| 3. Aug. 1918  | Warilda                                                                           | 123    | Im Ärmelkanal, nahe der Owers Bank, torpedierte das deutsche U-Boot UC 49 das mit deutlich erkennbaren Rot-Kreuz-Kennzeichen versehene australische Hospitalschiff Warilda (7.713 BRT). Das Schiff sank innerhalb von etwa zwei Stunden, weswegen Rettungsschiffe heraneilen und die Masse der Menschen an Bord abbergen konnten. Von den 801 Personen an Bord kamen aber 123 durch den Torpedoeinschlag ums Leben. |
| 7. Aug. 1918  | Dupetit-Thouars                                                                   | 13     | Im Nordatlantik, etwa 400 Seemeilen westlich von Brest, wurde der französische Panzerkreuzer Dupetit-Thouars (9.510 ts), der gemeinsam mit amerikanischen Kriegsschiffen einen alliierten Konvoi sichern sollte, von dem deutschen U-Boot U 62 zweimal torpediert. Das Schiff sank innerhalb von 20 Minuten. Da zahlreiche Rettungsschiffe schnell zur Stelle waren, konnte fast die gesamte Besatzung gerettet werden. 13 Seeleute fanden den Tod, die meisten in den von den Torpedos getroffenen Rumpfsektionen. Die Dupetit-Thouars war das einzige auf dem offenen Atlantik versenkte große französische Kriegsschiff im Ersten Weltkrieg. |
| 11. Aug. 1918 | Euterpe                                                                           | 453    | Nahe der Insel Pag, nur etwa eineinhalb Seemeilen von der Küste entfernt, versenkte das italienische U-Boot F 7 den von Fiume nach Cattaro laufenden österreichischen Truppentransporter Euterpe (2.302 BRT), auf dem sich 910 Soldaten und Besatzungsangehörige befanden, durch einen Torpedotreffer. 453 Menschen wurden von dem schnell sinkenden Schiff mit in die Tiefe gerissen. Insgesamt 450 Überlebende wurden von Eskorteinheiten gerettet, weitere sieben Schiffbrüchige nahm später das britische U-Boot C21 auf. |
| 15. Aug. 1918 | HMS Scott                                                                         | 22     | Nahe IJmuiden sank der britische Zerstörer und Flottillenführer Scott (1.801 ts) nach zwei Minentreffern. Die Minensperre war am 22. Juli 1918 von dem deutschen U-Boot UC 17 gelegt worden. Beim Untergang starben 22 Seeleute, etwa 150 Mann wurden gerettet. |
| 16. Aug. 1918 | Balkan                                                                            | ≈380   | Etwa sieben Seemeilen nordwestlich von L’Île-Rousse (Korsika) versenkte das deutsche U-Boot UB 48 den von Marseille nach Korsika laufenden französischen Truppentransporter Balkan (1.709 BRT). Das Schiff, auf dem sich etwa 300 Soldaten, 150 Zivilisten und 32 Besatzungsangehörige befanden, wurde von einem Torpedo getroffen und sank in nur zwei Minuten. 102 Überlebende erreichten später die Küste oder wurden von Wasserflugzeugen gerettet. Etwa 380 Menschen fanden den Tod. |
| 27. Aug. 1918 | Pampa                                                                             | 117    | 84 Seemeilen östlich von Malta versenkte das deutsche U-Boot UC 22 das zum Hospitalschiff umgebaute ehemalige französische Passagierschiff Pampa (4.471 BRT) mit einem Torpedotreffer. 117 Menschen kamen dabei ums Leben. |
| 12. Sep. 1918 | Galway Castle                                                                     | 143    | 200 Seemeilen südwestlich von Land’s End wurde der britische Passagierdampfer Galway Castle (7.988 BRT), auf dem Weg von Plymouth nach Port Natal, von dem deutschen U-Boot U 82 torpediert. Obwohl der Rumpf durch die starke Explosion in der Mitte gebrochen war und das Schiff mittschiffs einsank, hielt es sich noch drei Tage über Wasser, bis es am 15. September unterging. Von den 950 Passagieren und Besatzungsmitgliedern starben 143, da mehrere Rettungsboote in der stürmischen See verunglückten. |
| 10. Okt. 1918 | Leinster                                                                          | 501    | Das irische Passagierschiff Leinster (2.646 BRT) wurde in der Bucht von Dublin, nahe der Kish Bank, von dem deutschen U-Boot UB 123 durch zwei Torpedos versenkt. Von den 771 Passagieren und Besatzungsmitgliedern an Bord starben 501. Es handelte sich um das bis heute schwerste Schiffsunglück in der Irischen See und einen der größten Verluste von Menschenleben durch Versenkung eines zivilen Schiffs im Ersten Weltkrieg. |
| 1. Nov. 1918  | Viribus Unitis                                                                    | ≈400   | Im Hafen von Pola versenkten zwei italienische Kampfschwimmer mit 200-Kilogramm-Haftminen das ehemalige österreichische Schlachtschiff Viribus Unitis (22.500 ts). Das Schlachtschiff war, eine Folge des Zerfalls der k.u.k.-Monarchie, am Vortag von den Österreichern an den neu gegründeten Staat der Serben, Kroaten und Slowenen (das spätere Königreich Jugoslawien) übergeben worden. Obwohl Serbien mit Italien im Ersten Weltkrieg verbündet war, führten die Italiener den Angriff aus, da sie das Entstehen einer neuen Flottenmacht in der Adria verhindern wollten. Die Minen explodierten gegen 6.45 Uhr morgens und versenkten das Schiff in nur 15 Minuten. Etwa 400 Mann gingen mit der Viribus Unitis unter. |
| 9. Nov. 1918  | Britannia                                                                         | 51     | Nahe Kap Spartel versenkte das deutsche U-Boot UB 50 das britische Linienschiff Britannia (16.350 ts) durch zwei Torpedotreffer. Der Einschlag der Torpedos verursachte eine heftige Explosion in der Munitionskammer eines 23,4-cm-Geschützturms und einen Korditbrand, der die Besatzung zum Verlassen des Schiffes zwang. Über zwei Stunden nach dem Angriff sank das Linienschiff. 51 Seeleute fanden beim letzten Verlust eines britischen Kriegsschiffes im Ersten Weltkrieg den Tod. |

## Zwischenkriegszeit
| Datum         | Name                           | Opfer | Beschreibung |
| ------------- | ------------------------------ | ----- | --- |
| 16. Nov. 1918 | Cesare Rossarol                | 93    | Der italienische Zerstörer und Flottillenführer Cesare Rossarol (1.028 ts), auf dem Weg von Pola nach Rijeka, lief auf eine noch nicht geräumte ehemalige österreichisch-ungarische Seemine vor dem Hafen von Ližnjan. Das Schiff brach auseinander und sank mit 93 Besatzungsangehörigen an Bord. Nur etwa 30 Mann überlebten und wurden von anderen italienischen Schiffen geborgen. |
| 16. Jan. 1919 | Chaouia                        | 476   | In der Straße von Messina lief der französische Passagierdampfer Chaouia (4.334 BRT) mit 660 Menschen an Bord kurz nach Mitternacht auf eine Mine, die kurz vor Kriegsende von einem deutschen U-Boot gelegt worden war. Das Schiff sank innerhalb von vier Minuten. 476 Passagiere und Besatzungsmitglieder kamen ums Leben. |
| 9. Juni 1919  | L55                            | 34    | Im Rahmen der alliierten Intervention in den Russischen Bürgerkrieg versenkten die auf Seiten der Bolschewisten stehenden russischen Zerstörer Azard und Gavril im Finnischen Meerbusen das britische U-Boot L55 (960 ts) durch Artilleriefeuer. Die gesamte Besatzung von 34 Mann fand dabei den Tod. Das U-Boot wurde 1928 von den Sowjets gehoben und als Trainings-U-Boot wieder in Dienst gestellt und letztlich erst in den 1960er Jahren verschrottet. L55 ist bis heute (2022) das einzige jemals von russischen oder sowjetischen Kriegsschiffen versenkte britische U-Boot. |
| 21. Okt. 1919 | Gavril, Konstantin und Svoboda | ≈300  | Während der alliierten Intervention in den Russischen Bürgerkrieg gerieten die drei ehemals auf Seiten der Bolschewisten stehenden russischen Zerstörer Gavril, Konstantin und Svoboda (je 1.260 ts) westlich von Kronstadt auf eine britische Minensperre und sanken nach mehreren Treffern. Alle drei Schiffe hatten nach Estland fliehen wollen, um sich dort den Alliierten anzuschließen. Beim Untergang starben etwa 300 Seeleute. Nur rund 90 Überlebende konnten von dem russischen Zerstörer Azard gerettet werden. |
| 29. Sep. 1936 | Almirante Ferrándiz            | 129   | Während des Bürgerkrieges in Spanien griffen der nationalspanische Schwere Kreuzer Canarias und der Leichte Kreuzer Almirante Cervera überraschend das aus zwei Zerstörern bestehende republiktreue Wachgeschwader vor der Straße von Gibraltar an. Im sich daraus entwickelnden Gefecht nahe Kap Spartel wurde der republikanische Zerstörer Almirante Ferrándiz (1.536 ts) von sechs 20,3-cm-Granaten der Canarias getroffen und sank innerhalb von zehn Minuten. Von den 160 Mann Besatzung wurden später nur 31 von der Canarias und einem französischen Handelsschiff gerettet. Das Gefecht hatte strategische Bedeutung, da den nationalspanischen Truppen die Straße von Gibraltar von diesem Zeitpunkt an für Seetransporte offen stand.                      |
| 30. Apr. 1937 | España                         | 5     | Während des Bürgerkrieges in Spanien sank nahe Santander das auf Seiten der spanischen Nationalisten stehende Dreadnought-Schlachtschiff España (15.452 ts) versehentlich auf einer eigenen Minensperre. Bis auf fünf Seeleute konnte die gesamte Besatzung vom nahestehenden Zerstörer Velasco abgeborgen werden. |
| 30. Mai 1937  | Ciudad de Barcelona            | 191   | Der auf Seiten der spanischen Republikaner stehende Dampfer Ciudad de Barcelona (3.946 BRT), ohne Geleitschutz auf dem Weg von Marseille nach Valencia, wurde vor Lloret de Mar von dem nationalspanischen U-Boot General Sanjurjo, das zuvor von den Italienern an die Franco-Truppen übergeben worden war, mit zwei Torpedos angegriffen. Einer der Torpedos traf mittschiffs und versenkte das Schiff in nur drei Minuten. Von den 312 Passagieren und Besatzungsangehörigen an Bord kamen 191 ums Leben. Unter den Toten waren auch zahlreiche Militär- und Zivilpiloten, die als Freiwillige im Rahmen der Einsätze der Internationalen Brigaden auf Seiten der Republikaner hätten eingesetzt werden sollen.                                                    |
| 12. Dez. 1937 | Panay                          | 3     | Auf dem Jangtsekiang, westlich von Nanking, versenkten japanische Flugzeuge während des Zweiten Japanisch-Chinesischen Krieges das amerikanische Flusskanonenboot Panay (474 ts). Drei Besatzungsmitglieder kamen dabei ums Leben, 48 Menschen wurden verletzt. Dieser sogenannte Panay-Vorfall sorgte in der Folgezeit für erhebliche Verstimmungen in den USA und führte zu einer Verschlechterung der japanisch-amerikanischen Beziehungen. Die japanische Regierung offerierte später Schadensersatz und entschuldigte sich für den Zwischenfall. |
| 6. März 1938  | Baleares                       | 765   | Während des Bürgerkrieges in Spanien wurde der auf Seiten der spanischen Nationalisten kämpfende Schwere Kreuzer Baleares (10.000 ts) im Nachtgefecht bei Cabo de Palos von den drei auf Seiten der spanischen Republikaner stehenden Zerstörern Sanchéz Barcáiztegui, Lepanto und Almirante Antequera attackiert und von zwei oder drei Torpedos getroffen. Eine Folgeexplosion der Munition im Vorschiff setzte den Kreuzer in Brand und tötete rund 300 Mann. Etwa zweieinhalb Stunden nach der Torpedierung sank die Baleares. Von den 1.206 Mann Besatzung kamen insgesamt 765 ums Leben. Ein Teil der Besatzung wurde später von in der Nähe stehenden britischen Schiffen gerettet.                                                                            |
| 7. März 1939  | Castillo de Olite              | 1476  | Während des Bürgerkrieges in Spanien wurde vor Cartagena der nationalspanische Truppentransporter Castillo de Olite (3.545 BRT), welcher fast 2.100 Mann Landungstruppen (welche bei der Eroberung des Hafens hätten eingesetzt werden sollen) und etwa 30 Besatzungsangehörige an Bord hatte, von schweren Küstenbatterien der spanischen Republikaner beschossen. Das Schiff erhielt drei 38,1-cm-Treffer, zerbrach in zwei Teile und sank sehr schnell. 1.476 Soldaten und Besatzungsangehörige fanden dabei den Tod. Etwa 650 Mann überlebten und wurden von Fischerbooten und Wachschiffen gerettet. Es war dies bis heute (2020) der verlustreichste Schiffsuntergang in spanischen Gewässern und zugleich auch der opferreichste des Spanischen Bürgerkrieges. |

## Zweiter Weltkrieg

### 1939
| Datum         | Name              | Opfer | Beschreibung |
| ------------- | ----------------- | ----- | --- |
| 1. Sep. 1939  | Nurek             | 16    | Zu Beginn des Zweiten Weltkrieges stand das Boot im Kriegshafen Oksywie. Am ersten Tag des deutschen Überfalls auf Polen griffen am 1. September 1939 gegen 14.00 Uhr Sturzkampfbomber vom Typ Junkers Ju 87 des Lehrgeschwaders 1 den Hafen an und versenkten dabei das alte Torpedoboot Mazur sowie das Taucherschiff Nurek (110 t). 16 der 22 Besatzungsmitglieder wurden an Bord getötet. |
| 3. Sep. 1939  | Athenia           | 112   | Der 13.465 BRT große britische Passagierdampfer der Anchor-Donaldson Line war mit über 1.100 Passagieren und Besatzungsmitgliedern auf dem Weg von Glasgow nach Montreal, als er 250 Meilen nordwestlich von Irland ohne Vorwarnung von dem deutschen U-Boot U 30 versenkt wurde. 112 Menschen starben durch die Folgen der Torpedodetonation und in einem Rettungsboot, das vom Heck eines der Rettungsschiffe zerquetscht wurde. Die Athenia war das erste Schiff, das im Zweiten Weltkrieg von einem deutschen U-Boot versenkt wurde. Unter den Toten waren auch 28 US-Amerikaner. |
| 10. Sep. 1939 | Oxley             | 53    | Rund 30 Seemeilen westlich von Stavanger versenkte das britische U-Boot Triton irrtümlich das große britische U-Boot Oxley (1.835 ts) durch zwei Torpedotreffer. Zuvor hatte das U-Boot nicht auf Identifikationsaufrufe reagiert. Mit der Oxley gingen 52 Seeleute unter, nur zwei Mann überlebten und wurden von der Triton gerettet, wodurch der Irrtum aufgeklärt wurde. Die Ursache für den Zwischenfall, so stellte es eine Untersuchung später fest, war, dass die Oxley den zugewiesenen Patrouillenabschnitt infolge eines Navigationsfehlers verlassen hatte. Es war dies die einzige Versenkung eines britischen U-Bootes durch ein eigenes U-Boot in der Seekriegsgeschichte und zugleich der erste britische U-Boot-Verlust im Zweiten Weltkrieg. |
| 17. Sep. 1939 | Courageous        | 518   | Etwa 200 Seemeilen südwestlich der Südküste Irlands versenkte das deutsche U-Boot U 29 den britischen Flugzeugträger Courageous (24.210 ts) durch zwei Torpedotreffer. Das Schiff kenterte und sank in nur 15 Minuten. Der Träger hatte zuvor seine Eskortzerstörer entlassen, um einem Handelsschiff beizustehen. 518 Mann gingen mit dem Träger unter, darunter auch der Kommandant, Captain William Tofield Makeig-Jones. 741 Besatzungsangehörige konnten gerettet werden. Nach diesem Verlust setzte die Royal Navy ihre großen Flottenträger vorerst nicht mehr zu U-Boot-Jagd-Missionen ein. Die Courageous war der erste Flugzeugträger im Zweiten Weltkrieg und überhaupt, der auf offener See von einem U-Boot versenkt wurde. Mit dem Träger gingen die Fairey Swordfish der Staffeln 811 und 822 der britischen Marineluftwaffe verloren. |
| 14. Okt. 1939 | Royal Oak         | 833   | Auf der Reede von Scapa Flow versenkte das deutsche U-Boot U 47 das vor Anker liegende britische Schlachtschiff Royal Oak (29.150 ts) durch zwei oder drei Torpedotreffer. Das Schlachtschiff kenterte und sank innerhalb von 13 Minuten. Eine Munitionsexplosion zerstörte zudem weite Teile des Schiffes. Die Royal Oak riss insgesamt 833 Besatzungsangehörige, darunter auch den Befehlshaber des 2. Schlachtschiffgeschwaders, Konteradmiral Henry Blagrove, mit in die Tiefe. Etwa 400 Mann konnten gerettet werden. Die Versenkung des Schiffes im eigenen Heimatstützpunkt sorgte in der Folgezeit bei der Royal Navy für einige Verunsicherung hinsichtlich der Sicherheit der eigenen Stützpunkte. |
| 18. Nov. 1939 | Simon Bolivar     | 102   | Das niederländische Passagierschiff Simon Bolivar (7.906 BRT), mit 265 Passagieren und 132 Besatzungsmitgliedern auf dem Weg von Rotterdam nach Curaçao über Tilbury, lief bei Harwich in ein Minenfeld, das kurz zuvor von deutschen Zerstörern gelegt worden war. 102 Menschen starben. |
| 21. Nov. 1939 | Gipsy             | 30    | Am 21. November 1939 verließ der britische Zerstörer Gipsy (1.350 t) gemeinsam mit den polnischen Zerstörern Burza, Blyskawica und Grom sowie der Griffin, Keith und Boadicea Harwich zu einer Patrouille. Noch in der Hafenzufahrt lief das Schiff auf eine Seemine, die wahrscheinlich erst kurz zuvor von einer Heinkel He 59 abgeworfen worden war. Die Gipsy brach in zwei Teile und sank, nachdem die 115 Überlebenden von den anderen Zerstörern übernommen worden waren. 30 Mann verloren jedoch beim Minentreffer und dem folgenden Untergang der Gipsy auf Position 51° 56′ N, 1° 18′ O ihr Leben. |
| 23. Nov. 1939 | Rawalpindi        | 265   | Während eines Vorstoßes in den Nordatlantik versenkten die beiden deutschen Schlachtschiffe Scharnhorst und Gneisenau südlich von Island, etwa 145 Seemeilen nordwestlich der Färöerinseln, den britischen Hilfskreuzer Rawalpindi (16.695 BRT) durch Artilleriebeschuss. Mit dem Schiff gingen 265 Seeleute unter, 37 Mann überlebten und wurden von den deutschen Schiffen (26 Geborgene) und dem Hilfskreuzer Chitral (11 Geborgene) gerettet. Der ehemalige Passagierdampfer Rawalpindi war der erste im Zweiten Weltkrieg versenkte Hilfskreuzer. |
| 26. Nov. 1939 | Piłsudski         | 2     | Der Truppentransporter Piłsudski (14.294 BRT), ein ehemaliger Dampfer der polnischen Reederei Gdynia America Line, lief auf einer Fahrt von Newcastle nach Neuseeland 25 Seemeilen vor Withernsea an der Küste der englischen Grafschaft Yorkshire auf deutsche Minen und sank. Zwei Männer kamen ums Leben, darunter der Kommandant der Piłsudski, Konteradmiral Mamert Stankiewicz. |
| 17. Dez. 1939 | Admiral Graf Spee | 37    | Das deutsche Panzerschiff Admiral Graf Spee, wurde am 13.12.1939 vor dem Río de la Plata in ein Gefecht mit drei britischen Kreuzern verwickelt. Aufgrund während des Gefechtes erlittener Beschädigungen lief die Admiral Graf Spee den Hafen von Montevideo an, um Reparaturen zur Herstellung der Hochseetüchtigkeit ausführen zu lassen. Die Regierung von Uruguay verlangte auf Druck von Großbritannien, dass das Schiff innerhalb von 72 Stunden den Hafen zu verlassen habe. Dadurch sah man sich einer aussichtslosen Lage gegenüber, weil die Reparaturarbeiten innerhalb der gesetzten Frist nicht durchzuführen waren, wegen bald erschöpfter Munitionsvorräte und weil man davon ausgegangen war, dass man auf überlegene gegnerische Kräfte vor der Hafenmündung treffen würde. Am 17.12.1939 wurde die Admiral Graf Spee vor der Flussmündung des La Plata selbstversenkt. Die Versenkung selbst kostete keine Menschenleben, jedoch starben beim vorausgehenden Seegefecht 36 Mann und 3 Tage nach der Selbstversenkung erschoss sich der Kapitän Hans Langsdorff. |
| 19. Dez. 1939 | Columbus          | 4     | Das große deutsche Kreuzfahrtschiff Columbus (32.565 BRT), alleine fahrend und auf dem Weg von Veracruz (Mexiko) nach Deutschland, wurde etwa 200 Seemeilen östlich von Norfolk von dem britischen Zerstörer Hyperion gestellt und daraufhin, um eine Aufbringung zu vermeiden, von der eigenen Besatzung versenkt. Vier Angehörige des Maschinenpersonals ertranken dabei versehentlich in den unteren Schiffsräumen. Zuvor war das deutsche Schiff von dem amerikanischen Schweren Kreuzer Tuscaloosa beschattet worden, welcher die Position der Columbus entgegen den Neutralitätsverpflichtungen ständig an die Royal Navy weiter gemeldet hatte. Bis heute (2020) war die Columbus das größte Passagierschiff, das jemals durch Selbstversenkung zerstört wurde. |

### 1940
| Datum                 | Name                                                                     | Opfer         | Beschreibung |
| --------------------- | ------------------------------------------------------------------------ | ------------- | --- |
| 2. Jan. 1940          | S-2                                                                      | 50            | Etwa auf halber Strecke zwischen den Ålandinseln und der schwedischen Küste, nordöstlich Grisslehamn, geriet das sowjetische U-Boot S-2 (840 ts) versehentlich auf eine schwedische Minensperre und sank nach zwei Treffern. Zuvor hatte S-2 finnische Minensperren in diesem Seegebiet umgehen wollen. Mit dem Boot ging die gesamte Besatzung von 50 Mann unter. Es war dies der erste sowjetische U-Boot-Verlust im Zweiten Weltkrieg. Das Wrack wurde im Jahr 2009 entdeckt. |
| 9. Jan. 1940          | Dunbar Castle                                                            | 10            | Das Passagierschiff Dunbar Castle (10.002 BRT) sank am 9. Januar 1940 nach dem Auflaufen auf eine Mine und war damit das erste Schiff, das die Union-Castle Line im Zweiten Weltkrieg verlor. 10 Menschen kamen dabei ums Leben. |
| 19. Jan. 1940         | Grenville                                                                | 77            | Der Zerstörer Grenville (1.465 t) löste 23 Seemeilen östlich des Feuerschiffs Kentish Knock eine Mine aus. 77 Besatzungsangehörige verloren ihr Leben beim sofortigen Untergang der Grenville auf Position 51° 39′ N, 2° 17′ O. Trotz der anfangs unklaren Gefährdung setzten Grenade und Griffin Boote aus und konnten 117 Schiffbrüchige retten. Die Minensperre, auf die die Grenville lief, war in der Nacht zum 7. Januar von den deutschen Zerstörern Friedrich Eckoldt, Erich Steinbrinck und Friedrich Ihn gelegt worden. |
| 21. Jan. 1940         | Exmouth                                                                  | 189           | Im Moray Firth, nahe Wick, versenkte das deutsche U-Boot U 22 in dichtem Nebel den britischen Zerstörer Exmouth (1.495 ts) durch einen Torpedotreffer. Der Torpedo traf eine Munitionskammer des Schiffes und verursachte eine verheerende Explosion, die den Zerstörer innerhalb einer Minute versenkte. Mit der Exmouth ging die gesamte Besatzung von 189 Mann unter. |
| 12. Feb. 1940         | U 33                                                                     | 25            | Am 12. Februar 1940 wurde U 33 während des Minenlegens im Firth of Clyde, Schottland, durch Wasserbomben des britischen Minenräumbootes Gleaner auf der Position 55° 25′ N, 5° 7′ W im Marineplanquadrat AM 6516 versenkt. 25 Besatzungsmitglieder fanden dabei den Tod, 17 konnten gerettet werden. Aus dem sinkenden Wrack wurden drei „Enigma“-Rotoren gerettet, darunter die Walzen VI und VII – beide von großer Bedeutung für die Kryptologen in Bletchley Park, da es sich um zwei von drei speziellen Walzen handelte, die von den polnischen Kryptologen nicht rekonstruiert worden waren. |
| 18. Feb. 1940         | Daring                                                                   | 157           | Vor der schottischen Ostküste, etwa 40 Seemeilen östlich des Pentland Firth, versenkte das deutsche U-Boot U 23 unter dem Kommando von Kapitänleutnant Otto Kretschmer den zur Sicherung des Konvois HN-12 gehörenden britischen Zerstörer Daring (1.375 ts) durch einen Torpedotreffer. Der Torpedo traf das Wasserbombenlager, weswegen der Zerstörer sofort explodierte. Mit dem Schiff gingen 157 Besatzungsangehörige unter, nur fünf Mann überlebten. |
| 22. Feb. 1940         | Leberecht Maass und Max Schultz                                          | 590           | Während eines offensiven Vorstoßes der deutschen 2. Zerstörerflottille in Richtung der Doggerbank (Unternehmen Wikinger) wurde der Zerstörer Leberecht Maass (2.232 ts) in den frühen Morgenstunden irrtümlicherweise und infolge von Kommunikationsfehlern von einem einzelnen deutschen He 111-Bomber der II. Gruppe des Kampfgeschwaders 26 angegriffen. Das Schiff wurde von einer Bombe getroffen und sank kurze Zeit später. Unklar war hierbei aber, ob der Untergang durch den Bombentreffer selbst verursachte wurde oder ob das Schiff beim Ausweichen auf eine Mine lief. Die übrigen fünf Schiffe der Flottille liefen zu Rettungsmaßnahmen heran, wobei aber der Zerstörer Max Schultz (2.232 ts) auf eine neu ausgelegte britische Minensperre lief und nach zwei Minentreffern ebenfalls sank. Da die verbleibenden vier Zerstörer in der Dunkelheit und wegen der unklaren Lage zunächst nur wenige Überlebende bergen konnten, starben insgesamt 590 deutsche Seeleute, darunter die gesamte Besatzung des Zerstörers Max Schultz (308 Tote). Nur 60 Mann wurden gerettet. |
| 8. Apr. 1940          | Rio de Janeiro                                                           | 183           | Nahe Lillesand versenkte das auf britischer Seite kämpfende polnische U-Boot Orzel den zur ersten Welle der deutschen Invasionsstreitkräfte gehörenden und in Richtung Bergen laufenden Truppentransporter Rio de Janeiro (5.177 BRT) durch einen Torpedotreffer. Mit dem Schiff gingen 19 Seeleute und 164 deutsche Soldaten unter. Etwa 180 Überlebende wurden später gerettet. Es war dies die erste Versenkung eines Schiffes im Zweiten Weltkrieg durch ein polnisches Kriegsschiff. |
| 8. Apr. 1940          | Glowworm                                                                 | 111           | Der britische Zerstörer Glowworm (1.350 ts) wurde vor der norwegischen Küste vom Schlachtkreuzer Renown zur Suche nach einem über Bord gegangen Seemann zurückgelassen. In einem starken Schneesturm wurde er dabei nahe Trondheim von zwei deutschen Zerstörern entdeckt, die den Schweren Kreuzer Admiral Hipper herbeiriefen, der die Glowworm unter Feuer nahm. Der Zerstörer schoss drei Torpedos ab und versuchte dann, die Admiral Hipper zu rammen. Dabei geriet er unter den Bug des Kreuzers, sein Vorschiff wurde bis zur Brücke abgerissen. Das Wrack kenterte nach einigen Minuten und ging mit 111 Besatzungsangehörigen unter. Es gab nur 39 Überlebende. |
| 9. Apr. 1940          | Eidsvold                                                                 | 175           | Während der deutschen Invasion Norwegens versenkte der deutsche Zerstörer Wilhelm Heidkamp im Hafen von Narvik das norwegische Küstenpanzerschiff Eidsvold (4.233 ts) durch drei Torpedotreffer. Das aus dem Jahr 1900 stammende Schiff zerbrach sofort in zwei Teile, sank innerhalb von Sekunden und nahm 175 Besatzungsmitglieder mit in die Tiefe. Nur fünf Mann überlebten. |
| 9. Apr. 1940          | Norge                                                                    | 101           | Während der deutschen Invasion Norwegens versenkten deutsche Zerstörer im Hafen von Narvik das norwegische Küstenpanzerschiff Norge (4.233 ts) durch zwei Torpedotreffer. Das veraltete, aus dem Jahr 1901 stammende Schiff sank innerhalb von nur einer Minute, wobei 101 Mann der Besatzung den Tod fanden. 90 Besatzungsmitglieder, darunter auch der Kommandant, konnten gerettet werden. |
| 9. Apr. 1940          | Blücher                                                                  | ≈830          | Der deutsche Schwere Kreuzer Blücher (14.247 ts), mit über 2.100 Seeleuten und eingeschifften Soldaten sowie deren Ausrüstung an Bord, wurde während der deutschen Besetzung Norwegens im Oslofjord bei dem Versuch die Döbrak-Enge zu durchfahren, von norwegischen Küstenbatterien und einer Torpedobatterie beschossen. Das Schiff wurde von mehreren 28-cm- und 15-cm-Granaten getroffen und erhielt zudem zwei Torpedotreffer. In der engen Fahrrinne konnten andere deutsche Schiffe dem Kreuzer nicht zu Hilfe kommen. Etwa zwei Stunden nach den ersten Treffern, gegen 6.25 Uhr, kenterte die brennende und manövrierunfähige Blücher nahe Askholmen und sank. Von rund 2.100 Heeressoldaten und Seeleuten an Bord fanden etwa 830 den Tod. |
| 9. Apr. 1940          | Amasis                                                                   | 55            | Am Abend des 9. April 1940 wurde das Frachtschiff Amasis (5173 BRT) auf dem Weg von Stettin nach Oslo vor Lysekil im Skagerrak vom britischen U-Boot Sunfish mit zwei Torpedos angegriffen und bei Position 58° 13′ N, 11° 13′ O versenkt. Der Angriff soll innerhalb der schwedischen Hoheitsgewässer erfolgt sein. Über die Ladung des Schiffes besteht Unklarheit. |
| 10. Apr. 1940         | Wigbert                                                                  | 1 + unbekannt | Um 17.26 Uhr wurde das Frachtschiff Wigbert vom britischen U-Boot Triton torpediert und sank nach einem Hecktreffer auf ebenen Kiel innerhalb von 20 Minuten auf der Position 57° 27′ 0″ N, 10° 46′ 0″ O. Das U-Boot traf auch die Friedenau (5.219 BRT) mit zwei Torpedos und das Vorpostenboot V 1507 (ex Walfänger Rau VI), die ebenfalls sanken. Auf den beiden Frachtschiffen verloren viele deutsche Soldaten ihr Leben. Der Espana gelang es, über 200 Schiffbrüchige der Friedenau zu retten. |
| 10. Apr. 1940         | Rauenfels, Wilhelm Heidkamp, Anton Schmitt, Hunter und Hardy             | 143           | Erstes Gefecht von Narvik: Der deutsche Zerstörer Wilhelm Heidkamp erhielt einen Torpedotreffer und sank mit dem größten Teil der Besatzung. Zwei Torpedos ließen den Zerstörer Anton Schmitt auf Grund gehen. Durch Torpedos wurden auch sechs deutsche und alliierte Handelsschiffe versenkt. Der britische Zerstörer Hardy wurde von den Zerstörern Georg Thiele und Bernd von Arnim beschossen und im seichten Wasser auf Grund gesetzt; 32 Besatzungsmitglieder starben. Die Hunter war außer Gefecht und wurde von der Hotspur gerammt. Die Hunter sank um 6.30 Uhr, und 110 Mann kamen dabei ums Leben. 50 Überlebende wurden von deutschen Booten gerettet. Der deutsche Transporter Rauenfels wurde von der Havock gestoppt, geentert und mit zwei Sprenggranaten versenkt; die Besatzung wurde von der Havock geborgen. |
| 13. Apr. 1940         | Erich Giese                                                              | 83            | Beim zweiten britischen Angriff auf den Hafen von Narvik wurden die im Hafen bzw. im Ofotfjord liegenden deutschen Zerstörer von britischen Seestreitkräften, darunter das Schlachtschiff Warspite, beschossen und versenkt oder nach dem Verbrauch ihrer Munition von den eigenen Besatzungen an Land gesetzt. Die Erich Giese wurde schwer getroffen, worauf der Kommandant den Befehl gab, das Schiff zu verlassen. Beim Untergang des Schiffs verloren 83 Mann ihr Leben. |
| 1. Mai 1940           | Dronning Maud                                                            | 18            | Der Truppentransporter Dronning Maud (1.489 BRT) wurde beim Anlegen in Foldvik bei Gratangen von drei deutschen Jagdbombern bombardiert und unter Maschinengewehrfeuer genommen. Das Schiff geriet in Brand, driftete ab und sank. An Bord waren neben der Besatzung 119 medizinische und sanitäre Hilfskräfte. Acht Besatzungsmitglieder und zehn Mediziner kamen um, 31 Menschen wurden zum Teil schwer verletzt. Die Dronning Maud war nicht bewaffnet, hatte keine Soldaten an Bord und hatte die Flagge des Roten Kreuzes gehisst. |
| 1. Mai 1940           | Bahia Blanca und Buenos Aires                                            | 52            | Das Frachtschiff Bahia Blanca (8.569 BRT) lief mit Teilen des Gebirgsjäger-Regiments 136 der 2. Gebirgsdivision (1.000 Mann und 390 Pferde) von Aalborg nach Oslo, als es südöstlich von Skagen im Kattegat vom britischen Unterseeboot Narwhal torpediert wurde. Durch den Treffer am Heck verlor es das Ruder und den Propeller. An Bord starben 32 Gebirgsjäger und 60 Pferde. Die im Geleitzug mit ihr laufende Buenos Aires (6.097 BRT) mit 1.000 Mann und 220 Pferden wurde beim selben Angriff auch getroffen und sank nach drei Stunden (20 Tote und alle 220 Pferde). |
| 3. Mai 1940           | Bison und Afridi                                                         | 228           | Während der Räumung von Namsos (Nord-Trøndelag) durch die Alliierten wurde der französische Zerstörer Bison (2.436 ts) bei einem Angriff deutscher Junkers-Ju-87-Sturzkampfbomber von einer 500-Kilogramm-Bombe getroffen und sank gegen 14.00 Uhr nach einer Munitionskammerexplosion. 136 französische Seeleute gingen mit dem Schiff unter. Nur kurze Zeit später wurde auch der britische Zerstörer Afridi (1.850 ts), der zu Rettungsmaßnahmen herangeeilt war, von zwei Bomben getroffen und kenterte, wobei 62 britische Seeleute und Soldaten sowie 30 zuvor gerettete Besatzungsmitglieder der Bison den Tod fanden. Insgesamt starben 228 alliierte Seeleute und Soldaten. Die Bison war der erste französische Zerstörerverlust im Zweiten Weltkrieg, der durch Feindeinwirkung verursachte wurde. |
| 23. Mai 1940          | Orzel                                                                    | 60            | Am 23. Mai verließ das Boot die Basis in Rosyth mit dem Auftrag, in den Gewässern zwischen Norwegen und Dänemark zu patrouillieren und anschließend nach Norden zu laufen. Seitdem gab es keine Nachricht von dem U-Boot Orzel (1.110 t) und sowohl das Boot als auch die gesamte Besatzung galten als vermisst. Wahrscheinlich war das Boot auf eine Seemine gelaufen. |
| 28. Mai 1940          | Brazza                                                                   | 379           | Das französische Passagier- und Frachtschiff Brazza (10.387 BRT) wurde etwa 100 Seemeilen westlich von Porto (Portugal) auf einer Fahrt von Bordeaux nach Französisch-Westafrika von dem deutschen U-Boot U 37 mit zwei Torpedos versenkt. Von den 576 Passagieren und Besatzungsmitgliedern kamen 379 ums Leben. |
| 29. Mai 1940          | Wakeful                                                                  | 750           | Während der alliierten Evakuierung von Dünkirchen wurde der britische Zerstörer Wakeful (1.100 ts) im Ärmelkanal, auf dem Weg von Dünkirchen nach Dover und mit über 640 alliierten Soldaten an Bord, in den frühen Morgenstunden von dem deutschen Schnellboot S 30 der 2. Schnellboot-Flottille torpediert. Der Zerstörer zerbrach in zwei Teile und sank innerhalb kürzester Zeit. Mit dem Schiff gingen 639 alliierte Soldaten sowie 111 Besatzungsangehörige unter. Nur etwa 25 Mann überlebten und wurden von anderen alliierten Schiffen gerettet. |
| 29. Mai 1940          | Crested Eagle                                                            | ≈325          | Während der alliierten Evakuierung von Dünkirchen wurde der zu Evakuierungszwecken eingesetzte britische Raddampfer Crested Eagle (1.110 BRT) vor Dünkirchen von deutschen Flugzeugen mit Bomben in Brand geworfen und lief an der Küste auf Grund. Das Schiff wurde zum Totalverlust. Von etwa 600 zuvor eingeschifften Soldaten und 25 Seeleuten an Bord konnten sich nur etwa 300 retten. |
| 30. Mai 1940          | Bourrasque                                                               | ≈190          | Während der alliierten Räumung von Dünkirchen wurde der französische Zerstörer Bourrasque (1.298 ts), der bereits zuvor durch einen Minentreffer beschädigt worden war, vor Nieuwpoort von deutschen Küstenbatterien beschossen. Das Schiff, welches rund 600 zuvor aus Dünkirchen evakuierte französische Soldaten an Bord hatte, kenterte nach mehreren Artillerietreffern und sank. Von rund 750 Menschen an Bord (etwa 600 Soldaten und 147 Besatzungsangehörige) wurden 559 von Begleit- und Hafenfahrzeugen gerettet. Etwa 190 Personen fanden jedoch den Tod. |
| 1. Juni 1940          | Scotia                                                                   | 333           | Während der alliierten Evakuierung von Dünkirchen wurde der britische Passagierdampfer Scotia (3.454 BRT), beladen mit rund 2.500 französischen Soldaten und auf dem Weg nach Sheerness, vor dem Hafen von Dünkirchen von deutschen Ju-87-Sturzkampfbombern durch mehrere Bombentreffer versenkt. 33 Besatzungsangehörige und 300 französische Soldaten fanden dabei den Tod. Etwa 2.200 Menschen konnten sich ans Ufer retten oder wurden von Wachfahrzeugen aufgenommen. |
| 8. Juni 1940          | Glorious, Acasta und Ardent                                              | 1840          | Im Nordatlantik, etwa 190 Seemeilen westlich von Harstad, trafen die deutschen Schlachtschiffe Scharnhorst und Gneisenau während eines Vorstoßes in den Nordatlantik (Unternehmen Juno) auf einen von Harstad nach Scapa Flow fahrenden britischen Evakuierungsverband, bestehend aus dem Flugzeugträger Glorious (22.360 ts) und den beiden Zerstörern Acasta (1.350 ts) und Ardent (1.350 ts). In einem rund 70 Minuten dauernden Artilleriegefecht werden alle drei britischen Schiffe versenkte, wobei insgesamt 1.792 Seeleute den Tod fanden. Nur 37 Überlebende von allen drei Schiffen konnten gerettet werden. Auf deutscher Seite wurde das Schlachtschiff Scharnhorst durch einen Torpedotreffer eines Zerstörers beschädigt, der 48 Tote fordert. |
| 17. Juni 1940         | Lancastria                                                               | ≈2.000        | Der zum Abtransport britischer Truppen aus Frankreich eingesetzte Passagierdampfer Lancastria (16.243 BRT) wurde vor Saint-Nazaire von deutschen Ju-88-Bombern des Kampfgeschwaders 30 angegriffen und kenterte nach drei oder vier Bombentreffern. An Bord befanden sich über 6.000 britische Soldaten, Zivilisten und Besatzungsangehörige. Ältere Schätzungen gingen von bis zu 5.000 Toten aus, neuere Forschungen haben eine Opferzahl von etwa 2.000 ergeben. Die Versenkung der Lancastria gilt als die schlimmste Schiffskatastrophe der britischen Geschichte. Auf Befehl Winston Churchills wurde der Vorfall lange Zeit geheim gehalten. |
| 2. Juli 1940          | Arandora Star                                                            | 805           | Der als Marinetransporter eingesetzte ehemalige britische Luxusdampfer Arandora Star (15.501 BRT) verließ Liverpool mit 1.213 italienischen und deutschen Zivilinternierten sowie rund 460 Besatzungsmitgliedern und Soldaten. Er wurde an der Nordwestküste Irlands von dem deutschen U-Boot U 47 torpediert und versenkt, wobei 805 Menschen starben, darunter 713 Internierte. Rund 870 Überlebende wurden von dem kanadischen Zerstörer St. Laurent gerettet. |
| 3. Juli 1940          | Bretagne                                                                 | 977           | Während des britischen Angriffs auf den französischen Kriegshafen Mers-el-Kébir (Operation Catapult) wurde das französische Schlachtschiff Bretagne (22.200 ts) von mehreren 38,1-cm-Granaten britischer Schlachtschiffe getroffen, die eine schwere Folgeexplosion in einer achteren Munitionskammer auslösen. Das Schiff kenterte und sank im Hafen. 977 Seeleute gingen mit der Bretagne unter, nur etwa 300 Mann überlebten. Das Wrack wurde in den 1950er Jahren gehoben und verschrottet. Es war das erste Gefecht zwischen britischen und französischen Schiffen seit den Koalitionskriegen. |
| 4. Juli 1940          | Foylebank                                                                | 176           | Vor dem Hafen der Isle of Portland versenkten deutsche Ju-87-Bomber das britische Hilfs-Flugabwehrschiff Foylebank (5.582 BRT), welches zuvor den Konvoi OA-178 eskortiert hatte, durch zahlreiche Bombentreffer. Mit dem Schiff gingen 176 Mann der Besatzung unter. 122 Mann überlebten die Attacke. |
| 19. Juli 1940         | Bartolomeo Colleoni                                                      | 121           | Nordwestlich von Kreta wurde der italienische Leichte Kreuzer Bartolomeo Colleoni (5.069 to), gemeinsam mit dem Schwesterschiff Giovanni delle Bande Nere auf dem Weg von Tripolis nach Leros, von dem australischen Leichten Kreuzer Sydney und fünf britischen Zerstörern gestellt und im sich daraus entwickelnden Gefecht nahe Kap Spada schwer getroffen. Das Schiff sank nach zahlreichen 15,2-cm-Artillerietreffern und mindestens zwei Torpedotreffern. 121 italienische Seeleute, darunter auch der Kommandant, Capitano di Vascello Umberto Novaro (der zwar von den Briten gerettet wurde, aber zwei Tage später an seinen Verletzungen starb), fanden dabei den Tod. Rund 500 Mann wurden von den Alliierten gerettet. |
| 25. Juli 1940         | Meknés                                                                   | 422           | Im Ärmelkanal wurde der französische Repatriierungsdampfer Meknés (6.127 BRT), der rund 1.100 französische Soldaten nach der französischen Kapitulation im Juni 1940 von Southampton nach Frankreich hätte zurück transportieren sollen, bei einem Angriff deutscher Schnellboote von dem Schnellboot S 27 der 1. Schnellboot-Flottille attackiert und von zwei Torpedos getroffen. Das Schiff sank in nur acht Minuten, wobei 374 Soldaten und 48 Angehörige der Schiffsbesatzung den Tod fanden. Die deutsche Seite übernahm später die Verantwortung für den irrtümlichen Angriff, lehnte aber eine Entschuldigung ab, da sie von den Franzosen nicht über die Repatriierungsaufgabe des Schiffes informiert worden war. |
| 26. Juli 1940         | Luchs                                                                    | 102           | Das britische U-Boot Thames schoss nach Sichtung des Verbandes in der Gegend um Position D einen Torpedo auf die Gneisenau ab, traf jedoch die in derselben Schusslinie fahrende Torpedoboot Luchs (933 t) um 15.47 Uhr in der Höhe ihrer Kesselräume. Die Luchs explodierte und zerbrach in zwei Teile. Das Achterschiff sank binnen einer Minute mit sich noch drehenden Schrauben; das Vorschiff versank zwei Minuten später. Von den 155 Mann Besatzung konnten 53 von Iltis und Jaguar gerettet werden. Das angreifende britische U-Boot wurde ebenfalls versenkt. |
| 15. Aug. 1940         | Helli                                                                    | 9             | Im östlichen Mittelmeer, nahe der Insel Tinos (Kykladen), versenkte das italienische U-Boot Delfino den als Minenleger genutzten griechischen Leichten Kreuzer Helli (2.115 ts). Das aus dem Jahre 1912 stammende Schiff wurde von einem Torpedo mittschiffs getroffen und sank innerhalb von etwa 90 Minuten, wobei neun Mann der Besatzung den Tod fanden. Rund 230 Mann wurden gerettet. Zum Zeitpunkt des Angriffs herrschte zwischen Italien und Griechenland noch kein Krieg, es wurde aber vermutet, dass die Attacke eine Kriegserklärung Griechenlands an Italien hätte provozieren sollen. In der Folgezeit stritt Italien die Verantwortung für die Torpedierung ab. Der Krieg zwischen Italien und Griechenland brach erst im Oktober 1940 aus. |
| 31. Aug. 1940         | Esk und Ivanhoe                                                          | 201           | In den Abendstunden des 31. August lief die britische 20. Zerstörerflottille mit fünf Schiffen in die Nordsee aus, um eine Minensperre anzulegen. Dabei geriet die Flottille auf eine neu ausgelegte deutsche Minensperre nahe der Insel Texel. Zuerst geriet die Express auf eine Mine und verlor ihren Bug. Die Zerstörer Esk und Ivanhoe wollten ihr zu Hilfe kamen. Dabei liefen beide ebenfalls auf Minen und sanken. Insgesamt starben 201 britische Seeleute. Weitere 57 Besatzungsangehörige der Zerstörer wurden von den Deutschen gerettet. Der Zwischenfall wurde in der Royal Navy nur als „Texel-Desaster“ bezeichnet. |
| 18. Sep. 1940         | City of Benares                                                          | 248           | Der britische Passagierdampfer City of Benares (11.081 BRT), ein Schiff der Ellerman Lines, wurde am 18. September etwa 250 Meilen vor der Rockall-Felseninsel vom deutschen U-Boot U 48 torpediert und versenkt. An Bord waren 90 britische Kinder, die im Rahmen eines nationalen Rettungsprogramms nach Kanada geschickt hätten werden sollen. 77 dieser Kinder kamen bei der Versenkung ums Leben. Zu den geretteten Passagieren zählte Monika Mann. Von 406 Personen an Bord starben insgesamt 248. |
| 22. Sep. 1940         | Palestro                                                                 | 72            | Das britische U-Boot Osiris auf der Position 41° 19′ N, 18° 34′ O, etwa 40 sm westlich von Durrës die Palestro, die drei leere Transporter nach Brindisi geleiten sollte. Der Zerstörer lief mit einer geringen Geschwindigkeit um sein Geleit, das nur 7 kn lief. Ein Torpedo traf im Bereich des vordersten Kessels und einer Munitionskammer und löste eine erhebliche Explosion aus, die den Zerstörer teilte. Der Bugteil sank sofort, das hintere Teil nach wenigen Minuten. Auf dem Zerstörer starben 72 Mann, die Transporter konnten noch 53 Überlebende retten. |
| 23. Okt. 1940         | Prinsesse Ragnhild                                                       | 299           | Der norwegische Hurtigruten-Passagierdampfer Prinsesse Ragnhild (1.590 BRT) wurde kurz nach dem Ablegen in Bodø vor der Insel Landegode mit 455 Menschen an Bord von einer Explosion erschüttert und sank. Die Ursache ist bis heute unklar; es wurde das Auflaufen auf eine Seemine oder Beschuss durch das britische U-Boot Taku vermutet. Dutzende norwegische Passagiere und Besatzungsmitglieder und zahlreiche deutsche Soldaten kamen ums Leben. |
| 28. Okt. 1940         | Empress of Britain                                                       | 45            | Das kanadische Passagierschiff Empress of Britain (42.348 BRT) wurde am 26. Oktober an der Nordwestküste Irlands von einer deutschen Focke-Wulf Fw 200 der 2. Staffel des Kampfgeschwaders 40 bombardiert und geriet in Brand. Das Schiff blieb zunächst schwimmfähig, Passagiere und Besatzung gingen von Bord. Das deutsche U-Boot U 32 wurde informiert und torpedierte den Dampfer, der schließlich in der Nacht zum 28. Oktober unterging. 45 Menschen kamen durch den Angriff ums Leben. Mit 42.348 BRT war die Empress of Britain das größte im Zweiten Weltkrieg durch ein deutsches U-Boot versenkte Schiff. |
| 5. Nov. 1940          | Jervis Bay, Beaverford, Maiden, Trewellard, Fresno City und Kenbane Head | 398           | Im Nordatlantik, etwa 750 Seemeilen südsüdwestlich von Reykjavík (Island), wurde der britische Hilfskreuzer Jervis Bay (14.164 BRT) von dem deutschen Schweren Kreuzer Admiral Scheer attackiert und durch Artilleriefeuer versenkt. Der Hilfskreuzer bildete die einzige Sicherung des Geleitzugs HX 84, welcher von dem deutschen Schiff angegriffen wurde, und stellte sich dem artilleristisch weit überlegenen Gegner entgegen, um einem Teil der Schiffe des Geleitzuges die Flucht zu ermöglichen. Die Jervis Bay sank nach rund 45 Minuten und ging mit 190 Mann an Bord unter. Nur 65 Überlebende wurden etwa acht Stunden später von dem schwedischen Frachter Stureholm gerettet. Nach dem Gefecht mit der Jervis Bay verfolgte die Admiral Scheer die inzwischen weit verstreuten Frachtschiffe und versenkte die Maiden (91 Tote), die Trewellard (16 Tote), die Fresno City (1 Toter), die Kenbane Head (23 Tote) und die Beaverford (77 Tote). |
| 11./12. November 1940 | Conte di Cavour                                                          | 17            | Während des britischen Luftangriffs auf Tarent wurde das italienische Schlachtschiff Conte di Cavour (28.800 ts) von einem Lufttorpedo getroffen, wobei 17 Mann der Besatzung den Tod fanden. Infolge des falsch konstruierten Pugliese-Schutzsystems erlitt das Schiff schwere Schäden und sank im flachen Hafen auf Grund. Bis zum Ausscheiden von Italien aus dem Zweiten Weltkrieg im September 1943 wurde das Schlachtschiff, obwohl Ende 1941 gehoben, nicht wieder in Dienst genommen. Das gehobene Wrack wurde im Februar 1945 bei einem alliierten Luftangriff erneut versenkt und schließlich 1947 endgültig verschrottet. |
| 25. Nov. 1940         | Patria                                                                   | 279           | Das in britischen Diensten stehende ehemalige französische Passagierschiff Patria (11.885 BRT), mit welchem die britische Mandatsverwaltung in Palästina 1.771 jüdische Flüchtlinge, welche zuvor mit älteren Schiffen aus Rumänien vor dem Holocaust nach Palästina geflohen waren, nach Mauritius transportieren wollte (da ein Aufenthalt verwehrt wurde), wurde im Hafen von Haifa von der jüdischen Untergrundgruppe Hagana mit drei Sprengladungen, die das Schiff lediglich hätten fahruntüchtig machen sollten, um einen Abtransport der Flüchtlinge zu vermeiden, irrtümlich versenkt. Da die Sprengstoffmenge falsch berechnet worden war, wurden nicht nur die Maschinen unbrauchbar, sondern zudem große Löcher in den Rumpf gerissen. Die Patria kenterte daraufhin im Hafen und versank im flachen Wasser bis zu den Davits. 279 Flüchtlinge, zumeist in den unteren Schiffsräumen, fanden bei der Tragödie den Tod. |
| 27. Nov. 1940         | Rangitane                                                                | 16            | Das neuseeländische Passagierschiff Rangitane (16.733 BRT) wurde etwa 300 Seemeilen östlich von East Cape von den deutschen Hilfskreuzern Komet und Orion versenkt. Acht Besatzungsmitglieder und acht Passagiere starben im Beschuss, darunter fünf Frauen. Ein Großteil der knapp 300 Überlebenden wurde mehrere Wochen lang in einem Internierungslager auf der Insel Emirau gefangen gehalten. Die Rangitane war das größte im Zweiten Weltkrieg durch deutsche Hilfskreuzer versenkte Passagierschiff. |
| 2. Dez. 1940          | Forfar                                                                   | 172           | Etwa 500 Seemeilen westlich von Irland versenkte das deutsche U-Boot U 99 den einzeln fahrenden britischen Hilfskreuzer Forfar (16.402 BRT), der sich nur Stunden zuvor von dem Geleitzug HX 90 getrennt hatte. Das große Schiff sank nach fünf Torpedotreffern und riss 172 Besatzungsmitglieder mit in die Tiefe. Nur 21 Überlebende wurden später von alliierten Geleitfahrzeugen gerettet. |
| 8. Dez. 1940          | Calabria                                                                 | 360           | 295 Seemeilen westlich von Irland wurde der dem Ministry of War Transport angehörende britische Dampfer Calabria (9.475 BRT) von dem deutschen U-Boot U 103 unter Kapitän zur See Viktor Schütz mit drei Torpedos versenkt. Von den 381 Menschen an Bord überlebten nur 21 Besatzungsmitglieder, die von dem britischen Zerstörer Sikh gerettet wurden. Die Calabria hatte 230 indische Seemänner als Passagiere an Bord sowie 4.000 Tonnen Eisen, Tee und Presskuchen geladen. |
| 17. Dez. 1940         | Acheron                                                                  | 192           | Der britische Zerstörer Acheron (1.350 ts) geriet vor der Isle of Wight in ein deutsches Minenfeld und sank. Das Schiff befand sich gerade auf einer Probefahrt nach einem Werftaufenthalt und lief mit hoher Fahrt auf zwei Minen, die das gesamte Vorschiff wegsprengten. Die Acheron sank sehr schnell mit 167 Besatzungsangehörigen und 25 Werftarbeitern. Nur 19 Überlebende wurden später von Küstenfahrzeugen geborgen. |
| 18. Dez. 1940         | Napier Star                                                              | 84            | Etwa 300 Meilen südlich von Island versenkte bei stürmischem Wetter und starkem Regen das deutsche U-Boot U 100 unter Joachim Schepke das britische Passagier- und Frachtschiff Napier Star (10.116 BRT) durch zwei Torpedos. 84 Passagiere und Besatzungsmitglieder starben; nur 15 Menschen wurden zwei Tage später von einem schwedischen Handelsschiff gerettet. |
| 25. Dez. 1940         | Jumna                                                                    | 108           | Nördlich der Azoren versenkte der Schwere Kreuzer Admiral Hipper das allein fahrende britische Passagier- und Frachtschiff Jumna (6.078 BRT) durch Geschützfeuer. Von den 64 Besatzungsmitgliedern und 44 Passagieren an Bord überlebte niemand. |

### 1941
| Datum                 | Name                                         | Opfer  | Beschreibung |
| --------------------- | -------------------------------------------- | ------ | --- |
| 16. Jan. 1941         | Oropesa                                      | 106    | Südöstlich der Rockall-Felseninsel wurde das uneskortiert fahrende britische Passagierschiff Oropesa (14.118 BRT) der Pacific Steam Navigation Company von dem deutschen U-Boot U 96 durch drei Torpedotreffer versenkt. Von den 249 Menschen an Bord fanden 106 den Tod. |
| 17. Jan. 1941         | Almeda Star                                  | 360    | 35 Meilen nordöstlich der Rockall-Felseninsel wurde das britische Passagierschiff Almeda Star (14.936 BRT) der Blue Star Line von dem deutschen U-Boot U 96 unter Heinrich Lehmann-Willenbrock torpediert und beschossen. Es sank in nur drei Minuten. Alle 360 Passagiere und Besatzungsmitglieder kamen ums Leben. |
| 17. Jan. 1941         | Thonburi, Songkhla und Chonburi              | 36     | Als Repressalie wegen der Übergriffe Thailands auf die französische Kolonie Kambodscha griff das Vichy-französische Fernostgeschwader („Forces Navales d’Extreme Orient“), bestehend aus dem Leichten Kreuzer Lamotte-Picquet und vier Kanonenbooten, Teile der Flotte Thailands auf der Reede von Ko Chang an. Die Franzosen versenkten dabei in einem zwei Stunden dauernden Gefecht die beiden thailändischen Torpedoboote Chonburi und Songkhla (je 318 ts) und beschädigten das Küstenpanzerschiff Thonburi (2.265 ts) so schwer, dass es nahe Laem Ngop auf Grund gesetzt werden musste und verloren ging. Insgesamt starben 36 thailändische Seeleute, davon alleine 20 an Bord des Küstenpanzers. Die Franzosen erlitten keine Verluste. |
| 3. Feb. 1941          | Empire Citizen                               | 78     | Nachdem die Empire Citizen Geleitzug OB-279 verloren hatte, wurde das allein laufende Schiff am 3. Februar 1941 im Nordatlantik auf der Position 58° 12′ N, 23° 22′ W durch U 107 torpediert. Die Besatzung konnte nach dem ersten Treffer das Schiff verlassen. Erst dann versenkte das Unterseeboot das ehemals deutsche Schiff. Die zur Untergangsstelle entsandte Korvette Clarkia konnte nur fünf Mann retten, 78 Menschen verloren beim Untergang der Empire Citizen ihr Leben. |
| 17. Feb. 1941         | Gairsoppa                                    | 84     | Am 17. Februar 1941 wurde das Schiff von einem Torpedo des deutschen U-Bootes U 101 getroffen. Unter dem Maschinengewehrfeuer des U-Bootes verließen 83 Mann Besatzung und zwei Kanoniere das sinkende Schiff. Nur der Zweite Offizier Richard Hamilton Ayres erreichte nach 13 Tagen Fahrt in einem Rettungsboot die Küste. |
| 25. Feb. 1941         | Exmoor                                       | 104    | In der Nacht des 25. Februar 1941 eskortierte der Zerstörer den Küstenkonvoi FN-417, als dieser etwa 12 Seemeilen nordöstlich von Lowestoft, England, von deutschen Schnellbooten angegriffen wurde. Hierbei erhielt die Exmoor achtern einen Torpedotreffer durch das Schnellboot S 30 der 2. Schnellboot-Flottille und sank nach einer schweren Explosion fast sofort. 104 Besatzungsmitglieder starben. Über 40 Schiffbrüchige konnten von dem Geleitboot Shearwater und einem Trawler gerettet werden. Von einigen britischen Quellen wurde auch das Überlaufen einer britischen Mine als Ursache des Untergangs angenommen. Die Deutschen behaupteten die Versenkung durch ein Schnellboot. |
| 25. Feb. 1941         | Armando Diaz                                 | 464    | Der italienische Leichte Kreuzer Armando Diaz (5.350 ts), eingesetzt zur Sicherung eines Konvois von Neapel nach Tripolis, wurde vor der Küste Tunesiens, nahe der Kerkenna-Inseln, von dem britischen U-Boot Upright torpediert. Der Torpedo schlug zwischen den vorderen beiden Artillerietürmen ein und brachte eine Munitionskammer zur Explosion. Der Kreuzer sank daraufhin in nur sechs Minuten und riss 464 Besatzungsangehörige mit in die Tiefe. Lediglich 147 Mann konnten von Begleitschiffen gerettet werden. |
| 25. März 1941         | Britannia                                    | 249    | Der deutsche Hilfskreuzer Thor attackierte und versenkte etwa 600 Seemeilen westlich von Dakar das britische Passagierschiff Britannia (8.799 BRT), das mit 484 Menschen an Bord auf dem Weg nach Bombay war. Da die Deutschen mit dem Auftauchen feindlicher Kriegsschiffe rechneten, die Britannia hatte zuvor einen langen Notruf ausgesendet, und zudem die Masse an Schiffbrüchigen nicht aufnehmen konnten, verließ die Thor den Versenkungsort. Zudem rechneten die Deutschen damit, dass alsbald alliierte Schiffe erschienen und die Überlebenden bargen, da die Untergangsposition durch den Notruf bekannt gemacht worden war. Die alliierten Stellen werteten den Funkspruch und die Positionsdaten jedoch tragischerweise falsch aus und so stieß die Suche ins Leere. Erst Ende März wurden erste Überlebende von dem spanischen Frachter Cabo de Hornos zufällig gefunden. Insgesamt überlebten nur 235 von 484 Menschen an Bord, die übrigen 249 Besatzungsmitglieder und Passagiere waren ertrunken, verdurstet oder nach und nach an Erschöpfung gestorben.                                                                  |
| 28./29. März 1941     | Fiume und Zara                               | 1595   | Während der Schlacht bei Kap Matapan (Peloponnes) wurden die beiden italienischen Schweren Kreuzer Fiume (11.326 ts) und Zara (11.680 ts), die gemeinsam mit mehreren Zerstörern die Bergung des beschädigten italienischen Schweren Kreuzers Pola hätten unterstützen sollen (der später aber ebenfalls sank), vom Gros der britischen Mittelmeerflotte, darunter die Schlachtschiffe Warspite, Barham und Valiant, in den Nachtstunden überrascht und auf eine Entfernung von nur etwa 2.000 Metern mit den radargesteuerten schweren 38,1-cm-Schiffsgeschützen innerhalb von nur drei Minuten zu Wracks geschossen. Beide Schiffe sanken in den frühen Morgenstunden des 29. März. Dabei starben insgesamt 1.595 Seeleute (813 auf der Fiume, 782 auf der Zara). Nur etwa 300 Überlebende wurden von britischen und italienischen Schiffen oder von deutschen Seeflugzeugen am folgenden Tag gerettet. |
| 29. März 1941         | Pola                                         | 328    | Der italienische Schwere Kreuzer Pola (11.545 ts), der am Vortag während der Schlacht bei Kap Matapan durch einen Lufttorpedotreffer eines Fairey-Swordfish-Torpedobombers des britischen Flugzeugträgers Formidable schwer beschädigt worden und bewegungsunfähig zurückgeblieben war, wurde in den Morgenstunden des 29. März, etwa gegen 4.00 Uhr, von den britischen Zerstörern Nubian und Jervis entdeckt und durch vier Torpedoschüsse versenkt. 328 Mann gingen mit dem Schiff unter, rund 500 Seeleute wurden gerettet. |
| 27. Apr. 1941         | Slamat, Diamond und Wryneck                  | ≈950   | Während der Evakuierung von Commonwealth-Truppen aus Griechenland (Operation Demon), versenkten deutsche Ju-87-Sturzkampfbomber und Bf-109-Jagdbomber südlich von Nafplio den in britischen Diensten stehenden niederländischen Truppentransporter Slamat (11.636 BRT) und die beiden britischen Zerstörer Diamond (1.375 ts) und Wryneck (1.100 ts). Die Flugzeuge versenkten zunächst den Transporter und dann auch die beiden zu Hilfe heraneilenden Zerstörer. Mit den drei Schiffen gingen schätzungsweise 950 Seeleute und eingeschiffte Soldaten unter. Nur 50 Mann konnten später gerettet werden. |
| 30. Apr. 1941         | Nerissa                                      | 207    | Südöstlich der Felseninsel Rockall wurde der britische Passagier- und Frachtdampfer Nerissa (5.583 BRT), der mit Militärangehörigen wie auch Zivilisten auf dem Weg nach Liverpool war, von dem deutschen U-Boot U 552 mit drei Torpedos angegriffen und innerhalb weniger Minuten versenkt. Es gab nur 83 Überlebende. |
| 7. Mai 1941           | Pinguin                                      | 527    | Im Indischen Ozean, nahe der Seychellen, wurde der deutsche Hilfskreuzer Pinguin (7.766 BRT) von dem britischen Schweren Kreuzer Cornwall gestellt und im Artilleriegefecht versenkt. Zuvor war die Cornwall durch den Notruf eines Frachters auf die Position des Hilfskreuzers aufmerksam geworden. Eine 20,3-cm-Granate des britischen Schiffes traf dabei das Seeminen-Lager der Pinguin und verursachte eine massive Explosion, die den Hilfskreuzer innerhalb von zwei Minuten versenkte. Mit dem deutschen Schiff gingen 324 Besatzungsangehörige und 203 alliierte Gefangene, die von zuvor von den Deutschen aufgebrachten Schiffen stammten, unter. Nur 82 Überlebende wurden von den Briten gerettet. |
| 21. Mai 1941          | Juno                                         | 121    | Am 21. Mai 1941 wurde der Zerstörer auf dem Weg nach Kreta von fünf italienischen Cant-Z.1007-Bombern angegriffen. Die Juno erhielt drei Bombentreffer, die das Schiff in zwei Teile zerbrechen ließen und es sank etwa 30 Seemeilen südöstlich der Insel auf der Position 34° 35′ N, 26° 34′ O. 116 Besatzungsmitglieder verloren ihr Leben, 96 Überlebende wurden von Kingston, Kandahar und Nubian aufgenommen. Fünf von diesen starben später an ihren Verletzungen. |
| 22. Mai 1941          | Gloucester                                   | 722    | Während der Schlacht um Kreta versenkten deutsche Ju-87-Sturzkampfbomber nahe Andikythira den britischen Leichten Kreuzer Gloucester (9.400 ts) durch vier Treffer mit 500-Kilogramm-Bomben. Das Schiff kenterte und sank innerhalb von zehn Minuten. 722 Besatzungsangehörige gingen mit dem Kreuzer unter, nur 85 Mann überlebten. |
| 22. Mai 1941          | Fiji                                         | 241    | Während der Schlacht um Kreta versenkten deutsche Bf-109-Jagdbomber und Ju-87-Sturzkampfbomber nahe Andikythira den britischen Leichten Kreuzer Fiji (8.530 ts) durch vier oder fünf Bombentreffer sowie zahlreiche Nahtreffer. Das Schiff sank in den Abendstunden. Die Besatzung hatte insgesamt 241 Tote zu beklagen. 523 Mann wurden von britischen Zerstörern gerettet. |
| 24. Mai 1941          | Hood                                         | 1415   | In der Dänemarkstraße versenkten das deutsche Schlachtschiff Bismarck und der Kreuzer Prinz Eugen im Rahmen ihres Vorstoßes in den Nordatlantik (Unternehmen Rheinübung) den britischen Schlachtkreuzer Hood (41.200 ts), welcher gemeinsam mit dem Schlachtschiff Prince of Wales die deutschen Schiffe hätte abfangen sollen. Nach schweren Treffern explodierte eine Hauptmunitionskammer der Hood. Der Schlachtkreuzer brach auseinander und sank mit 1.415 Besatzungsangehörigen an Bord. Nur drei Mann überlebten und konnten später von einem Zerstörer gerettet werden. |
| 24. Mai 1941          | Conte Rosso                                  | 1291   | Der im Konvoi fahrende italienische Truppentransporter Conte Rosso (18.017 BRT), mit 2729 italienischen Soldaten an Bord auf dem Weg von Neapel nach Tripolis und gesichert von fünf Zerstörern und Torpedobooten, wurde südöstlich von Sizilien, etwa neun Seemeilen vor Capo Passero, von dem britischen U-Boot Upholder zweimal torpediert und versenkt. Mit dem schnell sinkenden Schiff gingen 1.212 Soldaten und 79 Besatzungsangehörige unter, etwa 1.680 Überlebende wurden von den italienischen Eskortschiffen geborgen. |
| 27. Mai 1941          | Bismarck                                     | 2092   | Im Nordatlantik, etwa 650 Seemeilen westlich von Frankreich, wurde das deutsche Schlachtschiff Bismarck (40.900 ts), das zuvor von Torpedoflugzeugen an der Ruderanlage beschädigt worden war, von weit überlegenen britischen Seestreitkräften, darunter die Schlachtschiffe Rodney und King George V sowie Kreuzer und Zerstörer, gestellt und nach einem zwei Stunden dauernden Artilleriegefecht versenkt. 2.092 Seeleute kamen ums Leben. Nur 116 Mann überlebten und wurden von britischen Schiffen sowie deutschen U-Booten geborgen. |
| 1. Juni 1941          | Calcutta                                     | 118    | Der britische Flugabwehrkreuzer Calcutta (4.190 ts) wurde während der Schlacht um Kreta im östlichen Mittelmeer, rund 100 Seemeilen nordwestlich von Alexandria, von zwei deutschen Junkers-Ju-88-Bombern des Lehrgeschwaders 1 attackiert und von zwei 500-Kilogramm-Bomben getroffen. Das Schiff kenterte daraufhin und sank. 109 Besatzungsangehörige starben beim Untergang des Schiffes, 264 Mann konnten vom Flugabwehrkreuzer Coventry geborgen werden. Neun der Geretteten erlagen aber in den folgenden Tagen ihren Verwundungen. Insgesamt fanden somit 118 von 373 Besatzungsmitgliedern den Tod. |
| 23. Juni 1941         | M-78                                         | 15     | In der Ostsee, etwa neun Seemeilen vor dem Hafen von Windau (Lettland), versenkte das deutsche U-Boot U 144 mit zwei Torpedoschüssen das kleine sowjetische U-Boot M-78 (206 to). Die gesamte Besatzung von 15 Mann ging mit dem U-Boot unter. Es war dies die erste Versenkung eines sowjetischen U-Bootes durch ein deutsches im Zweiten Weltkrieg und zugleich der erste Verlust der sowjetischen Marine überhaupt im Rahmen des Unternehmens Barbarossa. |
| 25. Juni 1941         | Souffleur                                    | 53     | In der Bucht von Jounieh, etwa auf halbem Weg zwischen Damur und Beirut, versenkte das britische U-Boot Parthian das vichy-französische U-Boot Souffleur durch einen Torpedotreffer. Die Versenkung stand im Zusammenhang mit dem alliierten Angriff auf die Mandatsgebiete in Syrien und im Libanon. 53 Seeleute starben, vier überlebten die Versenkung. Es war die einzige Versenkung eines französischen U-Boot durch ein britisches im Zweiten Weltkrieg. |
| 28. Juni 1941         | Lauenburg                                    | 0      | Gegen 19 Uhr am 28. Juni 1941 sichtete ein Ausguck auf der Tartar das Wetterschiff Lauenburg etwa 300 Seemeilen nordöstlich von Jan Mayen. Die Tartar eröffnete das Feuer und die Besatzung der Lauenburg ging sofort in zwei Rettungsboote. Die Tartar schickte ein Prisenkommando an Bord, das eine große Menge an Papieren erbeutete. Dann wurde die Lauenburg versenkt. Unter den erbeuteten Dokumenten befanden sich die neuen Anweisungen für die Steckerverbindungen und die innere Einstellung der Enigma-Maschine. Damit wurde es möglich, die Funksprüche der Kriegsmarine während fast des gesamten Monats Juli 1941 zu entschlüsseln. |
| 5. Juli 1941          | Anselm                                       | 254    | Der britische Truppentransporter Anselm (5.954 BRT), stark gesichert von drei Korvetten und dem Hilfskreuzer Cathay und auf dem Weg von Gourock (Schottland) nach Freetown, wurde etwa 300 Seemeilen nördlich der Azoren von dem deutschen U-Boot U 96 attackiert und erhielt zwei Torpedotreffer. Das Schiff, mit 1.210 Angehörigen der Royal Air Force und 106 Besatzungsmitgliedern an Bord, sank innerhalb von 22 Minuten. 254 Menschen fanden dabei den Tod, 1.062 Überlebende wurden von den Begleitschiffen gerettet. |
| 20. Juli 1941         | Stremitelny                                  | 121    | Im Kola-Fjord, nahe Poljarny, versenkten deutsche Ju-88-Kampfflugzeuge durch zwei Treffer mit 250-Kilogramm-Bomben den sowjetischen Zerstörer Stremitelny (1.850 to), der sich gerade auf einer Probefahrt nach einem Werftaufenthalt befand. Das Schiff kenterte und sank in nur fünf Minuten. 121 Menschen fanden dabei den Tod. Etwa 100 Überlebende wurden von Minensuchbooten gerettet. |
| 19. Aug. 1941         | Aguila                                       | 157    | Südwestlich von Fastnet wurde der britische Passagier- und Frachtdampfer Aguila (3.255 BRT), Teil des aus 21 Schiffen bestehenden Konvois OG-71, von dem deutschen U-Boot U 201 versenkt. 58 Besatzungsmitglieder, fünf Artilleristen, fünf Konvoibegleiter und 89 Passagiere starben. Nur 16 Menschen überlebten. Zehn von ihnen wurden von der britischen Korvette Wallflower nach Gibraltar gebracht. Die übrigen sechs wurden von dem Schlepper Empire Oak aus demselben Konvoi aufgenommen, die aber drei Tage später von U 564 versenkt wurde, wobei alle sechs umkamen. |
| 19. Aug. 1941         | Bath                                         | 85     | 400 Meilen südwestlich von Irland konnte am frühen Morgen U 204 die hinter dem Geleitzug laufende Bath mit einem Torpedo mittschiffs treffen. Der Zerstörer kenterte etwa auf der Position 49° 0′ N, 17° 0′ W und sank schnell. Beim Untergang zündeten die Wasserbomben des Zerstörers und töteten etliche Schiffbrüchige im Wasser, darunter den Kommandanten, den norwegischen Lieutenant Commander C. F. T. Melsom. Beim Untergang verloren 71 Norweger und 12 Briten ihr Leben. Die zur Hilfe eilende Korvette Hydrangea konnte 39 Schiffbrüchige bergen, der Zerstörer Wanderer weitere vier. Zwei der Geretteten starben noch auf dem Weg nach Gibraltar. |
| 30. Aug. 1941         | Bahia Laura                                  | >450   | Der deutsche Truppentransporter Bahia Laura wurde am 30. August 1941 auf dem Weg nach Kirkenes durch die Trident torpediert und versenkt, über 450 Tote. |
| 3. Sep. 1941          | Andrea Gritti                                | 347    | Der italienische Frachter Andrea Gritti (6.338 BRT), mit Treibstoff und Truppenverstärkungen an Bord auf dem Weg von Neapel nach Tripolis, wurde etwa 25 Seemeilen südlich von Capo Spartivento von auf Malta stationierten britischen Fairey-Swordfish-Torpedobombern attackiert und erhielt einen Lufttorpedotreffer, der die Treibstoff- und Munitionsladung traf. Das Schiff explodierte sofort und riss 347 Seeleute und Soldaten mit in die Tiefe. Nur zwei Überlebende wurden später von italienischen Zerstörern gerettet. |
| 6. Sep. 1941          | Bremse                                       | 160    | Als Begleitschutz für die zwei Truppentransporter und Nachschubschiffe Trautenfels und Barcelona gelang es der Bremse, die angreifenden britischen Kreuzer Nigeria und Aurora von den Transportern wegzulocken und damit deren Entkommen zu ermöglichen. Das Artillerieschulschiff Bremse selbst wurde aber nach nächtlichem Artillerieduell versenkt. 160 Mann der Besatzung kamen ums Leben. |
| 11. Sep. 1941         | U 207                                        | 41     | Nach dem erfolgreichen Angriff auf Konvoi SC-42 wurde U 207 von einem Flugzeug gefunden. Das Flugzeug gab die Position des Bootes an zwei Eskortzerstörer, die Leamington und die Veteran, durch, welche sich dann an die Fersen von U 207 hefteten. Das Boot wurde bei drei Anläufen mit 21 Wasserbomben versenkt. Alle 41 Besatzungsmitglieder kamen ums Leben. |
| 13. Sep. 1941         | Barøy                                        | 112    | Auf einer Überfahrt von Trondheim nach Narvik wurde das kleine unbewaffnete norwegische Passagierschiff Barøy (424 BRT) im Vestfjord vom Torpedo eines britischen Fairey-Albacore-Torpedobombers getroffen und sank so schnell, dass keine Rettungsboote zu Wasser gelassen werden können. Die Passagiere mussten in das 7 bis 8 °C kalte Wasser springen. 35 deutsche Soldaten und 77 norwegische Zivilisten, darunter über 30 Frauen und Kinder, starben. |
| 13. Sep. 1941         | Richard With                                 | 99     | Der kleine norwegische Hurtigruten-Passagierdampfer Richard With (905 BRT) wurde vor der Insel Rolvsøy an der Küste der nordnorwegischen Finnmark von dem britischen U-Boot Tigris versenkt. 28 Besatzungsmitglieder und 71 Passagiere (alles norwegische Zivilisten) starben. 31 Menschen konnten von einem Fischerboot gerettet werden. |
| 13. Sep. 1941         | Ilmarinen                                    | 271    | Im Rahmen der deutsch-finnischen Eroberung der Inseln Ösel und Dagö (Unternehmen Beowulf) stieß das finnische Küstenpanzerschiff Ilmarinen (3.900 to), das Flaggschiff der finnischen Flotte, südlich von Ösel mit zwei Treibminen zusammen und sank in nur sieben Minuten. 271 Seeleute fanden dabei den Tod. Nur 132 Mann wurden von Sicherungsfahrzeugen gerettet. Es war der schwerste Verlust der finnischen Marine während des gesamten Zweiten Weltkrieges. |
| 23. Sep. 1941         | Marat                                        | 326    | Im Hafen von Kronstadt versenkten deutsche Ju-87-Sturzkampfbomber des Sturzkampfgeschwaders 2 das sowjetische Schlachtschiff Marat (25.400 ts) durch einen Volltreffer mit einer 1.000-Kilogramm-Bombe, welche den vordersten Geschützturm der Hauptartillerie durchschlug und eine darunter liegende Munitionskammer traf. Eine heftige Folgeexplosion der Munition riss der Marat das komplette Vorschiff weg und ließ das Schiff im seichten Hafen auf Grund sinken. 326 Mann der Besatzung wurden dabei getötet. Teile der Artillerie mittschiffs und achtern wurden später, soweit sie aus dem Wasser ragten, reaktiviert und zur Artillerieunterstützung gegen Landziele eingesetzt. Das Schlachtschiff wurde 1950 gehoben, aber bereits 1952 endgültig abgewrackt. |
| 25. Sep. 1941         | Königin Luise                                | 40     | Nach Verlegung einer weiteren Sperre von 86 EMC-Minen lief das Minenschiff unter Kapitänleutnant Wünning auf dem Rückmarsch nach Entlassung des finnischen Minensuchgeleits in der Nähe von Helsinki am 25. September 1941 auf eine sowjetische Mine und sank auf Position 60° 0′ 50″ N, 24° 59′ 2″ O innerhalb weniger Minuten. 40 Seeleute kamen dabei ums Leben. Die hohe Zahl der Toten war zum Teil eine Folge des sofortigen Ausfalls der Funkanlage des Schiffes nach dem Minentreffer, wodurch Hilfe nicht sofort herbeigerufen werden konnte. |
| 26. Sep. 1941         | Avoceta                                      | 123    | Nördlich der Azoren wurde der britische Passagier- und Frachtdampfer Avoceta (3.442 BRT), Teil des aus 25 Schiffen bestehenden Konvois HG-73 von Lissabon nach Liverpool, von dem deutschen U-Boot U 203 torpediert und sank innerhalb von zwei Minuten. 43 Besatzungsmitglieder, vier Artilleristen und 76 Passagiere starben. 43 Menschen überlebten, darunter der Kapitän und der Kommandant des Konvois. |
| 15. Okt. 1941         | Vancouver Island                             | 105    | Auf der Transatlantikfahrt von Montreal nach Cardiff mit einer Ladung von 3.132 t Stückgut, 983 t Kupfer, 751 t Aluminium, 450 t Zink, 357 t Asbest und 87 t Stahl sowie 30 Passagieren wurde das Schiff in der Nacht zum 15. Oktober 1941 westlich von Irland von U 558 unter Kapitänleutnant Günter Krech torpediert und versenkt, wobei alle 105 Menschen an Bord ihr Leben verloren. Von U 558 wurde beobachtet, das die Besatzung Rettungsboote aussetzte und das Schiff verließ. Zwei Wochen nach der Versenkung fand ein britisches Kriegsschiff zufällig ein Rettungsboot der Vancouver Island mit zwei toten Offizieren des Schiffes. |
| 17. Okt. 1941         | Vesterålen                                   | 97     | Am 17. Oktober 1941 wurde das Schiff südlich der Insel Sørøy von einem Torpedo getroffen und sank darauf. Der Torpedo stammte vermutlich von dem britischen U-Boot Tigris. Beim Untergang des Schiffes starben neben 26 Besatzungsmitgliedern auch 71 Passagiere. |
| 19. Okt. 1941         | U 204                                        | 46     | Am 19. Oktober 1941 um 20.50 Uhr orteten die Sloop Rochester und die Korvette Mallow ein deutsches U-Boot vor Kap Spartel und griffen es mit Wasserbomben an. Die Korvetten Bluebell und Carnation eilten zur Unterstützung herbei, entdeckten in einer aufschwimmenden Öllache aber nur Überreste des gesunkenen deutschen U-Bootes. Anhand der geborgenen Teile – unter anderem ein Torpedoantrieb – wurde das fragliche Boot als U 204 identifiziert. Die gesamte Besatzung von 46 Mann wurde beim Untergang des Bootes getötet. |
| 27. Okt. 1941         | Cossack                                      | 159    | Westlich von Gibraltar torpedierte am 24. Oktober 1941 das deutsche U-Boot U 563 den britischen Zerstörer Cossack (1.854 ts). Der Torpedo schlug unterhalb der Kommandobrücke ein und tötete 159 Seeleute, darunter auch den Kommandanten, Captain Edward L. Berthon. Etwa 80 Mann überlebten und gingen von Bord. Obwohl das Schiff schwer beschädigt wurde, blieb es zunächst schwimmfähig und konnte von einem Bergeschiff abgeschleppt werden. Der langsame Schleppzug geriet aber zwei Tage später westlich von Gibraltar in einen schweren Sturm, der die behelfsmäßige Leckabdichtung beschädigt. Am 27. Oktober kenterte die Cossack und sank. |
| 31. Okt. 1941         | Rose Schiaffino                              | 41     | Am Morgen wurde die Rose Schiaffino von einem Torpedo, den das von Unno von Fischel kommandierte U 374 abgeschossen hatte, getroffen. Außer dem Kapitän Thomas P. Evans starben noch weitere 36 Besatzungsmitglieder und vier Kanoniere. |
| 31. Okt. 1941         | USS Reuben James                             | 115    | Im Nordatlantik versenkte das deutsche U-Boot U 552 beim Angriff auf den Konvoi HX-156 den amerikanischen Zerstörer Reuben James (1.190 ts) durch einen Torpedotreffer. Das Schiff zerbrach in zwei Teile und sank mit 115 Mann an Bord. 44 Seeleute überlebten. Die Reuben James war das erste amerikanische Kriegsschiff, das im Zweiten Weltkrieg versenkte wurde. Das Ereignis war zudem insofern bemerkenswert, als der Torpedoangriff und der Untergang vor dem eigentlichen Kriegsausbruch zwischen Deutschland und den Vereinigten Staaten im Dezember 1941 stattfinden. |
| 4. Nov. 1941          | Smetlivy                                     | 416    | Während der Evakuierung von Hangö geriet der mit rund 300 Heeressoldaten beladene sowjetische Zerstörer Smetlivy (1.850 ts) beim Rückmarsch nahe Baltischport auf die deutsche Corbetha-Minensperre und erlitt zwei Treffer. Das Schiff sank innerhalb von vier Minuten und ging mit 416 Seeleuten und Soldaten unter. Nur etwa 80 Überlebende wurden später von anderen sowjetischen Schiffen, die allerdings wegen der Minen-Gefahr sich kaum nähern konnten, aufgenommen. |
| 7. Nov. 1941          | Armenija                                     | ≈5.000 | Vor Jalta wurde das sowjetische Transport- und Lazarettschiff Armenija (4.727 BRT) von mehreren deutschen Heinkel-He-111-Bombern der II. Gruppe des Kampfgeschwaders 28 angegriffen und durch mindestens einen oder zwei Lufttorpedotreffer versenkt. Das Schiff war unterwegs nach Gurzuf. Offiziell befanden sich etwa 4000 Verletzte aus dem belagerten Sewastopol und weitere 800 Menschen aus Jalta an Bord. Die wirkliche Anzahl der Passagiere dürfte jedoch deutlich höher gewesen sein. Das Schiff sank mit mindestens 5000 Personen an Bord. Lediglich acht Personen konnten sich retten. |
| 14. Nov. 1941         | Ark Royal                                    | 1      | Der britische Flugzeugträger Ark Royal (22.000 ts) wurde am 13. November 1941 etwa 150 Seemeilen östlich von Gibraltar von dem deutschen U-Boot U 81 torpediert. Der Träger blieb zunächst schwimmfähig, sank aber am 14. November infolge von mangelhaft ausgeführten Lecksicherungsmaßnahmen. 1.487 Besatzungsangehörige konnten gerettet werden, nur ein Seemann kam bei der Torpedoexplosion ums Leben. |
| 14. Nov. 1941         | Gordy                                        | 103    | Der sowjetische Zerstörer Gordy (1.695 ts), eingesetzt bei der Räumung des sowjetischen Stützpunktes Hangö, geriet nahe Baltischport auf die deutsche Corbetha-Minensperre und sank nach zwei Minentreffern. 103 Seeleute gingen mit dem Schiff unter, 88 Mann überlebten und wurden von sowjetischen Minensuchbooten und U-Boot-Jägern gerettet. |
| 19. Nov. 1941         | HMAS Sydney und Kormoran                     | 726    | Vor der Nordwestküste Australiens, etwa 130 Seemeilen westlich der Shark Bay, traf der australische Leichte Kreuzer Sydney (6.830 ts) auf den getarnten deutschen Hilfskreuzer Kormoran (8.736 BRT). Bei dem Versuch, das nicht identifizierte Schiff zu kontrollieren, nähert sich die Sydney zu stark an das deutsche Schiff an und wurde von einem überraschenden Feuerüberfall der Kormoran schwer getroffen. Der Kreuzer erhielt mindestens 40 15-cm-Treffer und einen Torpedotreffer im Vorschiff, geriet darauf in Brand, trieb in die hereinbrechende Nacht hinein und von dem deutschen Schiff weg. Vermutlich sank der Kreuzer, außer Sicht der Deutschen, gegen 23 Uhr nach einer Munitionsexplosion. Mit dem Schiff ging die gesamte Besatzung von 645 Mann unter. Das Verschwinden des Schiffes blieb lange Jahre ein Mysterium. Erst 2008 wurde das Wrack von einer Expedition gefunden. Auch die Kormoran erlitt im Gefecht schwere Schäden und musste in der Nacht aufgegeben werden. Von der 397 Mann starken Besatzung des Hilfskreuzers fanden 81 den Tod. Die Überlebenden wurden später von alliierten Schiffen geborgen. |
| 24. Nov. 1941         | Dunedin                                      | 419    | Im mittleren Atlantik, nordöstlich von Recife, versenkte das deutsche U-Boot U 124 den alleine fahrenden britischen Leichten Kreuzer Dunedin (4.850 ts) durch zwei Torpedotreffer. Das Schiff sank innerhalb von 17 Minuten. Bereits durch die Torpedierung starben etwa 200 Besatzungsmitglieder. Rund 280 Seeleute blieben zunächst auf hoher See zurück, starben aber an den nachfolgenden Tagen an Entkräftung oder infolge von Haiangriffen. Erst am 27. November konnte der amerikanische Frachter Nishmaha 72 Schiffbrüchige bergen, von denen aber später noch einmal fünf infolge von Verletzungen oder Erschöpfung starben. Insgesamt fanden 419 britische Seeleute den Tod, nur 67 Mann der Dunedin überlebten. |
| 25. Nov. 1941         | Barham                                       | 862    | Im östlichen Mittelmeer, nördlich von Sidi Barrani, versenkte das deutsche U-Boot U 331 aus einem britischen Flottenverband das Schlachtschiff Barham (31.100 ts) durch drei Torpedotreffer. Das Schiff kenterte und sank nach einer Munitionskammerexplosion. Mit der Barham gingen 862 Seeleute unter, 449 Besatzungsangehörige konnten gerettet werden. Es war die einzige Versenkung eines britischen Schlachtschiffes auf hoher See durch ein U-Boot. |
| 26./27. November 1941 | Parramatta                                   | 138    | Die australische Sloop Parramatta (1.060 ts), eingesetzt zur Sicherung von Frachtern auf der Route von Alexandria nach Tobruk, wurde am 26. November gegen Mitternacht, etwa 25 Seemeilen nördlich von Bardia, von dem deutschen U-Boot U 559 mit drei Torpedos angegriffen. Einer der Torpedos traf mittschiffs und verursachte eine schwere Munitionsexplosion. Die Sloop kenterte und sank innerhalb weniger Minuten. 138 Seeleute gingen mit dem Schiff unter, nur 24 Überlebende wurden später von dem britischen Geleitzerstörer Avon Vale gerettet. |
| 3. Dez. 1941          | Iosif Stalin                                 | ≈1.750 | Der sowjetische Truppentransporter Iosif Stalin (7.494 BRT), auf dem Weg von Hangö nach Leningrad und mit 5.589 Soldaten an Bord, geriet nahe Baltischport auf die deutsche Corbetha-Minensperre und erlitt drei Minentreffer. Zudem wurde das Schiff von finnischen Küstenbatterien beschossen und erhielt mindestens einen 30,5-cm-Artillerietreffer, welcher eine schwere Folgeexplosion an Bord (durch mitgeführte Munition?) auslöst. Der Transporter sank darauf im seichten Küstengewässer auf Grund, wobei die Aufbauten noch aus dem Wasser ragen. 1.830 Soldaten wurden von russischen Minensuchbooten abgeborgen, weitere etwa 2.000 Soldaten von später am Untergangsort eintreffenden deutschen Vorpostenbooten gerettet. Insgesamt kamen durch die Minen und den Beschuss sowie die Explosionen an Bord jedoch schätzungsweise 1.750 Soldaten ums Leben. |
| 7. Dez. 1941          | Arizona, Oklahoma und Utah                   | 1656   | Während des japanischen Angriffs auf Pearl Harbor wurde das amerikanische Schlachtschiff Arizona (33.100 ts) von einer 800-Kilogramm-Bombe getroffen, die eine Munitionskammer zur Explosion brachte. Das Schiff brach auseinander und sank mit 1.177 Mann an Bord. Das Wrack ist heute mit einer Gedenkstätte überbaut. Die Oklahoma (27.500 ts) wurde von fünf oder sechs Lufttorpedos getroffen und kenterte am Ankerplatz. Mit dem Schiff gingen 415 Offiziere und Mannschaften unter. Das Wrack wurde später wieder gehoben, sank aber auf dem Weg zum Abwracken. Das als Ausbildungsschiff eingesetzte amerikanische Schlachtschiff Utah (21.825 ts) von einem Lufttorpedo getroffen und kenterte am Ankerplatz. Sechs Offiziere und 58 Mannschaftsdienstgrade fanden beim Untergang den Tod. Etwa 480 Mann überlebten. |
| 10. Dez. 1941         | Prince of Wales und Repulse                  | 840    | Vor der Küste von Malaysia, nahe der Insel Tioman, versenkten japanische Mitsubishi-G3M-Bomber das britische Schlachtschiff Prince of Wales (38.000 ts) und den Schlachtkreuzer Repulse (31.590 ts). Die zur sogenannten Force Z gehörenden Schiffe wurden in mehreren Wellen attackiert. Die Prince of Wales erhielt mindestens sechs Torpedo- und sieben oder acht Bombentreffer. Mit dem Schlachtschiff gingen 327 Besatzungsangehörige unter, darunter auch der Kommandant, Captain John Leach. 1.612 Mann konnten von den Begleitzerstörern gerettet werden. Die Repulse wurde von mindestens fünf Torpedos sowie ein oder zwei 800-Kilogramm-Bomben getroffen und kenterte. 513 Mann gingen mit dem Schiff unter, 796 Überlebende wurden von Begleitzerstörern geborgen. |
| 11. Dez. 1941         | Kisaragi                                     | 150    | Während der Zerstörer Kisaragi sich von den Kampfhandlungen um Wake entfernte, wurde er von vier amerikanischen Grumman F4F angegriffen und am Heck von 100-Pfund-Bomben getroffen, wodurch die dort gelagerten Wasserbomben explodierten. Infolgedessen sank der Zerstörer etwa 48 km südwestlich von Wake bei Position 18° 55′ N, 166° 17′ O. Die gesamte Besatzung von 150 Mann kam dabei ums Leben. |
| 13. Dez. 1941         | Alberto di Giussano und Alberico da Barbiano | 817    | Die beiden italienischen Leichten Kreuzer Alberto di Giussano und Alberico da Barbiano (je 5.069 ts), eingesetzt als schnelle Nachschubtransporter und mit rund 2.000 Tonnen Treibstoff für die Achsentruppen in Nordafrika an Bord, wurden in den Nachtstunden des 13. Dezember, etwa gegen 3.25 Uhr, vor Kap Bon von den britischen Zerstörern Sikh, Maori und Legion sowie dem holländischen Zerstörer Isaac Sweers, die zuvor von der britischen Funkaufklärung (Ultra) über den Transport informiert worden waren, abgefangen und überraschend mit mehreren Torpedofächern angegriffen. Die Alberico da Barbiano wurde von drei Torpedos getroffen, explodierte sofort und sank mit 534 Seeleuten an Bord, darunter auch der italienische Geschwaderchef, Ammiraglio di Divisione Antonino Toscano. Die Alberto di Giussano wurde von zwei Torpedos getroffen, blieb aber zunächst noch schwimmfähig und sank nach etwa 25 Minuten. An Bord dieses Kreuzers starben weitere 283 Seeleute. Etwa 400 Überlebende von beiden Schiffen wurden später von dem italienischen Torpedoboot Cigno gerettet.                                        |
| 15. Dez. 1941         | Galatea                                      | 470    | Etwa 35 Seemeilen westlich von Alexandria wurde der britische Leichte Kreuzer Galatea (5.220 ts) von dem deutschen U-Boot U 557 torpediert und versenkt. Das mit hoher Fahrt laufende Schiff, auf dem Rückweg von einer Suche nach einem italienischen Konvoi, wurde von zwei Torpedos getroffen, kenterte und sank innerhalb von nur drei Minuten. 470 Besatzungsangehörige gingen mit dem Schiff unter. Nur 144 Mann konnten von anderen britischen Schiffen gerettet werden. |
| 15. Dez. 1941         | U 127                                        | 51     | Das Boot wurde am 15. Dezember 1941 im Atlantik westlich von Gibraltar durch den australischen Zerstörer Nestor auf der Position 36° 28′ N, 9° 12′ W im Marineplanquadrat CG 8536 versenkt. Es war ein Totalverlust mit 51 Toten. |
| 16. Dez. 1941         | Shinonome                                    | 228    | Es gelang dem niederländischen Flugboot X-32, Typ Dornier Do 24, das von Tarakan gestartet war, den Zerstörer Shinonome vor Miri zu versenken. Dazu warf das Flugboot aus einer dichten Wolkendecke fünf 200-kg-Bomben ab, von denen zwei die Shinonome auf dem Achterdeck trafen und eine direkt neben dem Schiff explodierte. Sie brachten das darunterliegende Magazin um 6.50 Uhr Tokio-Zeit zur Explosion. Der Zerstörer sank sofort. Dabei kamen alle 228 Besatzungsmitglieder ums Leben. |
| 17. Dez. 1941         | Corregidor                                   | ≈1200  | Die Fähre Corregidor geriet beim Auslaufen aus Manila in ein zur Verteidigung der Manilabucht gelegtes Minenfeld und lief auf eine der Minen auf. Das Schiff begann schnell zu sinken, wobei zahlreiche Menschen unter Deck gefangen waren. Drei zur Lageerkundung ausgelaufene PT-Schnellboote konnten insgesamt 282 (nach anderer Quelle 296) Überlebende retten, von denen allerdings sieben später an ihren Verletzungen starben. Die Gesamtzahl an Opfern war unbekannt, Schätzungen zufolge verloren zwischen 900 und 1.200 Menschen ihr Leben. Zum Zeitpunkt des Geschehens war die Versenkung der Corregidor der Seeunfall mit der größten Anzahl an Toten auf den Philippinen und gleichzeitig auch einer der größten auf der ganzen Welt. |
| 19. Dez. 1941         | Neptune                                      | 766    | Vor der libyschen Küste, etwa 20 Seemeilen nordöstlich von Tripolis, lief der britische Leichte Kreuzer Neptune (7.175 ts) während der Verfolgung eines italienischen Konvois inmitten eines starken Sturms und mit hoher Fahrt in das bereits sechs Monate zuvor angelegte italienische Minenfeld T. Der Kreuzer erlitt insgesamt vier Minentreffer und sank in nur fünf Minuten mit 766 Besatzungsangehörigen. Wegen der Minengefahr und wegen des Sturms konnten andere britische Schiffe nicht zur Hilfe kommen. Nur ein einziger Überlebender wurde am 24. Dezember von einem italienischen Kriegsschiff gerettet. Es war dies der opferreichste Untergang eines britischen Kreuzers während des Zweiten Weltkrieges. Zugleich war die Neptune auch das größte alliierte Kriegsschiff, das im Zweiten Weltkrieg durch Minentreffer in Verlust geriet. |
| 21. Dez. 1941         | Audacity                                     | 73     | Während der Geleitzugschlacht um den Konvoi HG-76 versenkte das deutsche U-Boot U 751 den britischen Geleitflugzeugträger Audacity (11.000 ts). Das Schiff wurde rund 500 Seemeilen westlich von Kap Finisterre von drei Torpedos getroffen und sank nach einer schweren Folgeexplosion des Flugzeugtreibstoffs. Mit dem Schiff gingen 73 Seeleute und acht Flugzeuge unter. Die Audacity war der erste britische Geleitträger, der im Zweiten Weltkrieg in Dienst genommen wurde. Zugleich war es auch der erste Verlust eines solchen Schiffes, den die Royal Navy zu beklagen hatte. |
| 23./24. Dezember 1941 | Shuntien und Salvia                          | ≈700   | Vor der libyschen Küste, nordöstlich von Tobruk, versenkte das deutsche U-Boot U 559 in den Abendstunden des 23. Dezember, etwa gegen 19.00 Uhr, den britischen Frachter Shuntien (3.059 BRT) durch einen Torpedotreffer. Das Schiff, Teil des von Tobruk nach Alexandria laufenden Konvois TA-5, hatte 88 Besatzungsangehörige und Soldaten sowie etwa 850 deutsche und italienische Kriegsgefangene an Bord. Bereits bei der Torpedierung starben schätzungsweise 300 Menschen. Rund 640 Überlebende wurden von britischen Geleitfahrzeugen geborgen. Eines dieser Eskortschiffe, die Korvette Salvia (925 ts), wurde allerdings nur etwa sechs Stunden später, in den frühen Morgenstunden des 24. Dezember, von dem deutschen U-Boot U 568 torpediert und ebenfalls versenkt. Dabei kamen alle 106 Besatzungsmitglieder der Korvette und 290 zuvor gerettete Schiffbrüchige von der Shuntien ums Leben. Insgesamt starben beim Untergang der beiden Schiffe somit rund 700 Menschen, darunter (geschätzt) etwa 550 Kriegsgefangene der Achsenmächte.                                                                                       |
| 24. Dez. 1941         | Sagiri                                       | 120    | Am 24. Dezember 1941 wurde der Zerstörer etwa 35 Seemeilen vor der Stadt Kuching von einem Torpedo getroffen, der vom niederländischen U-Boot K-XVI abgefeuert worden war. Der Treffer brachte die eigenen Torpedos der Sagiri zur Detonation, welche dadurch zerstört wurde und auf der Stelle sank. 121 Besatzungsmitglieder wurden getötet, 120 konnten gerettet werden. |

### 1942
| Datum                | Name                                               | Opfer  | Beschreibung |
| -------------------- | -------------------------------------------------- | ------ | --- |
| 11. Jan. 1942        | Prins van Oranje                                   | 105    | In der Nacht 10./11. Januar 1942 versuchte die Prins van Oranje auf nördlichem Kurs vor der Invasion auf Tarakan zu entkommen, wurde aber durch den japanischen Zerstörer Yamakaze und Patrouillenboot Nr. 38 gesichtet und angegriffen. Der nur schwach bewaffnete Minenleger war gegen diese Übermacht hoffnungslos unterlegen und wurde mit dem Großteil der Besatzung versenkt. Nur sechzehn Überlebende konnten gerettet werden. |
| 12. Jan. 1942        | Cyclops                                            | 87     | In den frühen Morgenstunden des 12. Januar 1942 torpedierte das deutsche U-Boot U 123 vor der Küste von Nova Scotia, etwa 125 Seemeilen südöstlich von Cape Sable Island, den britischen Frachter Cyclops (9.076 BRT). Das Schiff sank nach zwei Torpedotreffern und riss 87 Menschen mit in die Tiefe. 95 Überlebende wurden später von einem kanadischen Minensuchboot gerettet. Die Cyclops war der erste alliierte Frachter, der im Rahmen der deutschen U-Boot-Offensive gegen den Schiffsverkehr vor der nordamerikanischen Küste (Unternehmen Paukenschlag) versenkt wurde. |
| 17. Jan. 1942        | Matabele                                           | 198    | Im Nordmeer, nahe der Halbinsel Kola, versenkte das deutsche U-Boot U 454 den zum alliierten Nordmeergeleitzug PQ 8 gehörenden britischen Zerstörer Matabele (1.854 ts) durch einen Torpedotreffer. Der Torpedo traf das Wasserbombenlager und verursachte eine verheerende Folgeexplosion. Der Zerstörer zerbrach in zwei Teile und sank mit 198 Mann an Bord, nur zwei Überlebende wurden später gerettet. |
| 19. Jan. 1942        | Van Imhoff                                         | 466    | Westlich von Sumatra versenkte ein japanisches Flugzeug den niederländischen Frachter Van Imhoff (2.980 BRT). Die niederländische Besatzung von 110 Mann ging in die Rettungsboote, 478 deutsche Zivilinternierte indessen wurden an Bord ihrem Schicksal überlassen. Der nahestehende holländische Frachter Boelongan brach einen Rettungsversuch ab, als dessen Kommandant erfuhr, dass es sich bei den im Wasser schwimmenden Menschen um deutsche Internierte handelte. Insgesamt überlebten nur zwölf Deutsche den Untergang, 466 ertranken oder starben auf dem Meer an Entkräftung. Nach Kriegsende wurde bekannt, dass niederländische Marinedienststellen auf Sumatra die Kapitäne von Evakuierungsschiffen angewiesen hatten, deutsche Schiffbrüchige in diesen Gewässern nicht zu retten. |
| 19. Jan. 1942        | Lady Hawkins                                       | 251    | Etwa 150 Seemeilen östlich von Cape Hatteras an der Küste des US-Bundesstaats North Carolina versenkte das deutsche U-Boot U 66 den unbewaffneten kanadischen Passagierdampfer Lady Hawkins (7.988 BRT) mit zwei Torpedos. 251 Menschen starben. Nur 71 Überlebende wurden fünf Tage später gerettet. |
| 24. Jan. 1942        | Victoria                                           | 249    | Im Golf von Syrte (Nordküste Libyens) wurde das zum Truppentransporter umgerüstete ehemalige italienische Passagierschiff Victoria (13.098 BRT) während eines britischen Luftangriffs von mindestens zwei Lufttorpedos getroffen und versenkt. 249 Männer kamen ums Leben. |
| 25. Jan. 1942        | Bruno Heinemann                                    | 93     | Der deutsche Zerstörer Bruno Heinemann (2.171 ts), auf einem Überführungsmarsch von Vlissingen nach Brest, geriet vor Calais auf eine neu ausgelegte britische Minensperre und zerbrach nach zwei Minentreffern. Mit dem Schiff gingen 93 Besatzungsangehörige unter. 222 Mann wurden von anderen deutschen Zerstörern gerettet. |
| 27. Jan. 1942        | I 73                                               | 84     | Im Zentralpazifik, etwa 240 Seemeilen westlich von Midway, versenkte das amerikanische U-Boot Gudgeon das unter Maschinenproblemen leidende und an der Oberfläche in Richtung Japan laufende japanische U-Boot I 73 (1.400 ts) durch zwei Torpedotreffer. Mit dem Boot ging die gesamte Besatzung von 84 Mann unter. Es war dies die erste Versenkung eines feindlichen Kriegsschiffes durch ein US-amerikanisches U-Boot im Zweiten Weltkrieg und in der Seekriegsgeschichte überhaupt. |
| 13. Feb. 1942        | Giang Bee                                          | ≈250   | Das mit rund 300 Flüchtlingen aus Singapur beladene und mit 30 Besatzungsangehörigen bemannte britische Patrouillenschiff Giang Bee (1.646 BRT), ein bewaffneter Küstendampfer, wurde etwa 160 Seemeilen südlich von Singapur, nahe Berhala Island, von japanischen Bombern attackiert und versenkt. Von den rund 330 Menschen an Bord konnten nur etwa 80 gerettet werden. Schätzungsweise 250 Menschen fanden den Tod. |
| 19. Feb. 1942        | Peary                                              | 80     | Die Peary lag im Hafen von Darwin, als die Maschinen von vier japanischen Flugzeugträgern des Kidō Butai die Stadt angriffen. Der Zerstörer selbst erhielt fünf Bombentreffer u. a. in das vordere Magazin und in den hinteren Maschinenraum, als er während des Angriffs versuchte ein Lazarettschiff durch das Legen einer Rauchwand zu schützen. Die Peary sank gegen 13 Uhr als Folge der Treffer im Hafen, unter der Besatzung gab es dabei 80 Tote und 13 Verwundete. |
| 24. Feb. 1942        | Struma                                             | 768    | Der unter der Flagge Panamas fahrende kleine bulgarische Dampfer Struma (469 BRT), mit dem sich 763 jüdische Flüchtlinge vor der nationalsozialistischen Judenverfolgung retten wollten, wurde im Schwarzen Meer in der Nähe des Bosporus durch das sowjetische U-Boot Schtsch-213 versenkt. Die Besatzung hielt das Schiff offenbar für ein Fahrzeug der Achsenmächte. Insgesamt starben 762 Flüchtlinge und sechs Besatzungsangehörige. Es gab nur vier Überlebende (ein Flüchtling und drei Besatzungsmitglieder). Die aus Konstanza ausgelaufene Struma war zuvor von türkischen Behörden zur Rückkehr in das Schwarze Meer gezwungen worden. Man hatte weder eine Weiterreise noch eine Landung der Flüchtlinge gestattet. |
| 27. Feb. 1942        | Langley                                            | 16     | Vor Tjilatjap (Java) versenkten japanische G4M-Bomber den als Flugzeugtransporter genutzten alten amerikanischen Flugzeugträger Langley (13.990 ts). Mit dem Schiff gingen 16 Besatzungsmitglieder unter. Die Langley war der erste Flugzeugträger der Vereinigten Staaten. |
| 28. Feb. 1942        | Jupiter, De Ruyter und Java                        | 856    | Während der Schlacht in der Javasee versenkte der japanische Schwere Kreuzer Haguro durch zwei Torpedotreffer den holländischen Leichten Kreuzer De Ruyter (6.440 ts). Mit dem Schiff gingen 344 Seeleute unter. Der japanische Schwere Kreuzer Nachi traf den holländischen Leichten Kreuzer Java (6.670 ts) durch einen oder zwei Torpedos. Eine nachfolgende Explosion der Munition brachte das Schiff innerhalb weniger Minuten zum Sinken. Mit dem Kreuzer gingen 512 Besatzungsangehörige unter. |
| 28. Feb. 1942        | Perth                                              | 357    | In der Schlacht in der Sundastraße versenkte eine japanische Kampfgruppe, bestehend aus drei Kreuzern und neun Zerstörern, den australischen Leichten Kreuzer Perth (6.830 ts) durch vier Torpedotreffer und zahlreiche Artillerietreffer. Die Besatzung hatte 357 Tote zu beklagen; rund 330 Mann wurden gerettet. |
| 1. März 1942         | Exeter                                             | 54     | In der Javasee, nahe der Insel Bawean, versenkte eine überlegene japanische Kampfgruppe, darunter drei Kreuzer und zwei Zerstörer, den sich nach der Schlacht in der Javasee, in welcher das britische Schiff bereits Schäden im Maschinenraum hatte hinnehmen müssen, zurückziehenden britischen Schweren Kreuzer Exeter (8.520 ts). Das Schiff kenterte nach zahlreichen 20,3-cm-Artillerie- und mindestens zwei Torpedotreffern. 54 Mann gingen mit dem Schiff unter, 651 Überlebende wurden später von den Japanern gerettet. |
| 1. März 1942         | Houston                                            | 693    | In der Schlacht in der Sundastraße versenkte eine überlegene japanische Kampfgruppe, bestehend aus drei Kreuzern und neun Zerstörern, den amerikanischen Schweren Kreuzer Houston (9.050 ts) durch zahlreiche Artillerie- und mindestens vier Torpedotreffer. 693 Besatzungsangehörige, darunter auch der Kommandant, Captain A. H. Rooks, fanden den Tod. Nur etwa 370 Mann konnten gerettet werden. |
| 1. März 1942         | Edsall                                             | 148    | Am 1. März 1942 wurde die Edsall von einer japanischen Kampfgruppe 430 Seemeilen südlich der Insel Java gestellt. Das Schlachtschiff Hiei, ihr Schwesterschiff Kirishima und einige schwere Kreuzer eröffneten auf 27.000 Meter Entfernung das Feuer, konnten aber den schnell manövrierenden Zerstörer nicht entscheidend treffen. Erst nachdem er durch einen Luftangriff von 17 trägergestützten Sturzkampfflugzeugen des Typs Aichi D3A beschädigt und verlangsamt worden war, schossen die Verfolger die Edsall zusammen, bis sie schließlich um 17.31 Uhr unterging. 148 Mann der Besatzung verloren dabei ihr Leben. |
| 1. März 1942         | Rooseboom                                          | 128    | In der Nacht vom 28. Februar auf den 1. März 1942 wurde die Rooseboom auf dem Indischen Ozean, etwa 600 Seemeilen vor der Insel Sipora, vom japanischen U-Boot I.59 unter dem Kommando von Leutnant Yoshimatsu torpediert. Dabei wurden sämtliche Rettungsboote bis auf eines zerstört oder konnten jedenfalls nicht mehr zu Wasser gelassen werden. Die Rooseboom ging innerhalb weniger Minuten unter. 128 Menschen verloren ihr Leben. |
| 11. März 1942        | Naiad                                              | 82     | Nordwestlich von Marsa Matruh wurde der britische Flugabwehrkreuzer Naiad (5.650 ts), der zuvor zu einem erfolglosen Vorstoß mit zwei weiteren Kreuzern in Richtung Tripolis ausgelaufen war und sich auf dem Rückmarsch nach Alexandria befand, von dem deutschen U-Boot U 565 torpediert. Das Schiff kenterte und sank innerhalb von 35 Minuten. Mit der Naiad gingen 82 Besatzungsangehörige unter, 582 Mann wurden gerettet. |
| 15. März 1942        | Vortigern                                          | 147    | Am Morgen des 15. März 1942 gehörte der Zerstörer zur Eskorte des Küstenkonvois FS 349, als dieser etwa 17 Seemeilen vor Cromer von deutschen Schnellbooten angegriffen wurde. Hierbei erhielt die Vortigern durch das Schnellboot S 104, das zur 4. S-Flottille gehörte, einen Torpedotreffer in den Bug und sank rasch. 147 Besatzungsmitglieder starben. |
| 26. März 1942        | Jaguar                                             | 193    | Der britische Zerstörer wurde durch U 652 versenkt. Mit dem Schiff gingen 193 Mann der Besatzung unter, 53 konnten gerettet werden. |
| 29. März 1942        | Z 26                                               | 240    | Die Trinidad schoss Z 26 manövrierunfähig. Z 24 und Z 25 konnten 88 Mann von der sinkenden Z 26 retten, das deutsche U-Boot U 378 weitere acht Überlebende aus einem Rettungsboot übernehmen. 240 Mann fanden auf Z 26 den Tod. |
| 1. Apr. 1942         | Giovanni delle Bande Nere                          | 287    | Der von Messina nach La Spezia laufende italienische Leichte Kreuzer Giovanni delle Bande Nere (5.069 ts) wurde etwa elf Seemeilen vor dem Stromboli von dem britischen U-Boot Urge gesichtet und mit zwei Torpedoschüssen versenkt. Das Schiff zerbrach in zwei Teile und sank mit 287 Besatzungsangehörigen an Bord. Etwa 300 Mann wurden von zwei Begleitschiffen gerettet. |
| 5. Apr. 1942         | Dorsetshire und Cornwall                           | 432    | Während des japanischen Vorstoßes in Richtung Ceylon versenkten etwa 50 Aichi-D3A-Sturzkampfbomber der japanischen Flugzeugträger Akagi, Sōryū und Hiryū südöstlich von Ceylon die britischen Schweren Kreuzer Dorsetshire (9.975 ts) und Cornwall (10.900 ts). Die Dorsetshire wurde von mindestens zehn 250-Kilogramm-Bomben getroffen und sank in nur acht Minuten. Mit dem Kreuzer gingen 234 Seeleute unter. Die Cornwall wurde von neun 250-Kilogramm-Bomben direkt getroffen und zudem durch sechs Nahtreffer schwer beschädigt. Etwa 30 Minuten nach Beginn der Attacke kenterte das Schiff und sank. 198 Mann fanden dabei den Tod. Etwa 540 Mann der Dorsetshire und 580 der Cornwall konnten von britischen Schiffen gerettet werden. |
| 9. Apr. 1942         | Hermes und Vampire                                 | 316    | Vor der Küste Ceylons, nahe Batticaloa, versenkten etwa 80 Flugzeuge der japanischen Flugzeugträger Akagi, Sōryū und Hiryū den britischen Flugzeugträger Hermes (10.850 ts) und den australischen Zerstörer Vampire. Die Hermes, die zum Zeitpunkt der Attacke selbst keine einsetzbaren Flugzeuge an Bord hatte, wurde von schätzungsweise 40 Bomben getroffen und sank innerhalb von nur zwanzig Minuten. Mit dem Träger gingen der Kommandant, Captain Richard F. J. Onslow, und 306 Besatzungsangehörige unter. Etwa 590 Mann der Hermes überlebten. Die Vampire erhielt einen Volltreffer und zerbrach. Neun Mann ihrer Besatzung kamen ums Leben, während 101 Seeleute überlebten. |
| 7. Mai 1942          | Sims und Neosho                                    | 297    | Der amerikanische Flottentanker Neosho (11.335 BRT) und der diesen eskortierende Zerstörer Sims (1.764 ts) wurden während der Schlacht im Korallenmeer von Flugzeugen der japanischen Flugzeugträger Shōkaku und Zuikaku angegriffen. Der Zerstörer wurde von drei 250-Kilogramm-Bomben getroffen und sank innerhalb weniger Minuten. Die Neosho wurde in Brand bombardiert, blieb aber zunächst noch schwimmfähig. Mit der Sims gingen 176 Besatzungsmitglieder unter, nur 14 Mann überlebten und retteten sich später an Bord des Tankers. Das ausgebrannte und treibende Wrack der Neosho, dessen Besatzung selbst 121 Tote zu beklagen hatte, wurde am 11. Mai von dem amerikanischen Zerstörer Henley gefunden, welcher insgesamt noch 123 Überlebende der beiden Schiffe abbergen konnte und der das Wrack schließlich versenkte. |
| 7. Mai 1942          | Shōhō                                              | 631    | Während der Schlacht im Korallenmeer wurde der japanische Flugzeugträger Shoho (11.262 ts) von rund 90 Flugzeugen der amerikanischen Träger Lexington und Yorktown angegriffen. Das Schiff erhielt mindestens sieben Lufttorpedo- und 13 Bombentreffer und sank innerhalb von rund 23 Minuten. Von der Besatzung konnten nur 132 Mann, darunter auch der Kommandant, Kaigun-Taisa Ishinosuke Izawa, durch den Zerstörer Sazanami gerettet werden. 631 Besatzungsangehörige gingen mit der Shōhō unter. |
| 8. Mai 1942          | Lexington                                          | 231    | Während der Schlacht im Korallenmeer wurde der amerikanische Flugzeugträger Lexington (38.746 ts) von Flugzeugen der japanischen Träger Shōkaku und Zuikaku attackiert und von insgesamt zwei Lufttorpedos und drei 250-Kilogramm-Bomben getroffen. Das Schiff geriet in Brand und musste etwa sechs Stunden nach dem Angriff aufgegeben werden. Das verlassene Wrack wurde in den Abendstunden des 8. Mai schließlich von einem US-Zerstörer mit zwei Torpedoschüssen versenkt. 231 Besatzungsangehörige kamen durch die japanischen Angriffe und das Feuer ums Leben, etwa 2.600 Mann wurden gerettet. |
| 8. Mai 1942          | Taiyō Maru                                         | 817    | Das Passagierschiff Taiyō Maru war der japanischen Armee als Transporter zugeteilt und hatte 34 Soldaten, 1.010 zivile Passagiere und 2.450 ts Material, wie Munition, Handgranaten, Leuchtgeschosse und 150 ts Calciumcarbid an Bord. Am frühen Abend wurde die Taiyō Maru durch zwei Torpedos des amerikanischen U-Boots Grenadier in einem vorderen Laderaum und am Heck getroffen. Das Calciumcarbid geriet in Brand und explodierte, dazu Teile der Handgranatenladung und der Leuchtmunition. Der vordere Teil des Schiffes brannte lichterloh. Unter den Passagieren brach Panik aus, als etliche der 18 Rettungsboote auch schwer beschädigt waren. Etwa eine Stunde nach den Treffern sank das Schiff. Der Kapitän und 156 Mann der 263-köpfigen Besatzung sowie 656 der 1.044 Passagiere konnten nicht gerettet werden, auch vier der 53 Militärpersonen an Bord starben. 543 Mann überlebten den Angriff und wurden von japanischen Schiffen gerettet, 817 gingen mit der Taiyō Maru 170 km südwestlich von Me-Shima, Präfektur Nagasaki, verloren. |
| 10. Mai 1942         | Ramb IV                                            | 165    | Auf dem Weg von Tobruk nach Alexandria wurde das unter britischer Flagge laufende Hospitalschiff Ramb IV (3.676 BRT), ein ehemals italienisches Kühlschiff, von Ju-88-Bombern des Lehrgeschwaders 1 angegriffen und versenkt. Dabei kamen 165 Männer kamen ums Leben, darunter 155 Verwundete und Kranke. |
| 13. Mai 1942         | Iltis und Seeadler                                 | 200    | Die deutsche Torpedoboote Iltis und Seeadler, die gemeinsam mit Falke und Kondor dem Hilfskreuzer Stier auf der Route von Hoek van Holland zur Biskaya Geleitschutz gaben, wurden von mehreren britischen Motortorpedobooten angegriffen. Nach einem Torpedotreffer brach die Iltis auseinander und versank innerhalb von Minuten um 4.04 Uhr bei Boulogne. 115 Besatzungsmitglieder starben. Nur fünf Minuten später erhielt auch die Seeadler einen Torpedotreffer von MTB 219. Das Boot sank und ging mit 85 Mann der Besatzung unter. Rettungsversuche der britischen Kräfte unterblieben. Herbeieilende deutsche Schnellboote retteten zwei Stunden später 33 Überlebende der Iltis und einige der Seeadler. |
| 14. Mai 1942         | Felix Dscherschinski                               | 288    | Während einer Versorgungsfahrt nach der belagerten Festung Sewastopol lief der mit rund 170 Soldaten beladene sowjetische Zerstörer Felix Dscherschinski (1.308 ts) vor dem Hafen von Sewastopol auf eine aus der Luft gelegte deutsche Grundmine, brach auseinander und sank. Mit dem Schiff gingen 288 Besatzungsmitglieder und Soldaten unter, nur rund 30 Überlebende wurden später von anderen sowjetischen Schiffen gerettet. |
| 15. Mai 1942         | Trinidad                                           | 63     | Im Nordmeer, etwa 100 Seemeilen nordwestlich des Nordkaps, versenkten deutsche Junkers-Ju-88-Bomber durch einen Volltreffer mit einer 500-Kilogramm-Bombe den britischen Leichten Kreuzer Trinidad (8.660 ts). Das Schiff, auf dem Weg von Murmansk nach Großbritannien, war bereits am 29. März 1942 durch einen eigenen Torpedo (Kreisläufer) beschädigt worden und hatte fast sechs Wochen in Murmansk zur Notreparatur gelegen. Der Bombeneinschlag verursachte starke Brände und beschädigte die notdürftigen Leckabdichtungen, worauf das Schiff aufgegeben werden musste. Das treibende Wrack wurde schließlich von britischen Zerstörern versenkt. Insgesamt kamen 63 Seeleute ums Leben. |
| 21. Mai 1942         | Faja de Oro                                        | 10     | Vor Key West versenkte das deutsche U-Boot U 106 den von Marcus Hook (Pennsylvania) nach Tampico laufenden mexikanischen Tanker Faja de Oro (6.067 BRT) durch zwei Torpedotreffer. Zehn von 37 Besatzungsangehörigen kamen dabei ums Leben. Diese Versenkung (sowie die Versenkung des mexikanischen Tankers Potrero del Llano am 13. Mai 1942 durch U 564) führte schließlich zur Kriegserklärung Mexikos an das Deutsche Reich am 1. Juni 1942. |
| 4. Juni 1942         | Sōryū und Kaga                                     | 1527   | Während der Schlacht um Midway wurden die japanischen Flugzeugträger Sōryū (15.900 ts) und Kaga (38.200 ts) von Douglas-SBD-Dauntless-Sturzkampfbombern der amerikanischen Flugzeugträger Yorktown und Enterprise überraschend attackiert. Die Sōryū erhielt drei oder vier 454-Kilogramm-Bombentrefferdie direkt vor dem vordersten der drei Aufzüge einschlugen. Die im Hangar befindlichen vollgetankten und bewaffneten Flugzeuge verwandelten das Schiff in ein Flammenmeer. Etwa 30 Minuten nach dem Angriff wurde der Befehl gegeben, das Schiff aufzugeben. Das verlassene Wrack wurde in den Abendstunden des 4. Juni, etwa gegen 19.20 Uhr, vom Zerstörer Isokaze mit drei Torpedoschüssen versenkt. Insgesamt starben an Bord des Trägers 713 Seeleute, darunter auch der Kommandant, Kaigun-Taisa Yanagimoto Ryusaku. Die Kaga, auf der ebenfalls für einen Angriff bereite Flugzeuge im Hangar bereitstanden, sank wenige Minuten nach der Sōryū, nachdem der Zerstörer Hagikaze zwei Torpedos in das brennende Wrack hineingeschossen hatte. An Bord der Kaga starben insgesamt 814 Seeleute, darunter auch der Kommandant, Kaigun-Taisa Okada Jisaku.           |
| 5. Juni 1942         | Akagi und Hiryū                                    | 263    | Während der Schlacht um Midway wurden die japanischen Flugzeugträger Akagi (36.500 ts) und Hiryū (17.300 ts) am 4. Juni 1942 von Sturzkampfbombern des amerikanischen Trägers Enterprise attackiert. Die Akagi erhielt einen, die Hiryū mindestens vier direkte 454-Kilogramm-Bombentreffer. Die Schiffe gerieten in Brand und konnten trotz Bemühungen nicht gerettet werden. In den frühen Morgenstunden des 5. Juni versenkten japanische Zerstörer die verlassenen und brennenden Schiffe. An Bord der Akagi fanden 263 Besatzungsangehörige den Tod, etwa 1.800 Mann wurden gerettet. Auf der Hiryū fanden 333 Mann den Tod, unter ihnen auch der Befehlshaber der japanischen 2. Trägerdivision, Konteradmiral Tamon Yamaguchi. Etwa 700 Besatzungsmitglieder der Hiryū überlebten und wurden von Zerstörern gerettet. |
| 6. Juni 1942         | Hammann                                            | 80     | Etwa 120 Seemeilen westlich von Midway torpedierte und versenkte das japanische U-Boot I-168 den amerikanischen Zerstörer Hammann (1.764 ts). Das Schiff lag zum Zeitpunkt des Angriffs längsseits des beschädigten Flugzeugträgers Yorktown (der von dem U-Boot ebenfalls torpediert wurde), um diesen mit Frischluft und Strom zu versorgen. Der Zerstörer brach nach dem Torpedotreffer auseinander und sank mit 80 Mann an Bord. Etwa 170 Seeleute überlebten. |
| 6. Juni 1942         | Mikuma                                             | 642    | Beim Rückzug von den Midwayinseln wurde der japanische Kreuzer Mikuma von US-Sturzkampfbombern zum Wrack bombardiert. Zunächst wurde ein angreifender SB2U-Vindicator-Bomber während seines flachen Zielanfluges von der Flugabwehr der Mikuma abgeschossen. Er stürzte auf einen der achteren Türme des Kreuzers, und sein brennender Treibstoff leckte durch das Belüftungssystem in den Maschinenraum an steuerbord, so dass dieser aufgegeben werden musste. Nach weiteren Angriffen kam es schließlich zu fünf Bombentreffern auf dem Kreuzer, die zu Bränden und Sekundärexplosionen von Flugabwehrmunition und Torpedos führten, die nicht unter Kontrolle gebracht werden konnten. Der mittlere Teil des Kreuzers wurde durch die Explosionen weitgehend zerstört, der Hauptmast gefällt und die Flugzeugkatapulte aus ihren Verankerungen gerissen. Die explodierende Flugabwehrmunition an Deck richtete schwere Schäden an den Brückenaufbauten an. Die Mikuma sank total ausgebrannt am 6. Juni 1942. 642 Seeleute waren ums Leben gekommen, zwei Zerstörer retteten 240 Männer. Drei Tage später wurden zwei weitere Überlebende von einem US-U-Boot aufgenommen. |
| 7. Juni 1942         | Yorktown                                           | 91     | Der amerikanische Flugzeugträger Yorktown (19.800 ts), der bereits am 4. Juni während der Schlacht um Midway von japanischen Trägerflugzeugen durch zwei Lufttorpedo- und drei Bombentreffer stark beschädigt und von der Besatzung weitgehend verlassen worden war, wurde am Nachmittag des 6. Juni, etwa 120 Seemeilen westlich von Midway, vom japanischen U-Boot I-168, während sich das Schiff im Schlepp befand, zwei weitere Male torpediert und musste schließlich aufgegeben werden. Die Yorktown sank in den frühen Morgenstunden des 7. Juni. Insgesamt fanden an Bord des Trägers 91 Seeleute den Tod. |
| 15. Juni 1942        | Trento                                             | 549    | Der italienische Schwere Kreuzer Trento (10.511 ts), der nur wenige Stunden zuvor bei einem Angriffsversuch auf den britischen Malta-Konvoi MW-11 (Operation Vigorous) durch den Lufttorpedo eines Bristol-Beaufort-Torpedobombers erheblich beschädigt worden war und sich im Schlepp eines Zerstörers befand, wurde in den Mittagsstunden nordöstlich von Malta von dem britischen U-Boot Umbra gesichtet und zwei weitere Mal torpediert. Das Schiff brach daraufhin auseinander und sank. Mit der Trento gingen 549 Seeleute unter, 609 Mann wurden von dem sichernden Zerstörer gerettet. |
| 16. Juni 1942        | Hermione                                           | 87     | im östlichen Mittelmeer, nördlich von Sollum, versenkte das deutsche U-Boot U 205 aus einem Kreuzerverband den britischen Flugabwehrkreuzer Hermione (5.650 ts) durch einen Torpedotreffer. Der Torpedo zerstörte die Maschinenräume, was den Zusammenbruch der Bordstromversorgung und einen Pumpenausfall nach sich zog. Das Schiff sank innerhalb von 21 Minuten und ging mit 87 Besatzungsangehörigen unter. Rund 440 Mann wurden gerettet. |
| 16. Juni 1942        | Cherokee                                           | 86     | Nordöstlich von Cape Cod versenkte das deutsche U-Boot U 87 den amerikanischen Passagierdampfer Cherokee (5.896 ts) durch zwei Torpedotreffer an der Backbordseite. Das in einem Geleitzug fahrende Schiff sank innerhalb von sechs Minuten. 65 Besatzungsmitglieder, ein Angehöriger der Geschützmannschaft und 20 Passagiere starben. 83 Menschen wurden von einem Handelsschiff und einem Schiff der Küstenwache gerettet. |
| 26. Juni 1942        | Bezuprechny                                        | 330    | Der mit Nachschubfahrten in die von der Wehrmacht belagerte Festung Sewastopol betraute sowjetische Zerstörer Bezuprechny (1.695 ts) wurde südlich der Halbinsel Krim von deutschen Ju-88--Bombern angegriffen und durch zwei Treffer mit 250-Kilogramm-Bomben versenkt. An Bord des Schiffes befanden sich 220 Besatzungsangehörige und 113 verwundete Soldaten, die aus Sewastopol evakuiert worden waren. 330 Menschen gingen mit dem schnell sinkenden Schiff unter, darunter auch der Kommandant. Nur drei Überlebende wurden zwei Tage später von einem Flugboot gerettet. |
| 1. Juli 1942         | Montevideo Maru                                    | ≈1.125 | Das japanische Passagier- und Frachtschiff Montevideo Maru (7.266 BRT) lief am 22. Juni 1942 aus Rabaul (Papua-Neuguinea) aus. Es hatte 1.053 überwiegend australische Kriegsgefangene und Zivilinternierte sowie etwa 90 japanische Soldaten und Seeleute an Bord, als es am 1. Juli in der Philippinischen See durch das amerikanische U-Boot Sturgeon torpediert und versenkte wurde. Das Schiff war nicht als Gefangenentransporter markiert oder angekündigt. Insgesamt überlebten nur 18 Japaner den Untergang, schätzungsweise 1.125 Personen kamen ums Leben. |
| 5. Juli 1942         | Avila Star                                         | 84     | Der britische Passagierdampfer Avila Star (14.443 BRT) wurde östlich der Azoren vom deutschen U-Boot U 201 ohne Vorwarnung mit drei Torpedos versenkt. Das letzte Rettungsboot wurde erst nach 20 Tagen gefunden. 84 Passagiere, Kanoniere und Besatzungsmitglieder starben, 121 Menschen konnten von portugiesischen Kriegsschiffen gerettet werden. |
| 5. Juli 1942         | Arare                                              | ≈200   | Der japanische Zerstorer Arare wurde durch das amerikanische U-Boot Growler vor Kiska Island versenkt. |
| 5. Juli 1942         | Hainaut                                            | ≈200   | Die Hainaut wurde auf einer Reise von Montreal (Kanada) nach Großbritannien im Sankt-Lorenz-Strom nahe Cap-Chat (La Haute-Gaspésie) vom deutschen U-Boot U 132 torpediert und versenkt. |
| 12. Juli 1942        | Port Hunter                                        | 88     | Nordwestlich der Azoren versenkte das deutsche U-Boot U 582 den britischen Frachter Port Hunter (8.826 BRT). Das Schiff, ein Nachzügler des Konvois OS-33 und mit Munition und Wasserbomben beladen, flog nach einem Torpedotreffer sofort in die Luft und ging mit 88 Besatzungsangehörigen unter. Nur drei Überlebende, die vor dem Treffer an Oberdeck geschlafen hatten und ins Wasser geschleudert worden waren, wurden später von der britischen Korvette Rother geborgen. |
| 15. Juli 1942        | Empire Attendant                                   | 59     | Südlich der Kanaren torpedierte das deutsche U-Boot U 582 den britischen Frachter Empire Attendant (7.524 BRT). Der Dampfer, ein Nachzügler des Konvois OS-33 und mit Lastwagen beladen, zerbrach in zwei Teile und sank innerhalb weniger Minuten. Mit dem Schiff ging die gesamte Besatzung von 59 Mann unter, es gab keine Überlebenden. |
| 15. Juli 1942        | Gloucester Castle                                  | 93     | Der britische Passagierdampfer Gloucester Castle (7.999 BRT) wurde 1.300 Seemeilen vor Freetown im Südatlantik ohne Vorwarnung von dem deutschen Hilfskreuzer Michel unter Beschuss genommen. Die Rettungsboote wurden größtenteils zerstört. Das Schiff sank in weniger als zehn Minuten. 93 Passagiere und Besatzungsmitglieder, darunter Frauen und Kinder, starben. Die 61 Überlebenden verbrachten den Rest des Kriegs in japanischer Kriegsgefangenschaft, in der zwei von ihnen starben. Wegen der warnungslosen Beschießung wurde der Kommandant des Hilfskreuzers, Kapitän zur See Hellmuth von Ruckteschell, nach Kriegsende von einem britischen Gericht zu einer Haftstrafe verurteilt. |
| 6. Aug. 1942         | Mamutu                                             | 86     | Nördlich von Murray Island wurde der australische Küstendampfer Mamutu (300 BRT), mit 114 Flüchtlingen und Besatzungsangehörigen an Bord und auf dem Weg von Port Moresby nach Daru, von dem japanischen U-Boot RO 33 mit dem Deckgeschütz beschossen und versenkt. Anschließend beschossen die Japaner die im Wasser treibenden Schiffbrüchigen mit Maschinengewehren. Von 114 Menschen an Bord des Schiffes überlebten nur 28 die Versenkung. |
| 9. Aug. 1942         | Mendanau                                           | 69     | Vor der Küste von Sierra Leone versenkte das deutsche U-Boot U 752 den niederländischen Frachter Mendanau (6.047 BRT) durch einen Torpedotreffer. Alleine durch den Einschlag des Torpedos starben bereits 18 Seeleute. Nach dem Untergang des Schiffes weigerten sich allerdings 16 niederländische Seeleute, die in einem Beiboot Schutz gefunden hatten, einen weiteren Teil der Besatzung, hauptsächlich dunkelhäutige Indonesier, ebenfalls zu retten, wodurch sich die Zahl der Opfer weiter erhöhte. Schätzungsweise 30 bis 35 indonesische Besatzungsmitglieder blieben auf dem Meer zurück und ertranken. Insgesamt überlebten von 85 Menschen an Bord nur die 16 niederländischen Besatzungsangehörigen die Versenkung. |
| 9. Aug. 1942         | Canberra, Astoria, Quincy und Vincennes            | 1270   | Während der Schlacht vor Savo Island wurden der australische Schwere Kreuzer Canberra (9.850 ts) und die US-amerikanischen Schweren Kreuzer Astoria (9.950 ts), Quincy (10.136 ts) und Vincennes (10.136 ts) etwa ab 1.42 Uhr von japanischen Schweren Kreuzern beschossen. Die völlig zerschossene Canberra scherte aus der Gefechtslinie aus und blieb brennend hinter den beiden gegnerischen Flotten zurück. An Bord starben 193 Seeleute. Gegen 6.30 Uhr morgens wurde der Befehl zum Aufgeben des Schiffes und zur Selbstversenkung gegeben. Die Astoria erhielt etwa 30 bis 35 Treffer, brannte und blieb manövrierunfähig liegen. Insgesamt starben an Bord 216 Seeleute. Die ganze Nacht hindurch und während des folgenden Morgens versuchte die restliche Besatzung, das Schiff noch zu retten, aber in den Mittagsstunden kenterte der Kreuzer und sank. Auch Quincy und Vincennes wurden binnen kurzer Zeit zusammengeschossen und sanken etwa 2.30 Uhr (Quincy) bzw. 2.50 Uhr (Vincennes), wobei mit der Quincy 529 und mit der Vincennes 332 Besatzungsmitglieder untergingen.                                                                                  |
| 9. Aug. 1942         | Jarvis                                             | 233    | Der amerikanische Zerstörer Jarvis (1.646 ts), der während der Schlacht vor Savo Island durch einen Torpedotreffer stark beschädigt worden war und sich alleine auf dem Marsch in Richtung der Neuen Hebriden befand, wurde etwa 50 Seemeilen südlich von Guadalcanal von 31 japanischen Torpedobombern attackiert und innerhalb weniger Minuten versenkt. Mit dem Schiff ging die gesamte Besatzung von 233 Mann unter, es gab keine Überlebenden. |
| 10. Aug. 1942        | Kako                                               | 34     | Nach der Schlacht vor Savo Island wurde der von der Schlacht zurückmarschierende japanische Schwere Kreuzer Kako (7.950 ts), nahe dem sicheren Heimatstützpunkt Rabaul, von dem amerikanischen U-Boot S-44 gesichtet und dreimal torpediert. Der Kreuzer sank innerhalb von 25 Minuten. Die übrigen Schiffe des Verbandes konnten über 600 Mann retten, nur 34 Mann fanden den Tod. |
| 10. Aug. 1942        | Sevastopol                                         | 924    | Nahe Tuapse versenkte das deutsche Schnellboot S 102 der 1. Schnellboot-Flottille während eines nächtlichen Angriffs den sowjetischen Frachtdampfer Sevastopol (1.339 BRT) durch einen Torpedotreffer. Mit dem Schiff gingen 924 Passagiere, Soldaten und Besatzungsangehörige unter. Nur etwa 130 Menschen konnten von Küstenfahrzeugen gerettet werden. |
| 11. Aug. 1942        | Eagle                                              | 160    | Im westlichen Mittelmeer, etwa 70 Seemeilen südlich von Mallorca, versenkte das deutsche U-Boot U 73 den britischen Flugzeugträger Eagle (22.200 ts) durch vier Torpedotreffer. Der Träger hätte einen Teil der Luftsicherung der Operation Pedestal stellen sollen. Mit dem Schiff gingen 160 Mann unter, 927 Überlebende wurden von britischen Zerstörern gerettet. |
| 16. Aug. 1942        | Araraquara                                         | 551    | Im Verlauf des Tages griff das deutsche U-Boot U 507 die drei uneskortierten brasilianischen Passagierdampfer Araraquara (4.872 BRT), Annibal Benévolo (1.905 BRT) und Baependy (4.801 BRT) jeweils etwa 15 bis 20 Seemeilen vor der brasilianischen Küste an. Die Araraquara wurde in den frühen Morgenstunden angegriffen und sank innerhalb von fünf Minuten, wobei 65 Besatzungsmitglieder und 66 Passagiere starben; nur elf Menschen überlebten. Am Vormittag sank die Annibal Benévolo nach zwei Torpedotreffern. 67 Besatzungsmitglieder und 83 Passagiere starben, vier Besatzungsmitglieder überlebten. Am Abend traf U 507 schließlich auf die Baependy und schoss zwei Torpedos auf sie ab. Das Passagierschiff sank in weniger als fünf Minuten und nahm 55 Besatzungsmitglieder und 215 Passagiere mit in die Tiefe. 36 Menschen überlebten diesen Angriff. Das rücksichtslose Vorgehen von U 507 gegen den neutralen brasilianischen Schiffsverkehr führte dazu, dass Brasilien am 22. August 1942 dem Deutschen Reich den Krieg erklärte. |
| 24. Aug. 1942        | Ryūjō                                              | 120    | In der Schlacht bei den Ost-Salomonen wurde der japanische Flugzeugträger Ryūjō (12.732 ts) von Flugzeugen der US-amerikanischen Träger Enterprise und Saratoga attackiert und von mindestens vier Bomben und zwei Lufttorpedos getroffen. Das Schiff sank knapp vier Stunden nach dem Angriff. 120 Mann fanden dabei den Tod, etwa 800 Seeleute konnten gerettet werden. |
| 25. Aug. 1942        | Alexander Sibirjakow                               | 103    | Der sowjetische Eisbrecher und Frachter Alexander Sibirjakow (1.348 BRT) wurde in der Karasee von dem im Rahmen des Unternehmens Wunderland dort operierenden deutschen Schweren Kreuzer Admiral Scheer gestellt und, nachdem die sowjetische Besatzung auf Stoppbefehle nicht reagiert und das Feuer eröffnet hatte, von dem deutschen Schiff versenkt. Von 131 Menschen an Bord der Alexander Sibirjakow konnten die Deutschen nur 27 retten; ein weiteres Besatzungsmitglied erreichte auf einem Floß die Küste und wurde später von sowjetischen Schiffen gerettet. |
| 26. Aug. 1942        | Ulm                                                | 121    | Rund 150 sm südöstlich der Bäreninsel trafen die britischen Zerstörer Marne, Martin und Onslaught auf das deutsche Minenschiff Ulm und nahmen es unter Artilleriebeschuss. Zwei Torpedos der Onslaught verfehlten ihr Ziel, aber ein dritter traf das Vorderschiff. Die Ulm explodierte und versank innerhalb von 150 Sekunden auf Position 74° 45′ N, 26° 50′ O. 61 Mann der Besatzung wurden von den Briten aufgenommen, aber einer von ihnen verstarb noch während der Fahrt nach Großbritannien. Zwischen 30 und 40 Mann wurden im Wasser treibend zurückgelassen, als die Briten aus Sorge um Fliegerangriffe ihre Rettungsarbeiten abbrachen. Da insgesamt 181 Mann an Bord gewesen waren, verloren 121 Mann der Besatzung ihr Leben, viele von ihnen durch MG-Beschuss, als sie sich zum Verlassen ihres Schiffes bei der Brücke sammelten. |
| 12. Sep. 1942        | Laconia                                            | 1649   | Das britische Passagierschiff Laconia (19.695 BRT) wurde von dem deutschen U-Boot U 156 vor der westafrikanischen Küste, nordöstlich von Ascension, torpediert und versenkt. An Bord befanden sich 1.815 italienische Kriegsgefangene, 811 britische Seeleute, Zivilisten und Soldaten sowie 106 polnische Soldaten. Das Schiff war nicht als Gefangenentransporter gekennzeichnet. Als man auf U 156 die Tragweite der Torpedierung erkannte, leiteten die Deutschen Rettungsmaßnahmen ein und erbaten sowohl deutsche und italienische als auch alliierte Hilfe bei der Rettung. Die diesbezüglich abgesetzten offenen Funksprüche wurden jedoch auf alliierter Seite falsch interpretiert und als Täuschungsversuch gedeutet, weswegen U 156 am 16. September von einem amerikanischen Bomber angegriffen und leicht beschädigt wurde. Die Deutschen brachen danach die Rettungsoperation ab und flüchteten. Erst am 17. September wurden 1.083 Überlebende von vichy-französischen Schiffen gerettet. Insgesamt starben 1.649 Menschen, darunter fast 1.300 Italiener. In der Folge erließ die deutsche U-Boot-Führung den sogenannten „Laconia-Befehl“.                   |
| 14. Sep. 1942        | Sikh                                               | ≈275   | Im Hafen von Tobruk wurde der britische Zerstörer Sikh (1.883 ts), Teil der beim letztlich gescheiterten Kommandounternehmen gegen den Hafen (Operation Agreement) eingesetzten Flottenkräfte, durch das Feuer einer deutschen 8,8-cm-Flakbatterie schwer getroffen und sank. Mit dem Schiff gingen 175 Besatzungsangehörige und rund 100 eingeschiffte Soldaten unter, nur etwa 15 Mann überlebten und erreichten das Ufer. |
| 15. Sep. 1942        | Wasp                                               | 193    | Südlich von Guadalcanal wurde der US-amerikanische Flugzeugträger Wasp (14.700 ts) vom japanischen U-Boot I-19 torpediert und versenkt. Das Schiff wurde von drei Torpedos getroffen, die die Bordstromversorgung und die Pumpensysteme kollabieren ließen und die Leitungen für das Flugbenzin aufrissen, was verheerende Brände verursachte. Nachdem die Feuer unkontrollierbar wurden, musste das Schiff von der Mannschaft verlassen werden. Der Zerstörer Lansdowne versenkte die brennende Wasp wenig später. Insgesamt starben 193 Besatzungsangehörige. Etwa 1.600 Mann wurden gerettet. |
| 1. Okt. 1942         | Lisbon Maru                                        | ≈900   | Der japanische Frachter Lisbon Maru (7.053 BRT) sollte 1.816 britische Kriegsgefangene und 778 japanische Soldaten von Hongkong nach Shanghai transportieren, als er in der südchinesischen See durch das amerikanische U-Boot Grouper torpediert und versenkt wurde. Beim Untergang des Schiffs starben 842 Gefangene und etwa 60 japanische Soldaten. |
| 11./12. Oktober 1942 | Furutaka                                           | 110    | Der japanische Schwere Kreuzer Furutaka (8.100 ts) wurde während des Nachtgefechtes bei Cape Esperance (Salomonen) von einer aus vier Kreuzern und fünf Zerstörern bestehenden US-Kampfgruppe beschossen und zwischen 23.50 Uhr und 0.20 Uhr von rund 90 Granaten und einem Torpedo getroffen. Das brennende und zerschossene Schiff musste knapp zwei Stunden später aufgegeben werden und sank um 2.28 Uhr. 110 Besatzungsmitglieder kamen ums Leben. 515 Seeleute wurden von japanischen Zerstörern geborgen, weitere 114 Mann wurden von US-Streitkräften aufgenommen. |
| 14. Okt. 1942        | Komet                                              | 351    | Der deutsche Hilfskreuzer Komet (3.287 BRT) wurde während eines Ausbruchsversuchs in den Atlantik im Ärmelkanal, nahe dem Kap von La Hague, von acht britischen Schnellbooten angegriffen und von dem Schnellboot MTB 236 mit ein oder zwei Torpedos getroffen. Das Schiff zerbrach in zwei Teile und sank sehr schnell. Von der Besatzung konnte niemand gerettet werden; 351 Mann gingen mit dem Schiff unter. |
| 14. Okt. 1942        | Caribou                                            | 136    | Die 2.222 BRT große kanadische Fähre Caribou, die an der Küste von Neufundland und Nova Scotia im regelmäßigen Passagierverkehr tätig war, wurde in der Cabotstraße vor Channel Head von dem deutschen U-Boot U 69 torpediert und sank in fünf Minuten. 136 Passagiere und Besatzungsmitglieder starben. Es handelte sich um eines der größten Desaster Neufundlands während des Zweiten Weltkriegs und das bisher schwerste Schiffsunglück in der Cabotstraße. |
| 21. Okt. 1942        | Palatia                                            | 954    | Der deutsche Frachter Palatia (3.974 BRT), mit 999 sowjetischen Kriegsgefangenen und 135 deutschen Wachsoldaten und Seeleuten an Bord und auf dem Weg von Kristiansand (Norwegen) nach Narvik, wurde etwa acht Seemeilen vor dem Hafen von Kristiansand von einem neuseeländischen Handley-Page-Hampden-Torpedobomber der 489. Squadron der Royal Air Force angegriffen und sank nach einem Lufttorpedotreffer. Da das Schiff schnell sank und zudem hoher Wellengang herrscht, kamen die meisten Personen an Bord ums Leben. Insgesamt starben 954 Menschen, nur 180 Überlebende wurden von Küstenfahrzeugen gerettet. |
| 27. Okt. 1942        | Hornet                                             | 111    | Der amerikanische Flugzeugträger Hornet (19.900 ts) wurde während der Schlacht bei den Santa-Cruz-Inseln von Flugzeugen der japanischen Träger Shōkaku, Jun’yō und Zuikaku angegriffen und von drei Bomben getroffen. Zudem stürzen zwei abgeschossene japanische Flugzeuge auf das Schiff und explodierten. Die Hornet geriet in Brand und musste kurze Zeit später aufgegeben werden. Das Wrack wurde in den Morgenstunden des 27. Oktober, nachdem Selbstversenkungsabsichten der Amerikaner ohne Erfolg geblieben waren, von japanischen Zerstörern aufgefunden und mit vier Torpedoschüssen versenkt. Insgesamt kamen 111 Besatzungsangehörige durch die Luftangriffe ums Leben, etwa 2.500 Mann konnten gerettet werden. |
| 29. Okt. 1942        | Abosso                                             | 362    | Das uneskortierte britische Motorschiff Abosso (11.330 BRT) wurde, mit 183 Besatzungsmitgliedern und 210 Passagieren an Bord und auf dem Weg nach Liverpool, rund 600 Seemeilen nordwestlich der Azoren von dem deutschen U-Boot U 575 mit mehreren Torpedos angegriffen und versenkt. Nur eines der Rettungsboote entkam. Die 31 Menschen darin waren die einzigen Überlebenden; sie wurden drei Tage nach der Versenkung von einer britischen Korvette geborgen. |
| 29. Okt. 1942        | Bic Island                                         | 165    | Der kanadische Frachter Bic Island (3.921 BRT), ein Nachzügler des von Halifax nach Liverpool laufenden Geleitzugs HX 212, der zuvor insgesamt 121 Überlebende von den ebenfalls von U-Booten versenkten Frachtschiffen Gurney E. Newlin und Sourabaya aufgenommen hatte, wurde südwestlich des Rockall-Felsens von dem deutschen U-Boot U 224 in stürmischem Wetter torpediert und versenkt. Von den 165 Menschen an Bord (36 Besatzungsangehörige, acht Kanoniere und 121 Schiffbrüchige) überlebte niemand. |
| 29. Okt. 1942        | Kosmos II                                          | 33     | Während der Schlacht um den Geleitzug HX 212 versenkte das deutsche U-Boot U 624 etwa 600 Seemeilen südöstlich von Kap Farvel das große norwegische Walfangfabrikschiff Kosmos II (16.966 BRT). Das Schiff, ein einzeln fahrender Nachzügler des Konvois, sank nach zwei Torpedotreffern. 33 Seeleute fanden dabei den Tod, 117 Mann überlebten. Die Kosmos II war das größte norwegische Schiff, das im Zweiten Weltkrieg versenkt wurde. |
| 30. Okt. 1942        | Président Doumer                                   | 260    | Nordöstlich von Madeira versenkte das deutsche U-Boot U 604 den in britischen Diensten stehenden freifranzösischen Truppentransporter Président Doumer (11.898 BRT). Das Schiff, beladen mit 345 Soldaten und Seeleuten und Teil des Konvois SL 125, wurde von einem Torpedo getroffen und sank in nur zehn Minuten. Da zum Zeitpunkt des Untergangs ein starker Sturm tobt, konnten nur wenige Rettungsboote zu Wasser gelassen werden. Zudem brach unter den Menschen an Bord Panik aus, was dazu führte, dass viele im Chaos über Bord sprangen und ertranken. Insgesamt starben 260 Seeleute und Soldaten, nur 85 Menschen überlebten und wurden von anderen alliierten Schiffen geborgen. |
| 1. Nov. 1942         | Mendoza                                            | 150    | Der britische Truppentransporter Mendoza (8.285 BRT), ein ehemaliges französisches Passagierschiff, wurde bei Durban von dem deutschen U-Boot U 178 durch zwei Torpedos versenkt. 28 Besatzungsmitglieder und 122 Soldaten kamen ums Leben. 256 Menschen überlebten. |
| 2. Nov. 1942         | Zaandam                                            | 134    | Das Motorschiff Zaandam (10.909 BRT) der niederländischen Holland-America Line wurde, mit 112 Besatzungsmitgliedern, 18 Artilleristen und 169 Passagieren sowie Fracht an Bord auf dem Weg nach New York, etwa 300 Seemeilen vor der brasilianischen Küste ohne Vorwarnung von dem deutschen U-Boot U 174 angegriffen und durch zwei Torpedos versenkt. 134 Passagiere und Besatzungsmitglieder starben, 165 Menschen überlebten. Ein Floß mit drei Überlebenden wurde erst 84 Tage nach der Versenkung entdeckt. |
| 6. Nov. 1942         | City of Cairo                                      | 104    | Das britische Passagierschiff City of Cairo (8.034 BRT) wurde vor der westafrikanischen Küste von dem deutschen U-Boot U 68 torpediert und versenkt. Die Rettungsboote verloren sich im Atlantik, das letzte wurde erst 51 Tage später gefunden. Von 311 Menschen an Bord starben dabei 104. |
| 10. Nov. 1942        | Martin                                             | 161    | 85 Seemeilen nordöstlich von Algier wurde der britische Zerstörer Martin (1.920 ts) von dem deutschen U-Boot U 431 attackiert und durch einen Fächer aus drei Torpedos versenkt. Das zur Sicherung der alliierten Landungsverbände vor Nordafrika eingesetzte Schiff explodierte sofort und sank innerhalb weniger Minuten. 161 Besatzungsangehörige fanden dabei den Tod, nur 63 Mann überlebten. |
| 10. Nov. 1942        | Ibis                                               | 106    | Zehn Seemeilen nördlich von Algier wurde die britische Sloop Ibis (1.250 ts), Teil der Sicherung des Geleitzuges KMF-1, von einem italienischen Savoia-Marchetti SM.79-Torpedobomber durch einen Lufttorpedotreffer versenkt. Mit dem Schiff gingen der Kommandant und 105 Besatzungsmitglieder unter. 110 Überlebende wurden von anderen Schiffen des Konvois gerettet. |
| 11. Nov. 1942        | Joseph Hewes                                       | ≈100   | Auf der Reede von Fedala (Marokko) versenkte das deutsche U-Boot U 173 den amerikanischen Truppentransporter Joseph Hewes (9.359 BRT) durch einen Torpedotreffer. Das Schiff sank innerhalb von 25 Minuten und riss rund 100 Soldaten und Besatzungsangehörige mit in die Tiefe. 258 Menschen wurden von Hafenfahrzeugen gerettet. |
| 12. Nov. 1942        | Edward Rutledge, Tasker H. Bliss und Hugh L. Scott | 74     | Das deutsche U-Boot U 130 drang in den frühen Abendstunden auf die Reede von Fedala (Marokko) vor und griff die dort liegende alliierte Landungsflotte an. Das U-Boot versenkte durch insgesamt fünf Torpedoschüsse nacheinander die großen amerikanischen Truppentransporter Edward Rutledge (9.360 BRT), Tasker H. Bliss (12.568 BRT) und Hugh L. Scott (12.479 BRT). Da die Transporter bereits zuvor entladen worden waren, kamen nur 74 Soldaten und Seeleute ums Leben. Es waren dies die schwersten Verluste der United States Navy unter Transport- und Landungsschiffen bei einem einzelnen Unternehmen und an einem einzigen Tag während des gesamten Zweiten Weltkrieges. Ein später deswegen eingesetzter Untersuchungsausschuss der amerikanischen Marine konnte nicht zur Sicherheit erklären, wie es U 130 gelungen war, diesen Angriff letztlich durchzuführen, da die Transporter zum Zeitpunkt der Attacke von rund 20 Zerstörern und Wachschiffen gesichert wurden und zudem die Reede von Fedala nur maximal etwa 25 Meter tief war. |
| 12. Nov. 1942        | Hecla                                              | 279    | Westlich von Gibraltar wurde das große britische Zerstörer-Mutterschiff Hecla (10.850 ts) von dem deutschen U-Boot U 515 durch insgesamt fünf Torpedotreffer versenkt, welche über einen Zeitraum von rund zwei Stunden bei mehreren Angriffen erzielt werden. Das Schiff sank schließlich gegen 2.15 Uhr nachts. In der Dunkelheit und wegen der U-Boot-Bedrohung konnten die Eskortschiffe die Menschen an Bord jedoch nur langsam aufnehmen, weswegen viele mit der Hecla untergingen. Insgesamt starben 279 Seeleute und Techniker. 568 Überlebende wurden von dem britischen Zerstörer Venomous und anderen Begleitfahrzeugen gerettet. |
| 13. Nov. 1942        | Kinugasa                                           | 511    | Auf dem Rückmarsch von der Seeschlacht von Guadalcanal wurde der japanische Schwere Kreuzer Kinugasa um 8.30 Uhr von Sturzkampfbombern und Torpedobombern angegriffen, die von Henderson Field und vom Flugzeugträger Enterprise gestartet waren. Sie wurde von einer 500-lb.-(227-kg)-Bombe vor der Brücke getroffen und durch mehrere Nahtreffer und bis zu vier Torpedotreffer am Unterwasserschiff beschädigt. Die durch die Wassereinbrüche verursachte Schlagseite nach Backbord konnte aber bei 10° stabilisiert werden und auch die Brände, die an Deck ausgebrochen waren, konnten innerhalb einer Stunde gelöscht werden. Allerdings waren ihr Kommandant und der Erste Offizier durch den Bombentreffer nahe der Brücke getötet worden. Ein zweiter Angriff durch drei amerikanische Bomber und weitere Nahtreffer führten letztlich zu weiteren Schäden am Rumpf und zum Ausfall der Maschinen und der Ruderanlage. Progressive Flutungen konnten nicht gestoppt werden und es wurde der Befehl gegeben, das Schiff zu verlassen. Das Schiff kenterte gegen 11.22 Uhr. 511 Seeleute waren ums Leben gekommen                                                       |
| 13. Nov. 1942        | Isaac Sweers                                       | 108    | Nordwestlich von Algier versenkte das deutsche U-Boot U 431 den holländischen Zerstörer Isaac Sweers (1.628 ts). Das zur Sicherung der alliierten Landungsverbände vor Nordafrika eingesetzte Schiff wurde von zwei Torpedos getroffen und sank innerhalb von zehn Minuten. 108 Mann gingen mit dem Zerstörer unter, 86 Überlebende wurden von dem britischen Trawler Loch Oskaig gerettet. |
| 13. Nov. 1942        | Juneau                                             | 683    | Der von der Seeschlacht von Guadalcanal zurückkehrende, bereits während des Nachtgefechtes durch einen Torpedotreffer erheblich beschädigte amerikanische Flugabwehrkreuzer Juneau (6.718 ts) wurde südöstlich von Savo Island von dem japanischen U-Boot I-26 nochmals torpediert. Der Torpedo traf eine Munitionskammer, deren Explosion den Kreuzer in zwei Teile sprengte. Das Schiff sank innerhalb von 20 Sekunden. Mit dem Schiff gingen 683 Seeleute unter, darunter auch die fünf Sullivan-Brüder. Nur zehn Mann überlebten. Als Folge des Todes der fünf Geschwister rief die US-Regierung die sogenannte Sole Survivor Policy ins Leben. |
| 13. Nov. 1942        | Atlanta                                            | 172    | Der amerikanische Flugabwehrkreuzer Atlanta (6.718 ts) wurde nach der Seeschlacht von Guadalcanal nahe Lunga Point (Guadalcanal) von der eigenen Besatzung durch Sprengladungen versenkt. Zuvor war der Kreuzer im verworrenen Nachtgefecht durch 35,6-cm-Granaten des japanischen Schlachtschiffes Hiei und einen Torpedotreffer sowie durch irrtümlichen Beschuss mit 20,3-cm-Granaten durch den amerikanischen Schweren Kreuzer San Francisco schwer beschädigt worden. 172 Besatzungsangehörige, darunter auch Konteradmiral Norman Scott, waren während des Nachtgefechtes getötet worden. |
| 13. Nov. 1942        | Hiei                                               | 188    | Das japanische Schlachtschiff Hiei (32.600 ts), im Nachtgefecht bei Guadalcanal durch rund 85 12,7-cm- und 20,3-cm-Granattreffer amerikanischer Kreuzer und Zerstörer erheblich beschädigt, wurde in den Nachmittagsstunden des 13. November, nachdem das Schiff bei amerikanischen Luftangriffen nochmals von drei 454-Kilogramm-Bomben und zwei Lufttorpedos getroffen worden war, von der eigenen Besatzung aufgegeben. Das manövrierunfähige Schiff sank in den Abendstunden vermutlich etwa sieben Seemeilen nordnordöstlich von Savo Island, der genaue Untergangsort wurde allerdings nicht bekannt. 188 Mann waren während des Nachtgefechts und bei den Luftangriffen gefallen. Rund 1.200 Mann wurden gerettet. Wegen der Selbstversenkung musste sich später der Kommandant, Kaigun-Taisa Masao Nishida, vor einem Kriegsgericht verantworten; er erhielt nie wieder ein Kommando. |
| 14. Nov. 1942        | Scillin                                            | 952    | Der italienische Frachter Scillin (1.579 BRT) transportierte 814 alliierte Kriegsgefangene von Nordafrika nach Italien. An Bord waren zudem 201 italienische Seeleute und Soldaten. Das britische U-Boot Sahib torpedierte und versenkte das Schiff nördlich von Sizilien, etwa zehn Seemeilen nordwestlich von Milazzo. 787 Kriegsgefangene und 165 Italiener fanden dabei den Tod. Das U-Boot konnte lediglich 63 Schiffbrüchige aufnehmen und retten. |
| 14. Nov. 1942        | Warwick Castle                                     | 114    | Etwa 200 Seemeilen nordwestlich der Küste Portugals versenkte das deutsche U-Boot U 413 den großen britischen Truppentransporter Warwick Castle (20.107 BRT) mit drei Torpedotreffern. Der zum Konvoi MKF-1 gehörende ehemalige Luxusliner sank mit 114 Menschen an Bord. 314 Seeleute wurden von Sicherungsschiffen gerettet. |
| 14. Nov. 1942        | Preston                                            | 116    | Im Zuge der Seeschlacht von Guadalcanal schlug eine Salve des japanischen Leichten Kreuzers Nagara auf der Preston ein. Dabei wurden die Feuerleiteinrichtungen zerstört und der hintere Schornstein abgerissen. Im Kreuzfeuer japanischer Kriegsschiffe liegend, erging um 23.36 Uhr der Befehl zum Verlassen des Schiffes. Gleich darauf legte es sich auf die Seite, verharrte so noch etwa zehn Minuten und sank dann über das Heck in die Tiefe. 116 Mann der Besatzung kamen ums Leben. |
| 15. Nov. 1942        | Kirishima                                          | 212    | Während des zweiten Nachtgefechtes bei Guadalcanal wurde das japanische Schlachtschiff Kirishima (32.670 ts) von der Artillerie des amerikanischen Schlachtschiffes Washington schwer getroffen und sank. Die Kirishima erhielt mindestens neun 40,6-cm-Treffer und schätzungsweise 35 bis 40 12,7-cm-Treffer, geriet in Brand und sank etwa drei Stunden nach dem Kampf, gegen 3.25 Uhr. 212 Besatzungsangehörige fanden dabei den Tod, rund 1.100 Mann wurden von Begleitschiffen gerettet. |
| 15. Nov. 1942        | Avenger                                            | 514    | In den frühen Morgenstunden des 15. November attackierte das deutsche U-Boot U 155 etwa 120 Seemeilen nordwestlich von Gibraltar den alliierten Konvoi MKF-1Y. Einer der Torpedos von U 155 traf dabei den britischen Geleitflugzeugträger Avenger (15.120 ts) und brachte dessen Bombenmagazin zur Explosion. Der Träger wurde von einer gewaltigen Explosion zerrissen und sank innerhalb von nur zwei Minuten. Mit dem Schiff gingen der Kommandant, Captain Anthony P. Colthurst, und 513 Seeleute unter. Nur zwölf Mann überlebten und wurden von Sicherungsfahrzeugen gerettet. |
| 23. Nov. 1942        | Tilawa                                             | 280    | Der Passagier- und Frachtdampfer Tilawa (10.006 BRT) der British India Steam Navigation Company wurde etwa 900 Seemeilen nordnordöstlich der Seychellen, auf dem Weg von Bombay (Indien) nach Durban (Südafrika), von dem japanischen U-Boot I 29 durch zwei Torpedos versenkt. Von den 548 Menschen an Bord kamen 28 Besatzungsmitglieder und 252 Passagiere ums Leben. |
| 28. Nov. 1942        | Nova Scotia                                        | 858    | Der britische Truppentransporter Nova Scotia (6.796 BRT), auf dem Weg von Aden nach Durban und mit rund 780 italienischen Zivilinternierten sowie 270 Soldaten und Besatzungsangehörigen an Bord, wurde nordöstlich von Lourenço Marques von dem deutschen U-Boot U 177 mit drei Torpedotreffern versenkt. Als man an Bord von U 177 die Tragweite der Torpedierung erkannte, erbat der Kommandant des U-Bootes, Kapitänleutnant Robert Gysae, in einem Funkspruch an den BdU weitere Instruktionen. Gemäß dem „Laconia-Befehl“ erhielt Gysae aber die Order, seine Feindfahrt ungeachtet der zahlreichen Schiffbrüchigen fortzusetzen und keine Rettungsvorhaben zu unternehmen. Erst einige Tage später konnte die portugiesische Afonso de Albuquerque 192 Überlebende bergen. Zwei Italiener waren von U 117 aufgenommen worden. Insgesamt starben 858 Menschen, darunter schätzungsweise 650 italienische Internierte. |
| 30. Nov. 1942        | Northampton                                        | 50     | Während des Nachtgefechtes bei Tassafaronga wurde der amerikanische Schwere Kreuzer Northampton (9.050 ts) vom japanischen Zerstörer Oyashio mit zwei Torpedos getroffen und schwer beschädigt. Die Treffer zerstören die Kesselräume und die Bordstromversorgung, weswegen das Schiff langsam voll Wasser lief. Drei Stunden nach dem Gefecht kenterte der Kreuzer und sank. 50 Besatzungsangehörige gingen mit dem Schiff unter, etwa 800 Mann konnten von US-Zerstörern gerettet werden. |
| 1. Dez. 1942         | Armidale                                           | 100    | Um 15.15 Uhr wurde die Armidale von 13 japanischen Flugzeugen angegriffen und sank innerhalb von fünf Minuten nach zwei Torpedotreffern auf der Position 10° 0′ S, 126° 30′ O. Die Überlebenden retteten sich in zwei Boote und zwei Flöße. Das einzige mit einem Motor ausgestattete Boot trennte sich von den anderen, um Hilfe zu holen, und wurde am 6. Dezember von der Kalgoorlie gefunden. Australische Aufklärer sichteten auch die Flöße und das andere Boot, das sich inzwischen auch von den Flößen getrennt hatte, die Kalgoorlie konnte aber nur das Boot finden, dessen 29 Insassen sie am 9. Dezember rettete, die Flöße blieben verschwunden. Insgesamt verloren 40 Besatzungsmitglieder und 60 eingeschiffte niederländische Soldaten ihr Leben, darunter auch der Matrose Edward Teddy Sheean. Dieser ging an seinem 20-mm-Flakgeschütz festgegurtet unter, nachdem er trotz Verwundung bis zuletzt gefeuert und eine der angreifenden Maschinen abgeschossen hatte. Er erhielt dafür postum mit dem Victoria-Kreuz, die höchste militärische Auszeichnung des Empires.                                                                                      |
| 2. Dez. 1942         | Folgore, Aventino, Puccini, Aspromonte und KT 1    | 1651   | Um 00.37 Uhr griff ein britischer Verband von drei Kreuzern und zwei Zerstörern mit Radar-Unterstützung bei den Skerki-Banks ein italienisches Geleit an. In dem einstündigen schweren Gefecht gingen die drei italienischen Truppentransporter Aventino (3.794 BRT), Puccini (2.422 BRT) und Aspromonte (976 BRT) und der deutsche Frachter KT 1 (850 BRT) mit 1.527 Soldaten an Bord unter. Der italienische Zerstörer Folgore startete aus nur 1.000 Metern Entfernung einen erfolglosen Torpedoangriff gegen die Force Q, die ihr Feuer auf die Folgore konzentrierte und sie manövrierunfähig schoss. Kommandant Ener Bettica befahl der Besatzung, das sinkende, bis zuletzt feuernde Schiff zu verlassen, und ging dann zusammen mit mehr als der Hälfte der Besatzungsmitglieder (124 Tote) um 01.16 Uhr mit der Folgore unter. |
| 2. Dez. 1942         | Coamo                                              | 186    | Etwa 150 Seemeilen westlich der irischen Südküste versenkte das deutsche U-Boot U 604 den amerikanischen Fracht- und Passagierdampfer Coamo (7.057 BRT) durch einen Torpedotreffer. Das Schiff, ein Nachzügler des Konvois MKF-3, sank innerhalb von nur fünf Minuten und riss 133 Besatzungsangehörige, 16 Passagiere und 37 Kanoniere mit in die Tiefe. Es gab keine Überlebenden. Es war der schwerste Einzelverlust der amerikanischen Handelsmarine, gemessen an der Zahl der umgekommenen Angehörigen der Handelsmarine während des Zweiten Weltkrieges, welcher durch Feindeinwirkung verursachte wurde. |
| 7. Dez. 1942         | Ceramic                                            | 655    | Der britische Passagierdampfer Ceramic (18.713 BRT), ein Nachzügler des Konvois ON-149, wurde westlich der Azoren von dem deutschen U-Boot U 515 mit fünf Torpedos versenkt. Während des Untergangs tobte ein starker Sturm, weswegen alle Rettungsboote kenterten oder nach und nach im Atlantik versanken. Von den 656 Passagieren und Besatzungsmitgliedern, darunter auch 214 Angehörige der Royal Navy und 30 Krankenschwestern des Queen Alexandra’s Imperial Military Nursing Service (QAIMNS), wurde nur ein einziger Überlebender von dem U-Boot gerettet und nach Frankreich gebracht. |
| 16. Dez. 1942        | Firedrake                                          | 170    | Der britische Zerstörer Firedrake wurde im Nordatlantik bei der Sicherung des Konvois ON 153 von U 211 versenkt. Es gab 170 Tote und 26 Überlebende. |
| 22. Dez. 1942        | Strathallan                                        | 16     | Etwa zwölf Seemeilen vor dem Hafen von Oran sank der britische Truppentransporter Strathallan (23.722 BRT). Das ursprünglich zum Konvoi KMF-5 gehörende große Passagierschiff war am Vortag von dem deutschen U-Boot U 562 mit einem Torpedo getroffen und erheblich beschädigt worden und hatte sich im Schlepp eines Zerstörers befunden. Von den 5.122 Besatzungsmitgliedern, Soldaten und Krankenschwestern konnten die meisten von Begleitfahrzeugen gerettet werden. Fünf Royal-Air-Force-Männer, sechs Besatzungsmitglieder und fünf Krankenschwestern kamen ums Leben. Die Strathallan war nach der Empress of Britain das größte alliierte Schiff, welches im Zweiten Weltkrieg durch einen deutschen U-Boot-Angriff verloren ging. |
| 30. Dez. 1942        | Fidelity                                           | 369    | Nordwestlich der Azoren versenkte das deutsche U-Boot U 435 das ohne Eskorte fahrende britische Special Service Vessel Fidelity (2.456 BRT) durch zwei Torpedotreffer. Der bewaffnete Frachter, der zudem als Rettungsschiff für die Besatzungen torpedierter Schiffe diente, hatte sich am 28. Dezember wegen Maschinenproblemen von dem Konvoi ON-154 getrennt. Nach der Torpedierung explodierte ein Teil der mitgeführten Munition und das Schiff sank in nur zwei Minuten. Mit der Fidelity gingen 369 britische Seeleute und Soldaten unter. Unter den Toten waren auch 44 Besatzungsangehörige des am Vortag von U 435 versenkten britischen CAM-Schiffes Empire Shackleton, die von der Fidelity geborgen worden waren. Nur zehn Überlebende, einer davon von der Empire Shackleton, wurden später von kanadischen Kriegsschiffen gerettet. |
| 31. Dez. 1942        | Achates, Bramble und Friedrich Eckoldt             | 559    | Während der Schlacht um den Geleitzug JW 51B wurde der britische Zerstörer Achates (1.350 ts) von deutschen Kreuzern und Zerstörern angegriffen und während der sich daraus entwickelnden Schlacht in der Barentssee durch Artilleriefeuer versenkt. 113 Mann gingen mit dem Schiff unter, rund 80 wurden gerettet. Auch das britische Hochsee-Minensuchboot Bramble (815 ts) wurde von dem deutschen Schweren Kreuzer Admiral Hipper im Schneetreiben überrascht und durch mehrere Salven aus den 20,3-cm-Geschützen innerhalb kurzer Zeit zusammengeschossen und versenkt. Mit der Bramble ging die gesamte Besatzung von 121 Mann unter. Es gab keine Überlebenden. Der britische Leichte Kreuzer Sheffield versenkte den deutschen Zerstörer Friedrich Eckoldt (2.171 ts). Das Schiff wurde von dem Kreuzer in der hereinbrechenden Dunkelheit überrascht und durch Artilleriebeschuss auf eine Distanz von nur etwa 1.000 Metern innerhalb von fünf Minuten versenkt. Mit dem Zerstörer ging die gesamte Besatzung von 325 Mann unter. |

### 1943
| Datum                  | Name                                | Opfer  | Beschreibung |
| ---------------------- | ----------------------------------- | ------ | --- |
| 1. Jan. 1943           | Arthur Middleton                    | 78     | Vor dem Hafen von Casablanca versenkte das deutsche U-Boot U 73 den zum Konvoi UGS-3 gehörenden amerikanischen Frachter Arthur Middleton (7.176 BRT). Das mit Munition und Sprengstoffen beladene Schiff explodierte nach zwei Torpedotreffern und sank innerhalb von einer Minute. Von den 81 Besatzungsangehörigen überlebten nur drei Mann; sie sprangen vom Heck des Schiffes ins Meer und wurden später von einem britischen Zerstörer gerettet. |
| 7. Jan. 1943           | Benalbanach                         | 410    | Der britische Truppentransporter Benalbanach (7.153 BRT), Teil des von der Clyde-Mündung nach Bône (Algerien) laufenden Konvois KMS-6 und mit 389 Soldaten und 74 Mann Besatzung an Bord, wurde vor Bougie von deutschen Heinkel-He-111-Torpedobombern des Kampfgeschwaders 26 angegriffen. Der Dampfer wurde von zwei Lufttorpedos getroffen und explodierte sofort, da die Torpedos die Munitions- und Treibstoffladung trafen. Mit dem Transporter gingen 353 Soldaten und 57 Seeleute unter, nur 53 Überlebende konnten von Sicherungsfahrzeugen gerettet werden. |
| 26. Jan. 1943          | Buyo Maru                           | 282    | Vor der Ostküste von Neuguinea, etwa 90 Seemeilen nördlich von Wewak, versenkte das amerikanische U-Boot Wahoo den japanischen Frachter Buyo Maru (5.447 BRT) durch zwei Torpedotreffer. An Bord des Schiffes befanden sich rund 900 indische Kriegsgefangene und etwa 230 japanische Soldaten und Seeleute, von denen etwa 180 bei der Torpedierung umkamen. Nach dem Untergang tauchte das U-Boot auf und beschoss die im Wasser treibenden Schiffbrüchigen fast eine Stunde lang mit dem Bordgeschütz und Maschinengewehren. Schätzungsweise 100 weitere Personen kamen dadurch zu Tode. Danach lief das U-Boot vom Versenkungsort ab. Am nächsten Tag konnte ein japanisches Schiff noch rund 800 Überlebende retten. Insgesamt kamen 282 Menschen ums Leben. Der Kommandant von Wahoo, Commander Dudley Walker Morton, wurde später nicht für das Kriegsverbrechen, Schiffbrüchige beschossen zu haben, zur Rechenschaft gezogen. Er starb im Oktober 1943, als sein U-Boot in der La-Pérouse-Straße versenkt wurde. |
| 30. Jan. 1943          | Chicago                             | 62     | Während des Luft- und Seegefechtes bei Rennell Island versenkten japanische Mitsubishi-G4M-Torpedobomber den amerikanischen Schweren Kreuzer Chicago (9.300 ts). Das Schiff wurde zunächst am 29. Januar während eines japanischen Nachtangriffs von zwei Lufttorpedos getroffen und stark beschädigt. Am Abend des 30. Januar, der Kreuzer befand sich im Schlepp, erfolgte ein neuerlicher Angriff in der Dämmerung, in dessen Verlauf die Japaner vier weitere Treffer mit Lufttorpedos erzielen konnten. Die Chicago sank daraufhin nahe der Insel Rennell, etwa 110 Seemeilen südlich von Guadalcanal. 62 Mann gingen mit dem Kreuzer unter, 1.049 Besatzungsangehörige wurden gerettet. |
| 1. Feb. 1943           | Welshman                            | 164    | Etwa 35 Seemeilen nordöstlich von Tobruk versenkte das deutsche U-Boot U 617 den von Malta nach Alexandria laufenden britischen Minenkreuzer Welshman (2.650 ts). Das Schiff, das unter anderem eine nicht genau bekannte Zahl von Zivilisten und rund 40 verwundete alliierte Piloten von Malta nach Ägypten hätte transportieren sollen, wurde gegen 17.45 Uhr von zwei Torpedos getroffen und sank nach einer Folgeexplosion der eigenen Kessel und der mitgeführten Wasserbomben innerhalb von etwa zehn Minuten. Mit dem Kreuzer gingen 155 Besatzungsangehörige, zwei Zivilisten und sieben verwundete Angehörige der Royal Air Force unter. 117 Überlebende konnten von dem britischen Geleitzerstörer Belvoir gerettet werden. |
| 3. Feb. 1943           | Dorchester                          | 675    | Der amerikanische Truppentransporter Dorchester (5.649 BRT), Teil des von St. John’s nach Narsarsuaq (Grönland) laufenden Konvois SG-19 und mit 904 Soldaten, Besatzungsangehörigen und Passagieren an Bord, wurde etwa 150 Seemeilen westlich von Kap Farvel von dem deutschen U-Boot U 223 versenkt. Das Schiff wurde von einem Torpedo getroffen und sank innerhalb von etwa 35 Minuten. Obwohl die US-Küstenwachschiffe Escanaba und Comanche schnell die Position des Havaristen erreichten und Schiffbrüchige aufnahmen, gingen 675 Menschen mit dem Schiff unter. Viele hatten bis zuletzt an Bord ausgeharrt, da sie nicht mit dem Sinken des Transporters gerechnet hatten, und wurden schließlich von der in der letzten Phase des Untergangs schnell sinkenden Dorchester mit in die Tiefe gerissen. Nur 229 Menschen, darunter 135 GIs, überlebten die Katastrophe. |
| 5. Feb. 1943           | West Portal                         | 77     | Im Nordatlantik, etwa 300 Seemeilen südlich von Grönland, versenkte das deutsche U-Boot U 413 den amerikanischen Frachter West Portal (5.376 BRT) durch insgesamt drei Torpedotreffer. Das Schiff, ein Nachzügler des Konvois SC-118, sank innerhalb weniger Minuten. Von der aus 77 Seeleuten und Kanonieren bestehenden Besatzung überlebte niemand, da von den Rettungsschiffen des Konvois wegen der U-Boot-Gefahr keines umkehrte. |
| 7. Feb. 1943           | Henry R. Mallory                    | 272    | Etwa 600 Seemeilen südsüdwestlich von Island wurde der amerikanische Truppentransporter Henry R. Mallory (6.063 BRT), Teil des von Halifax nach Reykjavík laufenden Konvois SC-118 und mit 494 Soldaten und Besatzungsangehörigen an Bord, von dem deutschen U-Boot U 402 torpediert. Das Schiff sank innerhalb von 30 Minuten. Da mehrere Rettungsboote zerstört wurden oder in den hohen Wellen kenterten und zudem die übrigen Schiffe des Geleitzuges im schlechten Wetter nichts vom Untergang erfuhren, kamen 272 Soldaten und Seeleute ums Leben. Erst vier Stunden nach dem Untergang retteten US-Küstenwachschiffe insgesamt 222 Überlebende. |
| 4. März 1943           | City of Pretoria                    | 145    | Das uneskortierte britische Passagierschiff City of Pretoria (8.049 BRT) wurde im Nordatlantik, nordwestlich der Azoren, von dem deutschen U-Boot U 172 torpediert und versenkt. Von den 114 Besatzungsmitgliedern, 24 Artilleristen und sieben Passagieren überlebte niemand. |
| 11. März 1943          | U 444, Harvester und U 432          | 250    | Während der Kämpfe um den Nordatlantik-Geleitzug HX 228 rammte der britische Zerstörer Harvester (1.340 ts) in den Morgenstunden des 11. März das deutsche U-Boot U 444 und versenkte es, wobei 41 Mann mit dem Boot untergingen; nur fünf Besatzungsmitglieder von U 444 überlebten. Der Zerstörer wurde allerdings durch den Rammstoß schwer beschädigt und blieb manövrierunfähig liegen. In diesem Zustand wurde das Schiff nur etwa vier Stunden später von dem deutschen U-Boot U 432 gesichtet und durch zwei Torpedoschüsse versenkt. Der Zerstörer brach auseinander und sank mit 183 Seeleuten an Bord, nur 60 Mann wurden etwa eine Stunde später von der freifranzösischen Korvette Aconit gerettet. Beim Ablaufen entdeckte die Korvette das noch in der Nähe stehende U-Boot U 432 und versenkte es schließlich ebenfalls durch Rammstoß. Hierbei starben 26 weitere deutsche Seeleute; 20 Mann überlebten und wurden von den Franzosen geborgen.                                                           |
| 13. März 1943          | Empress of Canada                   | 392    | Der britische Truppentransporter Empress of Canada (21.517 BRT), ein ehemaliges Passagierschiff der Canadian Pacific Steamship Company, wurde ohne Geleitschutz fahrend 400 Seemeilen südlich von Cape Palmas im Südatlantik von dem italienischen U-Boot Leonardo da Vinci zweimal torpediert und sank innerhalb von 20 Minuten. An Bord waren 1.346 Menschen, darunter 499 italienische Kriegsgefange sowie polnische und griechische Flüchtlinge. 392 Menschen starben. |
| 17. März 1943          | Harry Luckenbach                    | 80     | Der amerikanische Frachter Harry Luckenbach (6.366 BRT), Teil des Geleitzugs HX 229, wurde etwa 400 Seemeilen südsüdöstlich von Kap Farvel von dem deutschen U-Boot U 91 torpediert und versenkt. Die Besatzung konnte sich zwar in die Beiboote retten, doch wurden die Rettungsboote in schlechtem Wetter und infolge von Kommunikationsfehlern von den Begleitschiffen des Konvois nicht gefunden. Die gesamte Besatzung der Harry Luckenbach, 54 Seeleute und 26 Kanoniere und Wachsoldaten, kam ums Leben. |
| 27. März 1943          | City of Guildford                   | 129    | Das Passagier- und Frachtschiff City of Guildford (5.157 BRT) der britischen Ellerman Lines, mit Munition und Flugzeugteilen auf dem Weg von Alexandria nach Tripolis, wurde bei Darna von dem deutschen U-Boot U 593 mit drei Torpedos versenkt. 70 Besatzungsmitglieder, elf Kanoniere und 48 Passagiere starben. Nur 13 Menschen überlebten. Sie wurden von dem britischen Geleitzerstörer Exmoor aufgenommen und nach Bengasi gebracht. |
| 2. Apr. 1943           | Melbourne Star                      | 114    | Etwa 480 Seemeilen südöstlich von Bermuda wurde das britische Motorschiff Melbourne Star (11.076 BRT) der Blue Star Line von zwei Torpedos des deutschen U-Boots U 129 getroffen, explodierte und sank innerhalb von zwei Minuten. Nur vier Besatzungsmitglieder überlebten. 72 Besatzungsmitglieder, alle elf Artilleristen und alle 31 Passagiere kamen ums Leben. Die Überlebenden wurden erst nach 38 Tagen gefunden. |
| 11. Apr. 1943          | Edward B. Dudley                    | 69     | Im Nordatlantik, etwa 300 Seemeilen östlich von Neufundland, versenkte das deutsche U-Boot U 615 den amerikanischen Frachter Edward B. Dudley (7.177 BRT) durch vier Torpedotreffer. Das mit Munition beladene Schiff explodierte sofort und sank innerhalb von Sekunden. Von der 69 Mann starken Besatzung überlebte niemand. |
| 19. Apr. 1943          | Francesco Crispi                    | ≈800   | Etwa 18 Seemeilen westlich der Insel Elba versenkte das britische U-Boot Saracen den italienischen Frachter und Truppentransporter Francesco Crispi (7.464 BRT). Das Schiff, mit rund 1.400 Soldaten und Seeleuten an Bord auf dem Weg von Livorno nach Bastia, wurde von zwei Torpedos getroffen und sank in nur sechs Minuten. Rund 800 Menschen fanden den Tod. |
| 20. Apr. 1943          | Sidi Bel Abbès                      | 834    | Etwa 60 Seemeilen westlich von Oran (Algerien) versenkte das deutsche U-Boot U 565 den freifranzösischen Truppentransporter Sidi Bel Abbès (4.392 BRT). Der zum alliierten Konvoi UGS-7 gehörende Dampfer, beladen mit 907 französischen Kolonialsoldaten aus dem Senegal und auf dem Weg von Casablanca nach Oran, wurde von zwei Torpedos getroffen und sank in nur acht Minuten. 834 Menschen gingen mit dem Schiff unter. 453 Überlebende wurden von britischen Geleitfahrzeugen gerettet. |
| 22. Apr. 1943          | Amerika                             | 86     | Das dänische Passagier- und Frachtschiff Amerika (10.218 BRT), das seit 1940 unter britischer Flagge für das Ministry of War Transport (MoWT) fuhr, wurde mit Passagieren, Fracht und Post an Bord südlich von Kap Farvel (Grönland) von dem deutschen U-Boot U 306 mit einem Torpedo versenkt. Es war Teil des Konvois HX-234 und hatte Mitglieder der kanadischen Luftwaffe an Bord. 86 Besatzungsmitglieder, Kanoniere und Passagiere starben. 54 Menschen überlebten und wurden von einer britischen Korvette an Land gebracht. |
| 27./28. April 1943     | Kamakura Maru                       | 2205   | Der japanische Passagierdampfer Kamakura Maru (17.526 BRT), mit 176 Besatzungsangehörigen und 2.494 Passagieren (darunter rund 1.000 Ölarbeiter) an Bord und auf dem Weg von Manila nach Balikpapan, wurde in der Nacht des 27./28. April 1943 in der Sulusee, etwa 30 Seemeilen südwestlich von Panay, von dem amerikanischen U-Boot Gudgeon durch zwei Torpedotreffer versenkt. Das Schiff sank in nur zwölf Minuten. Da das Schiff allein fuhr, wurde es erst vermisst, als es nicht wie geplant in Balikpapan eintraf. Erst ab dem 2. Mai liefen Suchkräfte aus, welche im Verlauf der folgenden zwei Tage insgesamt nur 28 Besatzungsmitglieder und 437 Passagiere nach und nach von Flößen abbergen konnten. 2.205 Menschen kamen bei der Versenkung ums Leben. Die Kamakura Maru war das größte japanische Passagierschiff, das im Zweiten Weltkrieg versenkt wurde. |
| 1. Mai 1943            | Erinpura                            | 942    | Der britische Truppentransporter Erinpura (5.143 BRT), Teil des von Alexandria nach Malta laufenden alliierten Konvois MW-27, wurde in den Abendstunden des 1. Mai etwa 30 Seemeilen nördlich von Bengasi von deutschen Heinkel-He-111-Bombern des Kampfgeschwaders 26 angegriffen und durch einen Volltreffer mit einer 250-Kilogramm-Bombe versenkt. Das Schiff sank in nur vier Minuten. An Bord befanden sich 179 Besatzungsangehörige, 11 Kanoniere und 1025 Soldaten, darunter über 700 Basotho-Soldaten aus Südafrika und 140 jüdische Kriegsfreiwillige aus Palästina. Nur 273 Menschen überlebten den Untergang. Die hohe Opferzahl erklärt sich dadurch, dass den Soldaten bei Beginn des Luftangriffes befohlen worden war, unter Deck zu bleiben, um bei Bordwaffenbeschuss die Verluste gering zu halten. Bedingt durch das sehr schnelle Sinken konnten aber nur wenige Soldaten während des Untergangs das Oberdeck wieder erreichen.                                                                      |
| 7./8. Mai 1943         | Kagero, Kuroshio und Oyashio        | 192    | Während der Rückkehr von einem Versorgungsmarsch nach Vila (Kolombangara) gerieten die drei japanischen Zerstörer Kagero, Kuroshio und Oyashio (je 2.033 ts) in den Abendstunden des 7. Mai in der Blackett Straße auf eine neu ausgelegte amerikanische Minensperre, die nur etwa 24 Stunden zuvor von vier US-Zerstörern gelegt worden war, und erlitten nacheinander mehrere Treffer. Die Kuroshio sank sofort, die beiden anderen Schiffe blieben schwer beschädigt zunächst noch schwimmfähig, wurden aber am 8. Mai von amerikanischen Bombern angegriffen und versenkt. Insgesamt starben 192 japanische Seeleute, alleine 91 an Bord der Oyashio. Etwa 620 Mann wurden von anderen japanischen Zerstörern gerettet. |
| 14. Mai 1943           | Centaur                             | 268    | Vor der Küste des australischen Bundesstaats Queensland versenkte das japanische U-Boot I-177 das unbewaffnete, nicht eskortierte australische Hospitalschiff Centaur (3.222 BRT) mit einem einzigen Torpedo. Das Schiff ging in Flammen auf und sank in drei Minuten. Von den 332 Besatzungsmitgliedern, Ärzten und Krankenschwestern kamen 268 ums Leben. Die 64 Überlebenden wurden 36 Stunden später von dem amerikanischen Zerstörer Mugford gerettet und nach Brisbane gebracht. Die Versenkung hatte öffentliche Proteste zur Folge, doch Japan wies die Anschuldigungen der australischen und britischen Regierungen zurück und lehnte jede Verantwortung dafür ab. |
| 17. Juni 1943          | Yoma                                | 484    | Nordwestlich von Derna (Libyen) versenkte das deutsche U-Boot U 81 beim Angriff auf den alliierten Konvoi GTX-2 den britischen Truppentransporter Yoma (8.131 BRT). Das Schiff, beladen mit 1.128 britischen und 665 freifranzösischen Soldaten, wurde von zwei Torpedos getroffen und sank innerhalb von 15 Minuten. 33 Besatzungsangehörige und 451 Soldaten gingen mit dem Transporter unter. Rund 1.480 Überlebende wurden von zwei britischen Minensuchbooten und dem Frachter Fort Maurepas gerettet. |
| 6. Juli 1943           | Helena                              | 168    | Der amerikanische Leichte Kreuzer Helena (10.000 ts) geriet im Nachtgefecht im Kula-Golf (Salomonen) mit einer aus zehn Zerstörern bestehenden japanischen Kampfgruppe ins Gefecht und wurde um 2.00 Uhr nachts innerhalb kurzer Zeit von insgesamt drei Torpedos getroffen. Der Kreuzer zerbrach in zwei Teile und sank innerhalb von etwa 15 Minuten. 168 Mann gingen mit dem Schiff unter. Etwa 900 Besatzungsmitglieder wurden von US-Zerstörern gerettet. |
| 10. Juli 1943          | Maddox                              | 210    | Der amerikanische Zerstörer Maddox (1.646 ts) wurde während der alliierten Landung auf Sizilien etwa 16 Seemeilen vor der Küste, nahe Gela, von deutschen Junkers-Ju-87-Sturzkampfbombern versenkt. Das Schiff wurde von einer 500-Kilogramm-Bombe in die achtere Munitionskammer getroffen, explodierte und sank in zwei Minuten. 210 Mann gingen mit dem Zerstörer unter, nur 74 überlebten. |
| 13. Juli 1943          | Jintsu                              | 482    | Während des Nachtgefechtes bei Kolombangara wurde der japanische Leichte Kreuzer Jintsu (7.100 ts) von drei alliierten Kreuzern durch 15,2-cm-Artilleriefeuer und einen Torpedotreffer stark beschädigt und brach gegen 23.45 Uhr auseinander. Mit dem Schiff gingen 482 Seeleute unter. Nur etwa 30 Mann überlebten. |
| 22. Juli 1943          | Nisshin                             | 1085   | Der als schneller Truppentransporter eingesetzte japanische Seeflugzeugträger Nisshin (11.321 ts) wurde, mit 630 Soldaten an Bord und auf dem Weg von Rabaul nach Buin, vor der Südostküste von Bougainville von amerikanischen B-24-Bombern und Douglas-SBD-Sturzkampfbombern attackiert. Innerhalb von 14 Minuten erhielt das Schiff mindestens sechs Bombentreffer und sank. Von 1.263 Menschen an Bord (630 Soldaten und 633 Seeleute) fanden 1.085 den Tod. Nur 178 Überlebende konnten von Begleitzerstörern gerettet werden. |
| 27. Aug. 1943          | Egret                               | 198    | In der Biskaya, rund 30 Seemeilen nordwestlich von Vigo, versenkten deutsche Do-217-Kampfflugzeuge des Kampfgeschwaders 100 aus einer aus vier Schiffen bestehenden alliierten U-Boot-Jagd-Gruppe die britische Fregatte Egret (1.200 ts). Das Schiff wurde von einer gelenkten Gleitbombe Henschel Hs 293 getroffen und explodierte. Mit der Fregatte gingen 198 Mann unter, nur 35 Überlebende konnten später von dem kanadischen Zerstörer Athabaskan (der bei diesem Angriff schwer beschädigt wurde) geborgen werden. Die Egret war das erste Schiff in der Seekriegsgeschichte, das von einer gelenkten Bombe versenkt wurde. |
| 9. Sep. 1943           | Roma                                | 1352   | In der Nähe von Capo Testa (Sardinien) versenkten deutsche Do-217-Kampfflugzeuge des Kampfgeschwaders 100 aus einem italienischen Flottenverband, der sich im Rahmen der Kapitulation Italiens auf dem Weg nach Malta befand und dort den Alliierten ergeben sollte, das italienische Schlachtschiff Roma (43.624 ts). Das Schiff wurde von zwei neuartigen 1.570-Kilogramm-Lenkbomben des Typs Fritz X getroffen, welche eine verheerende Folgeexplosion der Munition auslösen. Das Schiff zerbrach in zwei Teile und ging mit 1.352 Seeleuten unter. 596 Mann wurden von Begleitschiffen gerettet. |
| 10. Sep. 1943          | Abdiel                              | 168    | Der britische Minenkreuzer Abdiel (2.650 ts), beladen mit 250 Soldaten der britischen 1. Luftlandedivision, lief vor dem Hafen von Tarent auf zwei Grundminen, die nur wenige Stunden zuvor von den deutschen Schnellbooten S 54 und S 61 der neu aufgestellten 24. Schnellboot-Flottille gelegt worden waren. Die Minen sprengten den Kreuzer in zwei Teile und versenkten das Schiff in nur drei Minuten. Insgesamt kamen 48 Besatzungsangehörige und 120 Soldaten ums Leben. Etwa 300 Mann wurden gerettet. |
| 10./11. September 1943 | Rowan                               | 202    | Vor dem alliierten Landekopf bei Salerno versenkten deutsche Schnellboote während eines nächtlichen Angriffs auf die südlichen Sicherungsverbände der Landeflotte den amerikanischen Zerstörer Rowan (1.637 ts). Das Schiff wurde von zwei Torpedos getroffen, die vermutlich von den Schnellbooten S 158 und S 151 der 7. Schnellboot-Flottille geworfen wurden, und sank nach einer schweren Folgeexplosion der eigenen Wasserbomben. Von 273 Besatzungsangehörigen fanden dabei 202 den Tod. Die Überlebenden wurden vom amerikanischen Zerstörer Bristol gerettet. |
| 20. Sep. 1943          | St. Croix                           | 148    | Der kanadische Zerstörer St. Croix (1.190 ts), Teil der Sicherung des Geleitzuges ON-202, wurde südwestlich von Island von dem deutschen U-Boot U 305 durch zwei Torpedoschüsse versenkt. Das Schiff sank in nur sechs Minuten und riss 148 Besatzungsangehörige mit in die Tiefe. 81 Überlebende wurden am nächsten Tag von der britischen Fregatte Itchen gerettet. |
| 21. Sep. 1943          | Polyanthus                          | 85     | Die britische Korvette Polyanthus (925 ts) wurde südwestlich von Island von dem deutschen U-Boot U 952 in den Nachtstunden des 21. September torpediert und versenkt. Das zum Konvoi ON-202 gehörende Schiff sank in vier Minuten. 85 Mann der Besatzung kamen dabei ums Leben, nur ein Mann überlebte. |
| 23. Sep. 1943          | Itchen                              | 227    | Die britische Fregatte Itchen (1.370 ts), wie der Zerstörer St. Croix eingesetzt zur Sicherung des Konvois ON-202, wurde südlich von Island von dem deutschen U-Boot U 666 torpediert. Der Torpedotreffer verursachte eine schwere Folgeexplosion der mitgeführten Wasserbomben und der Munition. Die Fregatte wurde völlig zerfetzt und sank innerhalb von Sekunden. Beim Untergang starben 147 Mann der Besatzung und 80 Schiffbrüchige von der St. Croix, die am 21. September an Bord genommen worden waren. Nur drei Überlebende, einer davon von der St. Croix, wurden später gerettet. |
| 23. Sep. 1943          | Gaetano Donizetti                   | ≈1.800 | Der unter deutscher Flagge fahrende ehemalige italienische Frachter Gaetano Donizetti (2.428 BRT), auf der Fahrt von Rhodos nach Piräus und von dem deutschen Torpedoboot TA 10 eskortiert, wurde in den Abendstunden südlich von Rhodos von dem britischen Zerstörer Eclipse durch Artilleriefeuer versenkt. An Bord des Frachters befanden sich 1.576 italienische Militärinternierte, die nach der italienischen Kapitulation von den Deutschen entwaffnet worden waren, und rund 220 deutsche Wachsoldaten und Seeleute. Da das eskortierende Torpedoboot schwer beschädigt zur Flucht gezwungen wurde und das britische Schiff nach der Versenkung vom Untergangsort ablief, überlebte von den Personen an Bord der Gaetano Donizetti niemand. Schätzungsweise 1.800 Menschen fanden den Tod. |
| 26./27. September 1943 | Vasilissa Olga und Intrepid         | 86     | Während der Kämpfe im Dodekanes attackierten 25 deutsche Junkers-Ju-88-Bomber des Lehrgeschwaders 1 in einem Nachtangriff den Hafen der Insel Leros. Dabei versenkten sie den auf Seiten der Alliierten kämpfenden griechischen Zerstörer Vasilissa Olga (1.414 ts) und den britischen Zerstörer Intrepid (1.370 ts) durch mehrere Bombentreffer. Insgesamt kamen 86 Seeleute zu Tode, davon 71 an Bord des griechischen Schiffes. Etwa 280 Mann konnten sich ans Ufer retten. |
| 30. Sep. 1943          | Sanct Svithun                       | 47     | Vor der Halbinsel Stadlandet wurde das uneskortierte norwegische Passagierschiff Sanct Svithun (1.367 BRT) von sechs alliierten Bristol-Beaufighter-Jagdbombern der Royal Canadian Air Force angegriffen. Maschinengewehr- und Kanonenfeuer setzen den Dampfer in Brand, der vor Buholmen strandete und brennend in der Brandung lag. 35 norwegische Zivilisten und zwölf deutsche Soldaten kamen um. Die Attacke löst heftige Reaktionen seitens der norwegischen Bevölkerung aus. |
| 6. Okt. 1943           | Kharkov, Besposhchadny und Sposobny | 780    | Im Schwarzen Meer, südöstlich der Halbinsel Krim, versenkten deutsche Junkers-Ju-87-Sturzkampfbomber den sowjetischen Flottillenführer Kharkov (2.150 ts) und die beiden Zerstörer Besposhchadny (1.695 ts) und Sposobny (1.686 ts). Die drei Schiffe hatten zuvor einen Vorstoß gegen den von der Wehrmacht noch gehaltenen Hafen Jalta unternommen und wurden auf dem Rückmarsch von den Sturzkampfbombern in mehreren Wellen angegriffen. Die von drei 250-Kilogramm-Bomben getroffene Besposhchadny sank zuerst, wobei nur 41 Mann der Besatzung überlebten. Insgesamt starben 780 sowjetische Seeleute, nur 123 Überlebende von allen drei Schiffen konnten später gerettet werden. Nach diesem Desaster verbot Stalin den Einsatz von Überwasserschiffen vom Zerstörer aufwärts ohne seine persönliche Genehmigung. |
| 8. Okt. 1943           | Orkan                               | 184    | Der polnische Zerstörer Orkan (1.935 ts), Teil der Sicherung des alliierten Konvois SC-143, wurde südwestlich von Island von dem deutschen U-Boot U 378 mit einem akustisch gesteuerten Zaunkönig-Torpedo ins Achterschiff getroffen. Eine schwere Folgeexplosion der dort gelagerten Wasserbomben versenkte das Schiff in nur fünf Minuten. 177 polnische Besatzungsangehörige und sieben britische Techniker gingen mit dem Schiff unter, nur 44 Mann überlebten und wurden kurze Zeit später von dem britischen Zerstörer Musketeer gerettet. Es war bis heute (2010) die opferreichste Versenkung eines polnischen Kriegsschiffes. |
| 9. Okt. 1943           | Buck                                | 150    | Der amerikanische Zerstörer Buck (1.646 ts) wurde vor dem alliierten Landekopf bei Salerno (Süditalien) von dem deutschen U-Boot U 616 torpediert und versenkt. Das Schiff, auf Sicherungsposten südlich des Invasionsbereiches, wurde in den Nachmittagsstunden von zwei Torpedos getroffen und sank in nur vier Minuten. 150 Mann der Besatzung gingen mit der Buck unter, 97 Mann überlebten. |
| 13. Okt. 1943          | Bristol                             | 52     | Der amerikanische Zerstörer Bristol (1.646 ts) wurde etwa 70 Seemeilen nordwestlich von Bône (Algerien) von dem deutschen U-Boot U 371 torpediert und zerbrach in zwei Teile. 52 Besatzungsangehörige fanden dabei den Tod, rund 200 Mann überlebten und wurden von anderen US-Zerstörern gerettet. |
| 16./17. Oktober 1943   | Michel                              | 263    | Vor der Küste von Kantō, etwa 50 Seemeilen östlich von Yokohama, versenkte das amerikanische U-Boot Tarpon den nach Yokohama laufenden deutschen Hilfskreuzer Michel (4.740 BRT). Das Schiff, das seit März 1943 von japanischen Häfen aus operiert hatte, wurde in der Nacht von zwei oder drei Torpedos getroffen und sank nach einer schweren Folgeexplosion der Munition an Bord. 263 Seeleute gingen mit dem Hilfskreuzer unter. 113 Überlebende erreichten nach einer drei Tage dauernden Fahrt in Rettungsbooten die japanische Küste. |
| 18./19. Oktober 1943   | Sinfra                              | 1857   | Der unter deutscher Flagge fahrende ehemalige französische Frachter Sinfra (4.444 BRT) wurde nördlich von Kreta, nur etwa sieben Seemeilen von der Küste entfernt, von amerikanischen B-25-Mitchell-Kampfflugzeugen und britischen Bristol-Beaufighter-Jagdbombern in den Abendstunden, etwa gegen 22.00 Uhr, attackiert. An Bord befanden sich 2.389 italienische Militärinternierte und 204 deutsche Wachsoldaten und Seeleute sowie Munition und Bomben. Der Transporter wurde von einem Lufttorpedo und einer 227-Kilogramm-Bombe getroffen und geriet in Brand. Gegen 2.30 Uhr nachts, fast viereinhalb Stunden nach dem Angriff, explodierte die Sinfra und sank. Die nur sehr langsam herankommenden deutschen Sicherungskräfte retteten bevorzugt die Angehörigen der Wehrmacht, weswegen letztlich nur 539 Italiener, aber 197 Deutsche den Untergang überlebten. Insgesamt fanden 1.857 Menschen den Tod. |
| 22./23. Oktober 1943   | Charybdis und Limbourne             | 506    | Im Ärmelkanal, nordwestlich der Île de Batz, wurde eine zur Suche nach dem deutschen Blockadebrecher Münsterland eingesetzte britische Kampfgruppe, bestehend aus dem Flugabwehrkreuzer Charybdis (5.450 ts) und acht Geleitzerstörern, von fünf deutschen Torpedobooten, die zur Sicherung des Blockadebrechers gehörten, überraschend attackiert. Während des Nachtgefechtes erhielt die Charybdis zwei Torpedotreffer von den Torpedobooten T 27 und T 23 und sank. Mit dem Schiff gingen 464 Seeleute unter. Auch der Geleitzerstörer Limbourne (1.050 ts) wurde von einem Torpedo getroffen, der vermutlich vom Torpedoboot T 22 stammte, und musste aufgegeben werden; an Bord des Schiffes fanden weitere 42 Mann den Tod. Insgesamt starben 506 britische Seeleute. Etwa 200 Überlebende von beiden Schiffen konnten gerettet werden. |
| 24. Okt. 1943          | Eclipse                             | 253    | Der britische Zerstörer Eclipse (1.405 ts), im Rahmen der Kämpfe im Dodekanes mit Truppenverstärkungen auf dem Weg nach Leros, lief südlich der Insel Kalymnos auf eine deutsche Minensperre. Das Schiff brach nach einer durch einen Minentreffer verursachten Kesselexplosion auseinander und sank innerhalb von nur fünf Minuten. 119 Mann der Besatzung und 134 eingeschiffte Soldaten kamen dabei ums Leben. Nur etwa 80 Mann überlebten. |
| 1./2. November 1943    | Sendai                              | 185    | Während des Nachtgefechtes in der Kaiserin-Augusta-Bucht wurde der japanische Leichte Kreuzer Sendai (5.200 ts) gegen Mitternacht von vier amerikanischen Kreuzern beschossen und von rund zwanzig 15,2-cm-Granaten getroffen. Das Schiff geriet daraufhin in Brand und wurde nach rund dreieinhalb Stunden von der Besatzung aufgegeben. Die Sendai sank etwa gegen 4.30 Uhr, rund 25 Seemeilen südwestlich von Cape Moltke. 185 Besatzungsangehörige gingen mit dem Kreuzer unter. Rund 270 Mann wurden gerettet. |
| 24. Nov. 1943          | Liscome Bay                         | 644    | Während der amerikanischen Landung auf den Gilbertinseln torpedierte das japanische U-Boot I 175 nahe Makin den amerikanischen Geleitflugzeugträger Liscome Bay (7.800 ts). Der Torpedo traf das Bombenlager des Schiffes und verursachte eine verheerende Folgeexplosion, die das komplette Heck wegsprengte und den Träger innerhalb weniger Minuten zum Sinken brachte. Mit der Liscome Bay gingen 644 Mann unter. Nur 272 Mann konnten von Zerstörern gerettet werden. |
| 26. Nov. 1943          | Rohna                               | 1138   | Der britische Truppentransporter Rohna (8602 BRT), mit rund 2.000 Seeleuten und US-amerikanischen Soldaten an Bord, wurde im Mittelmeer, nördlich Bougie (Algerien), durch einen deutschen Heinkel-He-177-Bomber des Kampfgeschwaders 40 mit der Fernlenkwaffe Henschel Hs 293 versenkt. Mit dem zum Konvoi KMF-26 gehörenden Transporter gingen 1.015 amerikanische Soldaten und 123 Besatzungsangehörige unter. Der begleitende Minensucher Pioneer konnte 606 Überlebende aus dem Wasser retten. Sieben leere Landungsfahrzeuge beteiligen sich nicht an der Rettung, deshalb gab es später ein Kriegsgerichtsverfahren. |
| 2. Dez. 1943           | John Harvey                         | ≈200   | Während eines deutschen Luftangriffs durch 105 Junkers-Ju-88-Bomber auf den Hafen von Bari (Süditalien), der zu diesem Zeitpunkt bereits von den Alliierten erobert war, explodierte der mit Munition beladene amerikanische Frachter John Harvey (7.176 BRT) nach einem Bombentreffer. An Bord befanden sich auch etwa 100 Tonnen M47A1-Senfgas-Bomben (von je 45,5 Kilogramm). Durch die verheerende Explosion wurden nicht nur 23 weitere Schiffe zerstört oder beschädigt, sondern wurde auch die hochgiftige Substanz im Hafenbereich verteilt. Durch die Explosion der John Harvey fanden etwa 200 Personen den Tod (davon starben 83 indirekt in den nachfolgenden Tagen und Wochen, nachdem sie in Kontakt mit dem Kampfstoff gekommen waren), über 550 Menschen erlitten Verätzungen oder erblindeten. |
| 4. Dez. 1943           | Chūyō                               | 1270   | Etwa 180 Seemeilen östlich von Hachijō-jima versenkte das US-amerikanische U-Boot Sailfish aus einem von Truk nach Yokosuka laufenden japanischen Flottenverband den mit etwa 800 Passagieren, Soldaten und Kriegsgefangenen beladenen Geleitflugzeugträger Chūyō (17.800 ts) durch insgesamt vier oder fünf Torpedotreffer, welche bei drei Angriffen über einen Zeitraum von fast neun Stunden erzielt wurden. Die Chūyō sank schließlich nach dem letzten Angriff innerhalb von nur sechs Minuten und riss 513 Besatzungsangehörige und 757 Passagiere und Kriegsgefangene mit in die Tiefe. Unter den Toten waren auch 20 gefangene Besatzungsangehörige des amerikanischen U-Bootes Sculpin, das am 19. November 1943 von den Japanern nahe Truk versenkt worden war. Nur 161 Überlebende wurden von Begleitschiffen gerettet. |
| 12./13. Dezember 1943  | Holcombe, Tynedale und U 593        | 157    | Nordwestlich von Bougie (Algerien) attackierte das deutsche U-Boot U 593 den alliierten Konvoi KMS-34, wurde aber von Teilen der Sicherung abgedrängt und gejagt. Während der Verfolgung gelang es U 593, nacheinander die britischen Geleitzerstörer Holcombe (1.037 ts) und Tynedale (1.000 ts) durch akustisch gesteuerte Zaunkönig-Torpedos zu versenken, wobei insgesamt 157 britische Seeleute den Tod fanden (84 an Bord von Holcombe und 73 an Bord von Tynedale). Etwa 160 Überlebende von beiden Schiffen werden von alliierten Sicherungsfahrzeugen geborgen. Das U-Boot selbst musste nach 32 Stunden andauernder Verfolgung auftauchen und wurde schließlich von dem amerikanischen Zerstörer Wainwright und dem britischen Geleitzerstörer Calpe versenkt. Die gesamte Besatzung von U 593 (51 Mann) konnte das U-Boot rechtzeitig verlassen und wurde von den Alliierten gerettet. |
| 26. Dez. 1943          | Scharnhorst                         | 1932   | Während eines Einsatzes gegen den alliierten Nordmeergeleitzug JW 55B (Unternehmen Ostfront) geriet das deutsche Schlachtschiff Scharnhorst (35.540 ts) in ein Gefecht mit mehreren britischen Schiffen, darunter das Schlachtschiff Duke of York, der Schwere Kreuzer Norfolk und zwei Leichte Kreuzer. Einer der ersten Treffer zerstört das vordere Funkmessgerät des deutschen Schiffes, das dadurch aufgrund der herrschenden Polarnacht ohne effektive Feuerleitung war. Nach fast zehn Stunden Kampf sank das Schlachtschiff, das von dreizehn 35,6-cm-Granaten, 15 Torpedos und zahlreichen leichten und mittleren Granaten getroffen worden war, gegen 19.45 Uhr. 1.932 Mann der Besatzung gingen mit dem Schiff unter. Nur 32 Überlebende konnten von den Briten gerettet werden. |
| 28. Dez. 1943          | Z 27, T 25 und T 26                 | 401    | In der Biskaya, etwa 280 Seemeilen westlich von Südfrankreich, versenken die beiden britischen Leichten Kreuzer Enterprise und Glasgow den deutschen Zerstörer Z 27 (2.543 ts) und die beiden Torpedoboote T 25 und T 26 (je 1.294 ts) im Artilleriegefecht. Alle drei Schiffe gehörten zu einem aus insgesamt fünf Zerstörern und sechs Torpedobooten bestehenden Verband, der den aus Asien kommenden deutschen Blockadebrecher Alsterufer hätte aufnehmen und nach der Gironde einbringen sollen (Unternehmen Trave). Insgesamt 401 deutsche Seeleute, darunter 220 an Bord des Zerstörers, fanden den Tod. 293 Überlebende wurden von den britischen Kreuzern oder von spanischen und irischen Schiffen sowie von deutschen U-Booten gerettet. |

### 1944
| Datum                 | Name                            | Opfer          | Beschreibung |
| --------------------- | ------------------------------- | -------------- | --- |
| 23. Jan. 1944         | Janus                           | 162            | Während der alliierten Landung bei Anzio (Mittelitalien) versenkten deutsche Heinkel-He-111-Torpedobomber den vor dem Landekopf liegenden britischen Zerstörer Janus (1.690 ts) durch einen Lufttorpedo. Das Schiff zerbrach in zwei Teile und sank mit 162 Besatzungsangehörigen an Bord. Nur etwa 80 Überlebende wurden von zwei anderen britischen Zerstörern gerettet. |
| 8. Feb. 1944          | Petrella                        | ≈2.670         | Der in deutschen Diensten stehende Dampfer Petrella (4.785 BRT) transportierte 3.173 italienische Kriegsgefangene, als er bei Kreta von dem britischen U-Boot Sportsman torpediert und versenkt wurde. Das Schiff war zum Zeitpunkt des Angriffs deutlich als Gefangenentransporter gekennzeichnet und trug die Kennungen POW (prisoners of war) auf den Rumpfseiten. Schätzungsweise 2.670 Gefangene fanden dabei den Tod. Die hohen Verlustzahlen waren auch darauf zurückzuführen, dass die deutschen Wachmannschaften die eingesperrten Italiener teils nicht frei ließen und sogar auf sie schossen. |
| 12. Feb. 1944         | Khedive Ismail und I 27         | 1396           | Der zu dem Geleitzug KR-8 gehörende britische Truppentransporter Khedive Ismail (7.290 BRT) wurde im Indischen Ozean, in der Nähe der Malediven, durch das japanische U-Boot I 27 torpediert und versenkt. Von den 1.511 Menschen an Bord überlebten nur 208 Männer und sechs Frauen, 1.297 Menschen fanden den Tod. Ein Teil der Opfer wurde durch Wasserbomben der Geleitschiffe getötet, da die Geleitsicherung das U-Boot unterhalb der im Wasser treibenden Schiffbrüchigen vermutete und dennoch ohne Rücksicht Angriffe mit Wasserbomben fuhr. I 27 wurde schließlich zum Auftauchen gezwungen und durch den britischen Zerstörer Petard versenkt. Von den 100 Mann Besatzung überlebte nur einer. |
| 13. Feb. 1944         | Irma                            | 61             | In der Bucht von Hustadvika vor den Toren von Kristiansund wurde der norwegische Hurtigruten-Passagierdampfer Irma (1.322 BRT) durch zwei Torpedotreffer und massives Maschinengewehrfeuer versenkt. 61 norwegische Zivilisten starben. Die Schuld wurde zunächst der Royal Navy gegeben. Erst nach Kriegsende wurde bekannt, dass die Irma von zwei Motortorpedobooten der norwegischen Marine angegriffen worden war. |
| 17. Feb. 1944         | Naka                            | 240            | Der japanische Leichte Kreuzer Naka (5.113 ts), der dem beschädigten Leichten Kreuzer Agano hätte zu Hilfe kamen sollen, wurde etwa 35 Seemeilen nordwestlich des Truk-Atolls von einem US-Angriff auf das Atoll (Operation Hailstone) überrascht und von Flugzeugen der amerikanischen Flugzeugträger Bunker Hill und Cowpens attackiert. Der Kreuzer sank nach einem Lufttorpedo- und einem Bombentreffer. Mit dem Schiff gingen 240 Seeleute unter, rund 210 Mann überlebten. |
| 17./18. Februar 1944  | Agano und Oite                  | 898            | Der von zwei Begleitschiffen gesicherte japanische Leichte Kreuzer Agano (6.652 ts) wurde in den Nachmittagsstunden des 16. Februar 1944 etwa 160 Seemeilen nördlich des Truk-Atolls von dem amerikanischen U-Boot Skate zweimal torpediert und schwer beschädigt. Das Schiff sank schließlich in den Morgenstunden des 17. Februar. Der den Kreuzer begleitende Zerstörer Oite (1.400 ts) konnte insgesamt 523 Überlebende an Bord nehmen und lief in Richtung Truk ab. 203 Mann der Kreuzerbesatzung kamen bei dem U-Boot-Angriff ums Leben. Kurz bevor der Zerstörer die Schiffbrüchigen auf Truk anlanden konnte, geriet er am 18. Februar in einen US-Angriff auf Truk (Operation Hailstone) und wurde von einem Lufttorpedo eines Grumman-TBF--Torpedobombers getroffen. Der Zerstörer brach auseinander und sank mit allen 523 Überlebenden der Agano und 172 Besatzungsmitgliedern an Bord. Insgesamt starben beim Untergang der beiden Schiffe 898 japanische Seeleute. Nur 20 Mann der Zerstörerbesatzung erreichten später die Küste von Truk. |
| 18. Feb. 1944         | Penelope                        | 415            | Vor der italienischen Westküste, etwa 35 Seemeilen westlich von Neapel, versenkte das deutsche U-Boot U 410 den in Richtung des alliierten Landekopfes bei Anzio laufenden britischen Leichten Kreuzer Penelope (5.220 ts) durch zwei Torpedotreffer. Eine verheerende Folgeexplosion der Munition brachte den Kreuzer innerhalb von etwa zehn Minuten zum Sinken. Mit dem Schiff gingen 415 Seeleute unter, 206 Mann konnten von Begleitschiffen gerettet werden. |
| 25. Feb. 1944         | Mahratta                        | 220            | Im Nordmeer, etwa 280 Seemeilen nördlich des Nordkaps, versenkte das deutsche U-Boot U 990 den zum alliierten Nordmeer-Geleitzug JW 57 gehörenden britischen Zerstörer Mahratta (1.920 ts) durch einen akustisch gesteuerten Zaunkönig-Torpedo. Der Zerstörer explodierte und sank in nur zwei Minuten. 220 Mann der Besatzung gingen mit dem Schiff unter oder ertranken. Nur 16 Überlebende werden später von dem britischen Zerstörer Impulsive gerettet. |
| 1. März 1944          | Gould und U 358                 | 173            | Nordnordöstlich der Azoren entdeckte am 28. Februar 1944 eine aus vier Fregatten bestehende britische U-Jagd-Gruppe das deutsche U-Boot U 358. Während einer 38 Stunden dauernden Verfolgung gelang es dem U-Boot am 1. März, die britische Fregatte Gould (1.192 ts) zu torpedieren und zu versenken, wobei 123 Seeleute ums Leben kamen (und nur 14 Mann der Besatzung der Fregatte überlebten). Schließlich wurde U 358 aber von der britischen Fregatte Affleck zum Auftauchen gezwungen und durch Geschützfeuer versenkt, wobei 50 deutsche Seeleute starben. Lediglich ein Mann der U-Boot-Besatzung wurde gerettet. |
| 9. März 1944          | Leopold                         | 171            | Südlich von Island versenkte das deutsche U-Boot U 255 den zum Konvoi CU-16 gehörenden amerikanischen Geleitzerstörer Leopold (1.253 ts) durch einen akustisch gesteuerten Zaunkönig-Torpedo. Der Torpedotreffer verursachte eine schwere Folgeexplosion der Wasserbomben, die das Schiff innerhalb von fünf Minuten versenkte. 171 Mann der Leopold fanden dabei den Tod, nur 28 Überlebende konnten von dem Geleitzerstörer Joyce später geborgen werden. |
| 13. März 1944         | Peleus                          | 32             | Im Mittelatlantik, etwa 500 Seemeilen nördlich von Ascension, versenkte das deutsche U-Boot U 852 den einzeln fahrenden griechischen Frachter Peleus (4.695 BRT) durch zwei Torpedotreffer. Nach dem Untergang des Schiffes ließ der Kommandant des U-Bootes Trümmerstücke und Rettungsflöße mit Maschinengewehren und Flak beschießen, um Spuren der Versenkung zu beseitigen. Der Tod von Schiffbrüchigen wurde dabei billigend in Kauf genommen. Insgesamt überlebten nur drei von 35 Besatzungsmitgliedern der Peleus die Versenkung. Es war der einzige Fall im Zweiten Weltkrieg, dass Schiffbrüchige von einem deutschen U-Boot aus beschossen und getötet wurden. Nach Kriegsende wurden der U-Boot-Kommandant und zwei weitere Besatzungsangehörige von U 852 deswegen von einem britischen Militärgericht zum Tode verurteilt (Eck-Prozess) und im November 1945 hingerichtet. |
| 16. März 1944         | El Madina                       | 380            | Der indische Truppentransporter El Madina (3.962 BRT), Teil des von Kalkutta nach Colombo laufenden Konvois HC-44 und mit 32 Mann Besatzung und 1.161 indischen und afrikanischen Soldaten an Bord, wurde im Golf von Bengalen von dem japanischen U-Boot RO 111 torpediert und versenkt. Das Schiff zerbrach in zwei Teile und sank in nur vier Minuten. 380 Seeleute und Soldaten gingen mit dem Transporter unter, 813 Überlebende werden später von dem norwegischen Frachter Lovstad gerettet. |
| 30. März 1944         | Laforey und U 223               | 212            | Nördlich von Palermo entdeckte eine aus fünf Zerstörern bestehende britische U-Jagd-Gruppe am 29. März das deutsche U-Boot U 223. Nach einer 16 Stunden andauernden Verfolgung mit Wasserbomben wurde U 223 in den frühen Morgenstunden des 30. März zum Auftauchen gezwungen. Bevor die sich nähernden Zerstörer das U-Boot versenken konnten, feuerte U 223 einen akustisch gesteuerten Zaunkönig-Torpedo ab, der den britischen Zerstörer Laforey (1.920 ts) traf und diesen innerhalb von zehn Minuten zum Sinken brachte. Mit dem Zerstörer gingen 189 Besatzungsmitglieder unter. Nur 65 Angehörige der Zerstörerbesatzung wurden gerettet. An Bord von U 223 starben insgesamt 23 Seeleute, 27 Mann überlebten und wurden von den vier verbleibenden britischen Schiffen gerettet. |
| 20. Apr. 1944         | Paul Hamilton                   | 580            | Der US-amerikanische Truppentransporter und Munitionsfrachter Paul Hamilton (7.176 BRT), Teil des alliierten Konvois UGS-38 und mit 504 Soldaten, 29 Kanonieren und 47 Mann Besatzung an Bord, wurde etwa 30 Seemeilen nordöstlich von Algier von deutschen Junkers-Ju-88-Torpedobombern der Kampfgeschwader 26 und 77 angegriffen und von einem Lufttorpedo getroffen. Der Treffer verursachte eine verheerende Explosion der Munitionsladung, die das Schiff zerfetzte und innerhalb von Sekunden versenkte. Von den 580 Menschen an Bord überlebte niemand. Nur eine einzige Leiche wurde später von Begleitschiffen geborgen. |
| 27./28. April 1944    | LST 507 und LST 531             | 639            | Ein zur Vorbereitung auf den D-Day abgehaltenes alliiertes Landemanöver in der Lyme Bay (Exercise Tiger) wurde in der Nacht des 27./28. April Ziel eines Angriffs von neun deutschen Schnellbooten der 5. und 9. Schnellboot-Flottille. Diese versenkten mit Torpedoschüssen die beiden mit je rund 700 Soldaten beladenen amerikanischen Landungsschiffe LST 507 und LST 531 (je 1.625 ts). Das Landungsschiff LST 289 wurde zudem durch einen Torpedo schwer beschädigt, konnte aber die Küste erreichen. Viele Soldaten sprangen über Bord und ertranken, da sie von ihrer Ausrüstung unter Wasser gezogen wurden. Insgesamt starben 441 amerikanische Soldaten und 198 Angehörige der United States Navy. |
| 28./29. April 1944    | Athabaskan und T 27             | 140            | Während eines Verlegungsmarsches von Saint-Malo nach Brest trafen die beiden deutschen Torpedoboote T 24 und T 27 vor Saint-Brieuc auf die beiden kanadischen Zerstörer Athabaskan und Haida. In einem verworrenen Nachtgefecht wurde zunächst die Athabaskan (1.927 ts) von zwei Torpedos von T 24 getroffen, explodierte und sank mit 129 Mann an Bord. 83 Seeleute überlebten und wurden später gerettet. Im Gegenzug schossen die Kanadier das Torpedoboot T 27 (1.294 ts) in Brand, welches an der Küste auf Grund gesetzt werden musste und dort zum Totalverlust wurde. An Bord von T 27 starben elf Seeleute, etwa 190 Mann retten sich ans Ufer. |
| 7. Mai 1944           | Valleyfield                     | 125            | Die kanadische Fregatte Valleyfield (1.445 ts), eingesetzt zur Sicherung des Konvois ONM-234, wurde etwa 50 Seemeilen östlich von Kap Race von dem deutschen U-Boot U 548 durch einen Torpedotreffer versenkt. Das Schiff zerbrach in zwei Teile und sank in nur vier Minuten. 125 Seeleute gingen mit der Fregatte unter, nur 38 Mann überlebten. |
| 29. Mai 1944          | Block Island                    | 6              | Im Mittelatlantik, nahe der Kanarischen Inseln, versenkte das deutsche U-Boot U 549 den amerikanischen Geleitträger Block Island (7.800 ts) durch drei Torpedotreffer. Das Schiff sank langsam, weswegen fast die komplette Besatzung gerettet werden konnte; nur sechs Mann fanden den Tod. Die Block Island war der einzige amerikanische Flugzeugträger-Verlust im Atlantik und zugleich auch der einzige, welcher von einem deutschen U-Boot verursachte wurde. |
| 1. Juni 1944          | Herring                         | 84             | Vor der Insel Matua (Kurilen), etwa eine Seemeile vor der Küste, wurde das amerikanische U-Boot Herring (1.525 ts) von japanischen Küstenbatterien getroffen und durch mindestens zwei direkte 14-cm-Treffer versenkt. Die gesamte Besatzung von 84 Mann fand dabei den Tod. Es war mutmaßlich die einzige Versenkung eines U-Bootes durch Küstengeschütze in der Seekriegsgeschichte. |
| 9. Juni 1944          | Tanais                          | ≈520           | Nördlich von Kreta, etwa 30 Seemeilen nordöstlich von Iraklio, versenkte das britische U-Boot Vivid den deutschen Frachter Tanais (1.545 BRT) durch zwei Torpedotreffer. Mit dem Schiff gingen 263 aus Kreta stammende Juden, die von den Deutschen auf das Festland hätten deportiert werden sollen, und rund 230 italienische Kriegsgefangene sowie 26 deutsche Besatzungsangehörige unter. Schätzungsweise 520 Menschen kamen ums Leben. Ob es Überlebende gegeben hatte, war unklar. |
| 13. Juni 1944         | Boadicea                        | 174            | Der zum Schutz der alliierten Invasionsstreitkräfte vor der Normandieküste eingesetzte britische Zerstörer Boadicea (1.360 ts) wurde etwa zwölf Seemeilen südwestlich des Portland Bill Lighthouse von deutschen Do-217-Kampfflugzeugen mit Henschel-Hs-293-Gleitbomben angegriffen und sank nach zwei Volltreffern. Mit dem Schiff gingen 174 Seeleute unter. Nur zwölf Mann überlebten. |
| 19. Juni 1944         | Taihō und Shōkaku               | 1932           | Während der Schlacht in der Philippinensee wurde der japanische Flugzeugträger Taihō (29.770 ts), zum Zeitpunkt der Schlacht der modernste Träger der japanischen Marine, vom US-amerikanischen U-Boot Albacore gegen 8.10 Uhr morgens torpediert. Der Torpedotreffer verursachte zwar keine schweren Schäden, doch strömte aus einem beschädigten Treibstofftank unbemerkt Benzin aus und bewirkte die Ansammlung eines hochexplosiven Gasgemisches in den unteren Schiffsräumen. Knapp sieben Stunden später explodierten die Benzindämpfe und verwüsteten die Taiho völlig. Der Träger musste aufgegeben werden und sank gegen 16.30 Uhr. 660 Mann gingen mit dem Schiff unter, etwa 1.100 Seeleute konnten gerettet werden. Während derselben Schlacht griff das US-amerikanische U-Boot Cavalla den japanischen Flugzeugträger Shōkaku (25.675 ts) an und traf ihn gegen 11.20 Uhr mit drei Torpedos. Knapp 50 Minuten lang kämpfte die Besatzung der Shōkaku gegen die Wassereinbrüche und die im Inneren tobenden Brände, dann explodierte ein Bombenlager, was wiederum einen zusätzlichen starken Treibstoffbrand verursachte. Noch ehe die Besatzung den brennenden Träger verlassen konnte, sank die Shōkaku plötzlich sehr schnell über den Bug und riss 1.272 Seeleute mit in die Tiefe. Nur 570 Überlebende konnten vom Leichten Kreuzer Yahagi und zwei Zerstörern gerettet werden. |
| 20. Juni 1944         | Hiyō                            | 247            | Während der Schlacht in der Philippinensee wurde der japanische Flugzeugträger Hiyō (26.949 ts) von Flugzeugen der amerikanischen Träger Enterprise und Belleau Wood angegriffen und von zwei Bomben und einem Lufttorpedo getroffen, was starke Brände an Bord verursachte. Knapp zwei Stunden nach dem Angriff zerstört eine Folgeexplosion der eigenen Munition das Schiff, das daraufhin aufgegeben werden musste und sank. 247 Besatzungsmitglieder fanden dabei den Tod, etwa 1.000 Überlebende wurden von begleitenden Zerstörern geborgen. |
| 24. Juni 1944         | Derrycunihy                     | 214            | Der britische Truppentransporter Derrycunihy (7.176 BRT), beladen mit rund 600 Soldaten, Munition und Fahrzeugen, geriet vor den alliierten Landeabschnitten in der Normandie, etwa auf halber Strecke zwischen Juno Beach und Sword Beach, auf eine deutsche akustisch gezündete Seemine, die das Schiff in zwei Teile sprengte und versenkte. Brennender Treibstoff und explodierende Munition verursachten zudem schwere Opfer unter den Soldaten an Bord. Insgesamt kamen 189 Soldaten und 25 Besatzungsmitglieder ums Leben, etwa 150 Mann wurden verwundet. |
| 25. Juni 1944         | Tango Maru und Ryusei Maru      | ≈8000          | Das amerikanische U-Boot Rasher griff bei Lombok (Indonesien) einen japanischen Konvoi an und versenkte erst den Frachter Tango Maru (6.200 BRT) mit 3.500 Zwangsarbeitern und Kriegsgefangenen an Bord sowie später auch den Truppentransporter Ryusei Maru, auf dem sich 6.600 Soldaten befanden. An Bord der Tango Maru starben etwa 3.000 Menschen, mit der Ryusei Maru gingen 4.998 Soldaten und Besatzungsmitglieder unter. |
| 29. Juni 1944         | H. G. Blasdel                   | 76             | Etwa 30 Seemeilen südlich der Isle of Wight torpedierte das deutsche U-Boot U 984 den zum Konvoi ECM-17 gehörenden amerikanischen Transporter H. G. Blasdel (7.176 BRT). Das Schiff, beladen mit Panzern, Lastwagen und 436 Soldaten, wurde schwer beschädigt und brach knapp sechs Stunden später auseinander. Die Mehrheit der insgesamt 508 Personen an Bord (436 Soldaten und 72 Besatzungsangehörige) konnte von Landungsschiffen gerettet werden, aber 76 Soldaten starben durch die Torpedierung. |
| 29. Juni 1944         | Toyama Maru                     | ≈5.600         | Auf dem japanischen Truppentransporter Toyama Maru (7.089 BRT) befanden sich 6.000 Soldaten einer Infanteriebrigade, die von Kyūshū (Japan) nach Okinawa gebracht werden sollten, als er von dem amerikanischen U-Boot Sturgeon torpediert wurde. Etwa 5.600 Soldaten wurden durch die Torpedoexplosionen getötet, ertranken oder verbrannten, als die ebenfalls an Bord befindliche Ladung Benzinfässer in Brand geriet. |
| 2. Juli 1944          | Jean Nicolet                    | 77             | Südwestlich von Indien, nahe dem Chagos-Archipel, versenkte das japanische U-Boot I 8 den amerikanischen Frachter Jean Nicolet (7.176 BRT) durch Torpedotreffer. Die 100 Mann starke Besatzung wurde danach an Bord des U-Bootes geholt, wo die Japaner 77 Schiffbrüchige mit Bajonetten und Pistolenschüssen ermordeten. Nach zwei Stunden tauchte das U-Boot und ließ noch lebende Besatzungsangehörige der Jean Nicolet auf dem Meer zurück, die einige Stunden später von einem indischen Schiff geborgen wurden. Der Kommandant des U-Bootes I 8 beging 1945 Suizid. |
| 20. Juli 1944         | Isis                            | 155            | Der britische Zerstörer Isis (1.370 ts) wurde vor der Küste der Normandie, etwa fünf Seemeilen nordöstlich des Landeabschnitts Juno Beach, von deutschen Kleinst-U-Booten vom Typ Neger torpediert, brach auseinander und sank innerhalb weniger Minuten. Mit dem Schiff gingen 155 Mann der Besatzung unter. Nur 44 Mann überlebten und wurden von einem britischen Minensuchboot und US-Küstenwachschiffen gerettet. |
| 20. Juli 1944         | Vital de Oliveira               | 100            | Vor der Südostküste Brasiliens, etwa 25 Seemeilen südlich São Sebastião, versenkte das deutsche U-Boot U 861 den brasilianischen Truppentransporter Vital de Oliveira (1.737 BRT) durch einen Torpedotreffer. Das Schiff sank in nur sechs Minuten. 100 Soldaten und Seeleute fanden dabei den Tod, 175 Überlebende wurden von dem brasilianischen U-Boot-Jäger Javarí und einem Fischerboot gerettet. |
| 3. Aug. 1944          | Koshu Maru                      | 1540           | Der japanische Transporter Koshu Maru (2.295 BRT) transportierte 1.513 indonesische Zwangsarbeiter, Rüstungsmaterial und 540 andere Passagiere nach Makassar auf Celebes, als er in der Meeresstraße zwischen Borneo und Celebes von dem amerikanischen U-Boot Ray torpediert und versenkt wurde. Beim Untergang des Schiffs starben 273 Passagiere, 28 Besatzungsmitglieder und 1.239 der Arbeiter. |
| 5. Aug. 1944          | Mefküre                         | 305            | Der türkische Motorsegler Mefküre (52 BRT) wurde im Schwarzen Meer, etwa 25 Seemeilen nordöstlich von Igneada, von dem sowjetischen U-Boot ShCh-215 mit dem Deckgeschütz beschossen und innerhalb von 30 Minuten versenkt. An Bord des kleinen Schiffes befanden sich neben sechs türkischen Seeleuten 310 jüdische Flüchtlinge, die von Constanța in Rumänien nach Istanbul fliehen wollten, um dem Holocaust zu entgehen. Bei der Beschießung und beim Untergang starben 305 Menschen; nur elf Überlebende wurden am nächsten Tag von dem ebenfalls mit jüdischen Flüchtlingen beladenen und nach Istanbul laufenden türkischen Motorsegler Bulbul gerettet. |
| 12. Aug. 1944         | Marina Raskowa, T 114 und T 118 | 373            | Der von Archangelsk nach Port Dikson laufende sowjetische Kleinkonvoi BD-5 wurde in der Karasee, nahe der Insel Bely, von dem deutschen U-Boot U 365 angegriffen, welches innerhalb von fünf Stunden sowohl den Frachter Marina Raskowa (5.685 BRT) als auch die beiden zur Sicherung eingesetzten sowjetischen Minensuchboote T 114 (625 ts) und T 118 (625 ts) durch insgesamt sieben Torpedoschüsse versenkte. 373 Menschen gingen mit den drei Schiffen unter. 259 Überlebende wurden am nächsten Tag von einem Minensuchboot und sowjetischen MBR-2-Seenot-Flugbooten gerettet. |
| 21. Aug. 1944         | Kite                            | 217            | In der Barentssee versenkte das deutsche U-Boot U 344 die zum alliierten Geleitzug JW 59 gehörende britische Sloop Kite (1.350 ts) durch zwei Treffer mit neuartigen sogenannten Flächen-Absuch-Torpedos (FAT). Das Schiff zerbrach in zwei Teile und sank innerhalb weniger Minuten. 212 Mann gingen mit dem Schiff unter oder ertranken. Nur 14 Mann wurden etwa 40 Minuten nach dem Untergang von dem britischen Zerstörer Keppel gerettet; von diesen starben aber später noch fünf an Bord des Zerstörers, so dass von insgesamt 226 Besatzungsangehörigen 217 den Tod fanden. |
| 22. Aug. 1944         | Tsushima Maru                   | 1529           | Der japanische Frachter Tsushima Maru (6.754 BRT), Teil des Geleitzuges NAMO-103, sollte 1.788 japanische Zivilisten, darunter viele Schulkinder mit ihren Lehrern, von Okinawa nach Kagoshima bringen, wurde aber kurz nach der Abfahrt nahe Akuseki-jima von dem amerikanischen U-Boot Bowfin torpediert und versenkt. 1.529 Passagiere und Besatzungsmitglieder starben, von den 741 Kindern an Bord überlebten nur 59. Die Überlebenden wurden erst nach drei Tagen von Küstenfahrzeugen gerettet. |
| 8. Sep. 1944          | Empire Heritage                 | 112            | Der britische Tanker Empire Heritage (15.702 BRT), Teil des alliierten Konvois HX-305, wurde etwa 25 Seemeilen westnordwestlich von Malin Head von dem deutschen U-Boot U 482 zweimal torpediert. Das Schiff kenterte und sank innerhalb von 17 Minuten, wobei 112 Menschen den Tod fanden. Nur 51 Überlebende wurden später von dem britischen U-Jagd-Trawler Northern Wave gerettet. |
| 9. Sep. 1944          | San Marco                       | ≈150           | Der italienische Passagier- und Küstendampfer San Marco (276 BRT) fiel in der nördlichen Adria zwischen Savudrija (Kroatien) und Piran (Slowenien) einem deutschen Fliegerangriff zum Opfer. Etwa 150 zivile Passagiere und Besatzungsmitglieder, darunter viele Frauen und Kinder, kamen ums Leben. |
| 12. Sep. 1944         | Rakuyo Maru                     | 1018           | Das japanische Fracht- und Passagierschiff Rakuyo Maru (9.500 BRT) sollte 1.318 überwiegend britische und australische Kriegsgefangene, die den Bau des „Death Railway“ zwischen Burma und Thailand überlebt hatten, von Singapur nach Japan bringen. Der Konvoi wurde südlich von Taiwan von amerikanischen U-Booten angegriffen. Hierbei versenkte die Sealion die Rakuyo Maru. Fast alle Gefangenen konnten sich aus dem Schiff retten, doch die japanischen Eskortschiffe nahmen lediglich 157 Schiffbrüchige an Bord und überließen die anderen ihrem Schicksal. 159 Männer, von denen sieben nach ihrer Rettung starben, werden von amerikanischen U-Booten gerettet, 1.009 Kriegsgefangene und neun japanische Besatzungsmitglieder starben. |
| 17. Sep. 1944         | Un’yō                           | ≈240           | Der japanische Geleitflugzeugträger Un’yō (17.830 ts), auf dem Weg von Singapur nach Fukuoka und Teil der Eskorte des Konvois HI-74, wurde in den Nachtstunden südöstlich von Hongkong von zwei Torpedos des amerikanischen U-Bootes Barb getroffen und schwer beschädigt. An Bord befanden sich rund 800 Besatzungsmitglieder und etwa 200 Werftarbeiter und Passagiere. Sieben Stunden lang kämpfte die Besatzung gegen die Wassereinbrüche, dann sank das Schiff in den Morgenstunden. Mit dem Träger gingen rund 240 Seeleute und Passagiere unter. 761 Mann wurden von Geleitschiffen gerettet. |
| 18. Sep. 1944         | Jun’yō Maru                     | ≈5.620         | Der japanische Frachter Jun’yō Maru (5.065 BRT), mit 4.200 indonesischen Zwangsarbeitern und 1.449 alliierten Kriegsgefangenen (darunter 1.377 Holländer) sowie rund 700 japanischen Soldaten und Seeleuten an Bord und auf dem Weg von Batavia (Java) nach Padang (Sumatra), wurde kurz vor seiner Ankunft durch das britische U-Boot Tradewind torpediert. Das Schiff sank etwa 18 Seemeilen südwestlich von Mukomuko (Sumatra). Beim Untergang starben etwa 5.620 Menschen. 723 Überlebende wurden von zwei japanischen Begleitschiffen gerettet. Es war dies die opferreichste Schiffsversenkung während des gesamten Pazifikkrieges. |
| 22. Sep. 1944         | Hofuku Maru                     | 1047           | Der japanische Transporter Hofuku Maru (5.825 BRT) mit 1.289 britischen und holländischen Kriegsgefangenen an Bord war Teil des Konvois MATA-27 von Manila nach Japan, der vor der Küste von Luzon von amerikanischen Kampfflugzeugen angegriffen wurde. 40 Maschinen attackierten die Hofuku Maru und versenkten das Schiff, wobei 1.047 der Gefangenen starben. |
| 22. Sep. 1944         | Moero                           | mindestens 655 | Während der Räumung von Reval durch die deutsche Wehrmacht wurde der mit mindestens 1.273 Flüchtlingen und Verwundeten beladene deutsche Frachter Moero (5.272 BRT) nahe Windau von sowjetischen Douglas-A-20-Bombern angegriffen und durch einen Lufttorpedo versenkt. Mindestens 655 und vielleicht bis um 3000 Menschen gingen mit dem Schiff unter. 618 Überlebende wurden gerettet. |
| 27. Sep. 1944         | Ural Maru                       | ≈2.000         | Der japanische Frachter Ural Maru (6.374 BRT), Teil des von Miri (Borneo) nach Manila laufenden Konvois MIMA-11 und mit (geschätzt) 6.000 Menschen an Bord (darunter japanische Verwundete, Krankenschwestern und sogenannte Trostfrauen), wurde westlich von Luzon von dem amerikanischen U-Boot Flasher durch zwei Torpedoschüsse versenkt. Das Schiff war nicht als Verwundetentransporter gekennzeichnet. Die Anzahl der Todesopfer war nicht ganz gesichert, es wurde aber geschätzt, dass rund 2.000 Menschen beim Untergang ums Leben kamen. Etwa 4.000 Überlebende sollen von japanischen Eskortschiffen gerettet worden sein. |
| 6. Okt. 1944          | Nordstern                       | > 500          | Beim deutschen Rückzug von der umkämpften Insel Saaremaa (deutsch: Ösel) im Oktober 1944 wurde das Navigations-Schulschiff Nordstern zur Evakuierung estnischer Flüchtlinge eingesetzt. Dabei wurde es am 6. Oktober westlich von Memel vom sowjetischen U-Boot ShCh-407 torpediert, brach in zwei Teile und sank innerhalb von weniger als fünf Minuten. Mehr als 500 Menschen kamen ums Leben; lediglich zwischen 51 und 94 (je nach Quelle) Überlebende wurden von anderen Schiffen gerettet. |
| 23. Okt. 1944         | Atago und Maya                  | 695            | In der Palawanstraße (Philippinen) versenkte das US-amerikanische U-Boot Darter den japanischen Schweren Kreuzer Atago (13.140 ts) durch vier Torpedotreffer. Das Schiff, Teil der an der Leyte-Schlacht teilnehmenden japanischen Seestreitkräfte, sank innerhalb von 20 Minuten. 359 Seeleute kamen ums Leben, 529 Mann wurden von japanischen Zerstörern gerettet. Ebenfalls durch vier Torpedotreffer versenkte das US-amerikanische U-Boot Dace den Schweren Kreuzer Maya (13.140 ts). Das Schiff kenterte und sank in nur acht Minuten. Mit dem Schiff gingen 336 Seeleute unter. Etwa 770 Mann wurden vom Zerstörer Akishimo gerettet. |
| 24. Okt. 1944         | Arisan Maru                     | ≈1.890         | Der japanische Transporter Arisan Maru (6.886 BRT), auf dem Weg von Manila nach Japan, hatte knapp 1.800 amerikanische Kriegsgefangene sowie rund 100 philippinische Zivilinternierte an Bord, als er etwa 200 Seemeilen nordwestlich von Luzon durch das amerikanische U-Boot Snook dreimal torpediert und versenkt wurde. Da die Geleitschiffe nur die japanische Besatzung retteten, überlebten nur acht oder neun Kriegsgefangene. Schätzungsweise 1.890 Menschen starben. |
| 24. Okt. 1944         | Musashi                         | 1.023          | Während der See- und Luftschlacht im Golf von Leyte wurde das japanische Schlachtschiff Musashi (69.646 ts) in der Sibuyan-See von über 250 amerikanischen Trägerflugzeugen der Task Force 38 in mehreren Wellen angegriffen und versenkt. Die Attacken zogen sich über fast sechs Stunden hin. Nach mindestens 19 Lufttorpedo- und 17 Bombentreffern kenterte das Schiff in den Abendstunden und sank. Von 2.399 Besatzungsangehörigen kamen 1.023 ums Leben. Die Überlebenden wurden von japanischen Zerstörern gerettet. |
| 24. Okt. 1944         | Princeton                       | 193            | Der amerikanische Flugzeugträger Princeton (11.000 ts) wurde während der See- und Luftschlacht im Golf von Leyte etwa 100 Seemeilen nordöstlich von Luzon von einem japanischen Flugzeug mit einer 250-Kilogramm-Bombe getroffen und geriet in Brand. Knapp sechs Stunden später verwüstete eine verheerende Folgeexplosion der Munition und des Treibstoffs das Schiff, das kurz darauf sank. Die Explosion verursachte auch starke Schäden an Bord des zu Hilfeleistungen längsseits liegenden amerikanischen Leichten Kreuzers Birmingham. Insgesamt starben 108 Seeleute an Bord der Princeton und 85 an Bord des Kreuzers. 1.361 Mann der Trägerbesatzung konnten gerettet werden. |
| 25. Okt. 1944         | Gambier Bay, St. Lo und Hoel    | 509            | Während der See- und Luftschlacht im Golf von Leyte versenken japanische Schlachtschiffe und Kreuzer vor Samar den US-amerikanischen Geleitträger Gambier Bay (7.800 ts) sowie den Zerstörer Hoel (2.050 ts). Die Gambier Bay wurde von zahlreichen 20,3-cm- und 40,6-cm-Granaten getroffen und sank etwa 90 Minuten nach Beginn des Gefechts. Mit dem Schiff gingen 130 Seeleute unter, etwa 800 Mann wurden gerettet. Die Hoel sank nach etwa 40 Artillerietreffern gegen 8.55 Uhr. 253 Mann gingen mit dem Schiff unter. Nur 86 Seeleute überlebten. Der US-amerikanische Geleitträger St. Lo (7.800 ts) wurde von einem Kamikaze-Bomber vor Samar versenkt. Das Flugzeug traf das Achterschiff, worauf dort ein starker Brand ausbrach, der nicht mehr gelöscht werden konnte. Eine schwere Folgeexplosion des Treibstoffs und der eigenen Munition verwüstete den Träger kurze Zeit später. Etwa 30 Minuten nach dem Treffer sank die St. Lo. 126 Mann der Besatzung kamen ums Leben. Etwa 800 Seeleute wurden von begleitenden Schiffen abgeborgen. |
| 25. Okt. 1944         | Chiyoda, Zuikaku und Chitose    | ≈2.547         | Die japanischen Flugzeugträger Chiyoda (11.200 ts), Zuikaku (25.675 ts) und Chitose (11.200 ts) wurden während der Luft- und Seeschlacht bei Kap Engano von US-Trägerflugzeugen attackiert. Die Chiyoda wurde von vier 454-Kilogramm-Bomben getroffen. Das Schiff blieb manövrierunfähig liegen und wurde, da die übrigen japanischen Schiffe sich nach erfolglosen Schleppversuchen zurückzogen, von einer aus vier Kreuzern und neun Zerstörern bestehenden US-Kampfgruppe gesichtet und durch Artilleriefeuer versenkt. Da zuvor niemand abgeborgen worden war, ging die gesamte Besatzung mit dem Träger unter; schätzungsweise 800 Seeleute fanden den Tod. Die Zuikaku wurde von sieben Lufttorpedos und neun Bomben getroffen. Das Schiff sank innerhalb von etwa 30 Minuten. 843 Besatzungsangehörige gingen mit dem Träger unter. 862 Mann wurden von japanischen Zerstörern gerettet. Die Chitose erlitt drei Treffer von Lufttorpedos. Etwa eine Stunde nach dem Angriff kenterte der Träger und sank. Mit der Chitose gingen 904 Besatzungsmitglieder unter. 601 Überlebende wurden vom Leichten Kreuzer Isuzu und einem Zerstörer geborgen. |
| 25. Okt. 1944         | Fusō und Yamashiro              | ≈3.036         | Während der Seeschlacht in der Straße von Surigao versenken amerikanische Schnellboote und Zerstörer im Nachtangriff mit drei oder vier Torpedotreffern das japanische Schlachtschiff Fuso (34.700 ts). Das Schiff kenterte in den frühen Morgenstunden und ging mit der gesamten Besatzung von rund 1.400 Mann unter. Es war nicht bekannt, ob Besatzungsangehörige überlebt haben. Die Fuso war damit mutmaßlich das größte Kriegsschiff, das im Zweiten Weltkrieg mit seiner gesamten Besatzung verloren ging. Die Yamashiro (34.700 ts), das Schwesterschiff der Fusō, wurde von amerikanischen Seestreitkräften, darunter sechs Schlachtschiffe, im Nachtgefecht durch zahlreiche 35,6-cm- und 40,6-cm-Artillerie- und mindestens zwei Torpedotreffer versenkt. Mit der Yamashiro ginen 1.636 Seeleute unter. Nur zehn Mann überlebten. |
| 31. Okt. 1944         | Bremerhaven                     | 376            | Das deutsche Lazarettschiff Bremerhaven (5.355 BRT), mit 1.671 Verwundeten, 680 Flüchtlingen, 711 Soldaten und Arbeitskräften und 109 Besatzungsangehörigen (darunter 42 Angehörige des medizinischen Personals) an Bord auf dem Weg von Windau nach Gotenhafen, wurde in der Danziger Bucht von fünf sowjetischen Flugzeugen attackiert. Das Schiff wurde von einem Lufttorpedo und zwei Bomben getroffen und geriet in Brand. Knapp zehn Stunden nach dem Angriff kenterte das Schiff und sank. Von den 3.171 Menschen an Bord konnten 2.795 von heraneilenden Schleppern und Hafenbooten gerettet werden, aber 376 Verwundete kamen ums Leben. |
| 5. Nov. 1944          | Nachi                           | 881            | In der Manilabucht, südlich von Corregidor, versenkten rund 70 Flugzeuge der amerikanischen Flugzeugträger Lexington und Ticonderoga den japanischen Schweren Kreuzer Nachi (10.000 ts). Das Schiff wurde von sieben oder acht Lufttorpedos, 20 Bomben und zahlreichen Raketen getroffen und wurde von mehreren schweren Folgeexplosionen in mehrere Teile zerrissen. 881 Besatzungsmitglieder und Stabsangehörige der japanischen 5. Flotte gingen mit dem Kreuzer unter. Nur etwa 220 Mann überlebten. |
| 12. Nov. 1944         | Tirpitz                         | 1204           | Das deutsche Schlachtschiff Tirpitz (45.474 ts) sank nach einem britischen Bomberangriff etwa drei Seemeilen vor Tromsø an der norwegischen Küste. Das Schiff wurde von Avro-Lancaster-Bombern mit rund 5.400 Kilogramm schweren Tallboy-Bomben angegriffen und erhielt mindestens zwei direkte Treffer und zwei Nahtreffer, welche die Tirpitz zum Kentern brachten. 1.204 Mann der Besatzung kamen dabei ums Leben; 890 Mann konnten gerettet werden, einige wurden in tagelanger Arbeit aus dem Rumpf des gekenterten Wracks mit Schweißgeräten herausgeschnitten. |
| 21. Nov. 1944         | Kongō                           | 1250           | In der Formosastraße versenkte das amerikanische U-Boot Sealion aus einem japanischen Flottenverband das Schlachtschiff Kongō (32.600 ts). Das Schlachtschiff erhielt zwei Torpedotreffer und kenterte etwa vier Stunden nach den Treffern. Mit dem Schiff gingen 1.250 Seeleute unter, nur 237 Mann überlebten. Es war dies die einzige Versenkung eines japanischen Schlachtschiffes auf offener See durch ein U-Boot. |
| 24. Nov. 1944         | Hansa                           | 84             | Das unbewaffnete kleine schwedische Passagierschiff Hansa (563 BRT) wurde vor der Insel Gotland ohne Vorwarnung von dem sowjetischen U-Boot L-21 angegriffen und versenkt. Die Detonation des Torpedos war so heftig, dass sie den Bug vom Rest des Schiffes riss und die Hansa innerhalb weniger Minuten zum Sinken brachte. Nur zwei Menschen überlebten. |
| 27. Nov. 1944         | Rigel                           | 2571           | Der unter deutscher Flagge fahrende ehemalige norwegische Frachter Rigel (3.828 BRT), im Konvoi fahrend und auf dem Weg von Bodø nach Trondheim, wurde nördlich von Namsos, nahe Mosjøen, von Fairey-Barracuda-Bombern des britischen Flugzeugträgers Implacable attackiert. An Bord des Schiffes befanden sich 2.248 sowjetische Kriegsgefangene, 103 norwegische und deutsche Gefangene (desertierte Wehrmachtssoldaten), 29 Besatzungsmitglieder und 458 Angehörige der Wehrmacht. Nach mehreren Bombentreffern geriet der Frachter in Brand und strandete an der Felsenküste. Zahlreiche Schiffbrüchige wurden im Wasser treibend von den Flugzeugen mit Bordwaffen beschossen, wodurch sich die Zahl der Opfer erhöhte. Von insgesamt 2.838 Menschen an Bord kamen letztlich 2.571 ums Leben. Nur 267 Überlebende erreichten das Ufer. |
| 29. Nov. 1944         | Shinano                         | 1435           | Der japanische Flugzeugträger Shinano (64.800 ts), zum damaligen Zeitpunkt der größte Flugzeugträger der Welt, wurde etwa 180 Seemeilen südöstlich von Kap Muroto von dem amerikanischen U-Boot Archerfish viermal torpediert. Das Schiff, das sich noch in der Ausrüstungsphase befand und gerade eine Probefahrt absolviert, sank schließlich sieben Stunden nach der Torpedierung, da es der noch unerfahrenen Besatzung nicht gelang, die Wassereinbrüche einzudämmen. Beim Untergang starben 1.435 Seeleute. 1.080 Mann (darunter 32 zivile Werftarbeiter) wurden von japanischen Zerstörern gerettet. Die Shinano war das größte Kriegsschiff, das im Zweiten Weltkrieg von einem U-Boot versenkt wurde. |
| 2. Dez. 1944          | Hawaii Maru                     | 2134           | Westlich der Insel Yakushima versenkte das US-U-Boot Sea Devil den in einem Konvoi fahrenden japanischen Truppentransporter Hawaii Maru (9.467 BRT) durch Torpedoschüsse. Das Schiff, unter anderem beladen mit 60 Sprengbooten und rund 1900 Soldaten, explodierte und sank innerhalb kürzester Zeit. Es gab keine Überlebenden. Insgesamt starben beim Untergang 1903 Heeressoldaten und 231 Besatzungsangehörige bzw. Angehörige der Geschützbedienmannschaften. |
| 3. Dez. 1944          | Cooper                          | 191            | Der amerikanische Zerstörer Cooper (2.610 ts) wurde während eines Gefechts in der Bucht von Ormoc vom japanischen Zerstörer Kuwa torpediert und sank nach einer heftigen Explosion der eigenen Munition. 191 Mann gingen mit dem Schiff unter, etwa 140 Seeleute konnten gerettet werden. |
| 12. Dez. 1944         | Z 35 und Z 36                   | 550            | Während einer Minenlegeoperation im Finnischen Meerbusen (Unternehmen Nil) gerieten die beiden deutschen Zerstörer Z 35 und Z 36 (je 2.519 ts) nordöstlich von Reval auf die eigene „Nashorn“-Minensperre und sanken nach mehreren Minentreffern sowie nach Folgeexplosionen der eigenen Minenladungen. Im eiskalten Wasser starben die meisten Überlebenden innerhalb weniger Minuten. Nur 67 Seeleute von Z 35 konnten später von deutschen Schiffen oder sowjetischen U-Booten geborgen werden. 550 Mann, darunter die gesamte Besatzung des Zerstörers Z 36, fanden den Tod. |
| 15./16. Dezember 1944 | Oryoku Maru                     | ≈330           | Der japanische Passagierdampfer Oryoku Maru (7.363 BRT), beladen mit 1.619 amerikanischen Kriegsgefangenen und auf dem Weg von Manila nach Japan, wurde vor Olongapo von Flugzeugen des US-amerikanischen Flugzeugträgers Hornet angegriffen und nach Bombenschäden an der Küste auf Grund gesetzt, um ein Sinken zu vermeiden. Der gestrandete Transporter wurde zwei Tage lang von Flugzeugen attackiert und mit Bordwaffen beschossen, ehe die halb verdursteten Gefangenen von den Japanern an den Strand gelassen wurden. Insgesamt kamen 286 Kriegsgefangene und etwa 45 japanische Soldaten und Seeleute ums Leben. |
| 19. Dez. 1944         | Unryū                           | 1241           | Der japanische Flugzeugträger Unryū (17.150 ts), eingesetzt als Nachschub- und Flugzeugtransporter und auf der Fahrt von Kure nach Manila, wurde in den Nachmittagsstunden des 19. Dezember im Ostchinesischen Meer von dem amerikanischen U-Boot Redfish zweimal torpediert. Einer der Torpedos traf dabei eine Sektion im Vorschiff, in welcher 30 Ohka-Kamikaze-Flugbomben eingelagert worden waren. Die daraus resultierende Explosion brachte das Schiff in nur sieben Minuten zum Sinken. 1.241 Mann der Besatzung gingen mit der Unryū unter, nur 147 Seeleute konnten von dem sichernden Zerstörer Shigure geborgen werden. Die Unryū war der letzte japanische Flugzeugträger, der im Zweiten Weltkrieg auf offener See versenkt wurde. |
| 24. Dez. 1944         | Léopoldville                    | 819            | Vor dem Hafen von Cherbourg torpedierte am Weihnachtsabend das deutsche U-Boot U 486 den in britischen Diensten stehenden belgischen Truppentransporter Léopoldville (11.509 BRT). Das Schiff, beladen mit über 2.200 amerikanischen Soldaten, wurde kurz vor 18.00 Uhr getroffen und sank knapp drei Stunden nach dem Torpedotreffer. Da die aus Belgiern und Kongolesen bestehende Besatzung in den ersten Minuten nach der Torpedierung überhastet die Beiboote stürmte und die GIs ferner sowohl vom belgischen Kapitän als auch von ihren Vorgesetzten keine genaueren Befehle erhielten und zudem nicht über den drohenden Untergang informiert wurden, verblieben viele Soldaten bis zum Zeitpunkt des Sinkens an Bord und gingen mit dem Schiff unter. In der Dunkelheit konnten aus Cherbourg ausgelaufene Rettungskräfte nur langsam die zahlreichen im Wasser treibenden Schiffbrüchigen aufnehmen. Insgesamt starben 802 amerikanische Soldaten und 17 Besatzungsmitglieder. |

### 1945
| Datum             | Name                     | Opfer  | Beschreibung |
| ----------------- | ------------------------ | ------ | --- |
| 4. Jan. 1945      | Ommaney Bay              | 95     | In der Sulusee wurde der US-amerikanische Geleitträger Ommaney Bay (7.800 ts) bei einem japanischen Luftangriff von einem Kamikaze-Flugzeug und von einer 250-Kilogramm-Bombe getroffen, was starke Explosionen des an Bord befindlichen Flugbenzins auslöste. Der brennende Träger musste aufgegeben werden und wurde in den Abendstunden durch einen Torpedoschuss des US-Zerstörers Burns versenkt. Insgesamt starben 93 Seeleute an Bord des Trägers und zwei Besatzungsangehörige eines zeitweilig längsseits des Trägers liegenden Geleitzerstörers, die von herumfliegenden Trümmern getroffen worden waren. |
| 9. Jan. 1945      | Hisagawa Maru            | >2.300 | Der japanische Konvoi Mo-Ta-30 von Moji (Kyūshū) nach Takao (Formosa) wurde am 8. Januar in der Formosastraße von den US-amerikanischen U-Booten Barb, Picuda und Queenfish angegriffen und erlitt schwere Verluste. Der Großteil der verbliebenen Schiffe wurde am nächsten Tag von Flugzeugen der Task Force 38 versenkt. Allein beim Untergang des Truppentransporters Hisagawa Maru starben um die 2.300 Mann. |
| 30. Jan. 1945     | Wilhelm Gustloff         | >9.300 | Das deutsche ehemalige KdF-Passagierschiff Wilhelm Gustloff (25.484 BRT), beladen mit (vermutlich) weit über 10.580 Menschen, darunter 8.800 Flüchtlinge aus den deutschen Ostgebieten und 1.500 Soldaten, wurde von dem sowjetischen U-Boot S-13 in der Ostsee, nahe Stolpmünde, mit drei Torpedotreffern versenkt. Das Schiff sank innerhalb von knapp einer Stunde. Herbeieilende kleinere deutsche Kriegsschiffe konnten nur rund 1.240 Menschen bergen. Schätzungsweise 9.340 Menschen kamen ums Leben. Der Untergang der Wilhelm Gustloff war bis heute (2023) der verlustreichste Schiffsuntergang der Weltgeschichte bezogen auf ein einzelnes Schiff. |
| 9. Feb. 1945      | U 864                    | 73     | Vor der norwegischen Südküste, etwa fünf Seemeilen westlich von Fedje, versenkte das britische U-Boot Venturer das deutsche U-Boot U 864 durch einen Torpedotreffer. Mit dem deutschen Boot gingen 70 Besatzungsangehörige und drei mitreisende Wissenschaftler unter. U 864 hatte Baupläne des Düsenjägers Messerschmitt Me 262 und rund 61 Tonnen Quecksilber an Bord, die nach Japan verbracht werden sollten. Bemerkenswert war, dass beide Boote zum Zeitpunkt des Angriffs getaucht waren; bis heute ist dies der einzige Fall in der Seekriegsgeschichte, dass ein getauchtes U-Boot ein anderes getauchtes U-Boot versenken konnte. Die Quecksilber-Ladung von U 864 stellt heute eine ernstzunehmende Umweltbedrohung dar, weswegen die norwegische Regierung Pläne verfolgt, das Wrack entweder heben oder unter einer Stein- und Betonschicht versiegeln zu lassen.                                                                     |
| 10. Feb. 1945     | Steuben                  | ≈3.500 | Der als Flüchtlings- und Verwundetentransporter eingesetzte deutsche Passagierdampfer Steuben (13.325 BRT), beladen mit rund 2.800 Verwundeten, 900 Flüchtlingen und etwa 400 Besatzungsangehörigen und Lazarettpersonal, wurde nahe Stolpmünde von dem sowjetischen U-Boot S-13 mit zwei Torpedoschüssen versenkt. Von den rund 4.200 Menschen an Bord konnten nur 661 von einem kleinen Begleitschiff gerettet werden. Schätzungsweise 3.500 Menschen kamen ums Leben. |
| 21. Feb. 1945     | Bismarck Sea             | 318    | Während der Schlacht um Iwo Jima griffen japanische Kamikaze-Flugzeuge die nahe der Ogasawara-Inseln aufgestellten amerikanischen Deckungsstreitkräfte an. Dabei trafen zwei Maschinen den Geleitflugzeugträger Bismarck Sea (7.800 ts), der darauf in Brand geriet. Da die Feuer nicht mehr unter Kontrolle gebracht werden konnten und sich zudem mehrere Munitionsexplosionen ereigneten, wurde das Schiff aufgegeben. Der Träger sank etwa 45 Minuten nach den Treffern. 318 Mann gingen mit der Bismarck Sea unter. |
| 6. März 1945      | Robert Möhring           | 353    | Das deutsche Lazarettschiff Robert Möhring (3.344 BRT) wurde auf der Reede vor Saßnitz (Rügen) von sowjetischen Bombern angegriffen und sank nach einem Volltreffer durch eine 250-Kilogramm-Bombe innerhalb von elf Minuten. An Bord befanden sich 737 Verwundete, 20 Flüchtlinge und 59 Besatzungsangehörige. Beim Untergang starben 353 Menschen. 463 Menschen wurden von Küstenfahrzeugen gerettet. |
| 12. März 1945     | Andros                   | ≈570   | Der mit etwa 2.000 Flüchtlingen beladene und aus Pillau kommende deutsche Frachter Andros (2.995 BRT) geriet im Hafen von Swinemünde in einen Luftangriff von 671 amerikanischen Bombern. Dabei trafen zwei 454-Kilogramm-Bomben das Schiff und brachten es innerhalb von sieben Minuten zum Sinken. Rund 570 Menschen kamen durch die Bombentreffer ums Leben oder ertranken. Etwa 1.450 Menschen konnten sich ans Ufer retten. |
| 20. März 1945     | Lapwing                  | 168    | Vor der Halbinsel Kola versenkte das deutsche U-Boot U 968 die zum alliierten Nordmeergeleitzug JW 65 gehörende britische Sloop Lapwing (1.350 ts) durch einen akustisch gesteuerten Zaunkönig-Torpedo. Das Schiff sank innerhalb von 20 Minuten. 168 Seeleute fanden dabei den Tod, 61 Überlebende werden später vom britischen Zerstörer Savage gerettet. |
| 26. März 1945     | Halligan                 | 162    | Der amerikanische Zerstörer Halligan (2.325 ts) lief während der Schlacht um Okinawa, etwa auf halbem Weg zwischen Okinawa und Kerama Retto, auf eine japanische Mine. Die Explosion zerstörte das Vorschiff und tötete 162 Mann der Besatzung. Das noch schwimmfähige Wrack strandete später nahe der Insel Tokashiki und wurde zum Totalverlust. Etwa 130 Seeleute konnten von amerikanischen Wach- und Landungsbooten gerettet werden. |
| 1. Apr. 1945      | Awa Maru                 | 2002   | In der Formosastraße versenkte das amerikanische U-Boot Queenfish das japanische Repatriierungsschiff Awa Maru (11.249 BRT) mit vier Torpedotreffern. Von den 2.003 Menschen an Bord, zumeist japanische Zivilisten, konnte nur ein einziger Überlebender gerettet werden. Die Versenkung verursachte eine starke Kontroverse, da nach einer Vereinbarung zwischen Japan und den Vereinigten Staaten solchen Schiffen, die auch Güter des Roten Kreuzes für Kriegsgefangene transportierten, gegenseitig freies Geleit eingeräumt worden war. Der Kommandant der Queenfish wurde später wegen dieser Versenkung vor ein Kriegsgericht gestellt und abgemahnt. Zugleich entschuldigen sich die USA bei Japan auch für diese Torpedierung. Nachdem allerdings später bekannt wurde, dass die Awa Maru auch kriegswichtige Güter, unter anderem Zinn und Gummi, an Bord gehabt hatte, zogen die Vereinigten Staaten die Entschuldigung wieder zurück. |
| 6. Apr. 1945      | Colhoun, Emmons und Bush | 182    | Vor Okinawa griffen japanische Kamikaze-Flugzeuge die amerikanischen Vorpostenzerstörer an und versenkten dabei aus einer US-Kampfgruppe die drei Zerstörer Colhoun (2.325 ts), Emmons (1.839 ts) und Bush (2.325 ts). Die Kamikaze versenken zunächst die Bush durch drei Treffer und dann auch die zu Hilfe herankommende Colhoun sowie den etwas abseits stehenden Minensuch-Zerstörer Emmons. Insgesamt starben 182 amerikanische Seeleute, davon alleine 87 an Bord der Bush. Rund 680 Mann von allen drei Schiffen wurden gerettet. |
| 7. Apr. 1945      | Yamato und Yahagi        | 2956   | Während des letzten operativen Vorstoßes der japanischen Flotte in Richtung Okinawa wurde das Schlachtschiff Yamato (69.646 ts) von etwa 390 US-amerikanischen Trägerflugzeugen in mehreren Wellen attackiert und von mindestens 13 Torpedos und acht bis 15 Bomben getroffen. Nach knapp zwei Stunden pausenlosen Angriffen sank das Schiff. Mit der Yamato gingen 2.510 Seeleute unter. Nur 269 Überlebende konnten geborgen werden. Auch der das Schlachtschiff begleitende Leichte Kreuzer Yahagi (6.652 ts) wurde von zahlreichen amerikanischen Trägerflugzeugen attackiert und sank nach mindestens sieben Torpedotreffern sowie zehn Bombentreffern. 446 Seeleute gingen mit dem Schiff unter. |
| 9./10. April 1945 | Admiral Scheer           | 32     | Bei einem nächtlichen britischen Luftangriff auf den Hafen von Kiel wurde der deutsche Schwere Kreuzer Admiral Scheer (13.600 ts) von fünf Bomben getroffen und kenterte an seinem Liegeplatz. Da der Großteil der Besatzung sich während des Angriffs in einem Bunker an Land aufhielt, kamen nur 32 Mann ums Leben. |
| 11. Apr. 1945     | Moltkefels               | ≈500   | Auf der Reede vor Hela wurde der mit schätzungsweise 2.700 Flüchtlingen, 1.000 Verwundeten und 300 Soldaten beladene deutsche Frachter Moltkefels (7.863 BRT) bei sowjetischen Luftangriffen von vier Bomben getroffen und geriet in Brand. Obwohl viele Menschen an Bord von herbeieilenden Schiffen abgeborgen werden konnten und der Dampfer schließlich an der Küste auf Grund gesetzt werden konnte, kamen etwa 500 Menschen in den Flammen um. |
| 11. Apr. 1945     | Posen                    | ≈300   | Auf der Reede vor Hela wurde das deutsche Lazarettschiff Posen (1.069 BRT) von sowjetischen Flugzeugen attackiert und mit Bomben in Brand geworfen. An Bord befanden sich 540 Verwundete, 100 Flüchtlinge und rund 80 Besatzungsangehörige. Das brennende Schiff wurde an der Küste auf Grund gesetzt. Insgesamt kamen etwa 300 Menschen ums Leben. |
| 12. Apr. 1945     | Mannert L. Abele         | 73     | Während der Schlacht um Okinawa wurde der auf Radarvorposten stehende amerikanische Zerstörer Mannert L. Abele (2.200 ts) von zwei neuartigen japanischen Ohka-Flugbomben getroffen und sank. 73 Mann der Besatzung fanden dabei den Tod. Es war die erste und einzige Versenkung eines Schiffes durch die Ohka-Kamikaze-Flugbombe. |
| 13. Apr. 1945     | Karlsruhe                | ≈970   | Vor der Küste Pommerns wurde der deutsche Frachter Karlsruhe (897 BRT), mit rund 1.080 Flüchtlingen und Besatzungsangehörigen an Bord und auf dem Weg von Pillau nach Kopenhagen, von sowjetischen Torpedobombern angegriffen und durch zwei Lufttorpedotreffer versenkt. Das Schiff sank in nur drei Minuten. Nur 113 Überlebende wurden von zwei Sicherungsschiffen gerettet. Schätzungsweise 970 Menschen fanden den Tod. |
| 16. Apr. 1945     | Goya                     | ≈7.000 | Der deutsche Frachter Goya (5.230 BRT) wurde auf der Ostsee, westlich von Hela, von dem sowjetischen U-Boot L-3 in der Nacht zweimal torpediert und versenkt. Das Schiff, beladen mit vermutlich über 7.200 Soldaten, Flüchtlingen und Verwundeten, sank innerhalb von nur sieben Minuten. Nur etwa 170 Überlebende konnten von einem Minensuchboot gerettet werden. Schätzungsweise 7.000 Menschen fanden den Tod. |
| 3. Mai 1945       | Cap Arcona und Thielbek  | ≈7.200 | Der in der Lübecker Bucht ankernde deutsche Passagierdampfer Cap Arcona (27.561 BRT) und das deutsche Frachtschiff Thielbek (2.815 BRT) wurden von Hawker-Typhoon-Jagdbombern der Royal Air Force mit Raketen und Bordwaffen in Brand geschossen, brannten aus und kenterten. An Bord der Cap Arcona befanden sich rund 4.600 Häftlinge aus dem KZ Neuengamme. Fast alle kamen bei dem Brand oder in der kalten Ostsee ums Leben oder wurden von Wachmannschaften, die die Lukendeckel verschlossen hielten, erschossen. Mindestens 4.500 Menschen starben. Auf der Thielbek fanden schätzungsweise 2.700 von etwa 2.800 an Bord befindlichen Personen den Tod. |
| 4. Mai 1945       | Orion                    | ≈150   | Der deutsche Frachter Orion (15.700 BRT), beladen mit rund 4.000 Flüchtlingen und unterwegs nach Kopenhagen, wurde auf der Reede vor Swinemünde von sowjetischen Bombern versenkt. Etwa 150 Menschen kamen ums Leben, die übrigen wurden von in der Nähe befindlichen Schiffen gerettet. |
| 15./16. Mai 1945  | Haguro                   | ≈900   | In der Malakkastraße, etwa 55 Seemeilen vor Penang, versenkte die aus fünf Schiffen bestehende britische 26. Zerstörer-Flottille in einem Torpedo-Nachtangriff den japanischen Schweren Kreuzer Haguro (10.000 ts). Das Schiff wurde von vier oder fünf Torpedos getroffen und sank innerhalb von etwa 40 Minuten. Mit dem Kreuzer gingen rund 900 Besatzungsangehörige unter. 320 Mann konnten von dem Zerstörer Kamikaze gerettet werden. |
| 8. Juni 1945      | Ashigara                 | ≈1.200 | Der japanische Schwere Kreuzer Ashigara (10.000 ts), beladen mit etwa 1.600 Heeressoldaten und auf dem Weg nach Singapur, wurde in der Bangkastraße, östlich von Sumatra, von dem britischen U-Boot Trenchant mit insgesamt fünf Torpedoschüssen versenkt. Das Schiff sank innerhalb von 20 Minuten. Ein Begleitzerstörer konnte etwa 1.250 Besatzungsangehörige und Soldaten retten, aber schätzungsweise 1.200 Soldaten und Seeleute gingen mit dem Schiff unter. |
| 24. Juli 1945     | Hyūga                    | ≈200   | Etwa 15 Seemeilen südlich von Kure, nahe Nasake Jima, versenkten über 200 amerikanische Trägerflugzeuge der Task Force 38 in mehreren Angriffswellen das ankernde japanische Schlachtschiff Hyūga (35.350 ts). Das wegen Treibstoffmangels kaum mehr einsatzbereite Schiff wurde von mindestens zehn Bomben getroffen und begann langsam zu sinken, weswegen die Besatzung ihr Schiff am Ufer der naheliegenden Insel Nasake Jima auf Grund setzte. Etwa 200 Besatzungsangehörige kamen bei den Luftangriffen ums Leben. |
| 28. Juli 1945     | Haruna                   | 65     | Im Hafen von Kure versenken amerikanischen Trägerflugzeuge und landgestützte Bomber vom Typ Consolidated B-24 das japanische Schlachtschiff Haruna (32.670 ts). Das vor Anker liegende Schiff, das wegen Treibstoffmangels nicht mehr eingesetzt werden konnte, wurde in mehreren Wellen angegriffen und dabei von neun 454-Kilogramm-Bomben direkt getroffen und durch zehn oder 13 Nahtreffer beschädigt. Schließlich sank die Haruna mit dem Heck im seichten Wasser auf Grund und wurde aufgegeben. 65 Mann der Besatzung fanden dabei den Tod. |
| 28. Juli 1945     | Ōyodo                    | ≈300   | Der japanische Leichte Kreuzer Ōyodo (8.164 ts) wurde in der Bucht von Hiroshima, nahe Eta Jima, von US-Trägerflugzeugen der Task Force 38 angegriffen und erhielt mindestens sechs Bombentreffer. Der Kreuzer, der bereits am 24. Juli durch vier Bombentreffer beschädigt worden war, kenterte daraufhin und blieb im seichten Wasser liegen. Rund 300 Mann kamen bei den Luftangriffen ums Leben. Etwa 600 Mann überlebten und erreichten die nur etwa 150 Meter entfernte Küste. |
| 28. Juli 1945     | Ise                      | ≈50    | Das japanische Schlachtschiff Ise (35.350 ts), das wegen Treibstoffmangels nicht mehr einsatzbereit war, wurde in der Straße von Ondo Seto, etwa auf halbem Weg zwischen Kure und Kurahashi Jima, von Flugzeugen der Task Force 38 mehrfach angegriffen und erhielt mindestens 16 Bombentreffer. Das Schiff, das bereits am 24. Juli bei Luftangriffen beschädigt worden war, sank schließlich im flachen Wasser langsam auf Grund und wurde etwa vier Stunden nach den Attacken aufgegeben. Etwa 50 Seeleute kamen bei diesen Angriffen ums Leben. |
| 30. Juli 1945     | Indianapolis             | 880    | Der amerikanische Schwere Kreuzer Indianapolis (10.100 ts) wurde im westlichen Pazifik, etwa auf halber Strecke zwischen Guam und den Philippinen, von dem japanischen U-Boot I-58 mit zwei Torpedotreffern versenkt. Der Kreuzer hatte zuvor Teile der Atombombe Little Boy nach den Marianen-Inseln gebracht und fuhr unter strenger Geheimhaltung, weswegen das Schiff nicht sofort vermisst und gesucht wurde. Erst nach vier Tagen wurden erste Überlebende geborgen. Insgesamt starben 880 von 1.196 Besatzungsmitgliedern. |

## Seit 1945
| Datum               | Name                      | Opfer     | Beschreibung |
| ------------------- | ------------------------- | --------- | --- |
| 1. Jan. 1947        | Karla                     | 16        | Der dänische Kabelleger Karla (941 BRT) sank nördlich von Tallinn im Finnischen Meerbusen auf einer noch nicht geräumten Mine aus dem Zweiten Weltkrieg. 16 von 44 Besatzungsangehörigen an Bord kamen dabei ums Leben. |
| 19. Jan. 1947       | Heimara                   | 378       | Der griechische Küstendampfer Heimara (1.427 BRT), auf der Fahrt von Thessaloniki nach Piräus und mit 524 Passagieren und 80 Besatzungsmitgliedern an Bord, erlitt nahe der Gavrionisia-Inselgruppe einen Minentreffer und sank innerhalb weniger Minuten. 378 Menschen fanden dabei den Tod. Die Herkunft der mutmaßlich aus dem Zweiten Weltkrieg stammenden Mine war nicht geklärt, es war jedoch einer der opferreichsten Schiffsverluste in Friedenszeiten in griechischen Gewässern. |
| 7. Okt. 1947        | Betty Hindley             | 1         | Südlich von Scarborough lief der britische Frachter Betty Hindley (1.771 BRT) auf eine deutsche Mine auf und sank, zweieinhalb Jahre nach Ende des Zweiten Weltkrieges. Dabei kam ein Besatzungsmitglied ums Leben und es wurden zwei weitere Seeleute verletzt. Die Betty Hindley war vermutlich das letzte britische Handelsschiff, das nachweislich durch eine aus dem Zweiten Weltkrieg stammende Mine versenkt wurde. |
| 25. Dez. 1947       | Skoghaug                  | 26        | Vor der Küste der Provinz Noord-Holland, nahe Callantsoog, lief das norwegische Frachtschiff Skoghaug (2.099 BRT) auf eine Mine aus dem Zweiten Weltkrieg. Das Schiff brach nach einer durch die Mine verursachten Folgeexplosion der Kessel auseinander und sank in wenigen Minuten. Nur ein einzelner Überlebender der 27 Personen zählenden Besatzung wurde später gerettet. |
| 16. Jan. 1948       | Svein Jarl                | 9         | Das norwegische Frachtschiff Svein Jarl (2.056 BRT), mit einer Ladung Stückgut auf dem Weg von Kalamata nach Patras, sank vor dem Hafen von Patras auf einer noch nicht geräumten Seemine aus dem Zweiten Weltkrieg. Neun Seeleute fanden dabei den Tod, 17 Besatzungsangehörige überlebten. |
| 11. Juni 1948       | Kjøbenhavn                | 48 – >150 | Vor Aalborg lief das aus Kopenhagen kommende dänische Passagierschiff Kjøbenhavn (1.670 BRT) auf eine vermutlich aus dem Zweiten Weltkrieg stammende Treibmine und sank binnen zehn Minuten. Von den an Bord befindlichen Passagieren und Besatzungsmitgliedern konnten 260–310 gerettet werden, 48 bis >150 fanden den Tod. |
| 22. Juni 1948       | Altalena                  | 16        | Das von der jüdischen Untergrundgruppe Irgun gecharterte Landungsschiff Altalena (1.625 ts), ein ehemaliges US-Panzerlandungsschiff, mit welchem die Irgun unter anderem 940 Kämpfer, 5.000 Gewehre sowie Munition von Frankreich nach Israel bringen wollten, wurde nahe Tel Aviv von den regulären israelischen Streitkräften (IDF) unter David Ben-Gurion, die die illegalen Aktivitäten der Irgun beenden wollen, zur Übergabe aufgefordert. Nach dem Scheitern der Verhandlungen wurde das Schiff mit Artillerie in Brand geschossen und strandete an der Küste. 16 Irgun-Kämpfer kamen auf dem Schiff und bei Gefechten an Land ums Leben, weitere etwa 200 Mann wurden von der IDF gefangen genommen. |
| 4. Dez. 1948        | Kiang Ya                  | ≈3.100    | Der mit (vermutlich) knapp 4.000 nationalchinesischen Flüchtlingen, die auf der Flucht vor rotchinesischen Truppen waren, beladene chinesische Passagierdampfer Kiang Ya (3.731 BRT) fuhr in der Mündung des Huangpu, etwa 15 Seemeilen vor Wusong (Shanghai), auf eine Mine, die vermutlich von den Japanern noch während des Zweiten Weltkrieges gelegt worden war, und sank nach einer schweren Folgeexplosion in den Maschinenräumen. An Bord des Schiffes, das im flachen Wasser auf Grund sank, aber dessen Aufbauten noch zeitweilig aus dem Wasser ragen, starben schätzungsweise 3.100 Menschen. Zwischen 700 und 1.000 Überlebende sollen gerettet worden sein. |
| 15. Sep. 1950       | Laplace                   | 51        | Westlich von Saint-Malo, nahe der Baie de la Fresnaye, lief die zum Wetterbeobachtungsschiff umgebaute französische Fregatte Laplace (1.430 ts) auf eine Mine aus dem Zweiten Weltkrieg und sank. 51 Soldaten fanden den Tod. |
| 21. Sep. 1950       | Energi                    | 9         | Im Furusund, nordöstlich von Stockholm, sank das von Svartvik nach Rotterdam laufende panamaische Frachtschiff Energi (1.990 BRT) infolge einer Explosion an Bord. Neun Seeleute kamen dabei ums Leben. Später wurde im Rahmen einer Untersuchung ersichtlich, dass es sich um eine gezielt herbeigeführte Explosion und um Sabotage beziehungsweise um einen Versicherungsbetrug gehandelt hatte. |
| 1. Okt. 1950        | Magpie                    | 21        | Während des Koreakrieges sank der US-Minensucher Magpie (270 ts) vor Chusan Po auf einer nordkoreanischen Treibmine. 21 Besatzungsangehörige fanden den Tod, 12 Crewmitglieder konnten von dem US-Minensucher Merganser gerettet werden. |
| 1. Aug. 1952        | Pas de Calais II          | 11        | Im Hafen von Boulogne sank das französische Baggerschiff Pas de Calais II (1.289 BRT) nach einer schweren Explosion. Elf Besatzungsangehörige kamen dabei ums Leben. Bei einer nachfolgenden Untersuchung wurde ersichtlich, dass das Baggerschiff versehentlich einen im Hafenschlick liegenden Torpedo aus dem Zweiten Weltkrieg mit seiner Baggervorrichtung angehoben hatte, welcher daraufhin explodiert war. |
| 14. Nov. 1954       | Tai Ping                  | 23        | Im Ostchinesischen Meer, nahe der Dachen-Inseln vor der Küste der Provinz Zhejiang, wurde im Kontext der ersten Quemoy-Krise der nationalchinesische Geleitzerstörer Tai Ping (1.140 ts) von vier rotchinesischen Schnellbooten attackiert und durch Torpedoschüsse versenkt. Von den rund 200 Besatzungsangehörigen kamen 23 ums Leben. |
| 1. Nov. 1956        | Domiat                    | 56        | Während der Sueskrise traf im Roten Meer, südlich von Sues, der britische Leichte Kreuzer Newfoundland auf die ägyptische Fregatte Domiat (1.370 ts) und versenkte sie durch Artilleriefeuer. Mit dem Schiff gingen 56 Seeleute unter, 69 Überlebende wurden von dem britischen Kreuzer gerettet. Auf britischer Seite gab es einen Toten und fünf Verwundete. |
| 13. März 1959       | Al Kahira                 | ?         | Im Hafen von Ostende sank das ägyptische Frachtschiff Al Kahira (2.704 BRT) nach einer starken Explosion an Bord. Erst Jahrzehnte später wurde bekannt, dass es sich um einen Sprengstoffanschlag gehandelt hatte, den die Terrororganisation Rote Hand, eine Tarngruppierung des französischen Geheimdienstes (siehe Service Action), im Zusammenhang mit dem Algerienkrieg (die Al Kahira war seitens der Franzosen verdächtigt worden, Waffen und Nachschub für die algerische Befreiungsfront zu transportieren) ausgeführt hatte. Es ist unklar, ob Personenschäden entstanden. Das Wrack wurde später gehoben und 1960 abgewrackt. |
| 1. Feb. 1960        | Berta Kienass             | 12        | Vor Texel sank das auf der Reise von Amsterdam nach Kopenhagen befindliche Rendsburger Küstenmotorschiff Berta Kienass so plötzlich, dass kein Notruf abgesetzt werden konnte. Alle zwölf an Bord befindlichen Personen kamen beim Untergang ums Leben. Als Unglücksursache wurde eine Minenexplosion angenommen. |
| 13. Jan. 1961       | Münsterland               | 8         | Auf der Reise von Esbjerg nach Herøya sank das Barßeler Küstenmotorschiff Münsterland (427 BRT) plötzlich im Seegebiet des Skagerraks südlich der norwegischen Hafenstadt Larvik. Alle acht Besatzungsmitglieder fanden bei dem Untergang, der vermutlich von der Explosion einer Mine ausgelöst wurde, den Tod. |
| 8. Apr. 1961        | Dara                      | 238       | Vor Dubai kam es an Bord des mit 819 Passagieren und Besatzungsmitgliedern besetzten britischen Fracht- und Passagierschiff Dara (5.030 BRT) zu einer Explosion und einem anschließenden Großbrand, der schließlich zum Sinken des Schiffes führte. Hierbei fanden 238 Passagiere, Besatzungsmitglieder und Feuerwehrleute den Tod. Ursache der Explosion war vermutlich ein Terroranschlag omanischer Separatisten. |
| 15. Jan. 1962       | Matjan Tutul              | ≈20       | Während des Konfliktes zwischen Indonesien und den Niederlanden über die Zugehörigkeit der niederländischen Kolonie Westneuguinea wurden drei indonesische Torpedoschnellboote, mit Waffen und Insurgenten für den Untergrundkampf an Bord, in der Arafurasee, etwa zehn Seemeilen von Vlakke Hoek entfernt, von dem holländischen Zerstörer Evertsen und der Fregatte Kortenaer gestellt. Im nachfolgenden Gefecht sank das indonesische Torpedoschnellboot Matjan Tutul (183 ts), mit rund 70 Kämpfern und Seeleuten an Bord, nach Artillerietreffern. 52 Überlebende wurden danach von den Holländern gerettet. Etwa 20 Menschen kamen ums Leben. |
| 2. Mai 1964         | Card                      | 5         | Der amerikanische Flugzeugtransporter Card (7.800 ts), es handelte sich um einen umgebauten und seit 1958 vom Military Sealift Command eingesetzten ehemaligen Geleitflugzeugträger, wurde während des Vietnamkriegs im Hafen von Saigon von einem nordvietnamesischen Kampfschwimmer mit einer Haftmine versenkt. Fünf Seeleute kamen dabei ums Leben. Das Schiff wurde später wieder gehoben und im Dezember 1964 erneut in Dienst genommen. |
| 28. Apr. 1965       | T-161, T-163 und T-173    | 26        | Auf dem Parfüm-Fluss versenkten während des Vietnamkriegs Skyraider-Erdkampfflugzeuge und F-105-Jets der United States Air Force die drei nordvietnamesischen Kanonenboote T-161, T-163 und T-173 (je 80 ts). Insgesamt kamen 26 Besatzungsangehörige (von zusammen rund 45 Mann auf allen drei Booten) ums Leben. |
| 26. Aug. 1966       | Baton Rouge Victory       | 7         | Während des Vietnamkriegs wurde das amerikanische Versorgungs- und Transportschiff Baton Rouge Victory (7.612 BRT) auf dem Fluss Lòng Tàu im Mekongdelta von nordvietnamesischen Kampfschwimmern mit zwei Haftminen attackiert. Sieben US-Seeleute kamen dabei ums Leben. Das Schiff musste an der Küste auf Grund gesetzt werden, um einen Untergang abzuwenden. Es wurde später abgeborgen und verschrottet. |
| 19. Jan. 1967       | Dangpo                    | 39        | Vor der koreanische Ostküste, nahe der Demarkationslinie zwischen Südkorea und Nordkorea, wurde das südkoreanische Patrouillenschiff Dangpo (914 ts) von nordkoreanischer Küstenartillerie beschossen und versenkt. Insgesamt 39 Besatzungsangehörige starben, 40 Seeleute überlebten und wurden von anderen südkoreanischen Schiffen geborgen. |
| 21. Okt. 1967       | Eilat                     | 47        | Während einer Patrouillenfahrt nahe Port Said wurde der israelische Zerstörer Eilat (1.710 ts) in den Nachmittagsstunden des 21. Oktober von mehreren ägyptischen Raketen-Schnellbooten mit Flugkörpern vom Typ SS-N-2 Styx angegriffen. Etwa 15 Seemeilen vor der Küste erhielt der Zerstörer mindestens vier Treffer. Die Eilat geriet in Brand und sank etwa gegen 18.45 Uhr, eine Stunde nach dem ersten Einschlag. Mit dem Schiff gingen 47 Seeleute unter, rund 90 wurden verwundet. Es war die erste Versenkung eines Kriegsschiffes mit schiffsgestützten Marschflugkörpern. |
| 16. Mai 1970        | El Qaher                  | 52        | Im Roten Meer, nahe Ras Banas (Südägypten), versenkten im Rahmen des sogenannten Abnutzungskriegs israelische Dassault-Mirage-III-Kampfjets den ägyptischen Zerstörer Al Qahar (1.830 ts) durch Bordwaffen- und Raketenbeschuss. Das brennende Schiff sank schließlich mit dem Heck auf Grund und wurde aufgegeben. 52 Besatzungsangehörige fanden dabei den Tod. Das Wrack liegt noch heute (2023) am Untergangsort, wobei das Vorschiff noch aus dem Wasser ragt. |
| 4. Dez. 1971        | Ghazi                     | 93        | Während des 3. Krieges zwischen Indien und Pakistan (Bangladesch-Krieg) ging das pakistanische U-Boot Ghazi (1.570 ts) vor dem Hafen Visakhapatnam (wo das U-Boot Minen hätte legen sollen) mit der gesamten Besatzung von 93 Mann verloren. Möglicherweise fiel das U-Boot einem Wasserbombenangriff des indischen Zerstörers Rajput zum Opfer (und wäre damit das erste seit dem Zweiten Weltkrieg versenkte U-Boot). Die pakistanische Seite indessen schreibt den Untergang einer versehentlichen Explosion einer eigenen Mine zu. |
| 4./5. Dezember 1971 | Khaibar und Muhafiz       | 255       | Während des dritten Krieges zwischen Indien und Pakistan (Bangladesch-Krieg) versenkten drei indische Flugkörper-Schnellboote in einem Nachtgefecht vor Karatschi den pakistanischen Zerstörer Khaibar (2.315 ts) und das Minensuchboot Muhafiz durch je zwei Seezielflugkörper vom Typ SS-N-2 Styx. Mit den beiden Schiffen gingen 255 Seeleute unter. |
| 9. Dez. 1971        | Khukri                    | 194       | Während des dritten Krieges zwischen Indien und Pakistan versenkte das pakistanische U-Boot Hangor vor der Küste des westindischen Bundesstaates Gujarat aus einer U-Jagdgruppe die indische Fregatte Khukri (1.456 ts). Die Fregatte explodierte nach einem Torpedotreffer und sank mit 194 Besatzungsangehörigen an Bord. Es war die erste Versenkung eines Kriegsschiffes durch ein U-Boot seit Ende des Zweiten Weltkrieges. |
| 19. Jan. 1974       | Nhật Tảo                  | ≈50       | Gegen Ende des Vietnamkrieges kam es Anfang 1974 bei den umstrittenen Paracel-Inseln im Südchinesischen Meer zu einem Gefecht zwischen chinesischen und südvietnamesischen Schiffen. Die Brücke der südvietnamesischen Korvette Nhật Tảo (ehemals amerikanischer Minensucher Serene) wurde von einer Antischiffsrakete getroffen, das steuerlose Schiff anschließend versenkt, während sich die restlichen südvietnamesischen Einheiten zurückziehen konnten. Etwa 50 Besatzungsmitglieder starben. |
| 22. Juli 1974       | Kocatepe                  | 80        | Während der türkischen Invasion auf Zypern griffen türkische North-American-F-100-Kampfjets irrtümlich den als griechisches Schiff identifizierten türkischen Zerstörer Kocatepe (3.460 ts) an und treffen das Schiff mit zwei 454-Kilogramm-Bomben und mehreren Raketen. Der Zerstörer geriet in Brand und sank später nahe Akrotiri, wobei 80 Seeleute getötet wurden. Rund 270 Mann überlebten und wurden von türkischen und britischen Schiffen geborgen. |
| 25. Dez. 1976       | Patra                     | 102       | Das ägyptische Pilgerschiff geriet am Abend des 24. Dezember 1976 auf der Fahrt von Dschidda nach Sues mit rund 450 Menschen an Bord in Brand. Versuche der Besatzung, den Brand unter Kontrolle zu bringen, waren vergeblich. Der Befehl zum Verlassen des Schiffs wurde von vielen Passagieren erst nach Androhung von Gewalt befolgt. Die Mehrheit der Schiffbrüchigen wurde von herbeigeeilten Schiffen gerettet, aber mindestens 102 Menschen kamen ums Leben. Die Patra sank schließlich am Morgen des 25. Dezember 1976 etwa 50 Seemeilen nordnordwestlich von Dschidda. |
| 23. Jan. 1977       | Lucona                    | 6         | In der Nähe der Malediven sank der vorgeblich mit einer Uranerzaufbereitungsanlage beladene Frachter Lucona (1.211 BRT) nach einer schweren Explosion an Bord bei ruhiger See an einer besonders tiefen Meeresstelle. Dabei fanden sechs Besatzungsmitglieder den Tod. Schon bald nach dem Untergang wurden jedoch Zweifel laut, ob es sich bei dem Untergang tatsächlich um einen Unfall gehandelt hatte. Nach umfangreichen Nachforschungen wurde im Jahr 1992 der österreichische Geschäftsmann Udo Proksch als Urheber der absichtlichen Versenkung des Schiffes, höchstwahrscheinlich ausgeführt mit Hilfe einer Zeitbombe, ermittelt und des Versicherungsbetruges überführt. |
| 27. Aug. 1979       | Shadow V                  | 4         | Im County Sligo (Irland) verübte die irische Terrorgruppe Provisional Irish Republican Army einen Bombenanschlag auf das Fischerboot Shadow V, das private Boot von Louis Mountbatten, dem letzten Vizekönig von Indien. Das Boot wurde völlig zerstört. Mountbatten, sein Enkel und zwei weitere Personen kamen ums Leben. |
| 17. Feb. 1980       | Salem                     | 0         | Der unter liberianischer Flagge laufende Tanker Salem (96.228 BRT) wurde am 17. Februar 1980 vor der senegalesischen Küste versenkt, um die Unterschlagung von etwa 180.000 Tonnen Rohöls zu decken und um den Schiffsversicherer Lloyd’s of London um weitere 56 Millionen US-Dollar zu betrügen. Gerettete Besatzungsmitglieder der Salem verrieten sich später jedoch selbst, weswegen der Betrug schnell aufgedeckt wurde. |
| 2. Mai 1982         | General Belgrano          | 323       | Während des Falklandkrieges wurde der argentinische Kreuzer General Belgrano (9.575 ts) etwa 200 Seemeilen südlich der Inselgruppe vom britischen Atom-U-Boot Conqueror zweimal torpediert und sank. Bei dieser Explosion und dem Untergang des Kreuzers kamen 323 Menschen ums Leben, davon zwei Zivilisten. 770 Besatzungsangehörige wurden gerettet. |
| 4. Mai 1982         | Sheffield                 | 20        | Während des Falklandkrieges gelang es argentinischen Jagdbombern, den britischen Zerstörer Sheffield (4.100 ts) mit einem Seezielflugkörper vom Typ Exocet zu treffen und schwer zu beschädigen. Die Rakete explodierte zwar nicht, aber der Treibstoff des Flugkörpers verursachte einen folgenschweren Brand, der nicht mehr unter Kontrolle gebracht werden konnte. Die Sheffield brannte völlig aus und sank fünf Tage später. 20 Seeleute fanden bei dem Angriff den Tod. |
| 11. Mai 1982        | Isla de los Estados       | 22        | In den Abendstunden des 11. Mai überraschte die britische Fregatte Alacrity im Falklandsund das argentinische Versorgungsschiff Isla de los Estados (3.950 ts) und versenkte es durch Artilleriefeuer. Der Versorger, beladen mit Flugbenzin und Munition, flog nach wenigen Treffern in die Luft und sank mit 22 Mann an Bord. Nur zwei Überlebende wurden später von den Briten gerettet. |
| 22. Mai 1982        | Ardent                    | 22        | Während des Falklandkrieges wurde die im Falklandsund liegende britische Fregatte Ardent (3.250 ts) von argentinischen Jagdbombern mit insgesamt sieben Bomben getroffen und sank. 22 Mann der Besatzung kamen dabei ums Leben. |
| 24./25. Mai 1982    | Antelope                  | 2         | Im Falklandsund trafen während des Falklandkrieges argentinische Douglas-A-4-Jagdbomber die britische Fregatte Antelope (3.250 ts) mit zwei 454-Kilogramm-Bomben, die allerdings nicht explodierten. Am nächsten Tag explodierte eine der Bomben, die mit einem Zeitzünder versehen war, während eines Entschärfungsversuchs und verursachte schwere Folgexplosionen der Munition, die das Schiff völlig verwüsteten und letztlich versenkten. Da die Fregatte vor dem Entschärfungsversuch weitgehend evakuiert worden war, kamen insgesamt nur zwei Mann, darunter ein Mitglied des Bombenräumtrupps, ums Leben. |
| 25. Mai 1982        | Coventry                  | 19        | Während des Falklandkrieges flog die argentinische Luftwaffe Angriffe gegen die nordwestlich der Inselgruppe stehenden britischen Trägerverbände. Dabei trafen Jagdbomber den britischen Zerstörer Coventry (4.100 ts) mit drei 227-Kilogramm-Bomben so schwer, dass das Schiff nach nur zwanzig Minuten sank. 19 Mann der Besatzung fanden dabei den Tod. |
| 25. Mai 1982        | Atlantic Conveyor         | 12        | Nordwestlich der Falklandinseln versenkten argentinische Dassault-Super-Étendard-Jagdbomber mit zwei Raketen vom Typ Exocet das britische Frachtschiff Atlantic Conveyor (14.950 ts), welches von der Royal Navy für Transportaufgaben requiriert worden war. Insgesamt kamen dabei zwölf Seeleute ums Leben. Es war dies der erste Schiffsverlust der britischen Handelsmarine seit Ende des Zweiten Weltkrieges, der durch Feindeinwirkung verursachte wurde. |
| 8. Juni 1982        | Sir Galahad               | 48        | In der Fitzroy-Bucht wurde während des Falklandkrieges das britische Landungsschiff Sir Galahad (3.270 ts) bei einem Luftangriff argentinischer Douglas-A-4-Jagdbomber von drei Bomben getroffen. Das Schiff, gerade beim Ausladen von Truppen, wurde von mehreren Folgexplosionen erschüttert und brannte völlig aus. Insgesamt starben 48 Seeleute und Soldaten, über 150 wurden verletzt; viele der Verwundeten erlitten teils schwerste Brandverletzungen. Es war der opferreichste Einzelverlust der Royal Navy während des gesamten Falklandkrieges. |
| 9. Juli 1985        | M. Vatan                  | 0         | Im Persischen Golf, nahe der Insel Charg, beschädigten irakische Kampfjets während des Ersten Golfkrieges mit Raketen vom Typ Exocet den türkischen Supertanker M. Vatan (188.688 BRT). Die Besatzung von 33 Mann konnte sich vollständig retten, aber rund 100.000 Tonnen Öl flossen ins Meer und verursachten eine schwere Umweltkatastrophe. Das schwer beschädigte Schiff konnte eingebracht werden, wurde jedoch später als irreparabel eingestuft und nachfolgend verschrottet. |
| 11. Juli 1985       | Rainbow Warrior           | 1         | Im neuseeländischen Hafen Auckland versenkten Agenten des französischen Geheimdienstes DGSE mit zwei Haftminen den umgebauten Trawler Rainbow Warrior der Umweltschutzorganisation Greenpeace, die mit dem Schiff gegen französische Kernwaffentests auf dem Atoll Mururoa protestieren wollte. Bei dem Anschlag kam ein niederländisch-portugiesischer Fotograf ums Leben. Der Vorfall sorgte für heftige internationale Proteste und für eine diplomatische Krise zwischen Frankreich und Neuseeland. |
| 25. März 1986       | Ean Zaquit                | ≈25       | Während einer Serie von Zusammenstößen im Golf von Sidra zwischen libyschen Streitkräften und der United States Navy (Operation Attain Document) wurde die libysche Raketen-Korvette Ean Zaquit (560 ts) von amerikanischen Grumman-A-6-Kampfjets durch Beschuss mit AGM-84-Harpoon-Seezielflugkörpen versenkt. Vermutlich etwa 25 Seeleute fanden dabei den Tod. |
| 16. Apr. 1987       | Musson                    | 39        | Während eines Manövers der sowjetischen Pazifikflotte vor der Küste bei Wladiwostok wurde die sowjetische Raketen-Korvette Musson (570 ts) während eines Übungsschießens versehentlich von einem P-15M-Seezielflugkörper, der zuvor von einer Korvette der Tarantul-Klasse abgefeuert worden war, getroffen. Die Musson geriet in Brand und sank nach knapp fünf Stunden nach einer Folgeexplosion der eigenen Raketen. 39 Seeleute kamen dabei ums Leben, 37 Mann überlebten. |
| 6. Dez. 1987        | Norman Atlantic           | 0         | Während des Ersten Golfkrieges schossen iranische Motorboote im Persischen Golf den unter der Flagge Singapurs laufenden Tanker Norman Atlantic (42.093 BRT) mit RPGs in Brand. Das Schiff wurde ein Totalverlust. Die Besatzung konnte vollständig gerettet werden. |
| 4. Feb. 1988        | Mare                      | 0         | Während des Ersten Golfkrieges schossen iranische Motorboote im Persischen Golf, etwa 25 Seemeilen vor der Küste Dubais, am 30. Januar 1988 den unter der Flagge Panamas laufenden griechischen Frachter Mare (15.241 BRT) mit RPGs in Brand. Das Schiff sank fünf Tage später während eines Schleppversuches. Die Besatzung konnte gerettet werden. |
| 14. März 1988       | HQ-505, HQ-604 und HQ-605 | 64        | Im Rahmen der Territorialkonflikte im Südchinesischen Meer kam es um das Korallenriff Johnson South zu einem Gefecht zwischen vietnamesischen Schiffen und chinesischen Kriegsschiffen. Dabei versenkten drei chinesische Fregatten die vietnamesischen Panzerlandungsschiffe HQ-505, HQ-604 und HQ-605 (je 1.625 ts). Insgesamt starben bei dem Gefecht 64 vietnamesische Soldaten. |
| 19. Apr. 1988       | Sahand                    | 45        | Im Rahmen der Operation Praying Mantis versenkten Luft- und Seestreitkräfte der US-Navy im Persischen Golf, nahe der Insel Larak, die iranische Fregatte Sahand (1.100 ts), die zuvor einen Angriffsversuch gegen die amerikanischen Streitkräfte unternommen hatte, durch AGM-84 Harpoon und lasergelenkte Bomben. Beim Untergang starben 45 iranische Seeleute. |
| 14. Mai 1988        | Burmah Endeavour          | 2         | Während des Ersten Golfkrieges bombardierten irakische Kampfflugzeuge den iranischen Ölverladehafen auf der Insel Larak. Dabei versenkten sie den britischen Supertanker Burmah Endeavour (231.629 BRT). Zwei Seeleute fanden dabei den Tod. |
| 27. März 2003       | Al-Mansur                 | ?         | Während des Irakkrieges bombardierten F-14-Jets des US-Flugzeugträgers Constellation im Hafen von Basra die Megayacht bzw. Staatsyacht Al-Mansur (7.359 BRT) des irakischen Diktators Saddam Hussein. Das Schiff brannte aus und kenterte später. |
| 27. Feb. 2004       | SuperFerry 14             | 116       | Die philippinische Fähre SuperFerry 14 (10.192 BRT), mit rund 900 Passagieren an Bord und auf dem Weg von Manila nach Cagayan de Oro, sank in der Manilabucht nach einer heftigen Explosion an Bord. Die Fähre brannte aus und kenterte in Küstennähe. 116 Menschen kamen dabei ums Leben. Später stellte sich heraus, dass die islamistische Separatisten- und Terrorgruppe Abu Sajaf eine Bombe an Bord platziert hatte. Es war der schlimmste Terroranschlag radikaler Islamisten auf ein Schiff bis heute (2022). |
| 7. Okt. 2007        | Matsushima                | 12        | Im Indischen Ozean, etwa 650 Seemeilen südöstlich von Dondra, versenkte die Marine Sri Lankas den bewaffneten Frachter Matsushima (3.000 BRT) der paramilitärischen Separatisten- und Terrororganisation Liberation Tigers of Tamil Eelam (LTTE). Das mit Waffen, Munition und Jet-Skiern beladene Schiff sank schließlich nach einer schweren Explosion an Bord, wobei zwölf (oder neun?) Menschen ums Leben kamen. Die Matsushima war das letzte große und hochseefähige Transportschiff der LTTE gewesen. |
| 26. März 2010       | Cheonan                   | 46        | Im Gelben Meer, nahe der Insel Baengnyeongdo, sank die südkoreanische Korvette Cheonan (1.200 ts) nach einer starken Explosion, wobei 46 Seeleute den Tod fanden. 58 Besatzungsmitglieder konnten gerettet werden. Untersuchungen ergaben später, dass das Schiff höchstwahrscheinlich durch einen nordkoreanischen U-Boot-Torpedo versenkt wurde, was durch aufgefundene Bruchstücke und Sprengstoffreste nachgewiesen werden konnte, aber bislang von Nordkorea bestritten wird. |
| 2. März 2022        | Helt                      | 0         | Im Schwarzen Meer, etwa 16 Seemeilen südöstlich des Hafens von Odessa, sank im Kontext des russischen Angriffskrieges gegen die Ukraine das estnische Frachtschiff Helt (2.086 BRT) nach einer starken Explosion. Die gesamte Besatzung von sechs Personen konnte gerettet werden. Als Ursache für die Explosion wird nach aktuellem Stand ein Minentreffer angenommen. |
| 24. März 2022       | Saratow                   | ?         | In Berdjansk, einer ukrainischen Hafenstadt am Asowschen Meer, wurde im Zusammenhang mit dem russischen Angriffskrieg gegen die Ukraine das russische Landungsschiff Saratow (3.400 ts), welches dort zuvor Nachschubgüter und Radpanzer entladen hatte, durch einen ukrainischen Raketen-Angriff, vermutlich mit ballistischen Boden-Boden-Raketen des Typs SS-21 Scarab, zerstört. Das Schiff sank nach heftigen Folgeexplosionen an der Pier auf ebenem Kiel auf Grund, wobei Teile der Aufbauten aktuell noch aus dem Wasser ragen. Über die mögliche Zahl der Opfer gibt es bislang keine gesicherten Angaben. |
| 14. Apr. 2022       | Moskwa                    | ?         | Der russische Lenkwaffenkreuzer Moskwa (12.490 ts), Flaggschiff der Schwarzmeerflotte, wurde nach ukrainischen Angaben am 13. April 2022 rund 120 km südlich von Odessa mit Seezielflugkörpern vom Typ Neptun beschossen und in Brand gesetzt. Das russische Verteidigungsministerium erklärte hingegen, der Kreuzer sei durch die Explosion von Munition aufgrund eines Feuers stark beschädigt und die Besatzung daraufhin auf andere Schiffe gebracht worden. Die Brandursache wird noch untersucht. Die russische Marine versuchte am 14. April 2022, das beschädigte Schiff in den Hafen von Sewastopol auf der Krim zu schleppen. Am selben Tag erklärte Russland, dass das Schiff auf dem Weg nach Sewastopol in „stürmischer See“ gesunken sei. Meteorologen zufolge herrschte dort allerdings kein Sturm. Es handelte sich bei dem Untergang um den nach Tonnage größten militärischen Schiffsverlust durch Kampfeinwirkung seit Ende des Zweiten Weltkrieges. |
| 26. Dez. 2023       | Nowotscherkassk           | 74        | Im Hafen von Feodossija versenkten ukrainische Marschflugkörper das zur Schwarzmeerflotte gehörende russische Landungsschiff Nowotscherkassk (2.900 ts). Nach ukrainischen Angaben sollen dabei 74 Personen an Bord ums Leben gekommen sein. |
| 1. Feb. 2024        | Iwanowez                  | ?         | Vor der Donuslaw-Meeresbucht trafen drei ukrainische Sprengboot-Drohnen die zur Schwarzmeerflotte gehörende russische Raketenkorvette Iwanowez (500 ts). Das Schiff sank nach einer schweren Folgeexplosion an Bord, vermutlich weil die Raketenstartanlagen getroffen worden waren. Der überwiegende Teil der Besatzung soll gerettet worden sein. |
| 2. März 2024        | Rubymar                   | 0         | In den Südausläufern des Roten Meeres sank der unter der Flagge Belizes laufende Massengutfrachter Rubymar (19.420 BRZ), nachdem das Schiff am 18. Februar 2024 im Kontext der Krise am Roten Meer von Huthi-Milizen im Jemen mit einem Seezielflugkörper getroffen worden war. Die Besatzung konnte vollständig gerettet werden, das Schiff aber trieb fast zwei Wochen lang mit halb versunkenem Achterschiff im Roten Meer, ehe es am 2. März 2024 schließlich sank. Große Sorgen bereitet die Düngemittelladung des Frachters, die zu einer Umweltkatastrophe führen könnte. |
| 18. Juni 2024       | Tutor                     | 1         | Im Roten Meer, etwa 67 Seemeilen südwestlich von al-Hudaida, sank am 18. Juni 2024 der unter der Flagge Liberias laufende 229-Meter-Massengutfrachter Tutor (44.479 BRZ), nachdem das Schiff am 12. Juni 2024 im Kontext der Krise am Roten Meer von Huthi-Milizen im Jemen mit einer Überwasserdrohne beziehungsweise einem ferngesteuerten Sprengboot (und möglicherweise auch einem Seezielflugkörper) getroffen und schwer beschädigt worden war. Es handelte sich um das bislang größte im Rahmen der Krise im Roten Meer versenkte Schiff. Ein Besatzungsmitglied kam dabei ums Leben, die übrige Crew konnte von Schiffen der US-Marine gerettet werden. |